# 中国の絵画

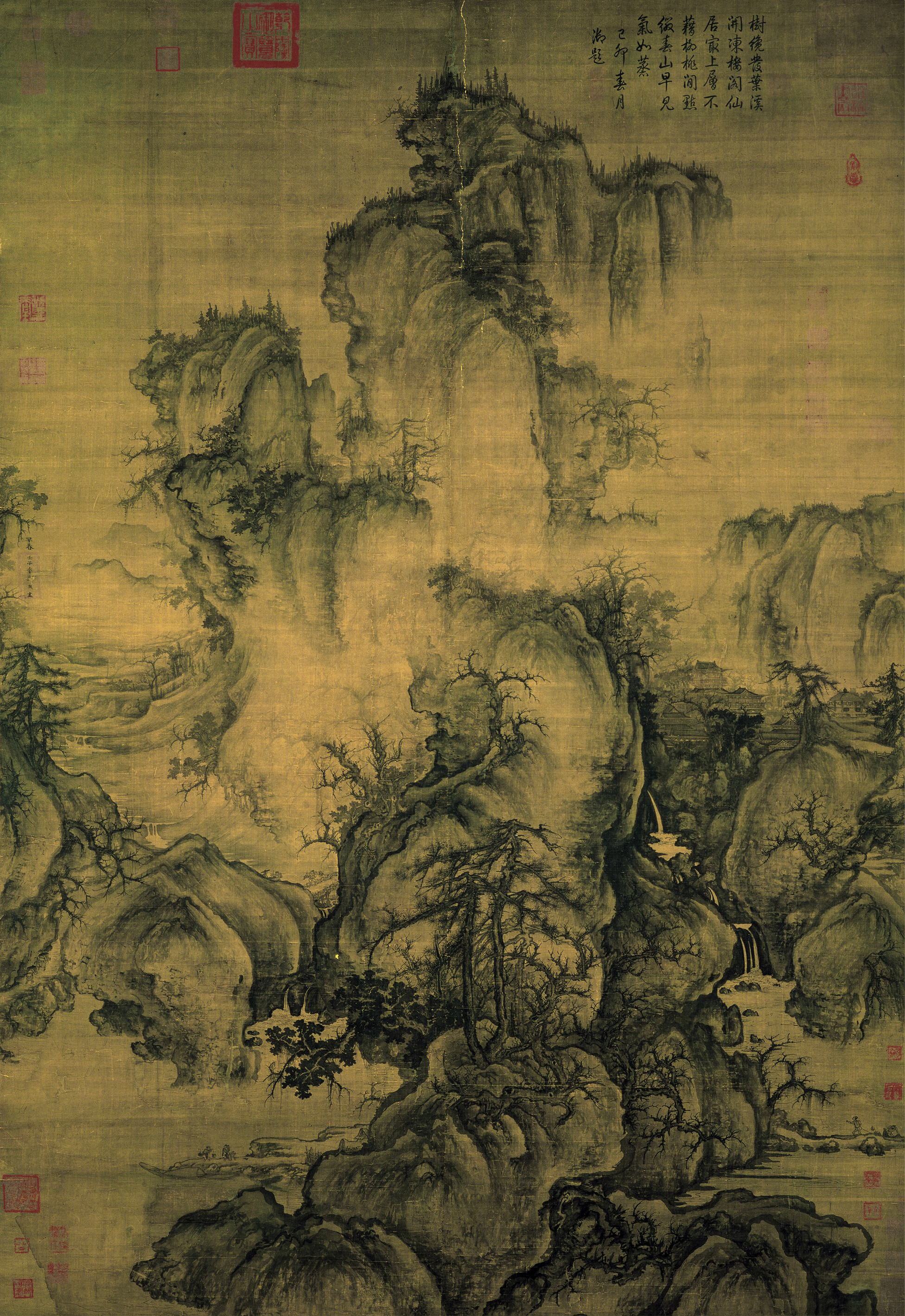
郭煕『早春図』（台北故宮博物院）北宋時代

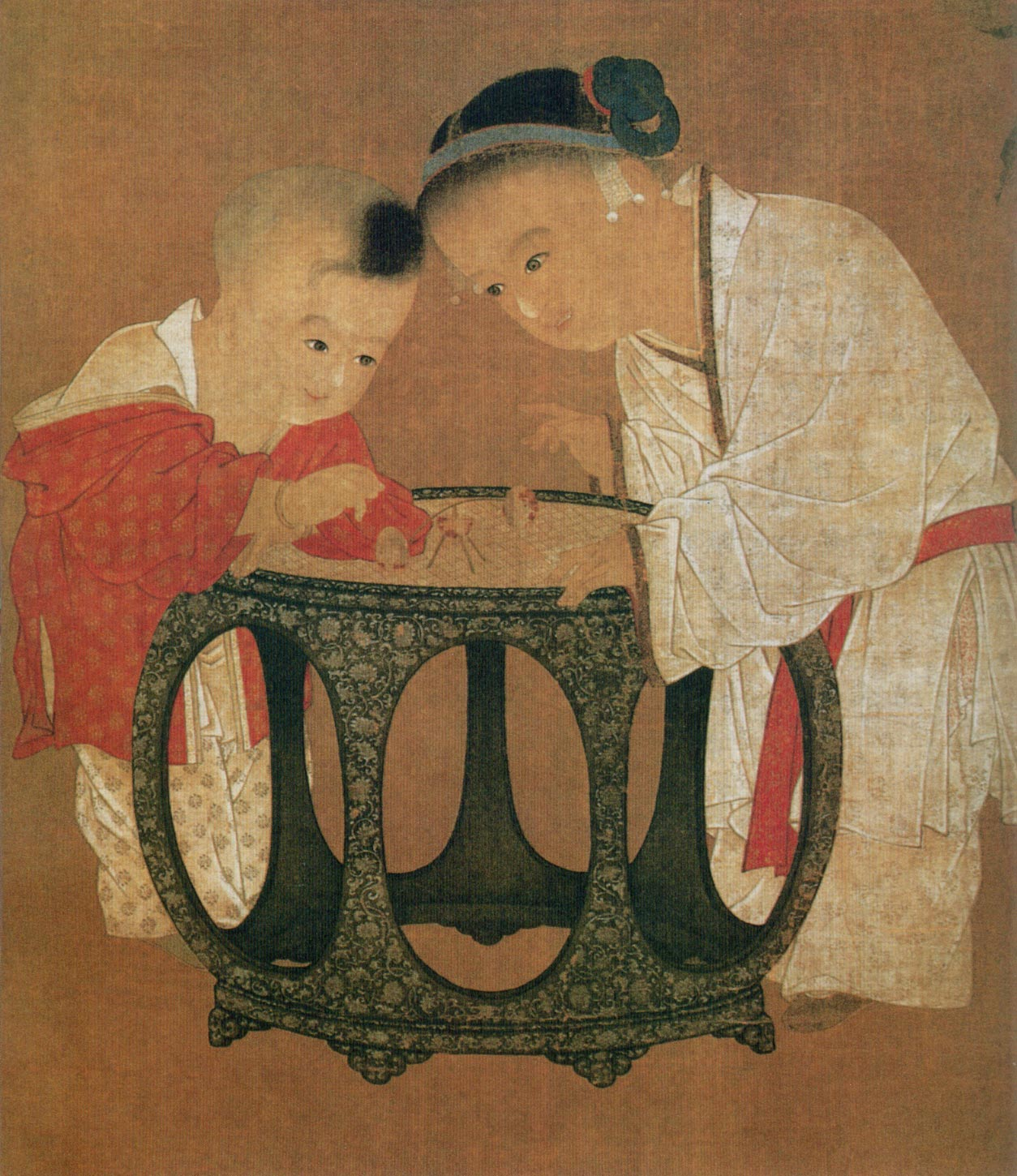
蘇漢臣『秋庭戯嬰図』（部分、北宋末〜南宋時代）（台北故宮博物院）

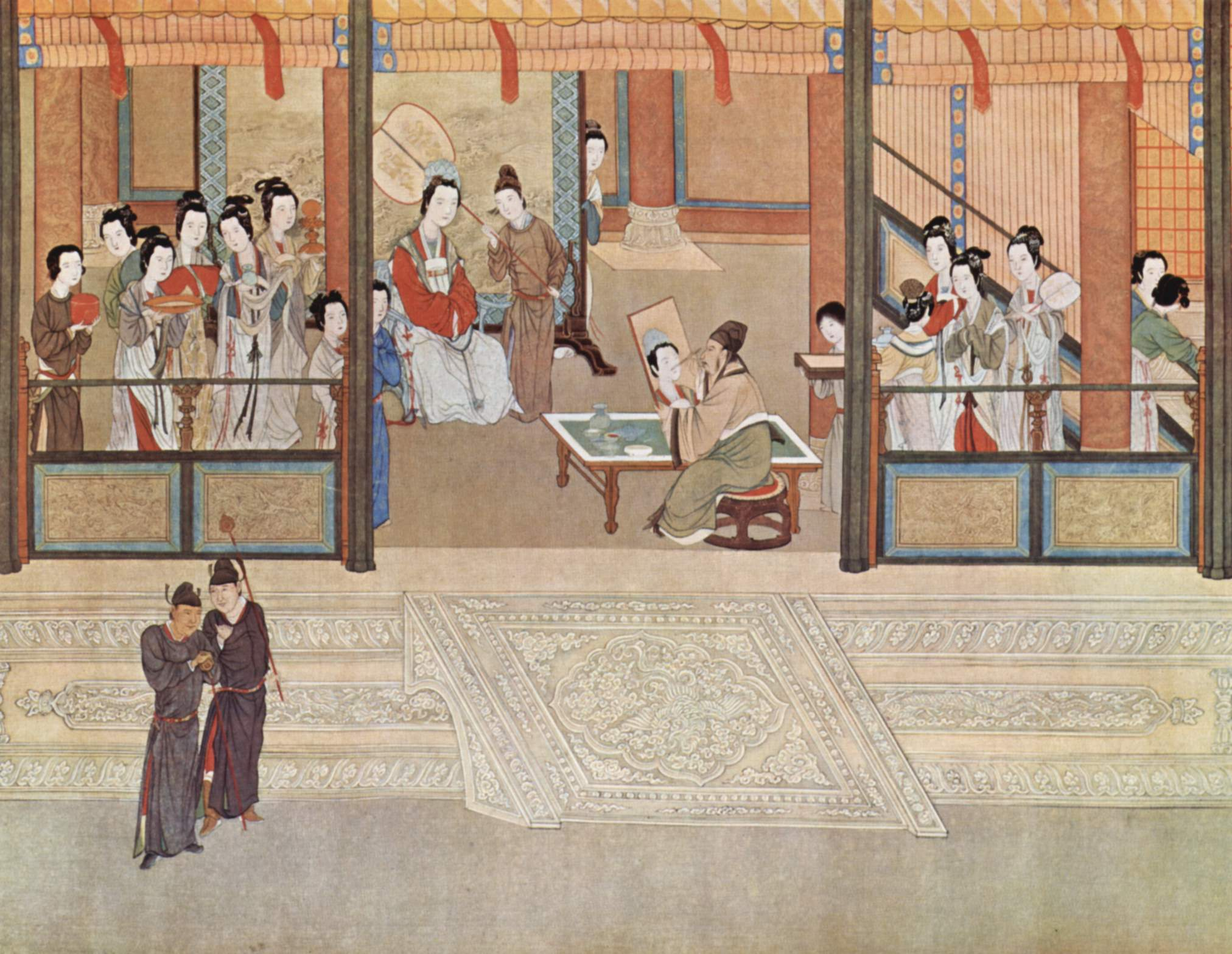
仇英『漢宮春暁図』（部分、明時代）（台北故宮博物院） 前漢の元帝の命により、画家が仕女の肖像を描く場面

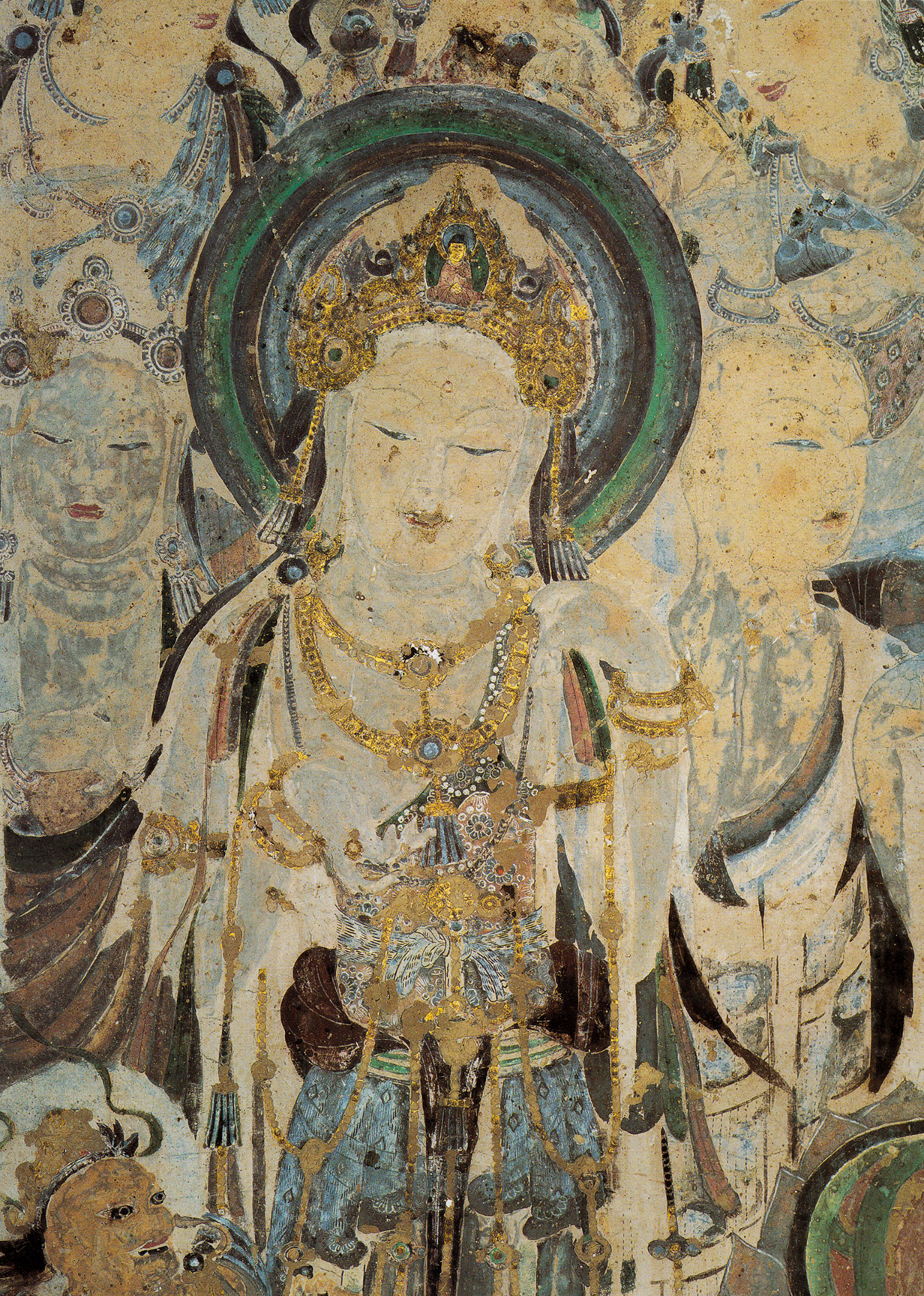
敦煌莫高窟 第57窟壁画『観音菩薩像』唐時代

中国の絵画（ちゅうごくのかいが）では、中国における歴代の代表的な画家やその作品を紹介しつつ、中国絵画の特色と歴史について概観する。

## 中国絵画史の概観

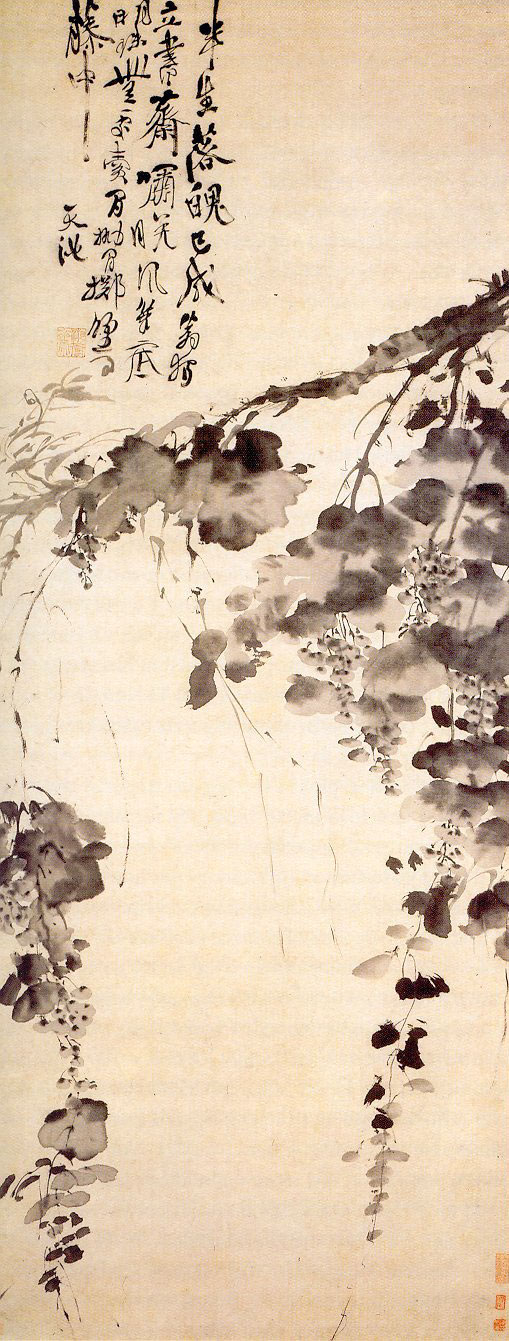
徐渭『葡萄図』明時代

絵画の歴史は、文明の発生とともに、世界各地で自然発生的に始まった。中国においても新石器時代には彩文土器と呼ばれる、幾何学文、人物文、動物文などの絵画を表した土器が製作されている。また、「岩画」と呼ばれる、自然の岩壁に描かれた絵画もあるが、これらは原始美術の段階にとどまっており、後の中国絵画に直接つながるものではない。殷・周・春秋・戦国時代には、青銅器や銅鏡などの文様に絵画的表現がみられる。器物の装飾や墓室の荘厳を離れて、独立した絵画作品がつくられるようになるのは秦・漢時代からである。ただし、漢時代の絵画として現存するものは、墳墓出土の帛画（絹絵）や画像石などに限られている。画史には漢時代の画家の名前も記録されているが、これらの画家の作品は残っていない。南北朝時代に入ると、東晋（4世紀）の画家・顧愷之（こがいし）の伝承作品はいくつか残っており、その画風をしのぶことができるが、現存する顧愷之画はオリジナルではなく、後世の模本である。以後、唐時代までの鑑賞絵画の現存作品はほとんどが模本であり、オリジナルの絵画は敦煌などの辺境の地に残された石窟寺院の壁画や、地下で保存されてきた墓室の壁画といったものに限定されている。中国の絵画はその多くが絹や紙のような脆弱な素材に描かれている。加えて、度重なる王朝の交替やそれに伴う戦乱によって、古画の多くが失われた。画巻などの鑑賞用の小画面の絵画の他に、宮廷の殿舎や仏教寺院の壁画のような大画面の絵画も多数存在したが、これらは建物と運命を共にし、古いものは残っていない。
中国絵画史を大観的に見れば、中唐（8世紀）までは人物画・着色画が主体であり、山水画・水墨画が主要なジャンルになっていくのはそれ以降のことである。水墨による山水画は文人（儒教的教養と道徳とを身に付けた、知識階層の人々）によって愛好された。こうした文人によって制作され享受された絵画を文人画という。文人画は北宋時代・11世紀頃からジャンルとして確立し、元時代には画壇の主流となった。明時代末の董其昌（とうきしょう）は、唐時代以来の山水画の歴史を、北宗画（職業画家系）と南宗画（文人画系）という2つの流れに分類したうえで、南宗画すなわち文人画が優れたものであり、北宗画すなわち職業画家の山水画は学ぶ価値のないものだとした。画家・書家であるとともに高級官僚でもあった董其昌の理論の影響力は大きく、文人画を優位に置き、古画の学習を重んじる風潮は次の清時代にも続いた。一方で、清時代にはそうした粉本主義に反発し、独自の個性的な画風を追求した画家たちも多数存在した。

## 中国絵画の受容

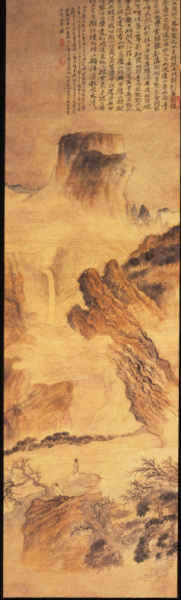
石濤『廬山観瀑図』（泉屋博古館）清時代

中国では、絵画に対する独自の考え方があった。晩唐（9世紀）の張彦遠（ちょうげんえん）の『歴代名画記』は、中国絵画史の古典であるが、この本の巻一「論画六法」（「画の六法を論じる」）において、張はこう述べている。「古より画を善くする者、衣冠貴冑、逸士高人にあらざるはなし。（中略）閭閻鄙賤のよくなす所にあらざるなり」。つまり、「絵画とは、生まれ育ちがよく、人格高潔な君子のたしなむものであって、身分のいやしい者には優れた絵は描けない」ということである。このように、絵画には、それを描く人の人品が反映するという伝統的な考え方があった。また、同書巻一で張彦遠は、言葉を表現材とする「記伝」や「賦頌」には絵画とは異なり「容」「象」などといった「形」を表現する機能が欠けているとの認識を語り、陸機の「物を宣ぶるに言よりも大なるは莫く、形を存するに画よりも善きは莫し」と言と画との異なる点を指摘した文を引用している。これらの言葉に象徴されるように、古く中国では絵画は基本的に「形」「象」「容」といった客観世界の事物の形象、映像を描写再現する「存形」の芸術であるとみなされていたようである。中国には「詩画一如」「書画同源」という伝統的な考え方がある。すなわち、「詩」と「絵画」とは切り離せない密接なものであり、「書」（書法）と「絵画」とは本来同じ根から発しているという考えである。中国において詩と絵画を比較して両者の間に類縁性、同質性を認めるこのような考え方が確立し広く浸透するのは宋代であるが、宋代以前にも詩と絵画を比較しつつ両者の同質性を指摘する文も少なからず存在した。ただし、「絵画」「書道」「文学」という、本来異なる芸術を同一ジャンルに属するもののようにみなす伝統的絵画観に対しては批判的意見もある。鈴木敬（日本人の中国絵画研究者）は、こうした伝統的絵画観には「絵画の理解と分析を永く誤らせた」負の部分があり、それが「（中国の）絵画史を近代の学から離反させた遠因ともなっている」と述べている。
中国絵画は周辺国の文化にも強い影響を与えてきた。中でも日本では、為政者、僧侶、文人、茶人らによって中国絵画が愛好され、多くの中国絵画が輸入されてきた。しかしながら、古い時代に日本に輸入され愛好されてきた中国絵画は必ずしも絵画史の本流の作品ではなく、特定の地域や作風のものに偏っており、このことが日本における中国絵画受容のあり方を特異なものにした。日本で「唐絵」として珍重された宋・元時代の中国絵画の中には、中国の画史には名前さえ出てこない無名の地方画家の作品や、禅僧の余技画などが多数含まれている。前出の鈴木敬は「日本に伝存した〔中国画の〕遺品の種類が極度に偏っていること、日本人のみが中国画を理解できる唯一の外国人であるという自負が、日本人による研究を狭小なものにし、視野狭窄に陥れた」と指摘している。
第二次大戦後は、欧米においても中国絵画の研究が盛んになり、中国、日本、欧米の研究者らによる国際的な研究が進みつつある。スウェーデンの中国美術研究者・オズワルド・シレンは、1956年に大著 Chinese Painting を出版している。これを嚆矢として、アメリカのシャーマン・E・リーやジェームズ・ケーヒルらが中国絵画研究に大きな業績を残した。アメリカにはいくつかの大規模な中国絵画コレクションがあり、中でもクリーヴランド美術館にある前出のシャーマン・E・リーのコレクションと、カンザスシティのネルソン・アトキンス美術館にあるローレンス・シックマン（1907 - 1988年）のコレクションが名高い。

## 中国における伝統的絵画観

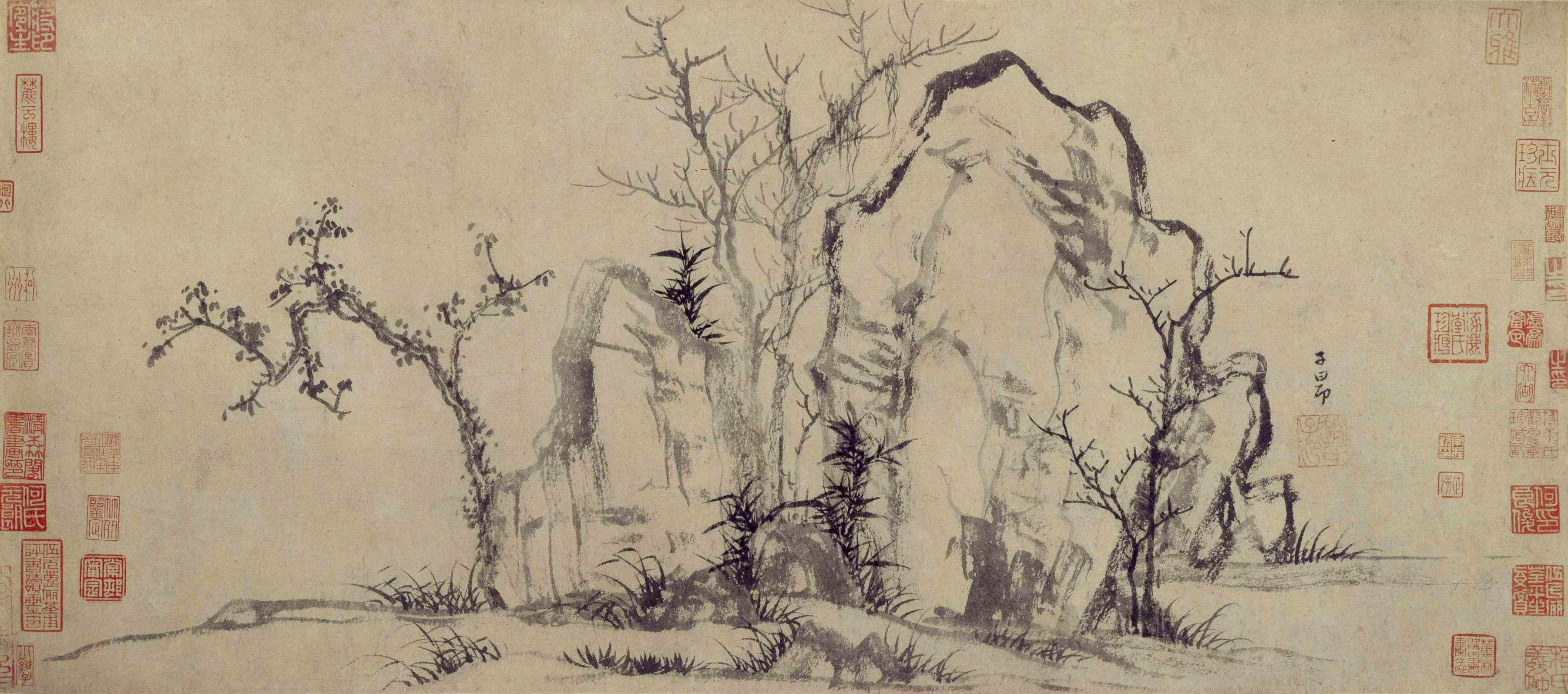
趙孟頫『秀石疎林図』（元時代）書道の筆法がうかがえる作品

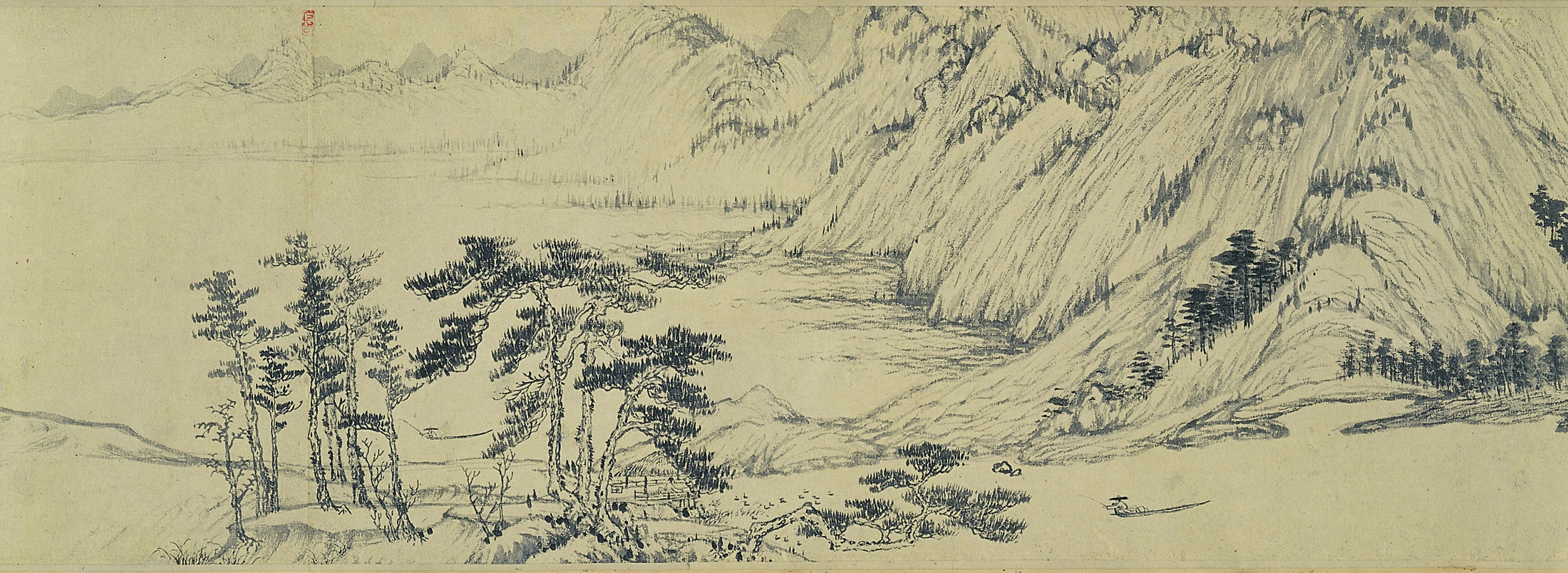
黄公望『富春山居図』（部分、元時代）（台北故宮博物院）

### 絵画の効用
『歴代名画記』の著者・張彦遠（9世紀）は、同書の巻一「叙画之源流」（「画の源流を述べる」）において、絵画の効用を次のように述べている。
夫れ画なるものは、教化を成し、人倫を助け、神変を窮め、幽微を測り、六籍と功を同じくし、四時と幷（なら）び運（めぐ）る。天然に発し、述作によるにあらず。
（大意）絵画というものは、人を正しい道に教え導き、世界の神秘を見通し、儒教の六つの古典と同じ功があり、四季とともにめぐるものである。自然に発するものであって、人の作為によるものではない。
このように、絵画には勧戒（勧善懲悪）の社会的効用があると考えられていた。

### 詩書画一致
中国においては、長い歴史のなかでさまざまな分野の芸術が栄えたが、中でも南北朝時代（六朝）の書、唐時代の詩、宋時代の絵画はその頂点をなしている。中国の絵画は書とともに、その内容、形式、表現方法の点で、他の文化圏とははっきり異なった独特の発達をとげてきた分野である。中国の伝統的価値観では、造形芸術を代表する分野は「書」と「画」であり、今日、世界的に評価の高い中国の陶磁器や仏像彫刻などは、美術というよりは工芸品の範疇に属するものであった。そもそも、「美術」という漢語自体が、近代以降、日本から中国へ逆輸入された語であり、近代以前の中国で「美術」に相当する語は「書画」であった。
中国絵画は文学や書との縁が深く、山水画の余白や画巻の巻末に絵の内容と関連する詩や文章（題賛、題跋）が書き付けられていることがしばしばある。西洋の絵画観では、絵画の余白に詩や文を書き込むということは、絵画の表現を詩や文が補っているということになり、造形芸術としての絵画の純粋性の放棄ということになりかねないが、中国の伝統絵画は西洋絵画とは全く異なった歴史的・文化的背景、異なった原理に基づいて制作されている。中国には「詩書画三絶」という言葉があり、詩作、書道、絵画の3つに通じていることは文人の理想であった。中国の文人には、親しい友人の旅立ちや再会など、機会あるごとに詩を作り、贈り合う習慣があった。題画詩（絵画の内容を表した詩）は詩の重要なジャンルであり、山水画や花鳥画には、しばしば同じ画面上に題画詩が書かれ、詩書画の3者が一体となって鑑賞された。
北宋の文人蘇軾（そしょく）は、王維（唐の画家・詩人）の画を「味摩詰之詩、詩中有画;観摩詰之画、画中詩有(王維の詩を味わって読むとその中には画があるようで、王維の画をよくよく観るとその中には詩があるかのようだ)」と評した。蘇軾はまた「少陵の翰墨は無形の画、韓幹の丹青は 語らざる詩」と言っている。「少陵」は唐代の詩人・杜甫の号、韓幹は唐代の画家、「丹青」（赤と青）は絵画を意味し、前述の蘇軾の言葉は「杜甫の詩は無形の画であり、韓幹の絵は無言の詩である」という意味である。また蘇軾は「画を論じるに形似を以てするは、見児童と隣す。」と述べ、絵画は「形」や「物」にとらわれるのではなく「意」や「情」をこそ表現するべきだとした。これに対し、晁補之は詩と絵画の関係を論じて「画は物外の形を写すも、物の形の改まざるを要する」と言い、絵画とは対象物の「形」を超えた「形」を描くものであるが、対象物の「形」を写し損なってはならないとし、「形似」の重要性を指摘している。一方で王若虚は、蘇軾は「形似」を超えたところに詩画の価値を見出そうとしており、「形似」を完全に否定しているのではなく「形似」のみに固執することを否定しているに過ぎないと述べる。
また、中国では「書画同源」ということがしばしば言われる。中国の文人にとって、書（文字）と絵画とは、絹（または紙）、墨、筆という同じ用具を使って制作する「線の芸術」であり、文人画家は書の筆法をもって墨竹、墨梅などの絵画を制作した。米芾（べいふつ、宋）、趙孟頫（ちょうもうふ、元）、徐渭（じょい、明）、董其昌（とうきしょう、明）のように、画家としても書家としても高名な人物は数多い。
張彦遠は『歴代名画記』の中で「書と画とは同体異名であり、そもそも文字の起源は象形、つまり画であった」と言っている。元時代の文人画家・趙孟頫は「書画同源」を明確に主張し、こう述べている。「石は飛白の如く、木は籀（ちゅう）の如く、竹を写しては書の八法に通じるべし」。「飛白」とはかすれた線を用いる書体の一種、「籀」とは大篆（だいてん）とも称する、古代の金石文にみられる書体のことで、「石を描くときは飛白のようなかすれた線で描き、木を描くときは大篆のような線で描き、竹を描くときは『はね』『払い』などの書の八法を用いるべきだ」ということである。

### 「画の六法」と気韻生動
中国絵画においては伝統的に「気韻生動」ということが重視されている。「気韻生動」とは南北朝時代・南斉の謝赫（しゃかく）が著書『古画品録』において唱えた、画の「六法」（りくほう）の第1番目に出てくる語で、「気韻」は「生命力」「人を感動させる力」「すぐれた精神」「風格」などと訳されている。この「六法」は、後世の絵画制作や画論にも強い影響を与えた。謝赫のいう「六法」とは、「気韻生動」「骨法用筆」「応物象形」「随類賦彩」「経営位置」「伝移模写」（伝模移写とも）の6つである。「骨法用筆」とは、描法や運筆がしっかりしていること、「応物象形」、「随類賦彩」、「経営位置」とは、それぞれ、物の形を正しく写すこと、ふさわしい色彩を施すこと、構図や構成がしっかりしていることであり、「伝移模写」とは伝統に学ぶことを指す。つまり、絵画においては運筆、形体、彩色、構図がしっかりしていることや古典に学ぶ姿勢も大切であるが、そのうえに「気韻」が生き生きとしていなければならないということである。「六法」のうち2番目の「骨法用筆」以降は実際の絵画制作にかかわる具体的な指針であるが、1番目の「気韻生動」のみは何を指しているのかが曖昧で、「気韻」に関してはさまざまな解釈がある。
なお、以上のような「書画同源」「気韻生動」を中国絵画の特質として過度に強調することに対しては懐疑的な意見もある。「気韻生動」という句自体の意味について、謝赫自身は何も説明していない。古原宏伸は、「気韻」に代わるべき新しい用語や概念が生み出されないまま、「気韻」という曖昧でいわくありげな語が後世に拡大解釈され、新たな意味が付加されたものであろうという。

## 中国絵画の特質

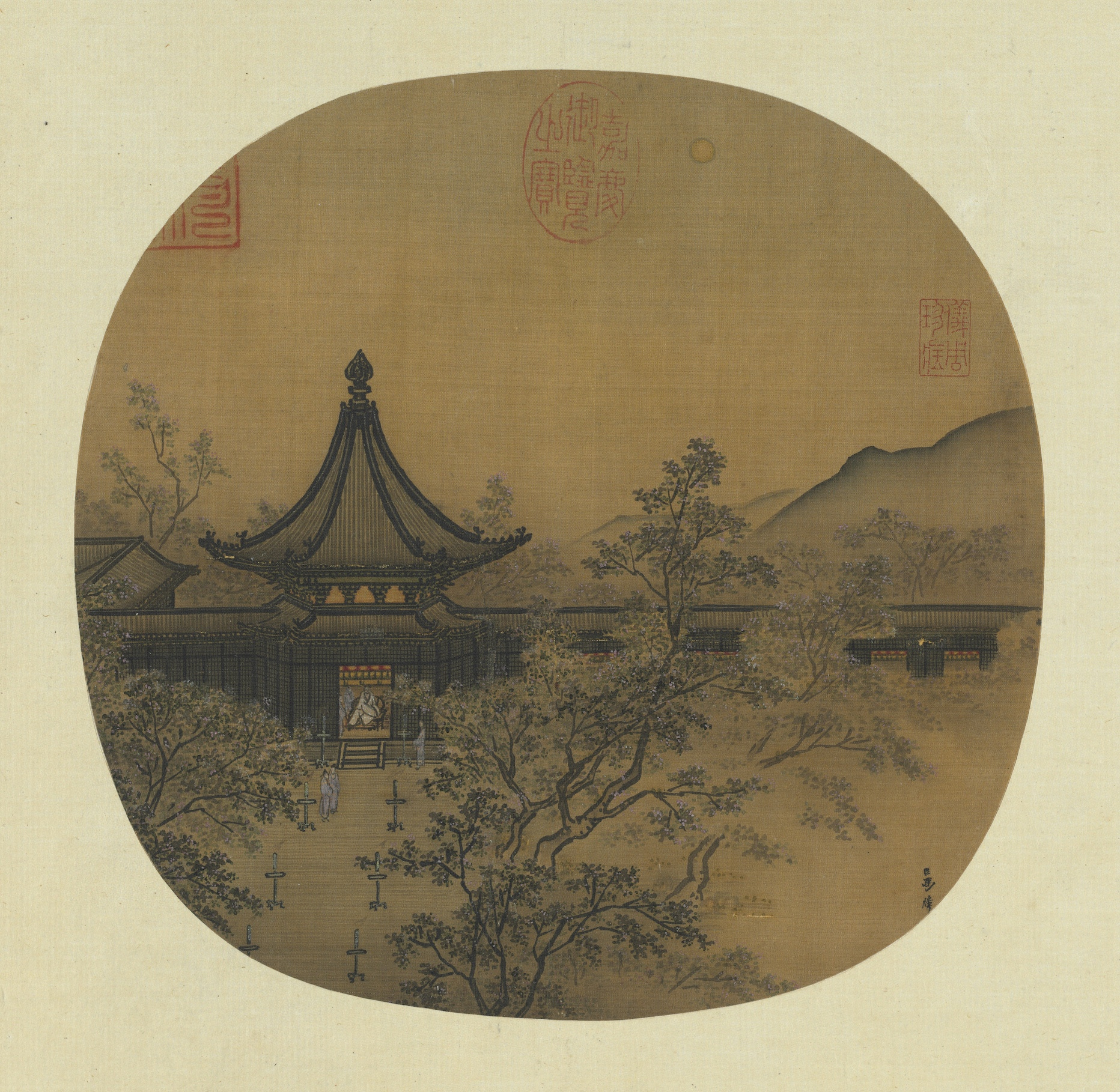
夜景図の例 馬麟『秉燭夜遊図』

### 中国絵画と西洋絵画の表現方法の相違
中国絵画は、空間や光の捉え方、表現方法の点で、西洋絵画とは根本的な相違がある（本節でいう「中国絵画」「西洋絵画」とは、19世紀以前の伝統的な画法によるそれらを指す）。西洋のルネサンス以降の絵画は、透視図法と明暗法に基礎があった。透視図法（線遠近法）は、画家の視点を一点に定め、画面の中の特定の一点（消失点）に向けてすべての線が収斂し、近くのものは大きく、遠くのものは小さく描く技法である。明暗法とは、画中の事物を照らす光源（たとえば窓から入る陽光）を特定し、光の当たる面は明るい色で、陰になる部分は暗い色で描く技法である。一方、中国の画家たちは、人物や自然を観察して、それを画面に表すという点では西洋の画家と同じだが、表現のしかたが異なっていた。中国絵画にも遠近表現はあり、北宋の画家・郭煕（かくき）はそれを「三遠の法」といった。「三遠」とは高遠（仰角視）、平遠（水平視）、深遠（俯瞰視）の3つをいうが、中国の山水画では、近景の岩は俯瞰視、遠景の山は仰角視で描くなど、同じ1枚の絵の中に複数の異なった視点が共存することが珍しくない。西洋絵画では、海、川、湖などの水面を描く場合、水面に映る樹木、山、船などの投影像を目に見えたとおりに描くのが普通である。しかし、中国絵画ではこうした水面への反映を描き込むことはまれである。中国絵画では影を描く習慣がなく、事物の色彩は固有色をもって表され、事物の光の当たっていない側を暗い色で描くという習慣もなかった。西洋絵画で夜景を描く場合、照明の当たっている部分以外は暗く描くのが普通だが、中国絵画の夜景は昼間の光景と同じ色（固有色）で表され、それが夜景であるということは夜を示す事物、たとえば、月、燈火、ろうそくの火などを画中に描き込むことによって表現した。中国の画家にとって、絵画とは、自然を目に見えたそのままに再現することではなく、対象の本質を描くことであった。元時代の文人画家・黄公望は「画は意を表現するものだ」と言ったが、この「意」とは、対象の本質にほかならない。画家は、水面に映る投影が実態のないものであり、本質的でないと考えれば、あえてそれを描かなかったのである。人物画については「伝神」ということが言われる。この「神」はGodの意味ではなく、人物の内面的性格、精神という意味であり、人物画は人物の外見を似せて描く（写貌）だけでなく、その内面を写す（伝神）ものでなければならないとされる。

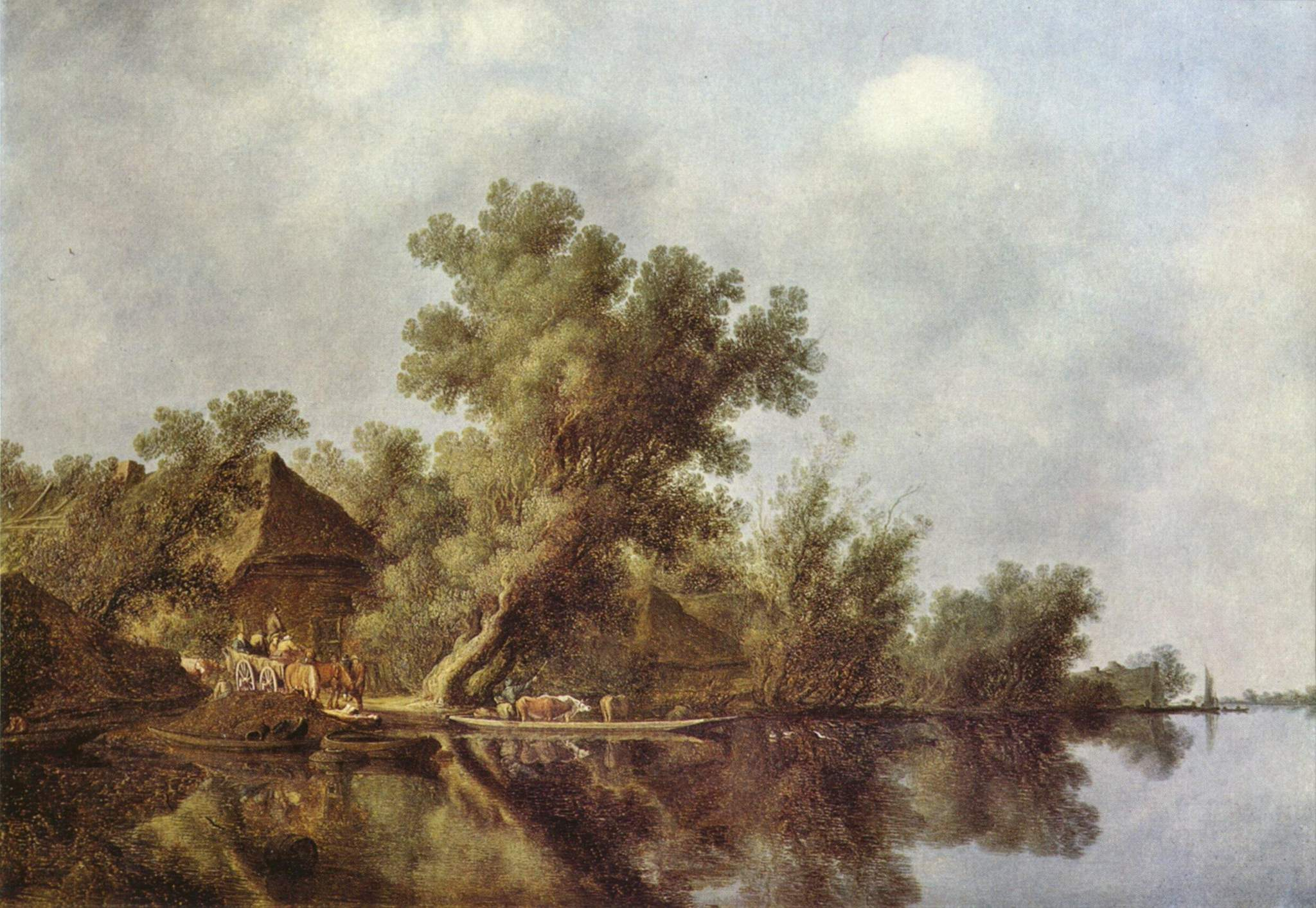
（西洋絵画）ヤーコプ・ファン・ロイスダール（17世紀、オランダ）の風景画　樹木、舟などの水面への反映は忠実に描写されている
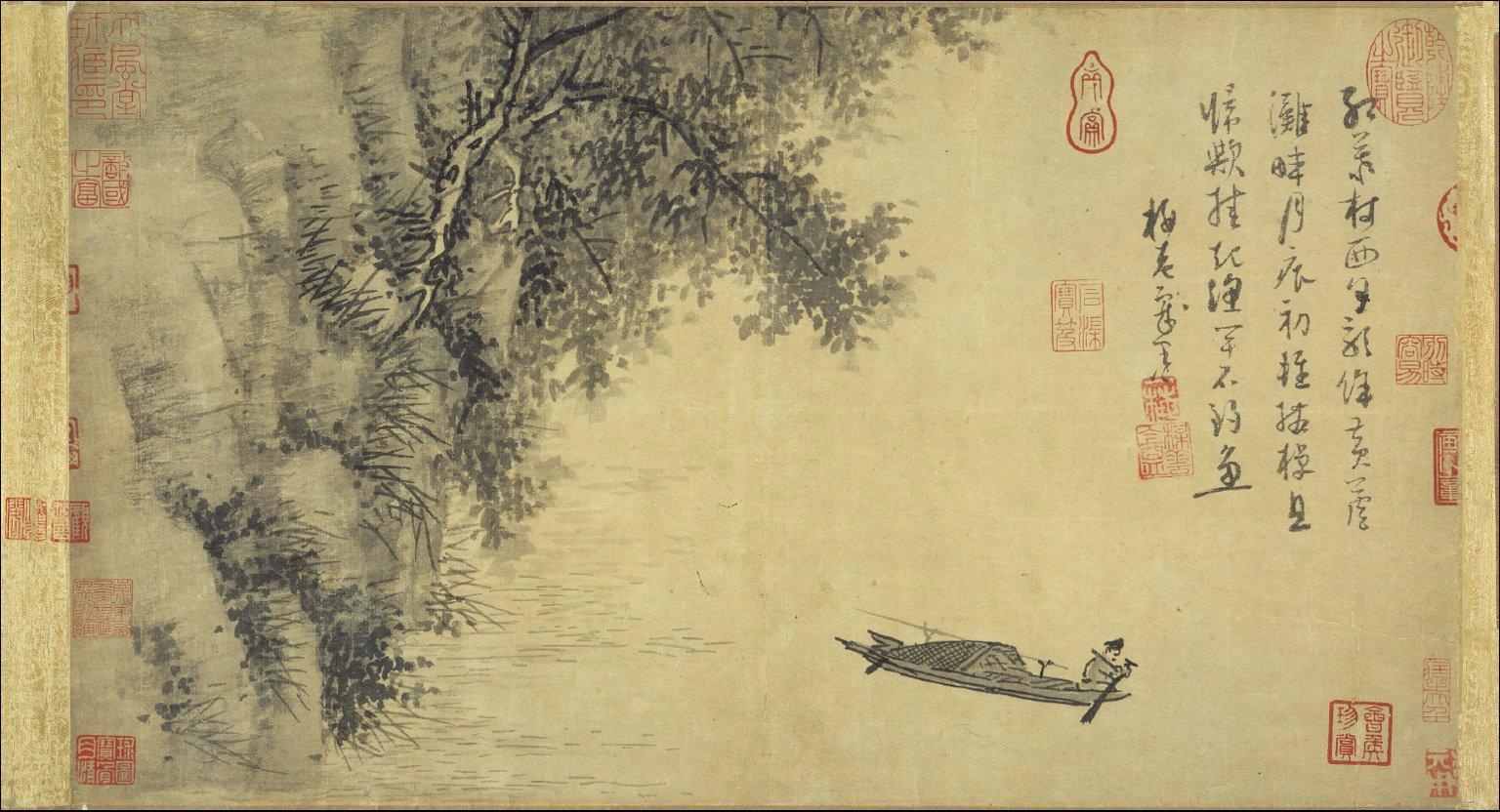
（中国絵画）呉鎮『蘆灘釣艇図巻』　舟の水面への反映は描かれない
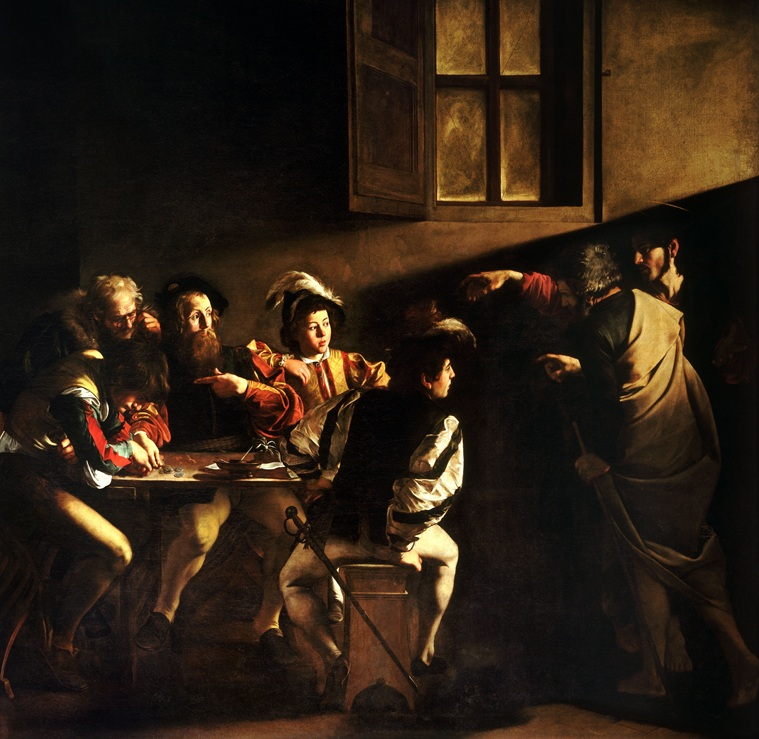
（西洋絵画）カラヴァッジョ『聖マタイの召命』　光源は明確で、光の当たる部分は明るく、当たらない部分は黒っぽく描かれている。
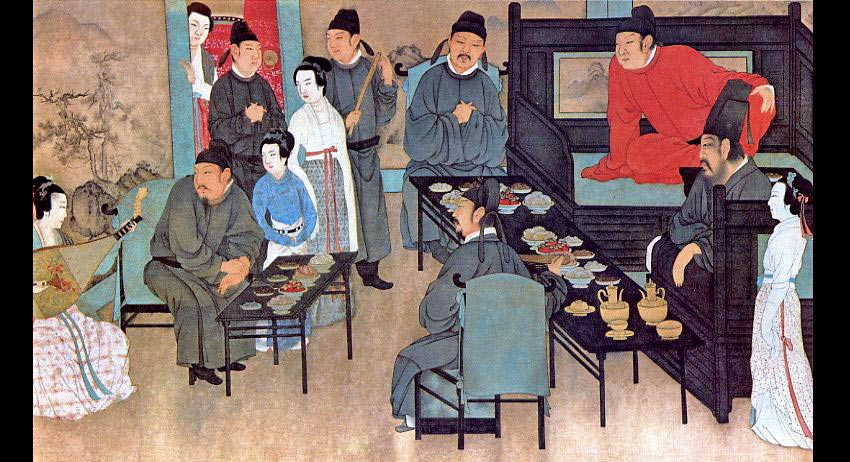
（中国絵画）伝・顧閎中『韓熙載夜宴図』（部分）　夜の室内という設定だが、光源は不明。陰影や明暗の表現はなく、人物・事物は固有色で描かれる。

### 文人画
中国の文化、特に宋時代以降の文化は、文人、士人、士大夫（したいふ）と呼ばれる人々がリードした文化であった。中国絵画史、特に宋時代以降のそれは、文人・士大夫が自ら筆をとり、享受した絵画、すなわち文人画が重要な位置を占める。文人とは、儒教的価値観を基盤にした教養と道徳を身に付けた知識層のことである。そのなかで、高級官僚の地位にある人々を士大夫と尊称した。彼らは官吏登用試験である科挙に合格したエリート層であって、一般庶民とははっきり区別されていた。むろん、文人画家以外に、宮廷画家や民間の職業画家も存在したが、明末の董其昌（とうきしょう）のような理論家は、文人画を上位に置き、職業画家の絵画は、たとえ技巧の点で優れていても、文人画よりは一段価値の下がるもの、学ぶ価値のないものと見ていた。こうした文人画の主流は、ジャンル的には山水画であり、技法的には絹（または紙）に墨一色で描かれた水墨画であった。

### 山水画

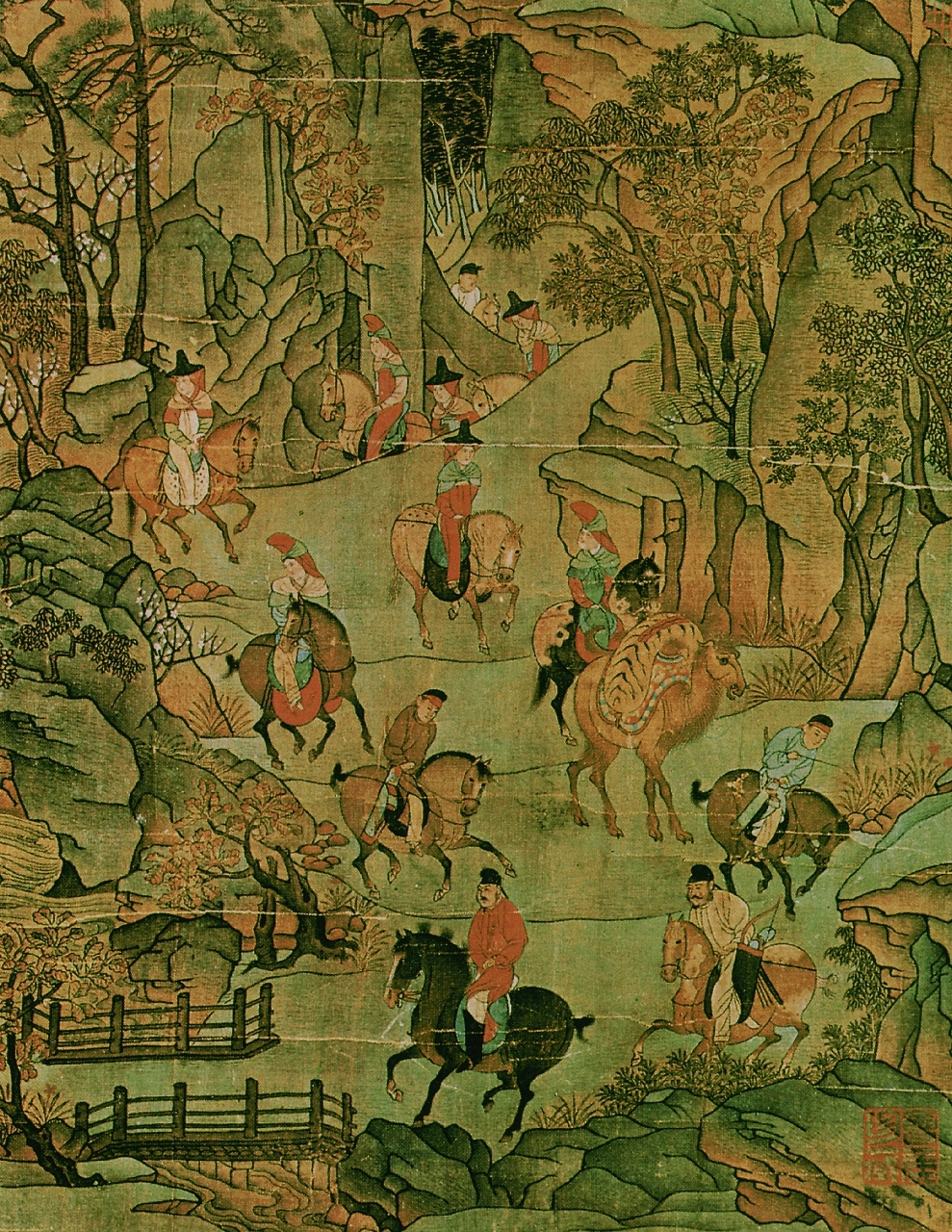
（青緑山水画）『明皇幸蜀図』（部分）

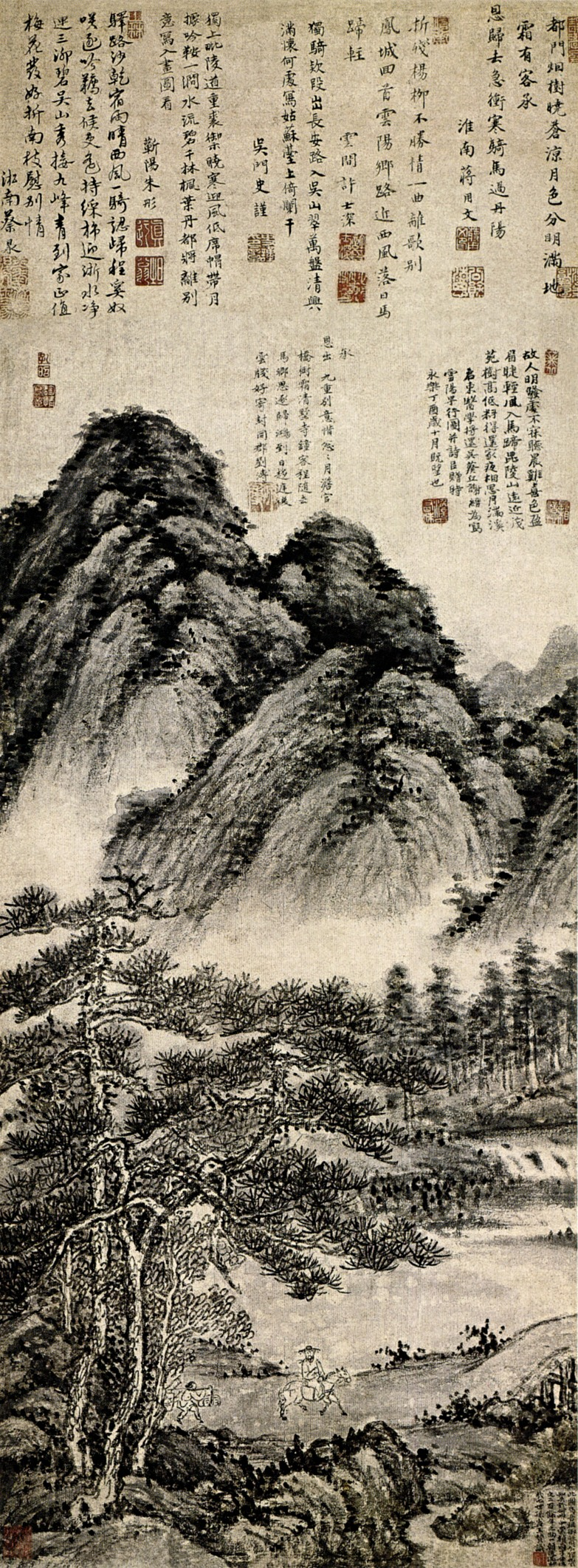
（水墨山水画）謝縉『雲陽早行図』（上海博物館）

中国絵画のジャンルには山水画、花鳥画、人物画、走獣画、道釈画（宗教絵画）などがあるが、長い中国絵画史のなかで特異な位置を占めるのが山水画である。「山水画」は、字義どおりには「山」と「水」（川や湖水）を描いた絵画という意味であるが、英語ではlandscape painting すなわち「風景画」と訳されている。西洋の伝統的な絵画観では、絵画のジャンルの中で歴史画や宗教画、すなわち、聖書、古代神話、歴史上の事件などを題材にして構想された絵画がヒエラルキーの上位にあり、静物画、風景画などは下位のジャンルであった。ルネサンス期においては、歴史画などの背景として風景が描かれることはあっても、風景自体が完成画の主題となることは考えられなかった。これに対して中国絵画においては、山水画、それもモノクロームの水墨山水画の占める位置が非常に大きい。ただし、中国絵画は最初から水墨山水が主体だったわけではない。唐時代までの絵画は人物画が中心で、山水画も「青緑山水」という彩色画であり、水墨画はむしろ後発の技法であった。南朝の劉宋の宗炳（そうへい）には『画山水序』という著作があり、南北朝時代にはすでに山水というジャンルがあったことがわかるが、山水画が中国絵画のヒエラルキーの上位に位置づけられるのは宋時代のことである。
宋時代以降、文人士大夫（ぶんじんしたいふ）、すなわち、儒教的教養を備え、科挙に合格したエリート官僚が中国文化の主たる担い手となったことは、山水画の隆盛と大きく関係している。中国の文人には伝統的に老荘思想に基づく隠逸への志向があった。文人にとっての山水画とは、単なる風景画ではなく、彼らが理想とした、俗世間を離れた理想郷を表したものであった。アメリカの中国絵画研究者マイケル・サリヴァンは、著書『中国山水画の誕生』の序文において「中国の山水画家は、ただたんに自然の外観や目に見える姿を描写しているのではなく、自然に内在する生命と自然を支配する調和をも描写しているのである」「中国の山水画は、岩や木、あるいは山や川ということばをとおして語られた中国人の人生観そのものにほかならない」と述べている。山水画には山や川だけでなく、しばしば点景人物や楼閣が描かれる。そうした人物の多くは旅人であり、独り舟を浮かべる漁師であり、あるいは侍者を伴った高士である。画中に描かれる楼閣は、画中の道を歩む高士の向かう目的地と、そこでの風雅な生活を暗示する。山水画にしばしば描かれる漁師は単なる労働者ではなく、隠者の象徴としての意味があり、何ものにもとらわれない自由な境地を表している。俗世間を離れ、静かな山水に囲まれて詩作にふけり、琴を弾じ、友と酒を酌み交わし清談（俗世間と離れた高尚な議論）にふける生活は、文人士大夫の理想とするものであった。

## 中国絵画理解のための基本語彙

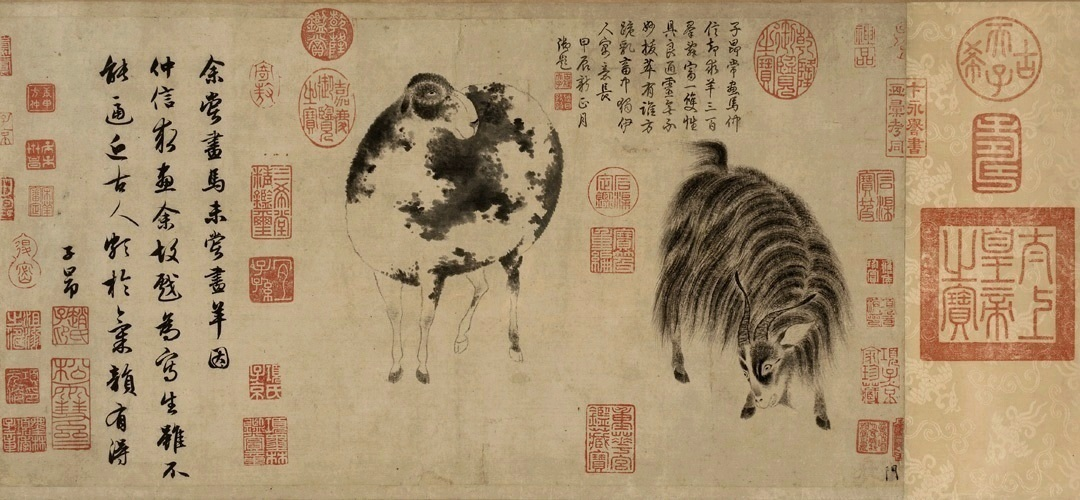
趙孟頫『二胡羊図』（元時代）左の羊は潤筆の点描、右の山羊は焦墨渇筆の線描

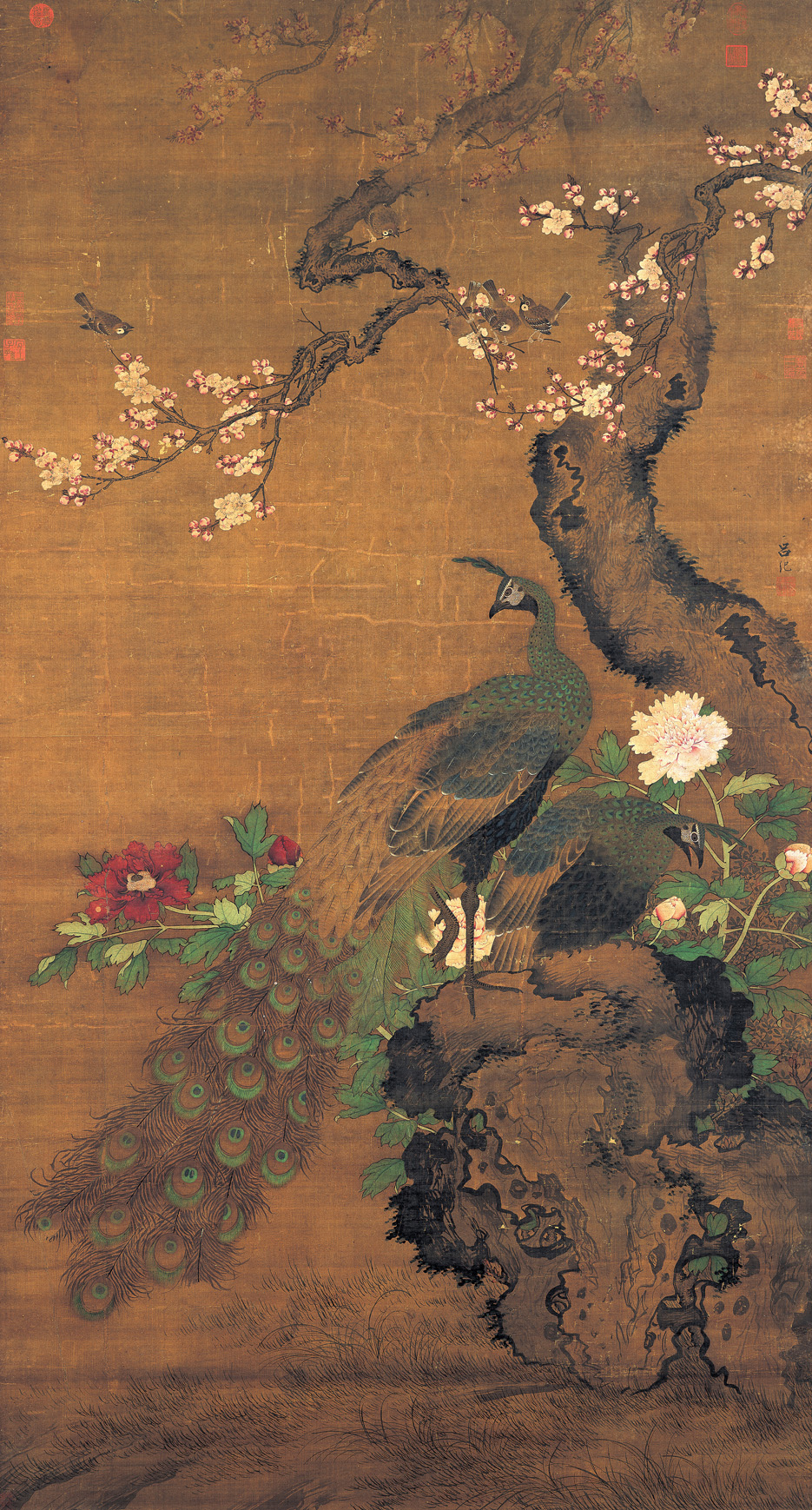
工筆花鳥画の例 呂紀『杏花孔雀図』（明時代）

（以下に説明した語句については、本文解説中では注釈を省く。）
- 丹青（たんせい） - 字義は「赤と青」のことであり、転じて「色彩」「絵画」の意で用いられる[40]。
- 用筆と用墨 - 唐末・五代の山水画家荊浩（けいこう）は、自著『筆法記』において、「自分は、呉道子の用筆と項容の用墨の長所を取り入れて、自己の山水画様式を確立した」という意味のことを述べている（呉道子と項容はいずれも唐代の画家）。ここでいう「筆」とは筆線、線描のことであり、「墨」とは水墨の「にじみ」や「ぼかし」を生かした技法のことを指す[47][48]。
- 工筆画と写意画 - 主として、花卉画について用いられる概念である。工筆画は主として彩色画で、対象の輪郭線を精密に描き、その内側を彩色で埋めていく方式である。対する写意画とは、対象の外形を精密に再現しようとするものではなく、対象の「意」（本質、精髄）を描こうとするもので、色彩を用いる場合もあるが、水墨技法を主体とする。一例として、蘭の葉を描く場合、工筆画であれば葉の表側、裏側を精密に描写するが、写意画では葉のねじれている部分で描線が途切れてしまう場合がある。写意の花卉画の名手としては徐渭（じょい、明）、陳淳（明）などが知られる[49]。
- 白描（はくびょう） - 墨一色で描く技法の一種であるが、「水墨画」とは異なり、もっぱら線描（輪郭線）のみをもって描写する技法。白描画の名手としては呉道玄（唐）、李公麟（宋）などが知られる[50]。
- 界画（かいが） - 楼閣、船などを定規を用いて正確に描写した画のこと。定規が墨で汚れないように、筆に断面半円形の筒をかぶせて定規に当て、線を引く。元の郭忠恕、明の王振鵬などが名手として知られる[51]。
- 鉤勒填彩（こうろくてんさい） - 対象の輪郭線を描き（鉤勒）、その中を彩色で埋める（填彩）画法[52]。
- 没骨（もっこつ） - 上述の鉤勒填彩とは対照的に、輪郭線を用いず、面によってものの形を表す技法[52]。
- 潑墨（はつぼく） - 水墨画の技法の一つだが、具体的にどのような技法であるかについては諸説ある。「潑」は「墨を注ぐ、はね散らす」ということで語義どおりには大量の墨を注いで描く技法ということになる。『唐朝名画録』には王墨という人物が潑墨技法で作画したエピソードが紹介されている。王墨とは「墨の王さん」という意味で、本名ではなく、他書では「王黙」「王洽」と表記している。王墨は素性不明の人物だが、酔った勢いで、筆の代わりに手足を使って墨をこすりつけたりして、偶然にできた墨の形から山水や風雨を描き出し、その見事さは神業のようであったという。このエピソードによれば、墨を注いで偶然生じた形をもとに山水樹木などを描く技法ということになる[53][54]。
- 破墨（はぼく） - 『歴代名画記』に「破墨」の語があり、王維がこの技法を使用していたことがわかるが、具体的技法や「墨を破る」の語義については諸説あり明確でない。また、上述の「潑墨」としばしば混同される。一般的には、淡墨と濃墨の両方を用いて変化をつける技法と解釈されている[55][56][54]。
- 焦墨（しょうぼく） - 水気の少ない、黒色の濃い墨を指す。
- 渲染（せんせん） - 填彩のように平面を一様に塗るのではなく、水気を多く含んだ墨または色をにじませて濃淡を表す技法[57]。
- 皴法（しゅんぽう） - 「皴」の原義は「ひび」「しわ」のことだが、転じて中国画において山や岩の輪郭や表面のごつごつ、ざらざらとした感触を表す画法のこと。以下に例示するようなさまざまな種類がある[58][59]。
- 斧劈皴（ふへきしゅん） - 皴法のうち、斧で断ち割ったような硬い感じを表すもの。筆を画面にしっかり押し付け、斜め下方に引くようにして表す[60]。
- 披麻皴（ひましゅん） - 麻皮皴（まひしゅん）ともいい、「麻の繊維をほぐしたような皴法」という意味。五代・北宋の江南山水画（董源など）において、山の輪郭を複数の線を重ねて描き、柔らかい感じを出すために用いられている[61]。
- 雨点皴（うてんしゅん） - 雨粒が土塀に次々と当たって、土塀の色を変えていくような感じを表すもので、逆筆（下から上へ）の短いタッチを重ねていくもの。北宋山水画の代表作である『谿山行旅図』（北宋・范寛）に用いられている[62]。
- 折帯皴（せったいしゅん） - 順筆で水平に筆を動かした後、下方に直角に払うもので、元末四大家の倪瓚（げいさん）の山水画に効果的に用いられている[60]。
- 米点（べいてん） - 北宋の米芾（べいふつ）・米友仁父子の創始とされる技法で、輪郭線を描く代わりに、筆の腹を使い、横長の楕円形の点を描き連ねて山などを表す技法[61][54]。
- 点苔（てんたい） - 岩上の苔、山上の樹木などを表すために細かい点を打つ技法[63]。
- 擦筆（さっぴつ） - 半渇きの筆を側筆でこすりつけるようにして描く技法。上述の皴法と併せて「皴擦」（しゅんさつ）ともいう。
- 三遠法（さんえんほう） - 北宋の郭煕（かくき）の『林泉高致』にみえるもので、高遠、平遠、深遠の3つの遠近法を指す。高遠は山を麓から見上げてその高さを表すもので、仰角視にあたる。平遠は近くの山から遠くの山を望み見るもので、水平視にあたる。深遠は「山の前から山の後を窺うもの」で、やや難解であるが、俯瞰視と解釈するのが一般的である[64][65]。
- 花卉翎毛画（かきれいもうが） - 「卉」は草、「翎」は鳥の羽、「毛」は獣の毛の意味で、全体として草花鳥獣画という意味。
- 仕女図（しじょず） - 仕女とは宮中に仕える女性の意だが、「仕女図」は「美人図」とほぼ同義。
- 折枝画（せっしが） - 字義は「折り取った枝」の意だが、「折枝画」とは、花木の全体の姿ではなく、一つの枝のみをクローズアップして画題としたもの。
- 道釈画（どうしゃくが） - 道釈人物画ともいう。道教または仏教関係の人物（羅漢など）を描いた宗教画をさす。

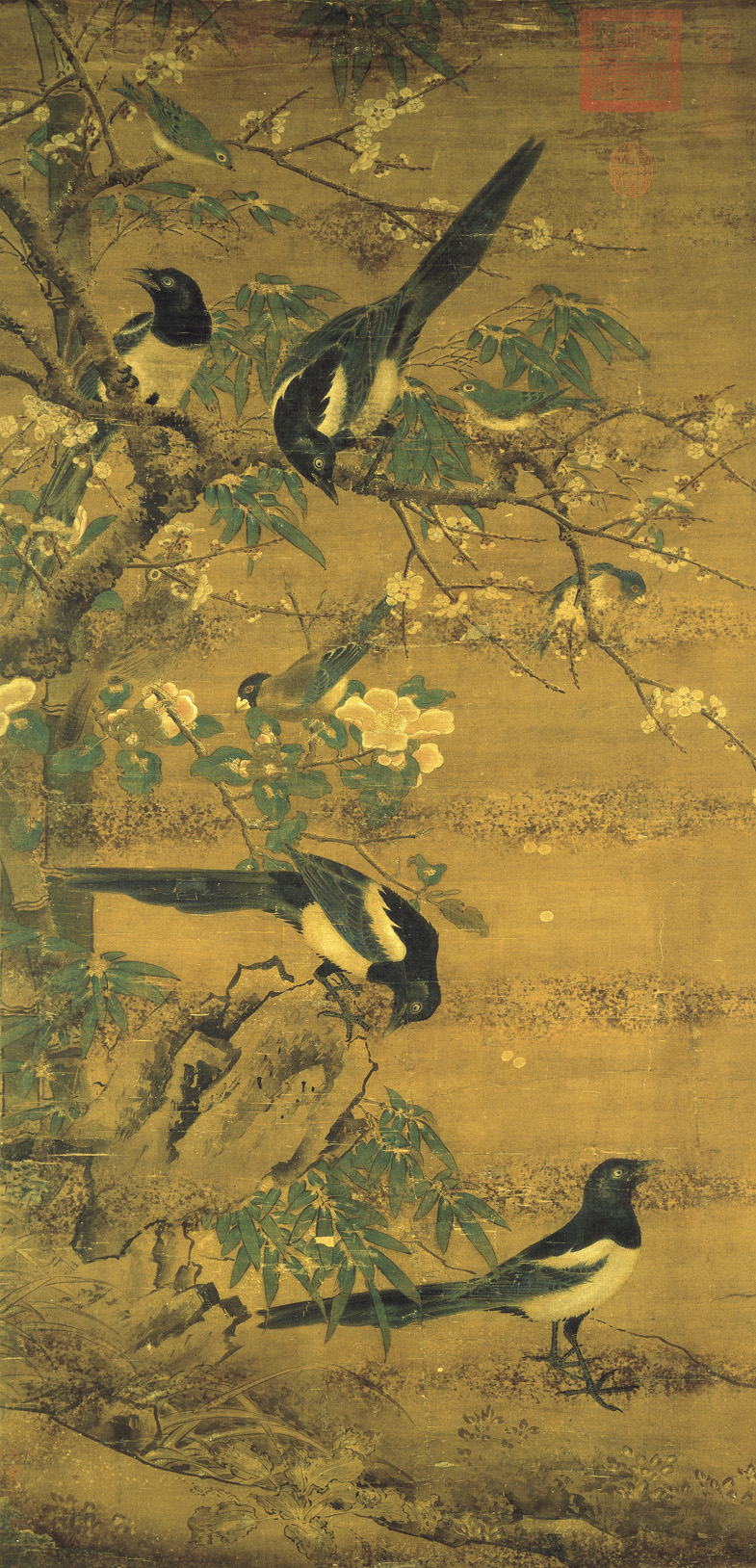
（工筆画）辺文進『四喜図』
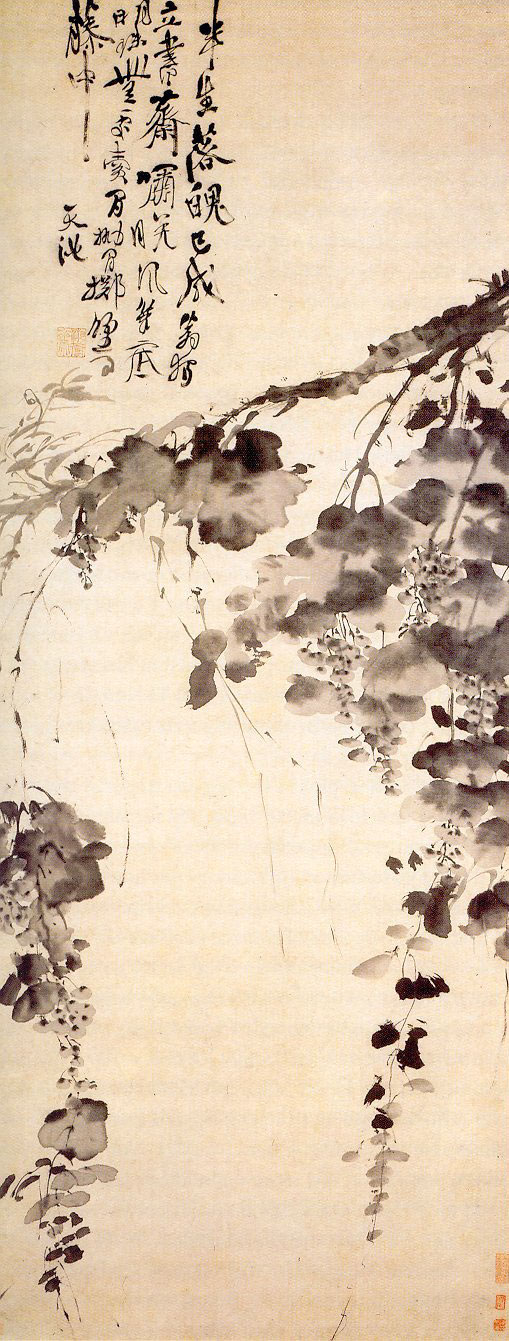
（写意画）徐渭『葡萄図』
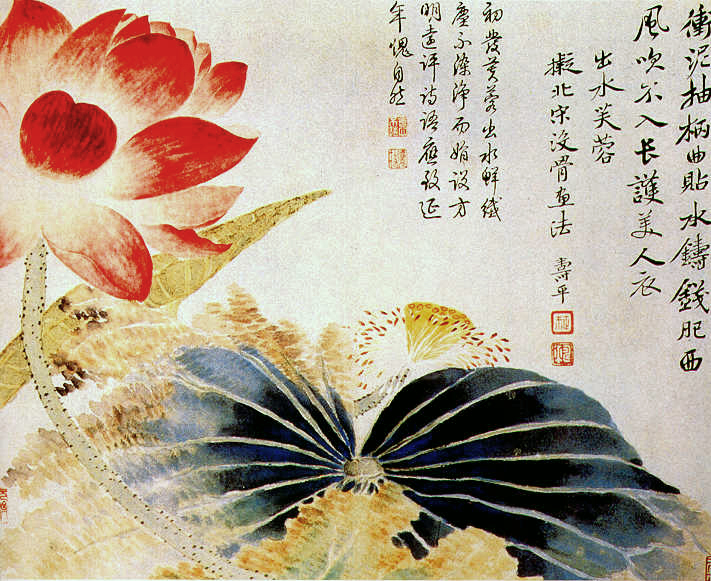
（没骨）惲寿平『出水芙蓉図』
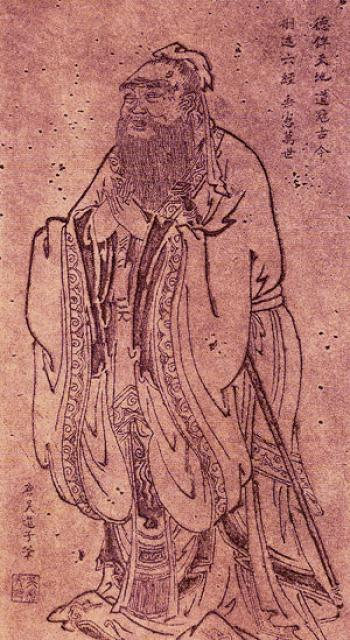
（白描）呉道玄『孔夫子像』
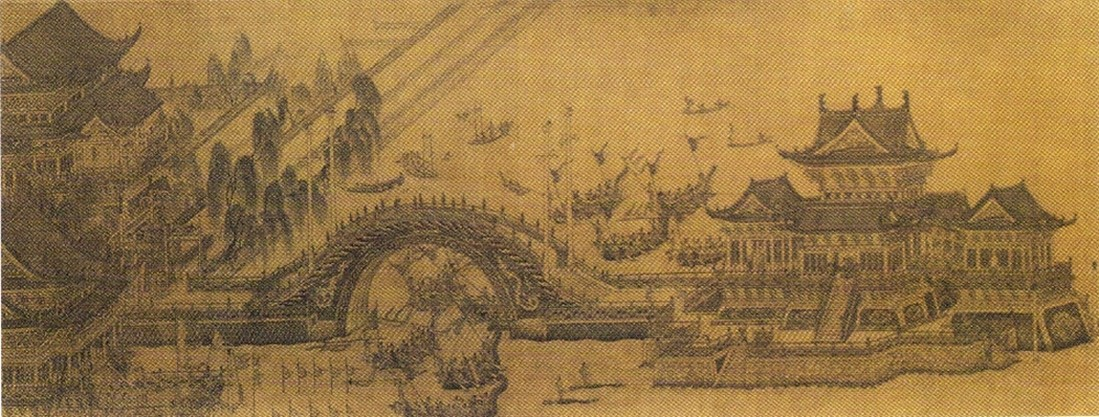
（界画） 王震鵬『龍池競渡図巻』
（潑墨）梁楷『潑墨仙人図』
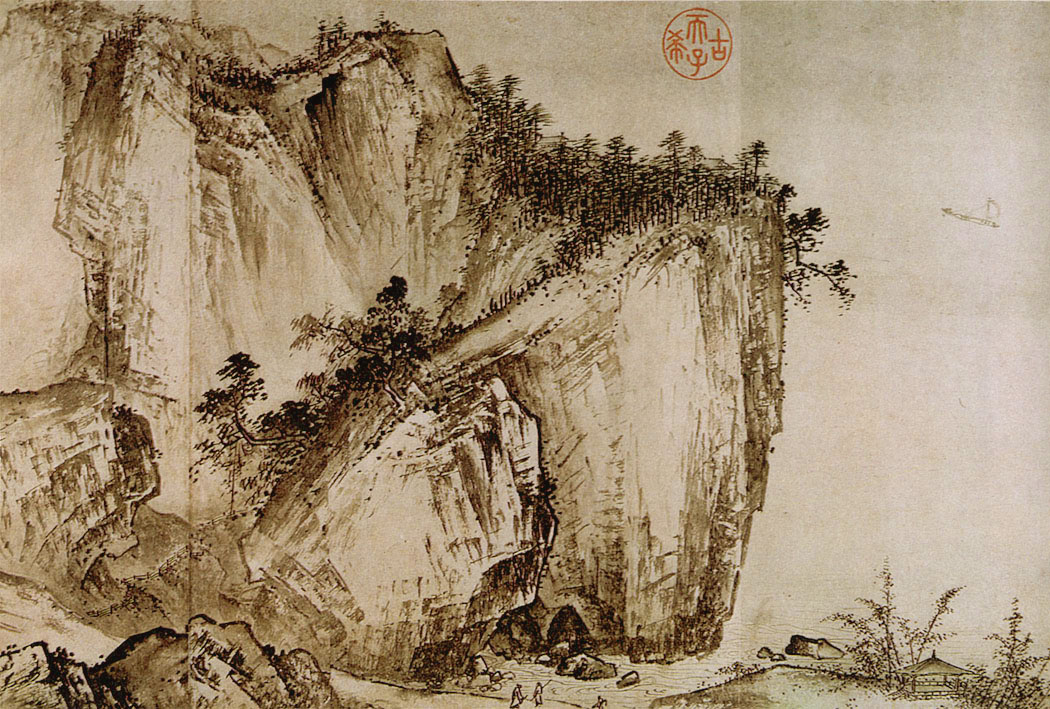
（斧劈皴）夏珪『渓山清遠図』（部分）
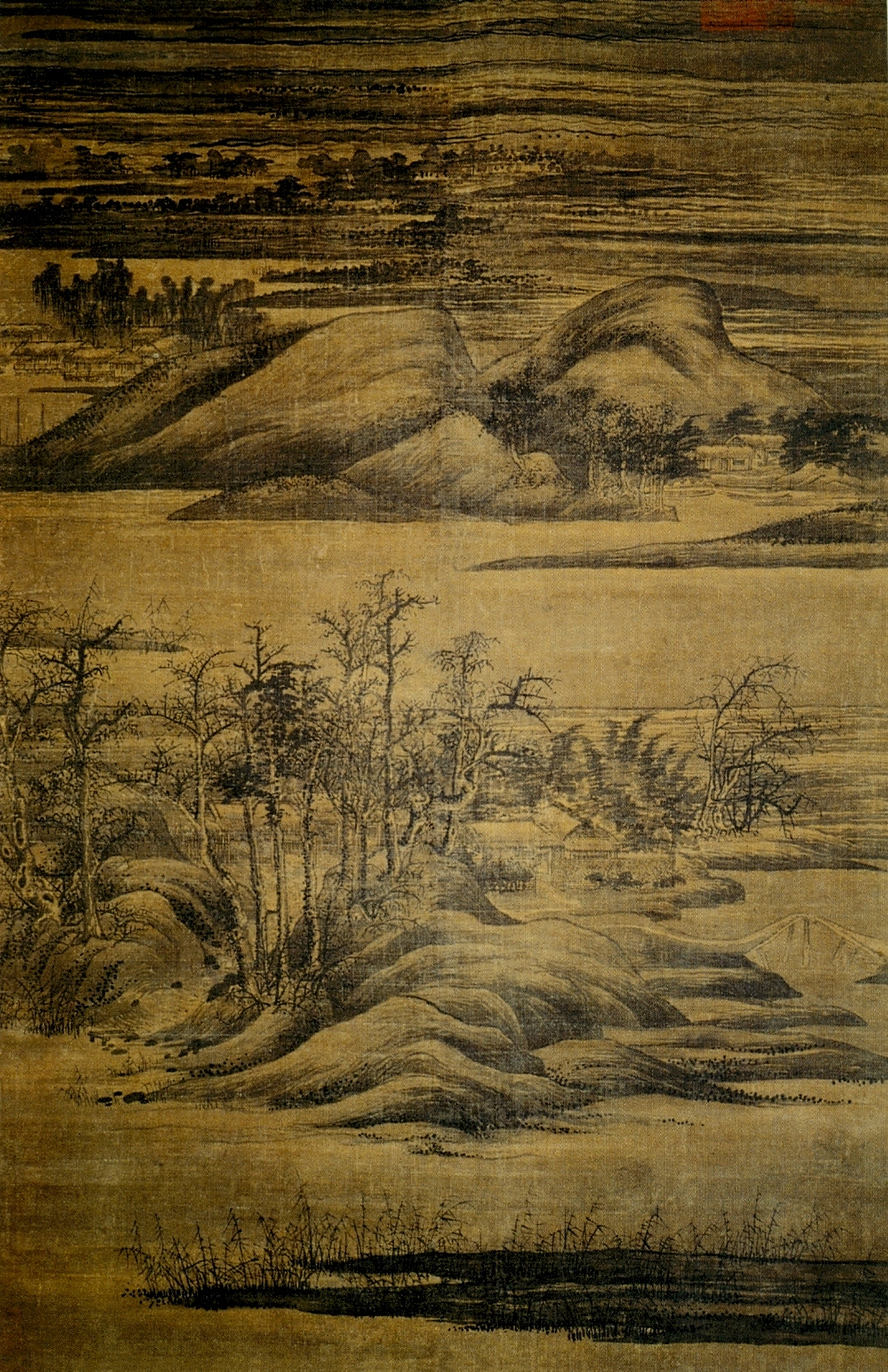
（披麻皴）董源『寒林重汀図』
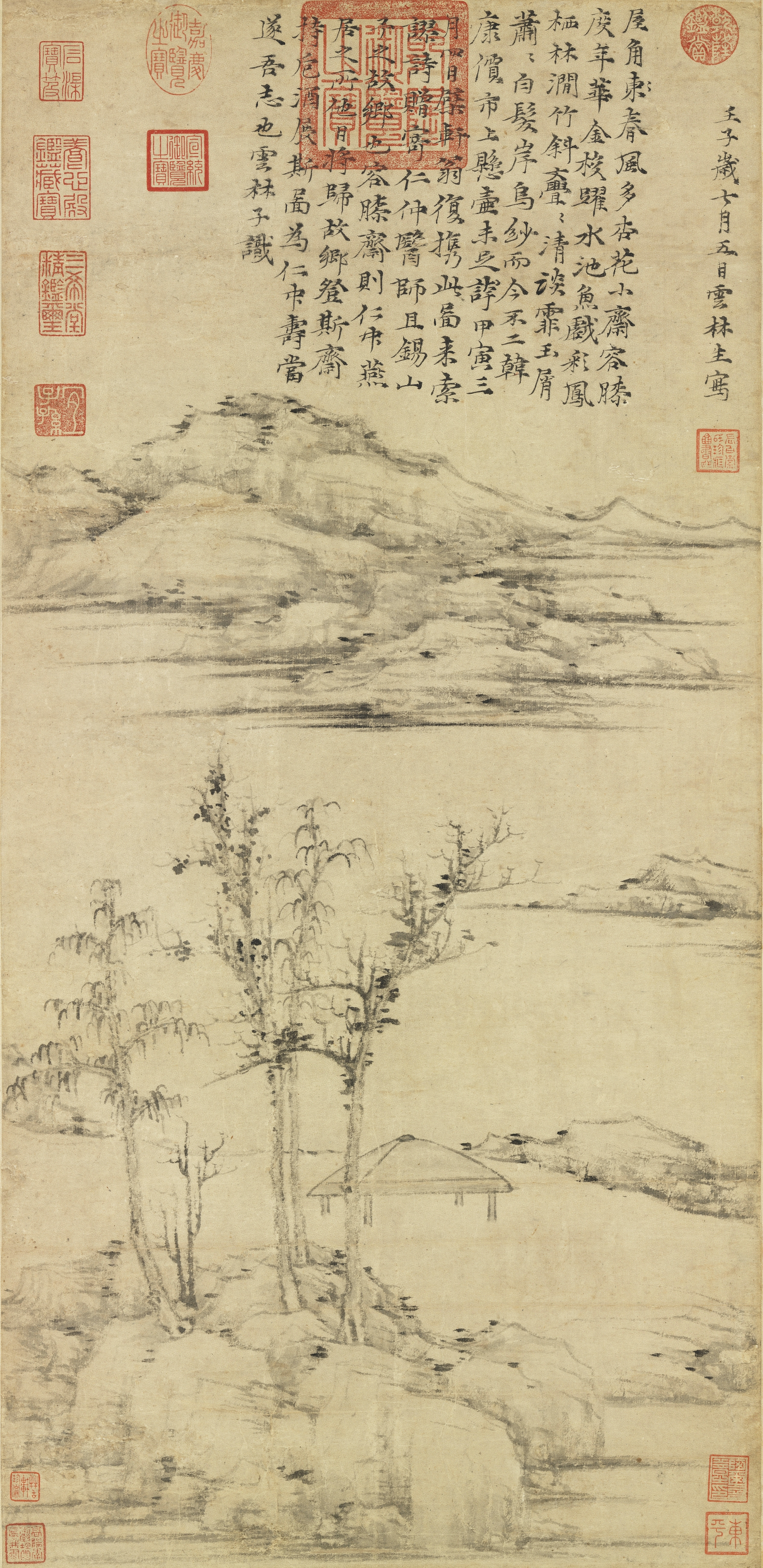
（折帯皴）倪瓚『容膝斎図』
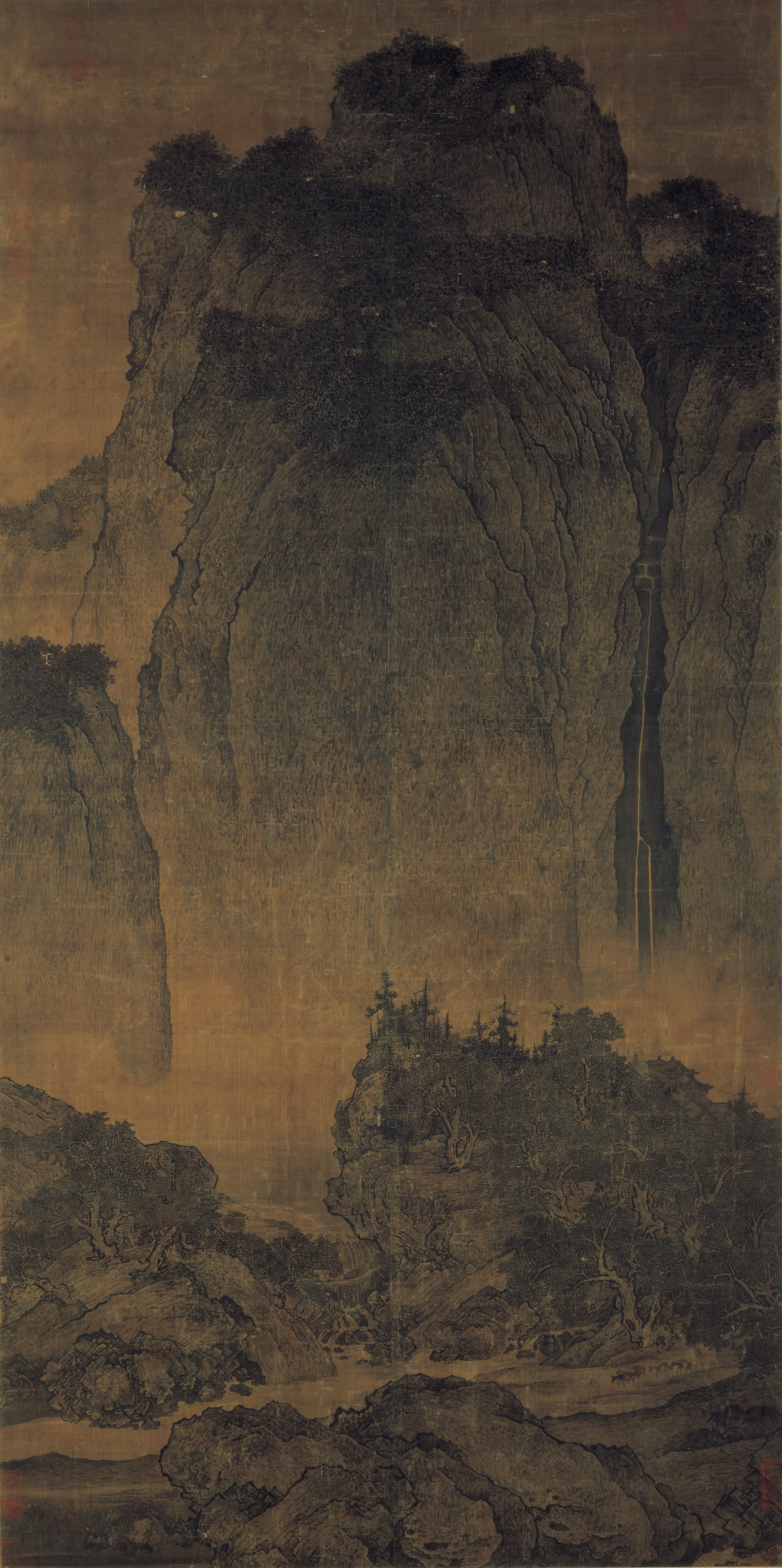
（高遠）范寛『谿山行旅図』
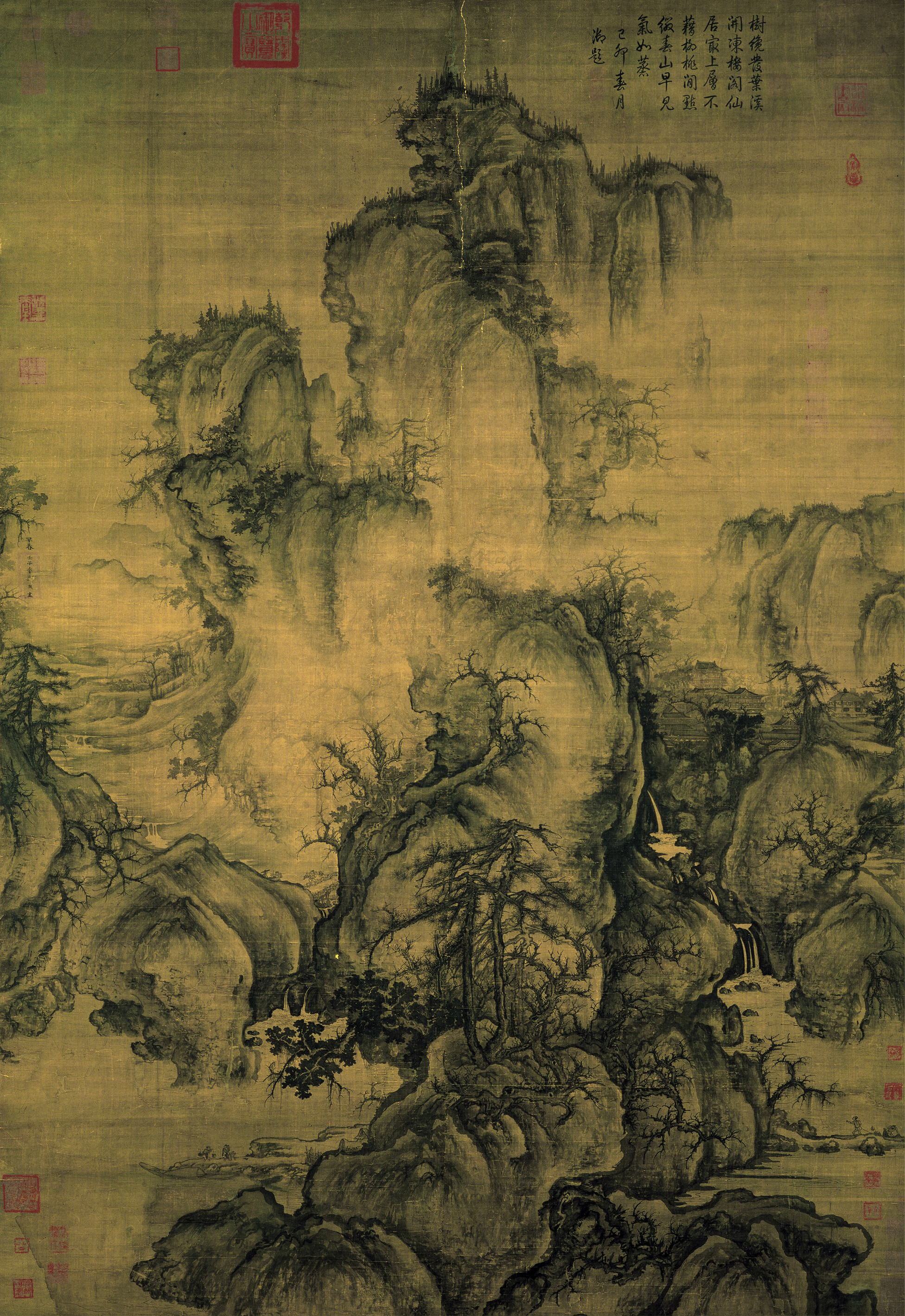
（三遠）郭煕『早春図』中央・高遠、左奥・平遠、右奥・深遠

### 主な画史・画論書
中国では、南北朝時代以降、各時代にさまざまな画史や画論書が著された。以下にその代表的なものをいくつか挙げる。
- 『古画品録』 - 南朝斉・謝赫（しゃかく、5世紀後半）の著。本書の序にある「画の六法（りくほう）」は著名で、六法の第一に挙げられた「気韻生動」という考え方はその後の中国絵画に多大な影響を与えた[28]。
- 『歴代名画記』 - 張彦遠（ちょうげんえん、815頃 - ?年）の著。大中元年（847年）の序があり、会昌元年（841年）までの絵画を対象にしている。著者による絵画論と、太古以来、会昌元年に至る372名の画人伝とを集成した全10巻の大著で、中国絵画史研究に必須の文献である[66]。
- 『唐朝名画録』 - 唐・朱景玄（787頃 - ?年）の著。122名の画家を「神、妙、能、逸」の4品等に区分して論評する。中でも呉道玄（呉道子）については「神品の上」に位置するものとして絶賛している[67]。
- 『図画見聞誌』（とがけんもんし） - 北宋・郭若虚（生没年不明）の著。『歴代名画記』が会昌元年（841年）までの絵画を対象にしていたのを引き継ぎ、同年から北宋の熙寧7年（1074年）までの画家730人の評伝を載せる[68]。
- 『画継』 - 南宋・鄧椿（生没年不明）の著。『歴代名画記』、『図画見聞誌』を継いで、熙寧7年（1074年）から南宋の乾道3年（1167年）までの画家119人の評伝を載せる[69]。
- 『宣和画譜』 - 北宋の第8代皇帝徽宗の収集絵画目録。

## 先史時代の絵画

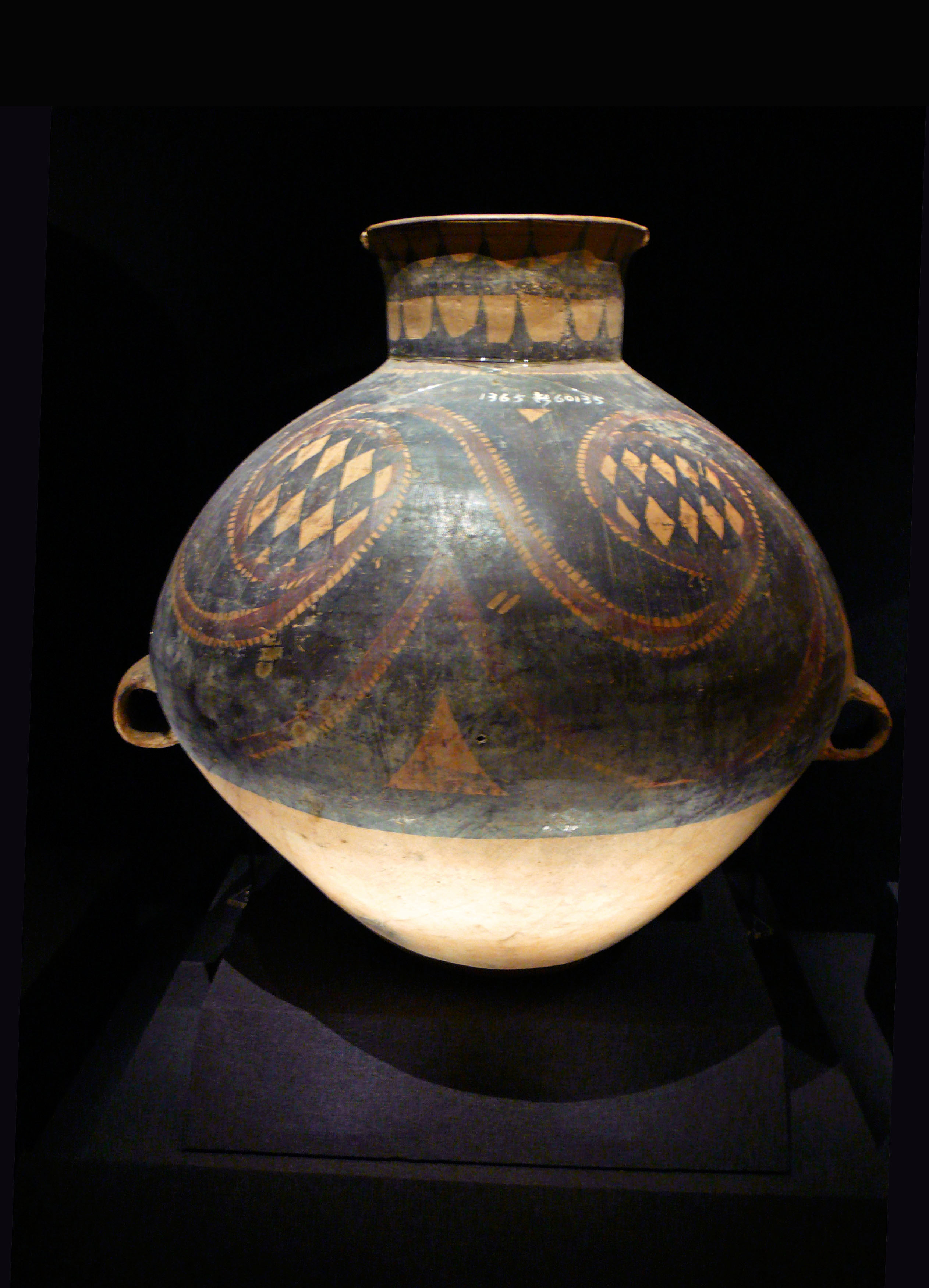
彩文土器 旧石器時代（馬家窯文化）

### 時代の概観
中国の絵画の歴史は、漢代や魏晋南北朝から説き起こす場合もある。鈴木敬は、主著『中国絵画史』において「中国の絵画史を何れの時、時代から叙述すべきかは、著者の絵画観と史的認識にかかわっている」と述べている。
世界各地の先史文明にみられるような自然発生的な絵画表現は、四大文明の1つである中国文明においてもみられる。現代の中国にあたる地域では、ヨーロッパにみられるような旧石器文化にさかのぼる壁画は発見されていないが、新石器時代には彩文土器（彩陶）が作られ、筆と絵具を用いた絵画的表現が始まっていた。

### 彩文土器
彩文土器は、土器の表面に幾何学文、人物文などを描いたもので、黄河流域や西北部の甘粛地方を中心に中国各地で出土する。最初期の土器には筆描きによる装飾はいまだ見られず、彩文土器が現れるのは新石器時代中期以降である。彩文土器を伴う文化としては、黄河中・上流域では仰韶文化（陝西省・河南省）、甘粛地方では馬家窯文化（または甘粛仰韶文化、甘粛省・青海省）、黄河下流域では大汶口文化（山東省・江蘇省）がある。仰韶文化は半坡遺跡（西安郊外）を標識遺跡とする半坡類型（4000年BC頃）と廟底溝遺跡（河南省）を標識遺跡とする廟底溝類型（3300年BC頃）に分かれる。半坡遺跡は彩文土器で知られるが、出土した土器の大半は粗陶で、彩文土器は全体の5％ほどであった。甘粛地方の馬家窯文化は、馬家窯類型（3000年BC頃）、半山類型（2600年BC頃）、馬廠類型（2200年BC頃）に分けられ、彩文土器の出土を特色とする。黄河下流域の大汶口文化（4000 - 2300年BC頃）は山東省泰安市の大汶口遺跡を標識遺跡とし、初期には紅陶が中心だが、彩文土器もある。

### 岩画
また、制作年代は必ずしも明らかでないが、新疆、四川、雲南などでは、自然の岩壁に彩色や線刻を施した「岩画」が発見されている。岩画はおもに中国西北部・西南部などの辺境に遺存しており、甘粛省の黒山岩画、雲南省の滄源崖画などが著名である。新疆、甘粛などの西北部の岩画が刻画主体であるのに対し、雲南など西南部の岩画は彩色が主体である。ただし、これらの岩画は素朴な作風のものであり、後の中国絵画に直接つながる要素は見出せない。

## 殷〜戦国時代の絵画

### 時代の概観
歴史時代に入って、殷（商）、周（西周）、春秋時代については、広大な宮殿建築を飾った壁画や帝王の肖像画などの存在が史書には記されているが、それらの実物は残っていない。この時代の文物として残るものは基本的に出土品であり、青銅器などの装飾に絵画的表現がみられるが、独立した絵画の遺品はほとんどないのが実状である。この時代を象徴する文物である殷周の青銅器の表面を覆い尽くすように表された文様は、龍、鳳凰、鳥など、架空のもの、実在するものを含めた動物をモチーフにした、奇怪で神秘的なものである。これらの青銅器の多くは祭器であり、祭政一致の神権社会であった当時において、これらの器は重要な意味をもっていた。

### 戦国楚墓の帛画

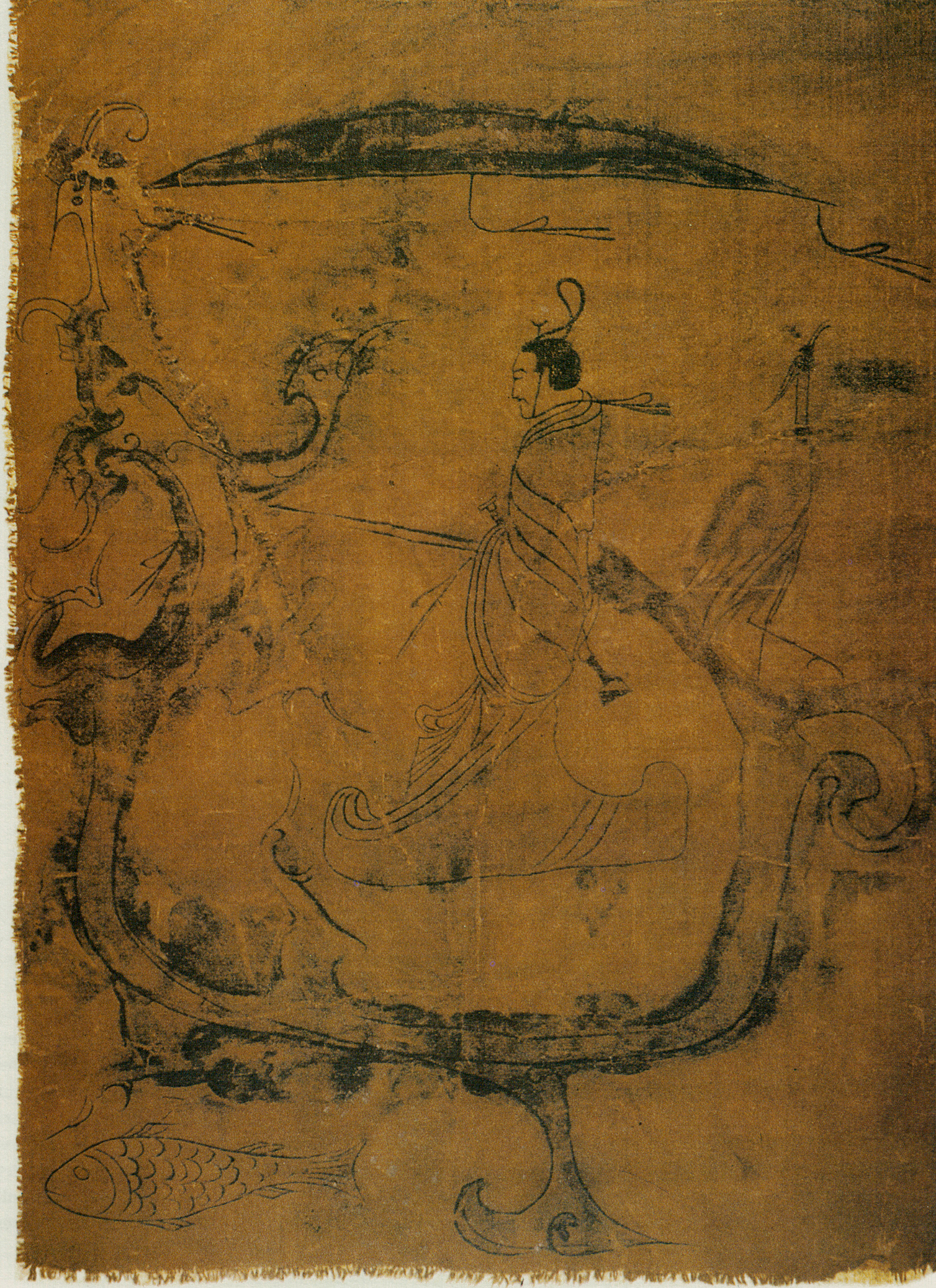
長沙楚墓の帛画　人物御龍図

戦国時代の作品としては、湖南省長沙にある楚の墓から、副葬品の帛画（はくが、絹布に描かれた絵）2点が出土している。この帛画は死者の魂が天に昇って仙界に至ることを祈念するための幡（はた）として制作され、墓室に副葬されたものである。2点の帛画は別々の墓から出土したもので、『人物龍鳳図』および『人物御龍図』と名付けられている（以上の題名は参考文献によって若干異なる）。前者は横向きに立つ女子の頭上に様式化された龍と鳳を描き、後者は男子が龍に乗る姿を描く（「御龍」の「御」は馬などを操る意）。これらの図は死者の魂が霊獣である龍鳳に導かれて天すなわち仙界に上る様子を表したものである。この帛画の人物や霊獣は、墨の線で描かれたうえに着色されており、絹・墨・筆という道具を用いた絵画としては中国で最古の遺品である。

## 秦漢の絵画

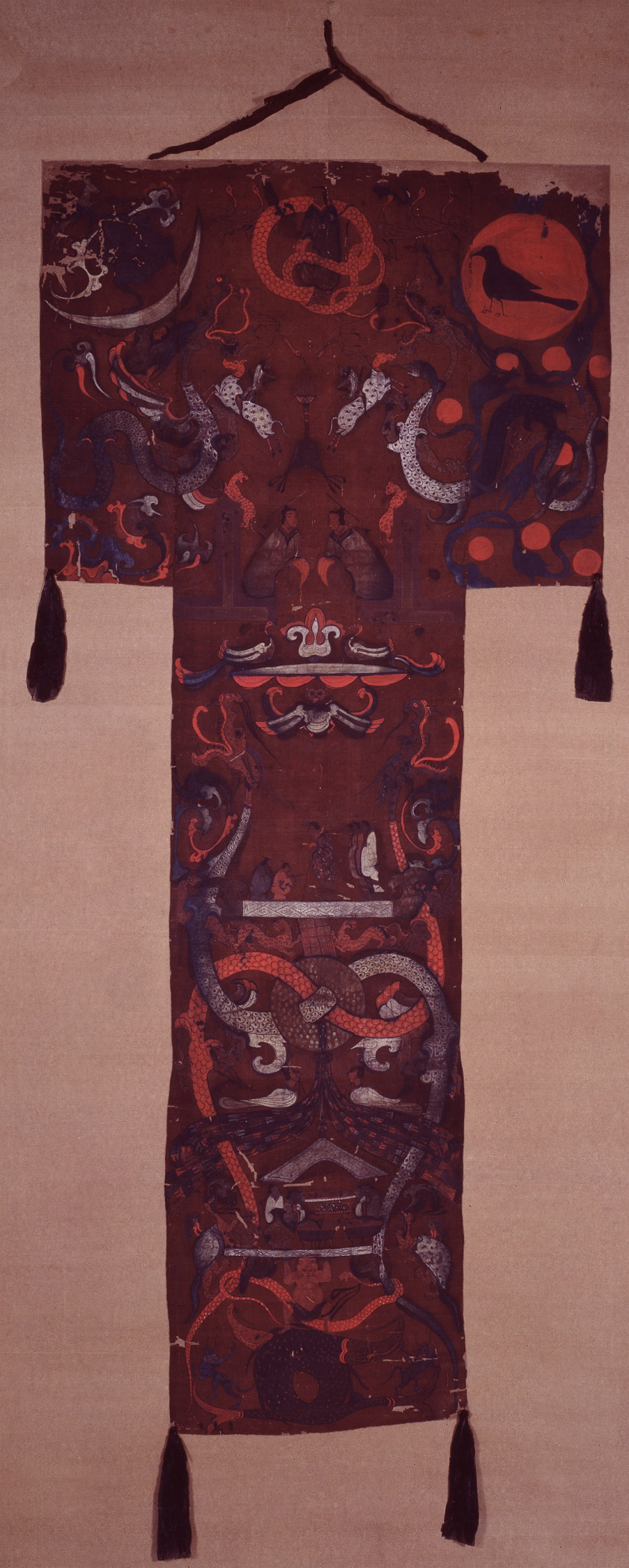
馬王堆帛画

### 時代の概観
この時代には青銅器、陶器、漆器などのさまざまな文物があるが、絵画の遺品はあまり多くない。唐・張彦遠（ちょうげんえん）の『歴代名画記』には何人かの漢代画人の名が登場するが、これらの画家たちの作品は現存せず、漢代絵画の実態をうかがうことのできる遺品は、帛画、漆絵、墓室壁画、画像石・画像磚（せん）などの出土品である。画像石・画像磚は、墓室や祠堂などの壁面を浮彫や線刻画で飾っていたもので、磚は土を焼いたもの（材質的には瓦と同じ）である。漢代画像石・画像磚の遺品は多数あるが、山東嘉祥県武梁祠画像石（西王母などの故事を表す）や四川成都の画像磚の『弋射収穫図』（よくしゃしゅうかくず）などが著名である。長沙にある前漢の馬王堆（ばおうたい）一号墓からは、彩色の帛画や、彩絵を伴う木棺が出土している。

### 馬王堆漢墓出土品
肉筆画の遺品としては、馬王堆一号墓から出土した帛画（絹絵）がある。これは軑侯利蒼（たいこうりそう）という人物の妻の墓の棺蓋に置かれていたもので、縦約2メートル、横約90センチの縦長の画面に、上から天界、人間界、冥界を表す。天界の部分には太陽と月があり、人間界の部分には双龍が璧（へき、玉器の一種）にからんだ図を左右対称的に表し、これらの間には天界へ昇ろうとする軑侯利蒼の妻の姿を表す。同墓から出土した4重の木棺にも黒漆地や朱漆地に雲気文や霊獣文を表した彩画がある。

### 画像石・画像磚
絵画に類する遺品として、画像石・画像磚がある。画像石は、地下の墓室や地上の祀堂の壁面を構成していた石材に浮彫や線刻で画像を表したもので、各地から出土するが、山東、河南、四川の各省からの出土が比較的に多い。画像磚は、画像石と同様の用途のもので、磚、すなわち土を焼いて作った煉瓦質のものである。これも各地から出土するが、四川省出土のものが著名である。制作年代は画像石、画像磚ともに後漢時代に集中している。画像石では山東省嘉祥県の武氏祠の歴史故事を浮彫にしたものが著名である。画像磚では四川成都出土の、当時の生活状況を素朴なタッチで描いた『弋射（よくしゃ）・収穫図』が知られる。これらの作品では、個々のモチーフは的確に描写されているが、モチーフの配置のしかたは並列的、説明的で、立体的な空間表現はあまり意識されていない。

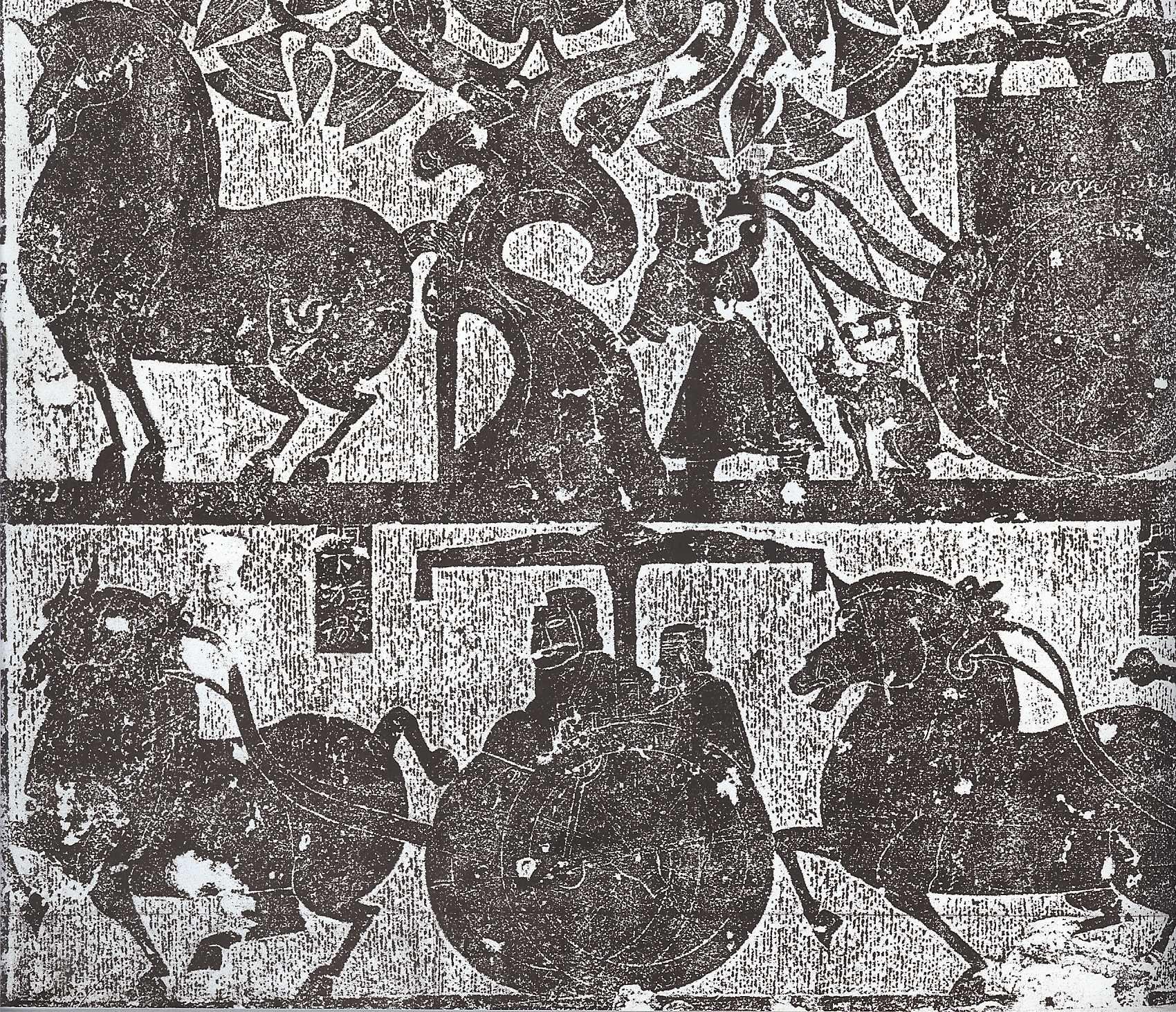
武氏祠画像石
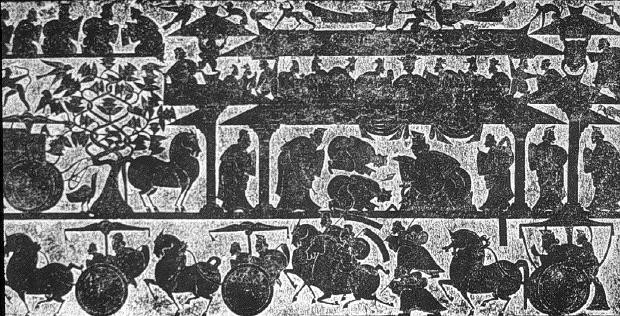
武氏祠画像石
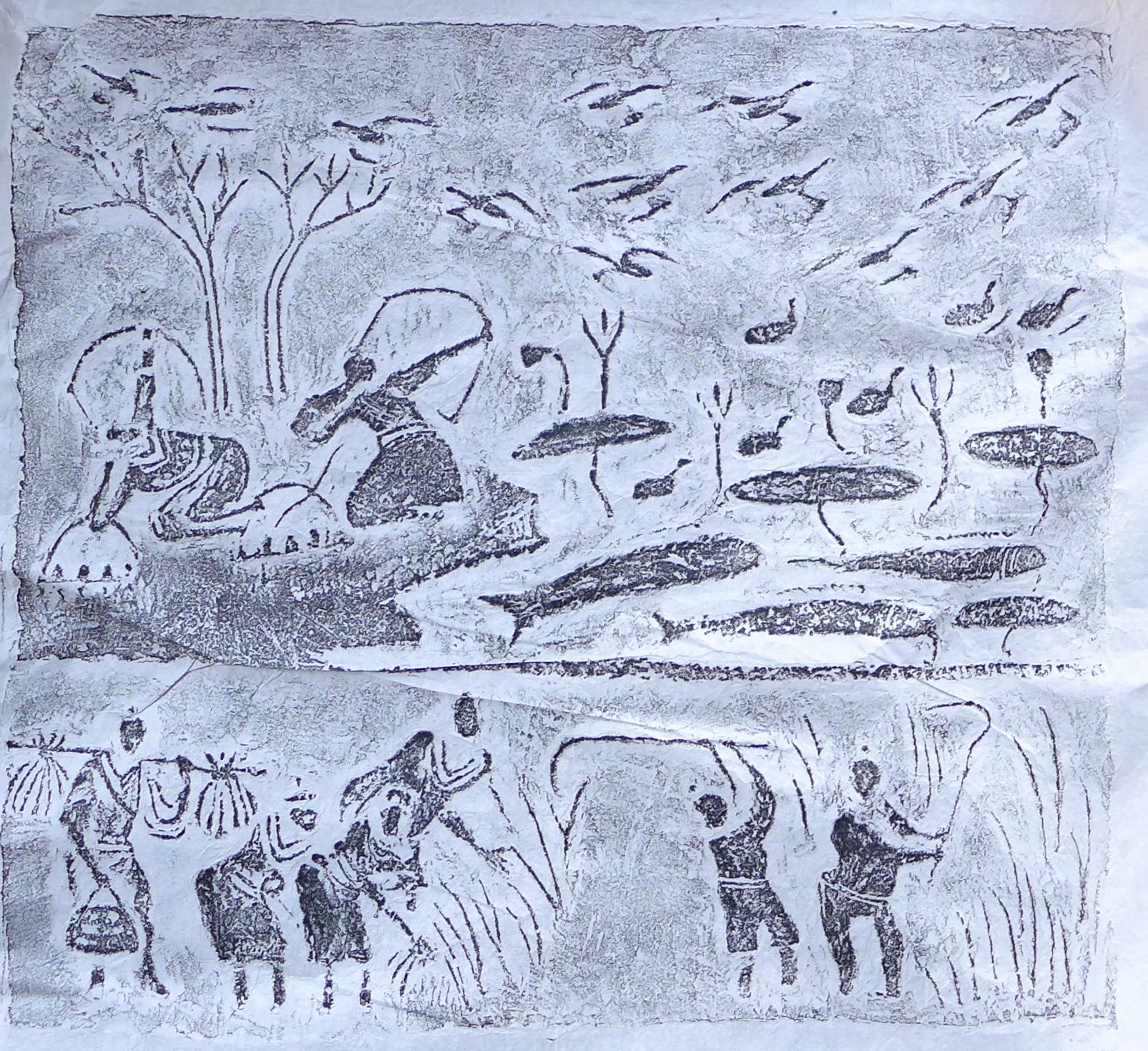
弋射（よくしゃ）・収穫図

## 魏晋南北朝時代の絵画

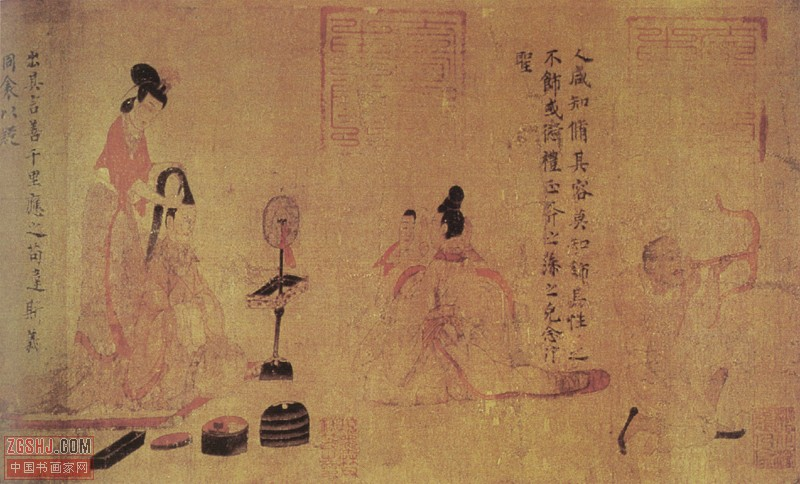
顧愷之『女史箴図巻』（部分）（大英博物館）

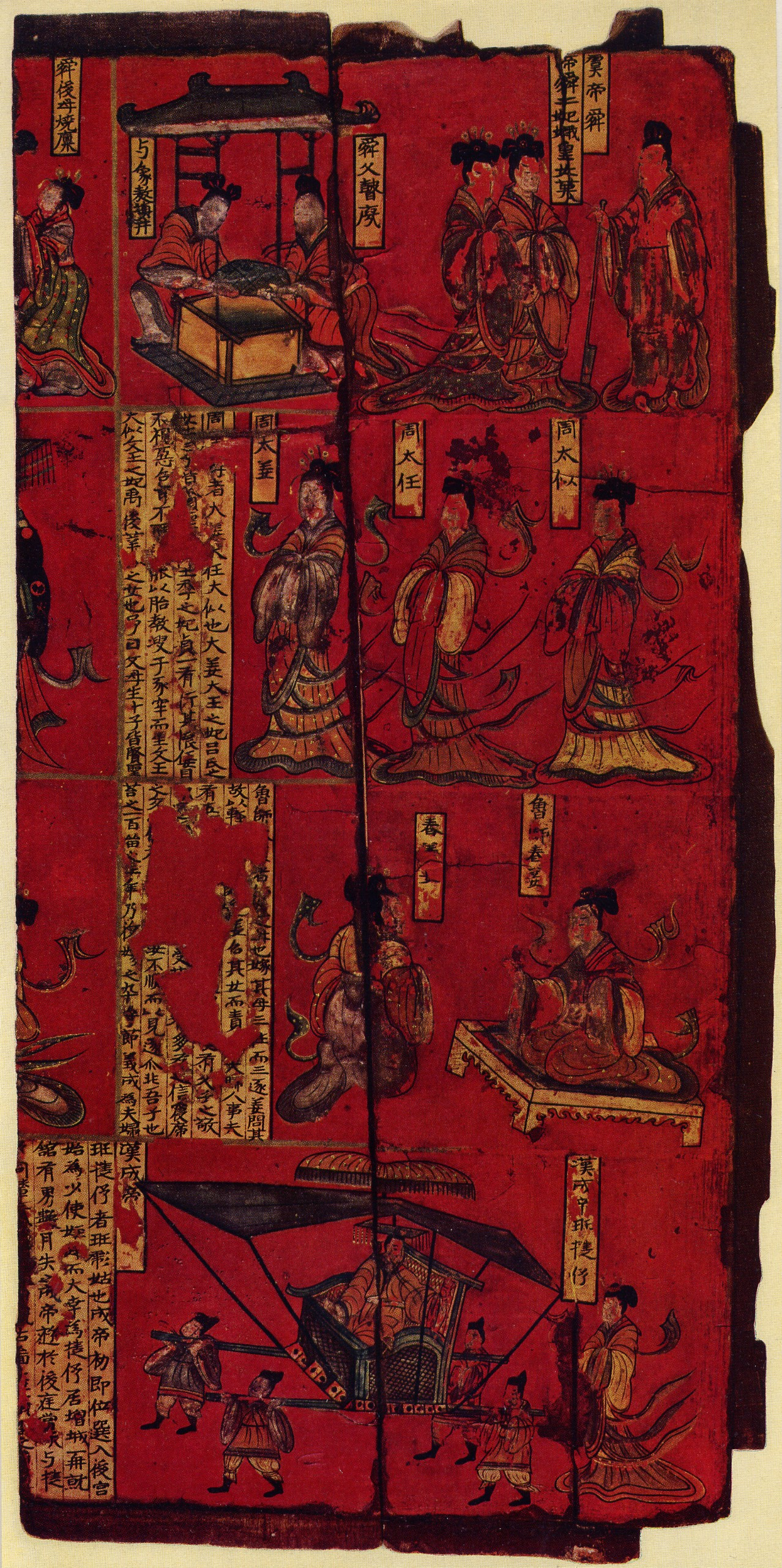
司馬金龍墓漆画

### 時代の概観
魏晋南北朝は華南・華北の双方で多くの勢力が興亡した動乱の時代であったが、文化的には実りの多い時代であった。絵画の分野では、東晋の顧愷之（こがいし、4世紀半から5世紀初の人）をはじめ、著名な画家や理論家が出た。仏教はインドから西域を経由して、後漢時代（紀元1世紀）には中国に渡来していた。南北朝時代には造寺造仏が盛んとなり、洛陽などの都市には多くの仏教伽藍が軒を連ねた。しかし、当時の木造寺院はすべて姿を消し、それらを飾っていた壁画も現存していない。当時の仏教遺跡として残るのは破壊をまぬがれた辺境の石窟寺院で、甘粛省敦煌の莫高窟、西域のキジル千仏洞にはこの時代の壁画が残っている。この時代には寺院や墓室の壁画などの大画面の絵画に加え、鑑賞用の画巻形式の絵画が制作されるようになった。顧愷之は人物画、山水画に優れ、『論画』等の著作を残した理論家でもあり、後世への影響が大きい。他に曹不興（そうふこう）、陸探微（りくたんび）、張僧繇（ちょうそうよう）などの画家の名が今日に伝わり、この時代に至ってようやく、個々の画家の名前とともに絵画史が語られることになる。ただし、現存する顧愷之画はすべて後世の模本であり、その他の画家については画史に名前とエピソードが残るのみで、作品については模本や伝承作品さえも現存しない。この時代には謝赫（しゃかく）の『古画品録』、宗炳（そうへい）の『画山水序』などの画論が著され、宗教や歴史から独立した芸術分野として絵画が論じられるようにもなった。『古画品録』の序文にある画の「六法」（りくほう）、なかでもその第一番目の「気韻生動」という概念は、中国絵画制作・鑑賞の基本原理として、後世まで大きな影響を与えた。

### 主要な画家
顧愷之（生没年不明）は、東晋の画家。無錫の出身で、生没年には諸説あるが、4世紀後半から5世紀初めにかけて活動した。真蹟は残っていないが、『女史箴図巻』（じょししんずかん、大英博物館）、『洛神賦図巻』などの伝承作（後人の模本）がある。人物画のほか、山水画もよくしたと伝えるが、顧愷之の山水画とされるものは残っていない。伝・顧愷之画は線描が主体で色彩は淡い。彼の線描は後世の画論書において「春蚕吐糸」（しゅんさんとし、春の蚕の吐く糸）、あるいは「高古遊糸描」などと評された。彼は理論家でもあり『画論』などの著書がある。
陸探微（生没年不明）は、呉の人で、南朝宋の文帝から明帝の時代（5世紀）に活動した。顧愷之とともに「顧陸」と称され、謝赫の『古画品録』（「画の六法」を説いた書物）では「第一品」とされている。当代の一流画家で、人物画をよくしたというが、作品は伝わらない。
張僧繇（生没年不明）は、6世紀頃の南朝梁の人。作品は現存しない。各種の画題を描いたが、中でも仏教画を得意とした。以下に述べる「画竜点睛」の故事で知られる画家である。張僧繇は、金陵の安楽寺に4匹の白龍の絵を描いたが、龍に瞳を描かなかった。「瞳を入れると龍が飛び去ってしまうからだ」と張は言ったが、人々は本気にしなかった。そこで張が2匹の龍の瞳を描き入れると、たちまち稲妻が起こって壁をこわし、2匹の龍は飛び去ってしまった。しかし、張が瞳を入れなかった残り2匹の龍はそのまま壁に残っていたという話である。

### その他の絵画作品
南京西善橋磚築墓（なんきんせいぜんきょうせんちくぼ）は、南朝の墓の墓室の南北の壁に表されたものである。画題は『高逸図』とされ、樹木の間に思い思いのポーズで座す8人の人物（南壁・北壁各4人）を描く。これらの人物は竹林の七賢人と栄啓期の計8人である。壁は小さい磚（煉瓦）を積み上げて築かれたもので、磚の表面に浮き出した線によって図柄が表されている。各磚の側面には番号が振られており、磚を窯で焼いた後、番号順に組み立てたものである。図柄は簡素だが、人物や樹木を表す線は流麗である。
司馬金龍墓漆画（しばきんりゅうぼしつが）は、山西省大同郊外にある司馬金龍という北魏の貴族の墓から出土したもの。木製の屏風を4段に区切り、色漆で人物を描いたもので、今も当時の色彩が残る。図柄が残るのは屏風全体のごく一部のみではあるが、北魏時代の漆工芸の資料として貴重であるだけでなく、当時の彩色絵画の遺品としても貴重である。
敦煌莫高窟（とんこうばっこうくつ）は4世紀半ばの開窟であるが、現存する壁画は5世紀以降のもので、唐を経て北宋時代まで壁画制作は続いている。北朝に属する壁画は、最古の様式を示す275窟（北涼）のシビ王本生図（ほんじょうず）のほか、257窟（北魏）の鹿王本生図、428窟（北周）の薩埵太子本生図（捨身飼虎図）、285窟（西魏）の得眼林故事などがある。これらの絵画では、「鉄線描」という肥痩や打ち込みのない線と濃い隈取りが用いられている。薩埵太子本生図に表される山や樹木の描法は素朴で、山や樹木と人物の大きさの比例は考慮されていない。様式的には中国伝統様式よりもインドの影響が濃い。

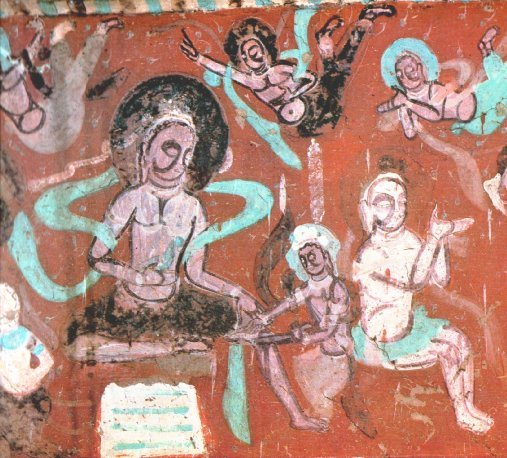
敦煌莫高窟第275窟『シビ王本生図』
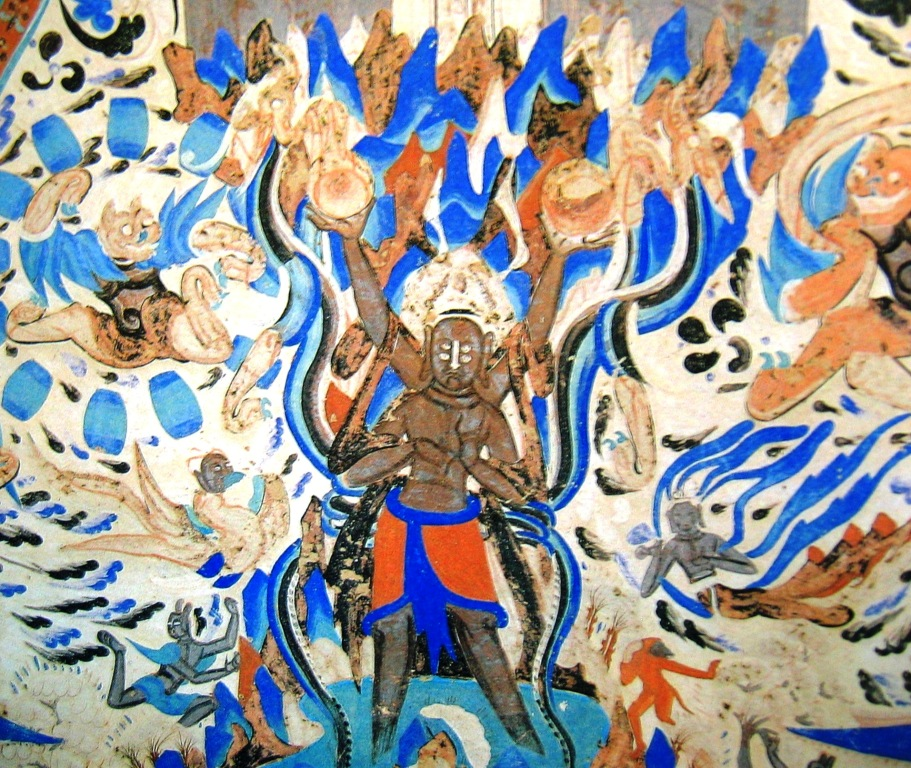
敦煌莫高窟第249 窟『須弥山図（阿修羅像）』

## 隋唐の絵画

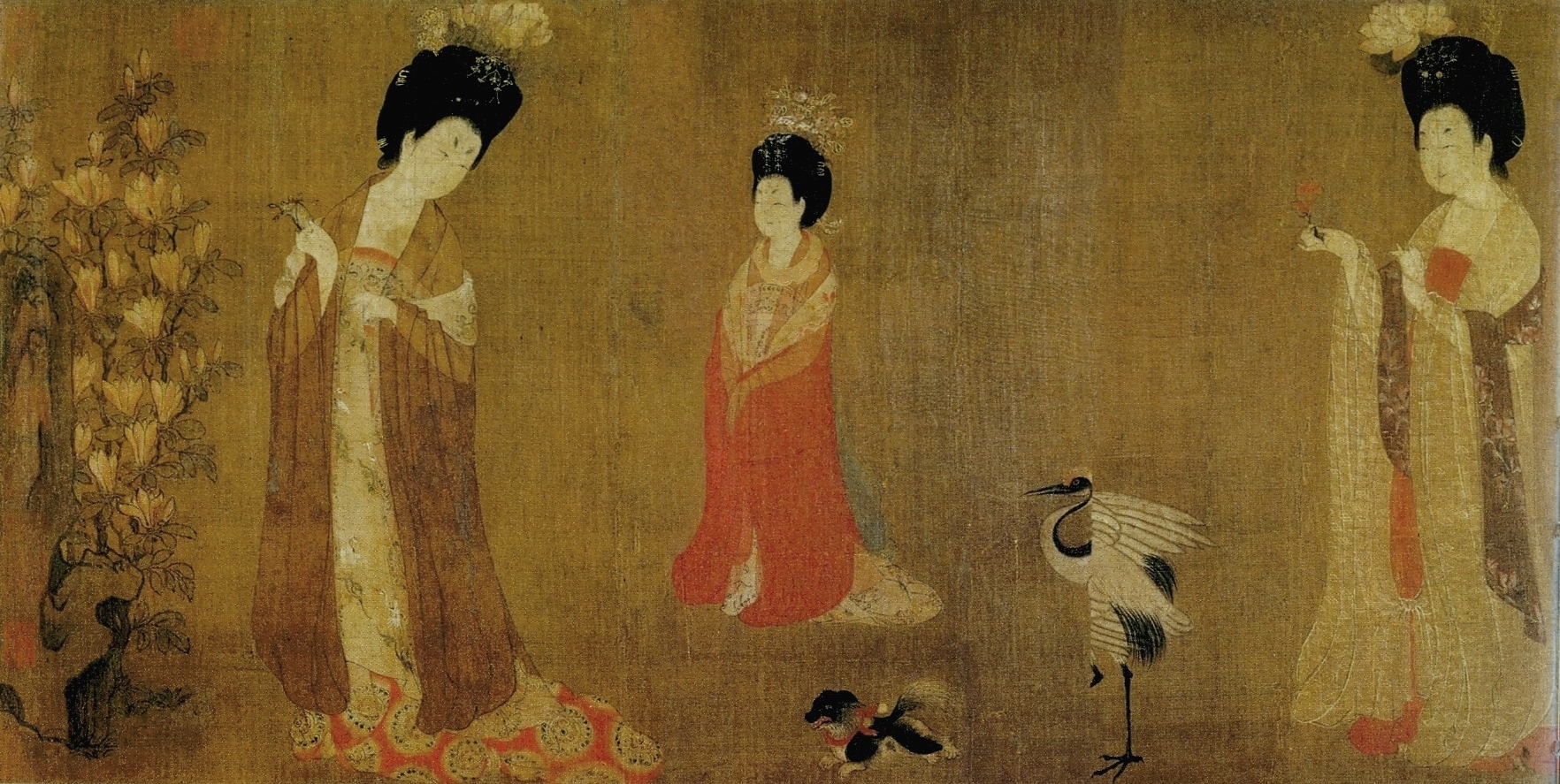
周昉『簪花仕女図』（遼寧省博物館）

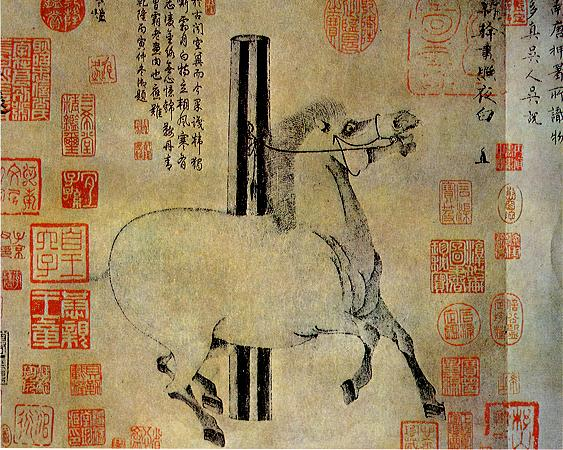
韓幹『照夜白図』

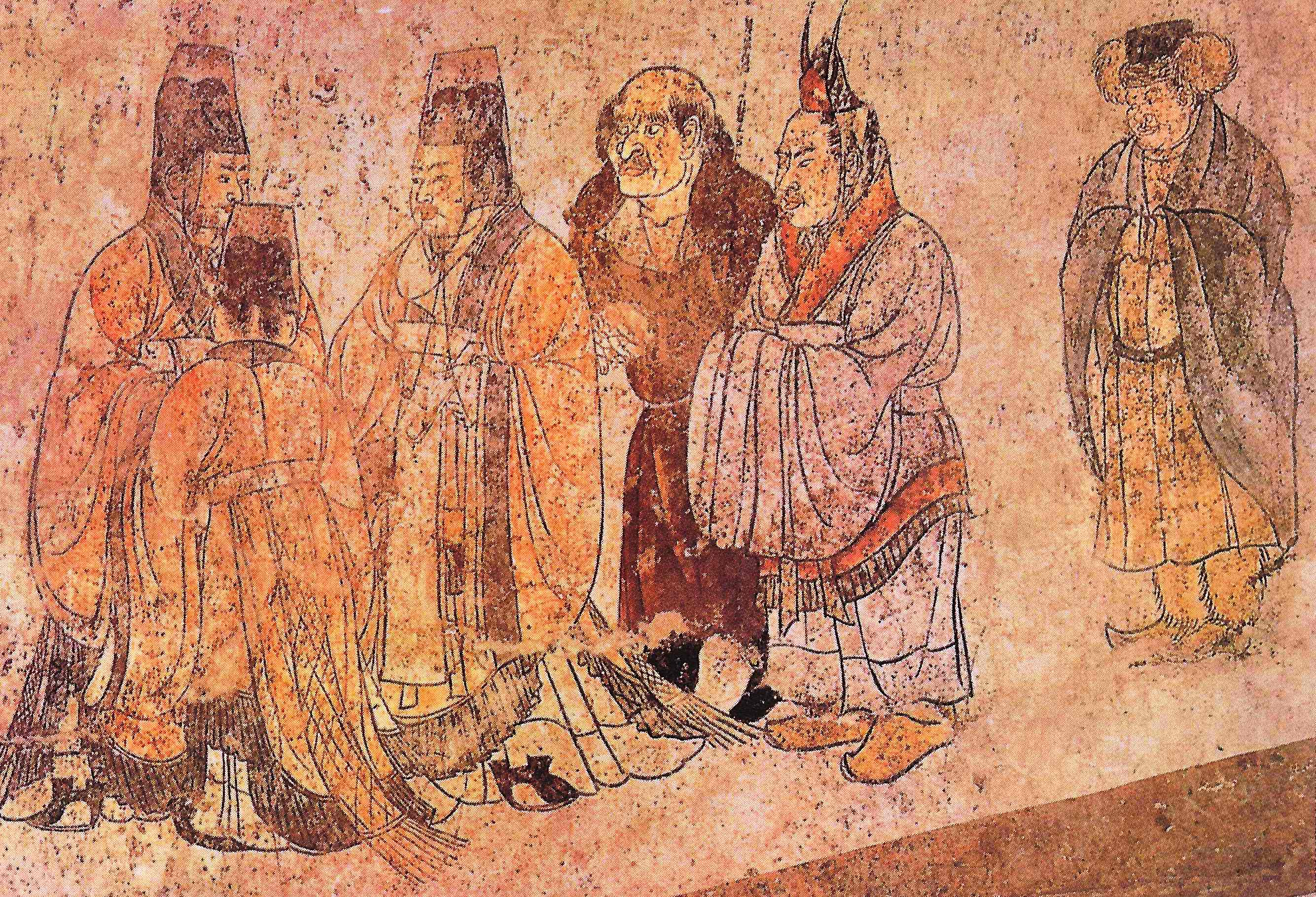
章懐太子（李賢）墓 賓客図

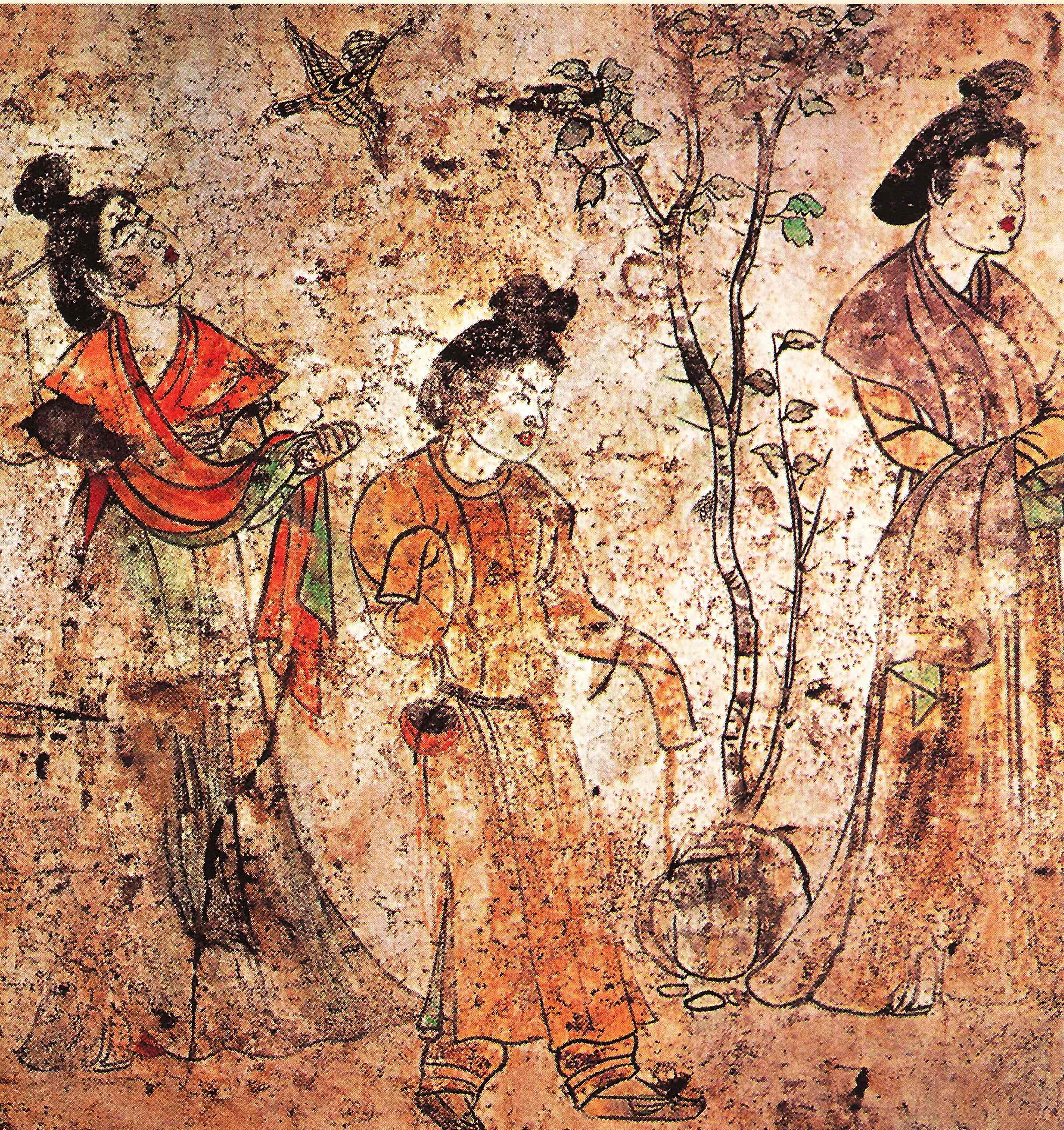
章懐太子（李賢）墓 宮女図

### 時代の概観
短命王朝の隋を経て、唐時代には国際色豊かな文化が花開き、後世に名を残す詩人、書家、画家を多数輩出した。呉道玄（呉道子）をはじめ、多くの画家の名が伝わるが、この時代の絵画も原本の伝わるものは少なく、墓室壁画や工芸品の装飾などを除くと、唐時代の絵画とされるものの大多数は後世の模本である。呉道玄（7世紀末から8世紀半ば）は盛唐期、玄宗皇帝に重用され、後世「画聖」と呼ばれた伝説的画家である。人物画、仏画に優れ、自在な線描を駆使し、両京（長安と洛陽）の多数の寺院に壁画を描いたことが記録に残り、数々の伝説的エピソードを残すが、その真蹟は現存しない。山水画が主要なジャンルとなる宋以降と異なり、この時代においては人物画が主体であった。人物画家としては、初唐では閻立本（えんりっぽん）、尉遅乙僧（うっちいっそう / うっちおっそう）、盛唐では前出の呉道玄のほか、張萱（ちょうけん）、周昉（しゅうぼう）などが知られる。
山水画は南北朝時代には存在していたが、唐代に至って独立したジャンルとして発展した。山水画では李思訓（りしくん）・李昭道（りしょうどう）の父子、王維（おうい）が著名である。明時代の董其昌（とうきしょう）は、山水画を南宗画（文人画系）・北宗画（職業画家系）の2つの流れに分けて論じ、李父子を北宗画、王維を南宗画の祖とみなした。李父子は青緑山水画の名手とされ、詩人でもある王維は文人画・水墨山水画の祖とされているが、王維画の真蹟は現存せず、彼を水墨山水の祖とするのは後世の誤りだとする説もある。この時代には多くの画論が書かれたが、なかでも晩唐の張彦遠（ちょうげんえん）の『歴代名画記』は、現存作品の乏しい唐時代以前の絵画史を知るうえで貴重な資料で、現代に至るまで多くの研究者により引用されている。

### 主要な画家（人物画系）
- 呉道玄（7世紀末 - 8世紀前半）
呉道子（ごどうし）とも呼ばれ、唐時代を代表する伝説的な画家である。画名はきわめて高いが、真蹟として確実なものは現存していない。玄宗の時代に宮廷画家として活動し、人物、仏画、山水、花鳥のいずれもよくした。線描に優れ、彼の描いた人物は「呉帯当風」（呉の描いた人物の帯は風になびくようだ）と称された。当時、洛陽と長安の寺院には呉道玄による壁画が300面もあったという。画史類には呉道玄の画業に関するいくつかのエピソードが紹介されている。そのひとつは、彼がある寺院の壁に描いた地獄図に関するもので、その地獄の様子があまりにもおそろしいので、屠殺業者や漁師が因果応報（殺生の罪で来世に地獄に堕ちること）を恐れ、商売替えをしたという[96][97]。
- 閻立本（生没年不明）
初唐、7世紀に活動した宮廷画家。父の閻毗は隋に仕えた画家、兄の閻立徳も画家で、父、兄とともに建築関係の仕事にも携わっていた。閻立本の真蹟は残らないが、伝承作（後人の模本）として『歴代帝王図』（ボストン美術館）、『歩輦図』（北京故宮博物院）がある。『歴代帝王図』は隋の煬帝までの13人の帝王の肖像を描いた図巻である[98]。
- 尉遅乙僧（生没年不明）
初唐末から盛唐に活動した西域出身の画家。于闐（ホータン）の出身。父の尉遅跋質那（うっちばつしつな）も隋に仕えた画家であった。尉遅乙僧は寺院の壁画などを描いたというが、その作品は現存しない。作風は西域風で、その線描は「屈鉄盤糸」（曲げた鉄やからんだ糸）と称された[99]。
- 張萱（生没年不明）
盛唐の画家。京兆（長安）の人。開元期に史館画直という役職にあった。人物画、特に仕女（宮廷美人）や嬰児（子ども）の絵をよくした。伝承作品に『虢国（かくこく）夫人遊春図』など。また、張萱の原画を北宋・徽宗が模写した『搗練図』が伝わる[100]。
- 周昉（中国語版）（生没年不明）
中唐（8世紀後半）の画家。長安の人。人物画、特に豊満な唐美人図を得意とした。伝承作品に『調琴啜茗（せつめい）図』『揮扇仕女図』など[101]。
- 韓幹（生没年不明）
盛唐の画家。長安の人。画馬で知られ、伝承作品には、玄宗の愛馬を描いた『照夜白図』がある[102]。

### 山水の変

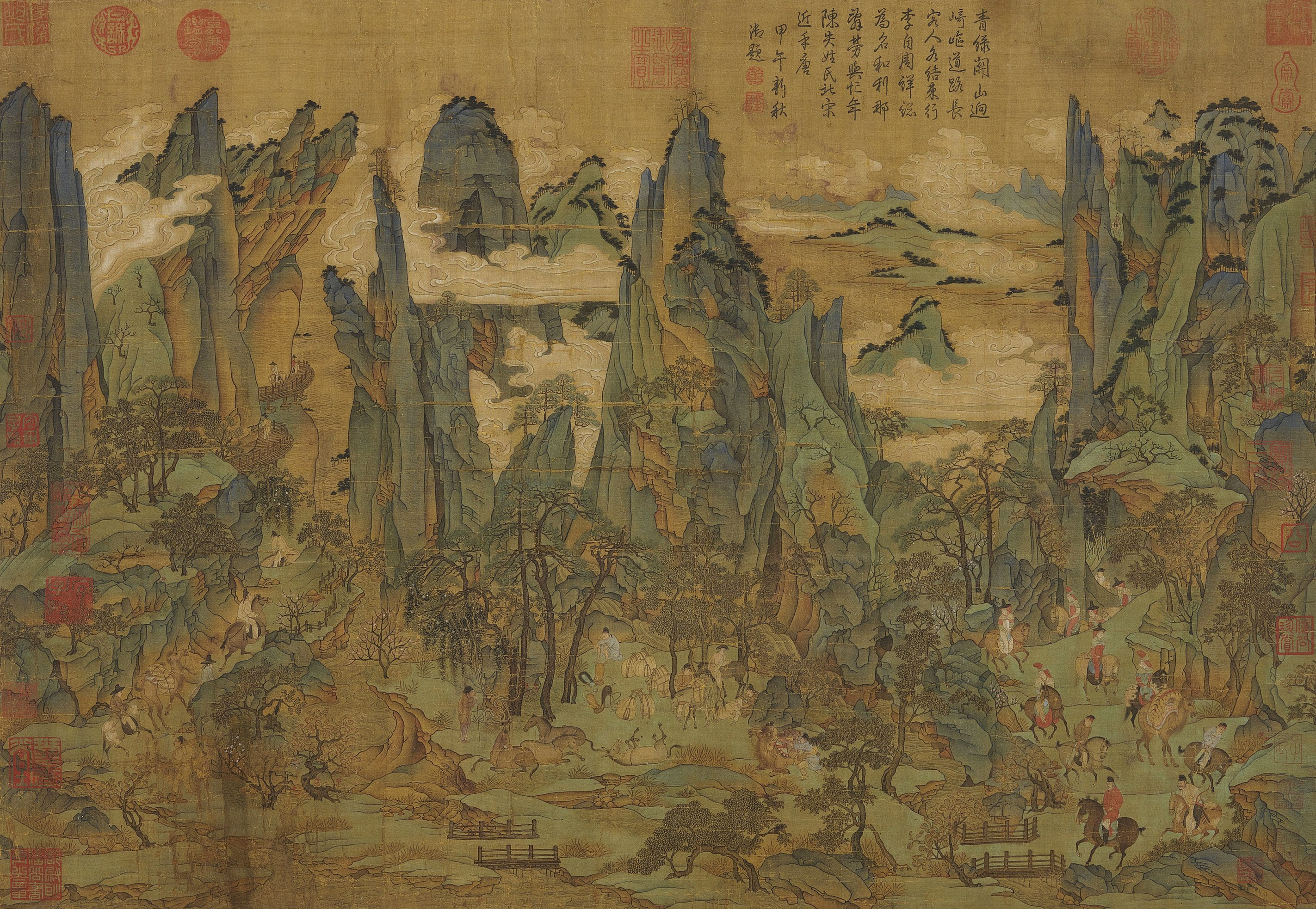
明皇幸蜀図

張彦遠の『歴代名画記』に「山水の変は呉に始まり二李に成る」とある。これは、「唐時代の山水画の変革は呉道玄に始まり、李思訓・李昭道父子によって完成された」ということで、李父子によって着色山水画の技法が完成したことを意味する。
李思訓（651頃 - 718年）は唐の宗室の出身。右武衛大将軍という地位にあり、「李大将軍」と呼ばれた。伝承作品に『江帆楼閣図』などがある。李昭道（生没年不明）は李思訓の子で、伝承作品に『春山行旅図』などがある。
明末に山水画を「南宗画」「北宗画」に分けて論じた董其昌は、李父子を北宗画の祖、後述の王維を南宗画の祖と規定している。李父子の山水画は、精緻に描き込まれた青緑山水であったことが文献から知られる。ただし、前述の李父子の伝承作品『江帆楼閣図』、『春山行旅図』はいずれも後代の模本ないし擬古作で、唐代の李父子の作風をどの程度伝えているかは不明である。唐時代の着色山水画の画風については、日本の正倉院に伝来する『騎象奏楽図』（楽器の琵琶に描かれたもの）の背景からわずかに窺える。京都国立博物館蔵（東寺旧蔵）の『山水屏風』は、日本の平安時代の作品であるが、李思訓らの青緑山水画の画風を伝えるものとされている。
王維（699 - 759年または701 - 761年）は唐を代表する詩人の1人で、画家でもあった。字は摩詰（まきつ）。官位が尚書右丞であったため、王右丞とも呼ばれる。字の摩詰は仏教の『維摩経』に登場する維摩居士（維摩詰）に由来する。「詩中に画あり、画中に詩あり」とは、北宋の文人・蘇軾が王維について述べたものである。董其昌の南北二宗論において、王維は南宗画、すなわち文人画系の水墨山水画の祖と位置づけられている。ただし、画家としての王維の真蹟は現存せず、董其昌がどのような作品に基づいて王維を上述のように位置づけたかは判然としない。王維の伝承作品としては『輞川図』（もうせんず）、『雪渓図』がある。『輞川図』は王維が母親の菩提寺の壁面に描いたもので、原本の壁画は現存しない。『輞川図』の模本は多数流布しているが、古原宏伸によれば、これらの模本は11世紀頃の様式を伝えるもので、原本との間には断絶があるという。

### その他の絵画作品

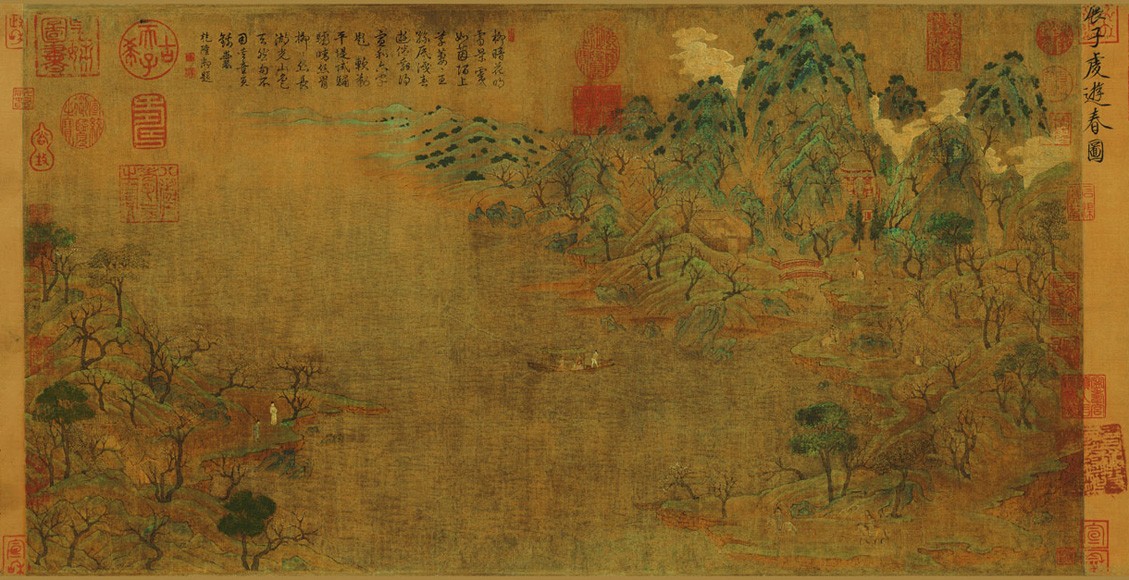
伝・展子虔『遊春図』

遊春図 - 北京故宮博物院蔵の着色画。この作品は落款はないが、隋時代の画家展子虔（てんしけん）の作に帰されている。中央を流れる河の左右両岸を貴人が散策する様子を表す。この作品では水平線の位置が曖昧であり、画面右上の山岳は山を下から上へ平面的に積み上げていくような描写で、遠近表現は未熟である。唐時代頃の模本とみなされているが、隋唐期の青緑山水の作風を今日に伝える遺品として貴重である。
明皇幸蜀図 - 台北故宮博物院蔵の青緑山水画。画題は玄宗皇帝が安禄山の乱を避けて長安から蜀へ向かう様子を表したもの。現存する作品は北宋以降の模本で、明末の擬古作とする研究者もいる。

### 墓室壁画
唐代の墓室壁画としては、陝西省にある以下の3つの王族の墓のものが著名である。懿徳太子（李重潤）墓は神龍元年（705年）、永泰公主（李仙蕙）墓と章懐太子（李賢）墓は神龍2年（706年）のものである。これらの墓の墓室や墓道の壁面には武官、文官、宮女など多数の人物像が描かれている。唐時代の鑑賞絵画の原本がほとんど残らないなかにあって、これらの壁画は、作者不明ではあるが、制作年代が明確な唐時代のオリジナル作品として貴重であり、当時の服装や風俗を知るうえでも有用である。永泰公主墓の宮女群像や章懐太子墓の打馬毬図（ポロのような馬上競技の図）はよく知られる。

## 五代・宋の絵画

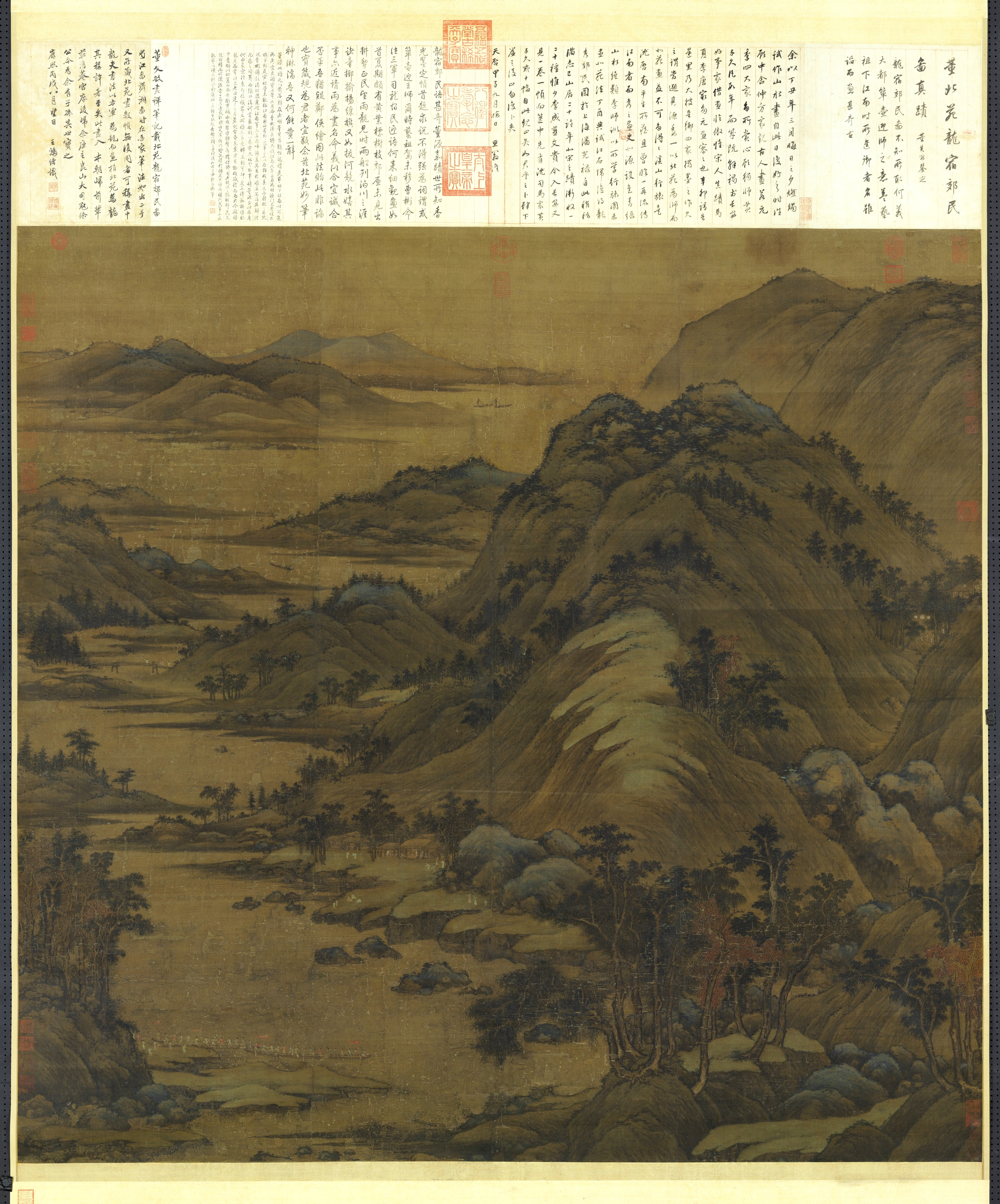
董源『龍宿郊民図』

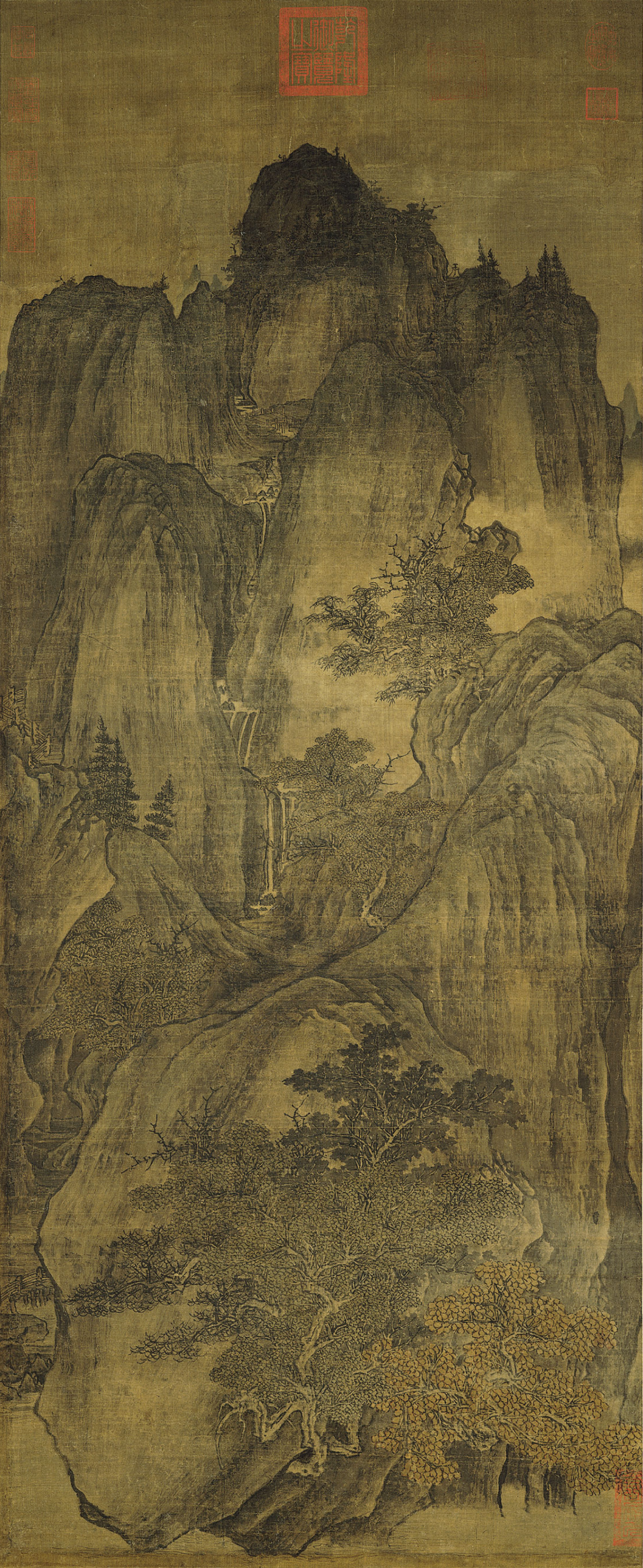
関同『秋山晩翠図』（台北故宮博物院）

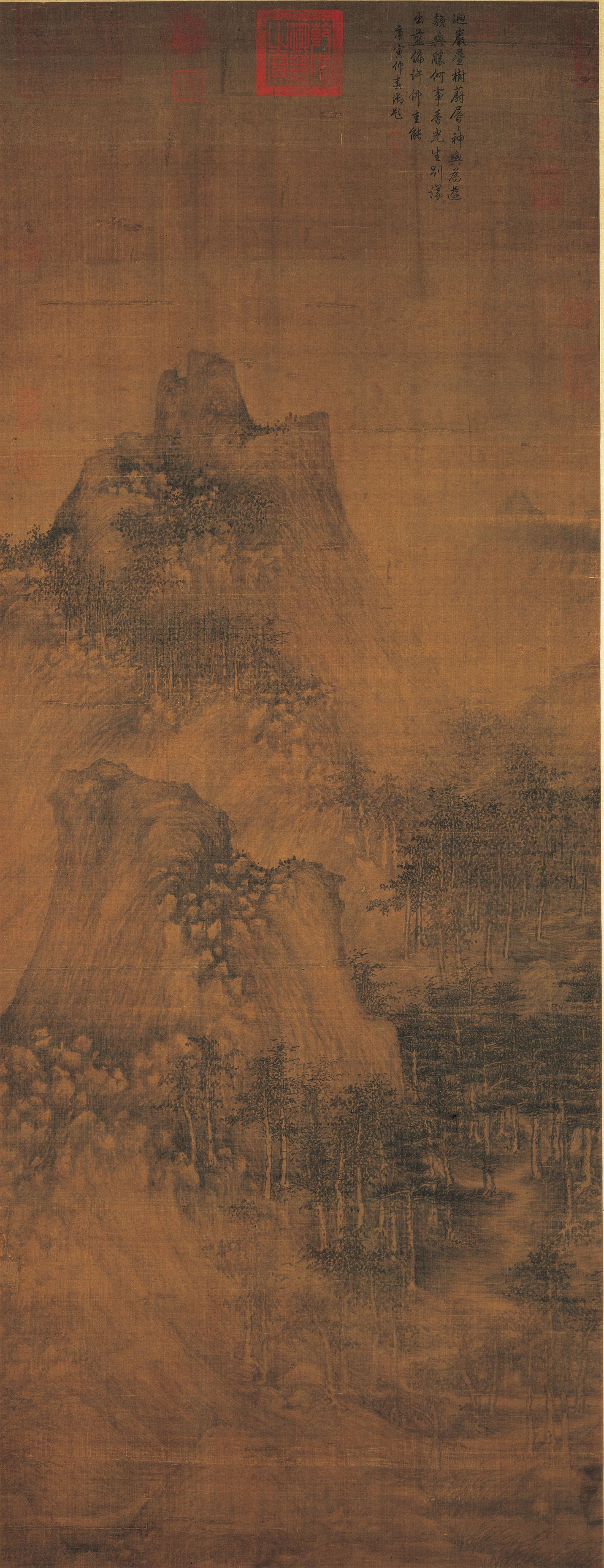
巨然『層巌叢樹図』

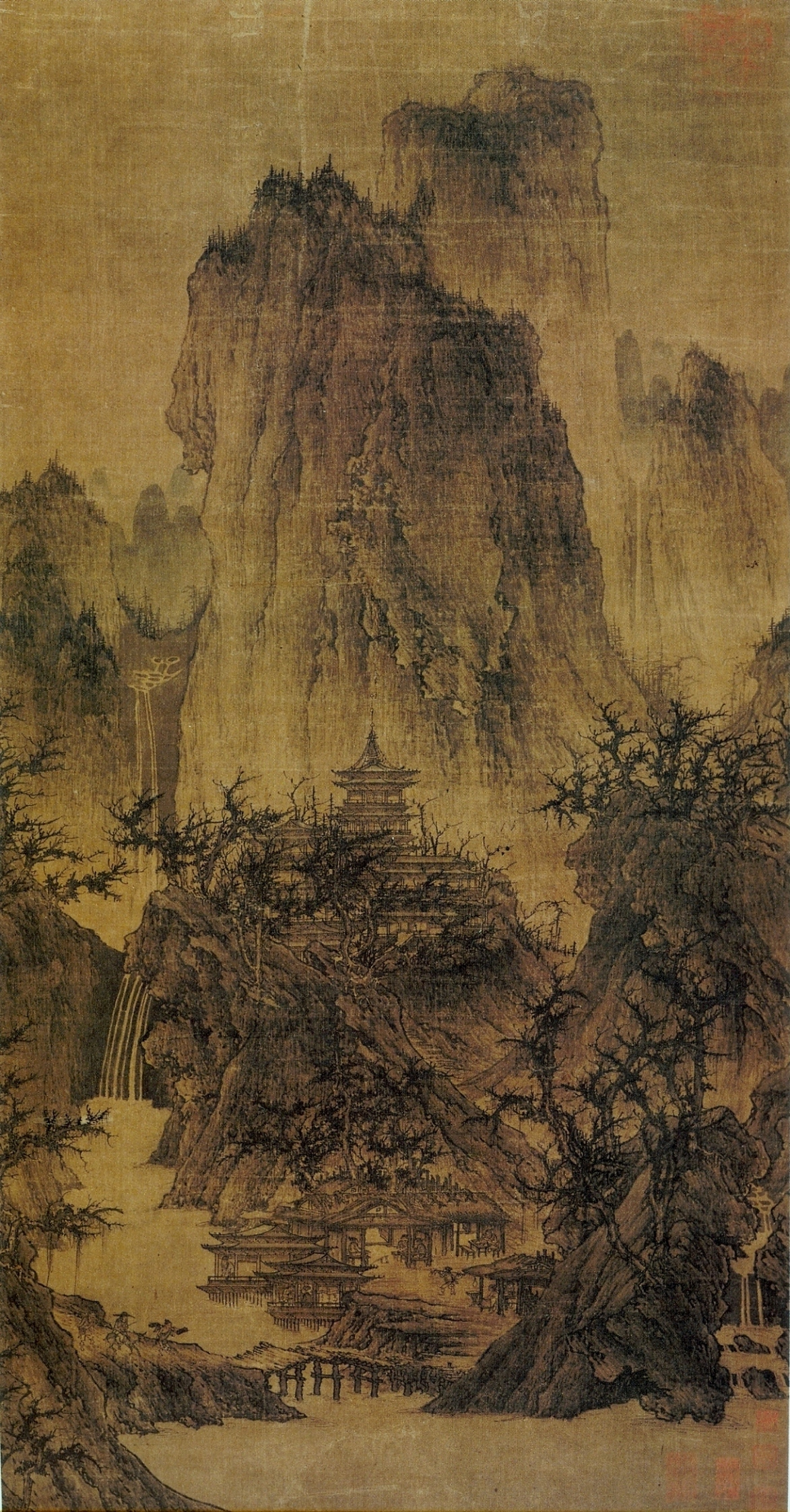
李成『晴巒蕭寺図』

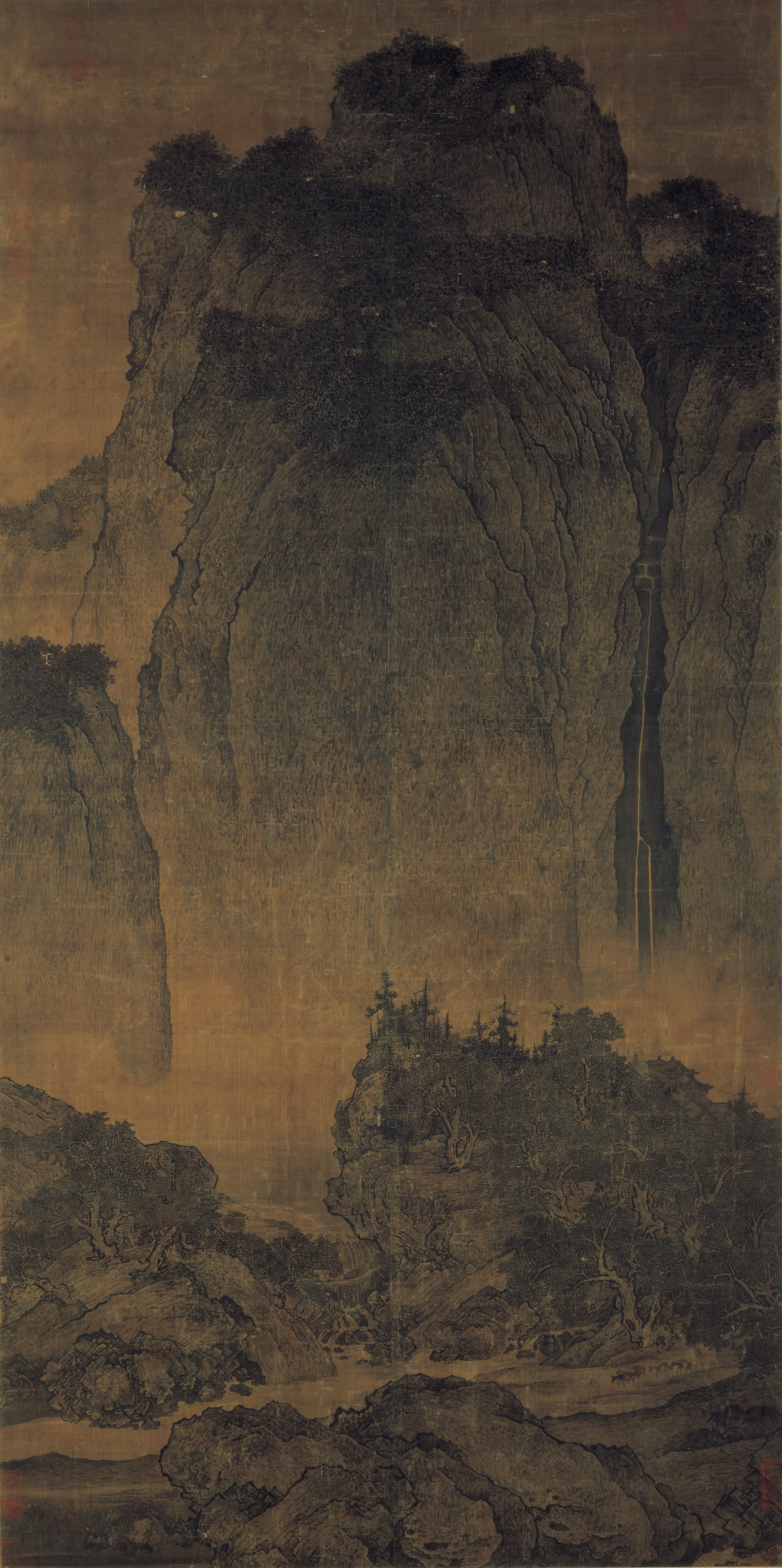
范寛『谿山行旅図』（台北故宮博物院）

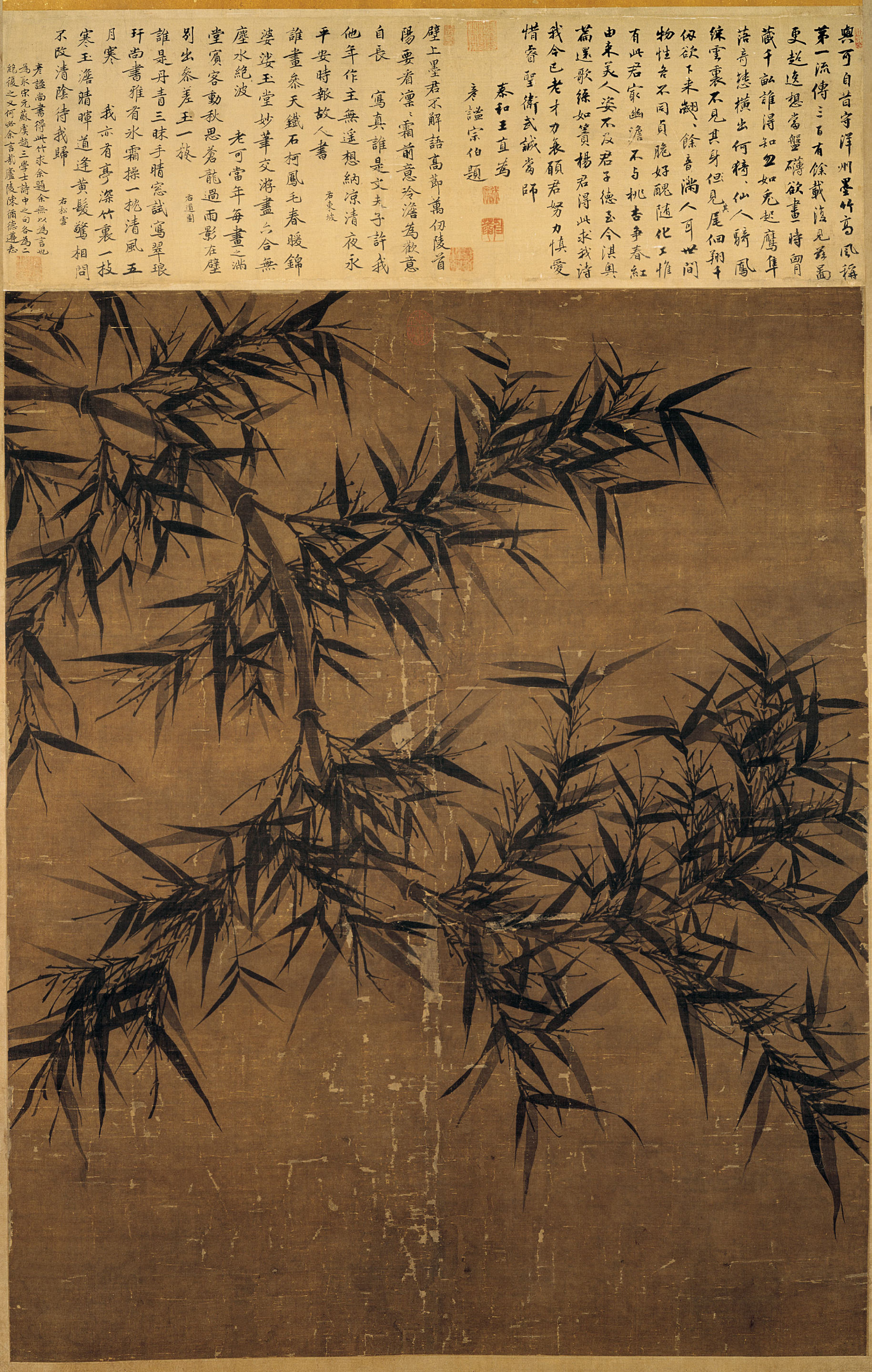
文同『墨竹図』（台北故宮博物院）

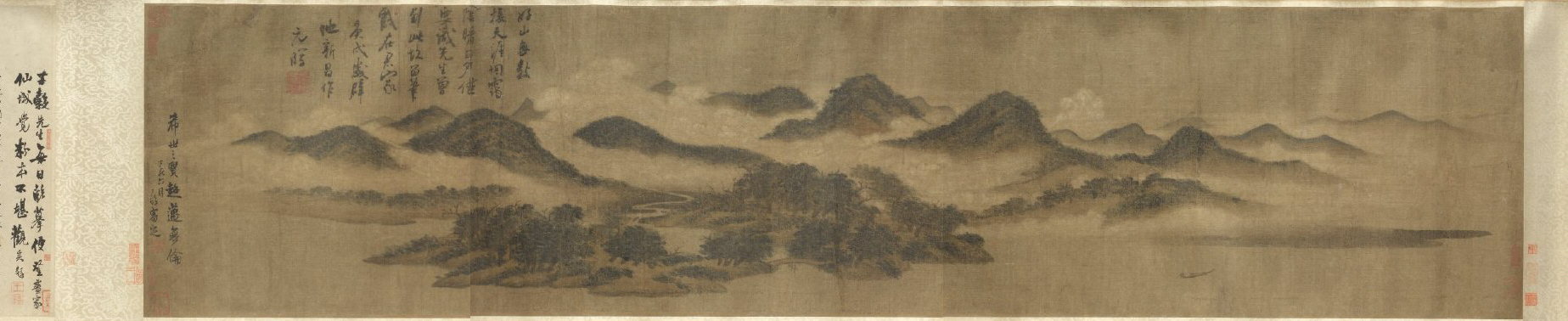
米友仁『雲山図』

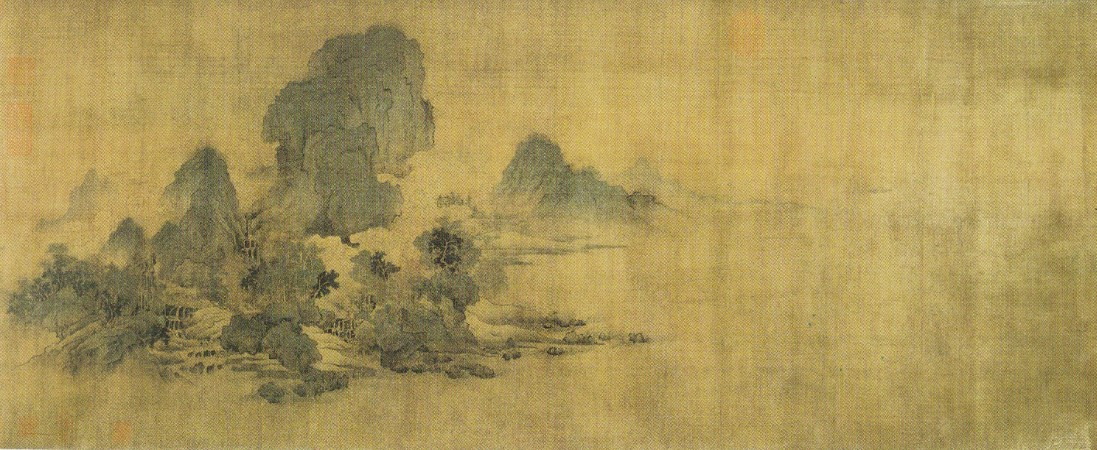
王詵『煙江畳嶂図巻』（上海博物館）

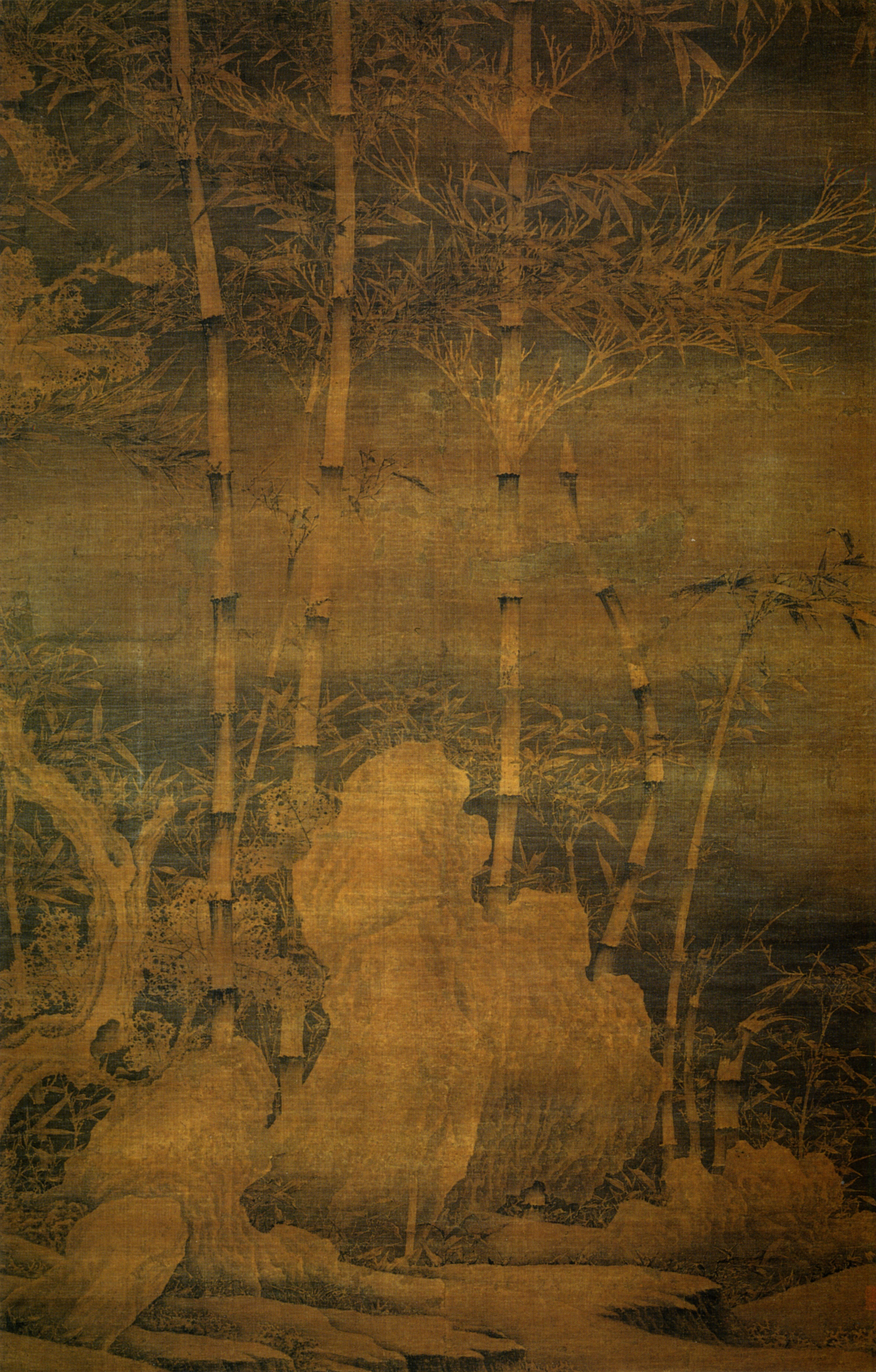
北宋（伝徐熙）『雪竹図』（上海博物館）

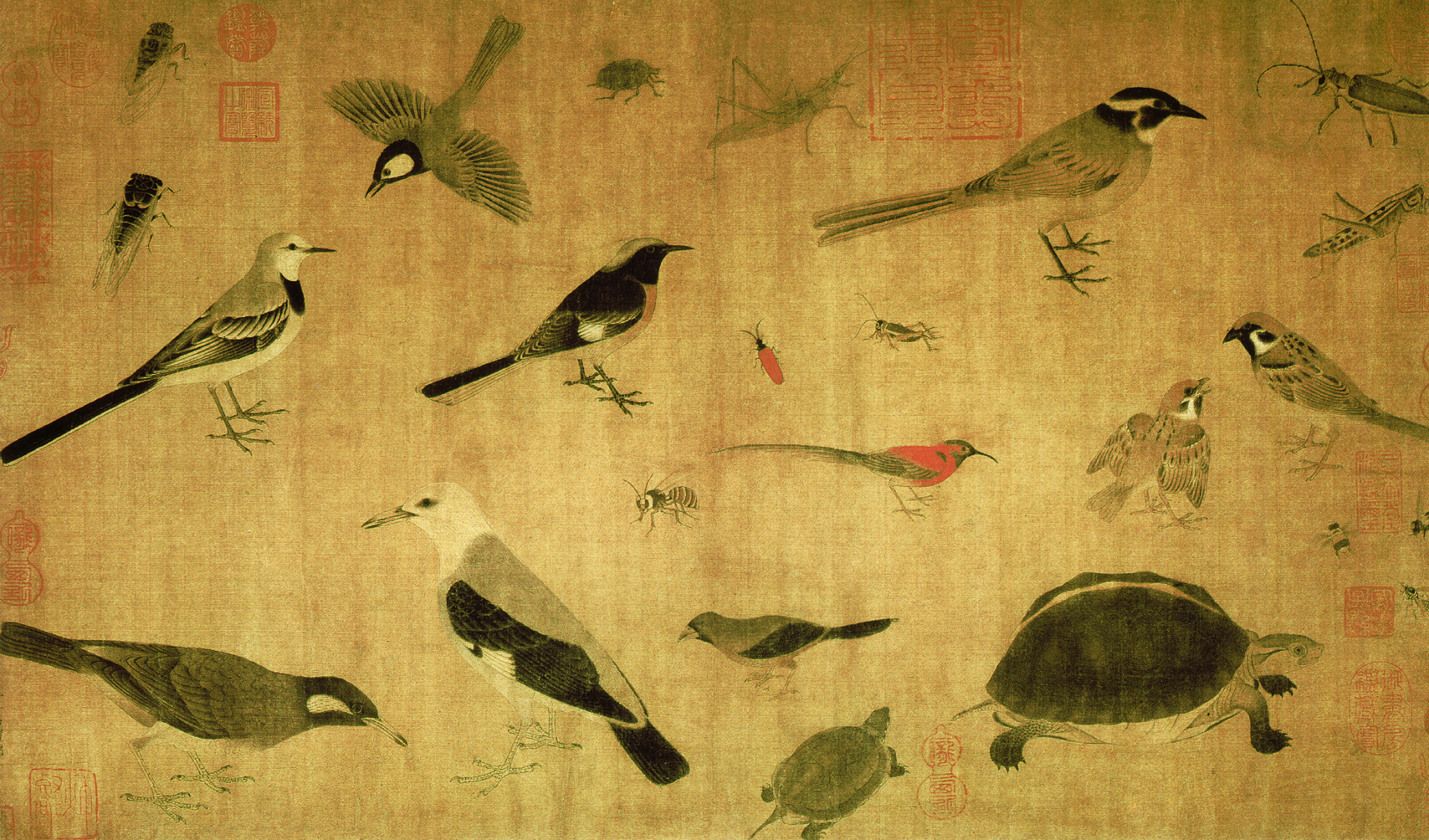
伝黄筌『珍禽図』

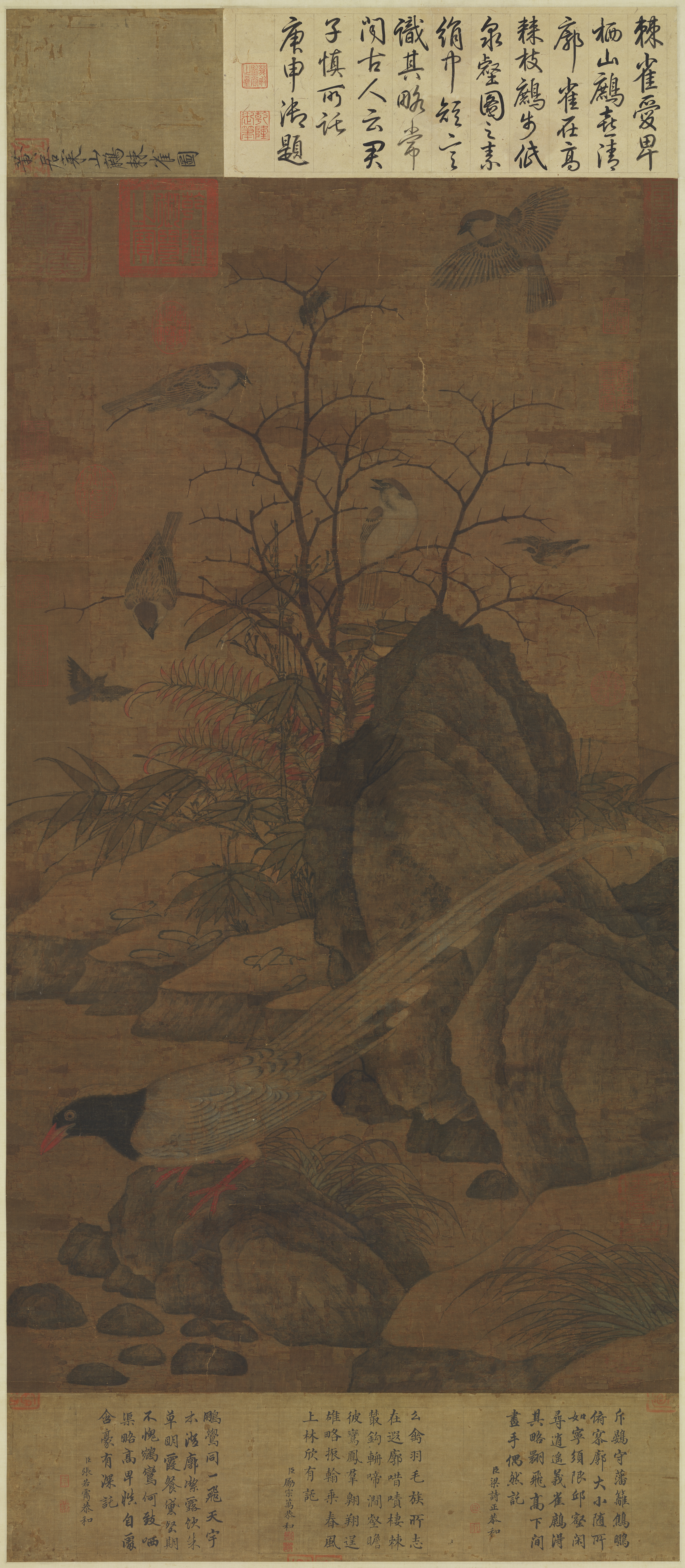
黄居寀『山鷓棘雀図』

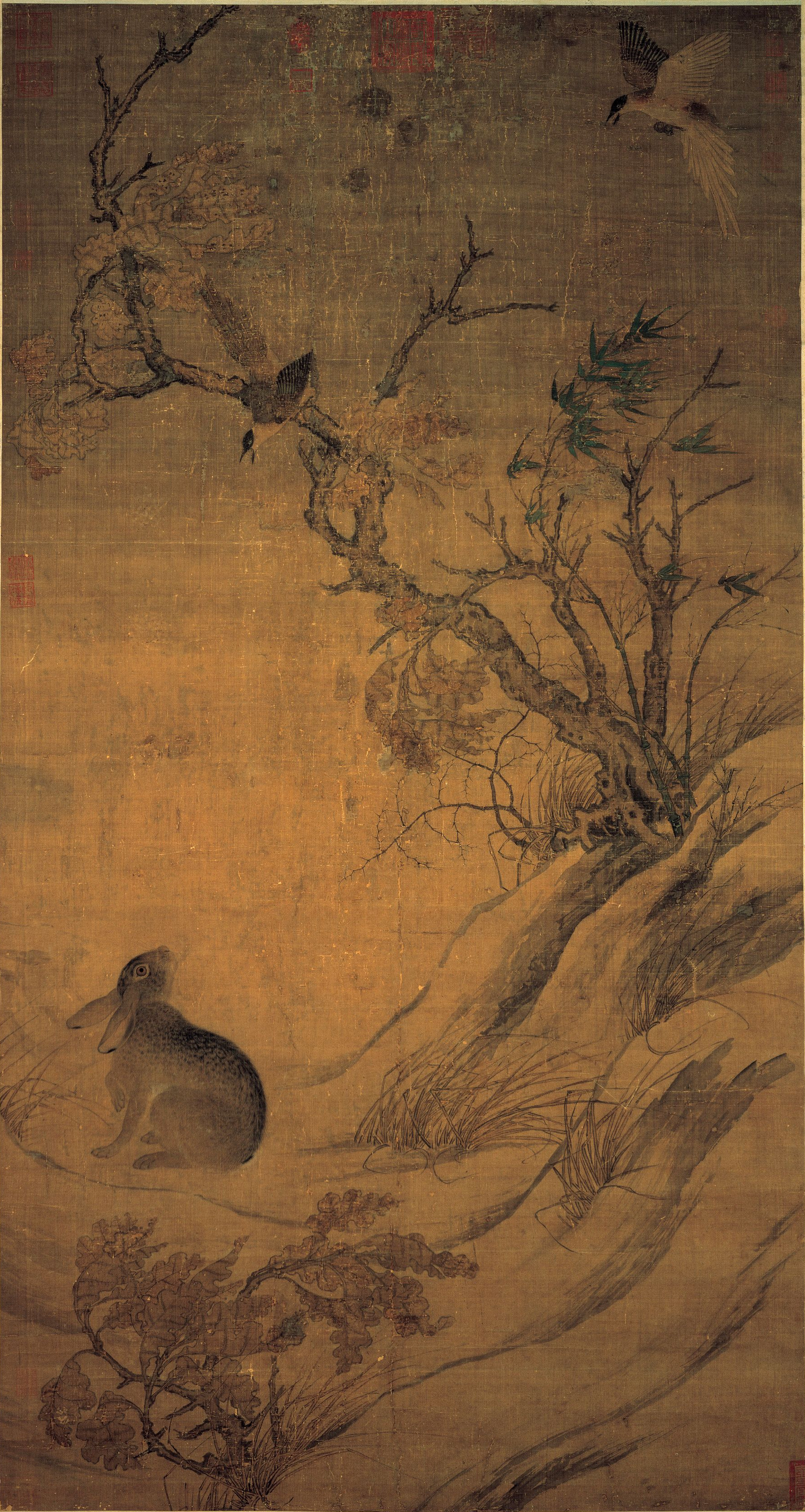
崔白『双喜図』

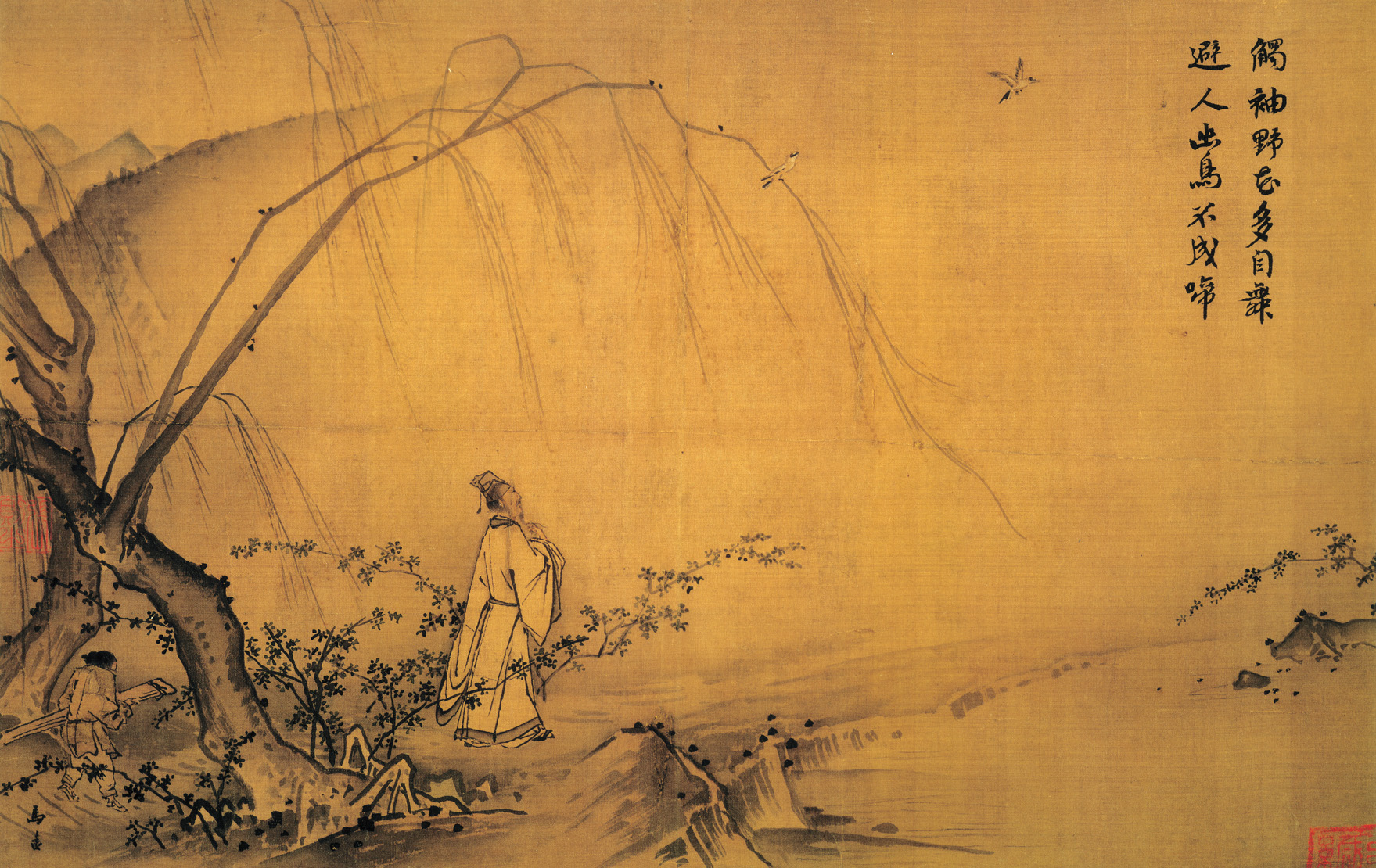
馬遠『山径春行図』

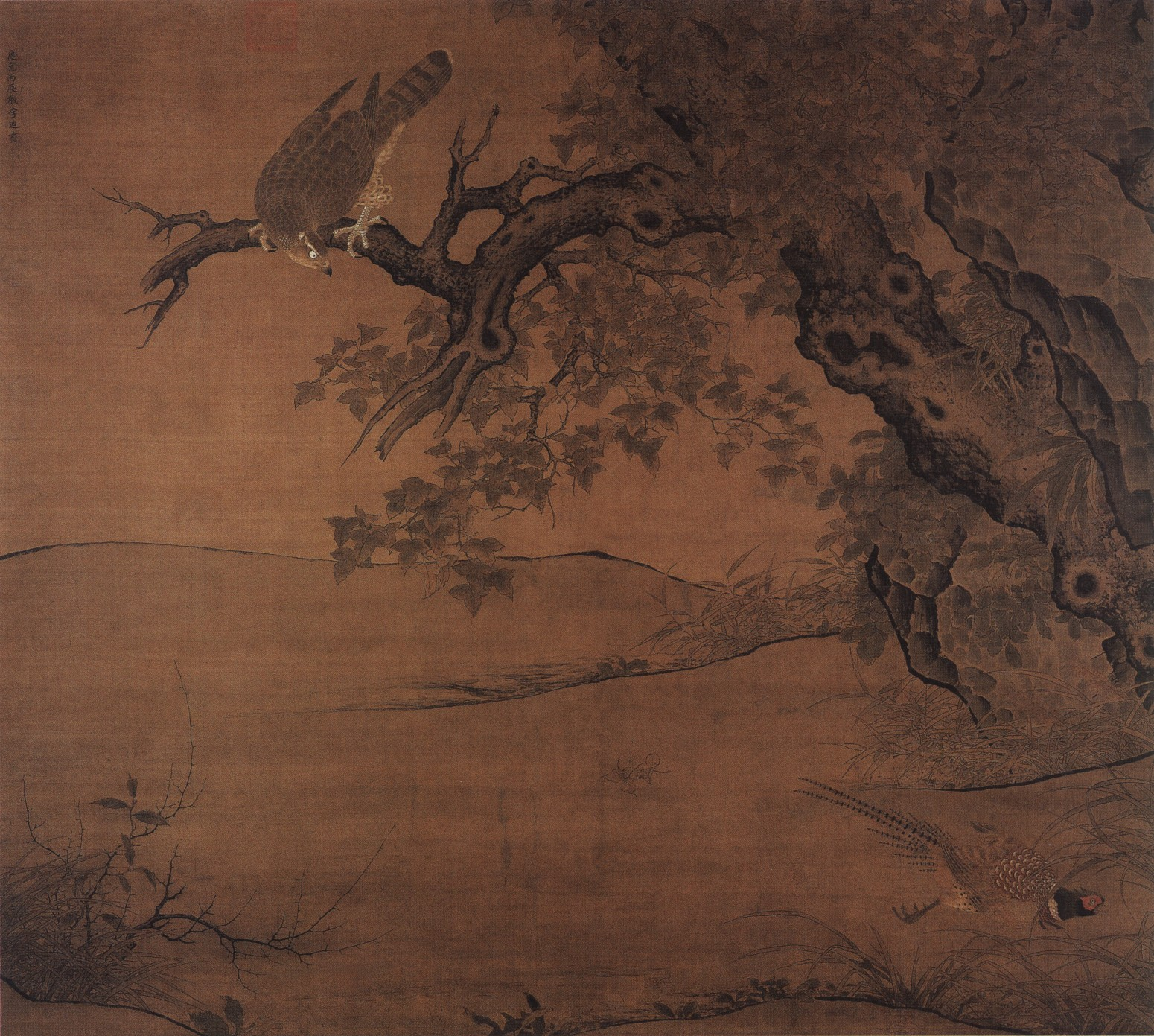
李迪『楓鷹雉雞図』（北京故宮博物院）

### 時代の概観
宋時代は中国絵画史のピークであるとともに転換期でもあった。唐時代までの絵画の主流は人物画であり、着色画であった。こうした伝統的絵画は、以後の時代にも引き続き制作されるが、宋時代には山水画と花鳥画の様式が確立され、なかんずく山水画が中国絵画を代表するジャンルとなった。五代から北宋にかけては、山水における北方山水画と江南山水画、花鳥画における黄氏体と徐氏体（諸説あるが、前者は「富貴」、後者は「野逸」とされる）などの様式が確立し、各分野の絵画は筆法、構図などの面で大いに進歩し、後世に影響を与える多くの大家を輩出した。山水画においては唐時代まで主流であった青緑山水画も引き続き制作されたが、この時代には士大夫の絵画としての水墨による山水画が主流となった。
唐末・五代の山水画家として、江南では董源（とうげん）、巨然（きょねん）、華北・中原では荊浩（けいこう）、関同（かんどう）の名が伝わるが、現存する彼らの作品はほとんどが模本か伝承作品である。やや時代が下って北宋の初期から中期にかけての山水画家としては李成（りせい）、范寛（はんかん）、郭煕（かくき）らが著名である。北方と南方の風土の差は画家たちの画風にも影響を与えた。荊浩らが描く北方の山水は、切り立った稜線とごつごつした岩肌が目立ち、これに対して、董源らによる江南の山水は、湿潤な大気に霞む穏やかな風景を描き出している。この時代には文人士大夫、すなわち儒教的教養のある支配階級が、絵画の享受および制作の主たる担い手となった。北宋末には、書家としても知られる米芾（べいふつ）とその子の米友仁（べいゆうじん）の父子がある。米芾は書家としては宋の四大家に数えられ、画家としては米法山水の創始者として知られる。米法山水とは、堅い輪郭線を用いず、楕円形の墨点を重ねて形態や濃淡を表すものである。宋時代を代表する文学者・書家である蘇軾（そしょく）も文人の余技として古木竹石などを描いている。五代の後蜀と南唐には宮廷画院が設置されたが、宋朝も画院（翰林図画院）の制度を設け、画院の画家には待詔、祗候などの職位を与えて画業を奨励し、多くの宮廷画家が活躍した。北宋末の徽宗皇帝は、為政者としては無能であったが、文化の振興、画院の改革に尽し、自らも筆を執って書画をよくした。北宋時代の画家としては他に白描（墨の輪郭線のみによる描法）の人物を得意とした李公麟（りこうりん）が著名である。
南宋時代は前後の時代と異なり、文人画家よりも宮廷画院の画家が活躍した時代で、彼らによる、装飾性の豊かな花鳥画や、余白の美を生かした山水画が盛行した。こうした画院特有の作風を院体という。山水では李成・郭煕らの主山を中心に据える構図に替わり、主たる景物を画面の片側に寄せて描く様式が盛行した。この様式は馬遠（ばえん）、夏珪（かけい）によって大成された。院体の花鳥画は北宋の黄筌らの黄氏体（諸説あるが、輪郭線と彩色主体の描法とされる）の影響を受け、李迪（りてき）らの名手を生んだ。南宋の画院系の著名画家としては、他に山水画の李唐（りとう）、減筆体の人物画で知られる梁楷（りょうかい）などがいる。

### 荊浩と関同
荊浩と関同は唐末から五代にかけての山水画家である。唐時代までの中国絵画は彩色画が中心であり、山水画も青緑山水が主流であって、水墨の山水画が盛んになるのは宋時代以降のことである。荊浩と関同は水墨山水を描いた初期の画家であり、後世への影響が大きかったが、彼らの作品の原本は現存しない。荊浩は河南沁水の人（本籍については異説もある）で、字を浩然といった。彼は『筆法記』という画論を書いており、次のような言葉を残している。「呉道子の画山水には筆あれども墨なく、項容には墨あれども筆なし。吾は二子の長ずる所を采（と）りて一家の体を成すべし」。すなわち、唐代の名画家・呉道子には線描の美はあるが水墨の美はなく、項容（中唐の画家）には水墨の美はあっても線の美はない。自分は両者の良いところを採って、自分の画風を確立する」ということである。関同は、『宣和画譜』『図画見聞誌』に「長安の人」とあるが、出身地は不明とする史料もある。荊浩に学んだということ以外、詳しい経歴はわからない。荊浩については『匡廬図』（きょうろず、台北故宮博物院）、関同については『秋山晩翠図』、『山谿待渡図』（ともに台北故宮博物院）などの伝承作品がある。いずれも水墨山水で、中国北方の険しい岩山を描いたものである。

### 董源と巨然
董源は、10世紀頃の鍾陵（江西南昌）の人で、字を叔達といった。五代の南唐に仕え、後宛副使という職位にあったという。董源は後述の巨然とともに「董巨」と併称され、江南山水画の祖とされている。現存する董源の伝承作品としては、画巻では『夏景山口待渡図巻』（遼寧省博物館）、『瀟湘図巻』（北京故宮博物院）、『夏山図巻』（上海博物館）、掛幅では『寒林重汀図』（日本・黒川古文化研究所）、『龍宿郊民図』（台北故宮博物院）がある。うち、『夏景山口待渡図巻』と『瀟湘図巻』は、もとは同じ画巻の一部であったものが分かれたものとみられる。以上の伝承作品は、いずれも真蹟ではなく後人の模本とみなされている。董源と並び称される巨然（10世紀頃）の出身は、鍾陵（江西南昌）とも江寧（南京）ともいう。彼は開封の開元寺の画僧で、伝承作品は『秋山問道図』（台北故宮博物院）のほかいくつかあるが、真蹟とみなされるものはない。董源は生前にはさほど高名ではなかったが、北宋末（12世紀）頃から急に著名になり、文人山水画の祖として扱われるようになった。北宋末の文人画家・米芾（べいふつ）は、著書『画史』において、董源の画風を「平淡天真」であるとして高く評価した。明末の文人画家・理論家として影響力の大きかった董其昌も南宗画（文人系の山水画）の祖として董源を高く評価している。伝承作品にみる董源と巨然の画風は、江南の霞のかかったような湿潤な風景を描いたもので、披麻皴（ひましゅん）という、麻の繊維をほぐしたような筆致で山の稜線などを描くのが特色である。沈括（北宋）は著書『夢渓筆談』で「董源・巨然の絵は、近くで見ると何が描いてあるのかわからないが、遠くから見ると物の形がわかる」と評している。

### 李成・范寛・郭煕
李成（10世紀）は長安の人で、字は咸熙（かんき）。唐の宗室の出で、五代末・宋初の混乱を避けて山東営丘に移った。李成は、後出の郭煕とともに「李郭」と併称される。「董巨」（董源と巨然）が江南山水画の祖とされるのに対し、「李郭」は北方山水画の祖とされている。李成の事績については、画史の類には多く記録されるが、真蹟は現存せず、伝承作品も多くはない。李成の画風について「墨を惜しむこと金のごとし」と評された。北宋末の米芾は「李成の真蹟は2本しか見たことがないが、偽物は300本もある」と言っている。現存する伝承作品には『晴巒蕭寺図』、『寒林図』（台北故宮博物院）、『読碑窠石図』（大阪市立美術館）、『喬松山水図』（日本、澄懐堂美術館）などがある。
范寛（10世紀後半 - 11世紀前半）は、『谿山行旅図』（台北故宮博物院）の作者として知られる。陝西華原の人で、字は中立という。一説に本名は中立で、性格が寛大だったため、范寛と呼ばれたという。職業画家であったとみられ、詳しい経歴は不明である。当初李成画に学ぶが、それに飽き足らず、自然を師として研鑚を積み、自らの画風を築いたという。『谿山行旅図』は、北宋山水画を代表する著名作で、近景の岩と道、中景の台地を画面下方に小さく表し、圧倒的な存在感をもつ遠景の主山が画面の大部分を占めている。山を下方から見上げて、その高さを強調する手法、すなわち「高遠山水」の典型的作品である。本図については、原本に忠実な写しとする説もある。画面の右下、荷物を運ぶ驢馬の列の後方の樹葉にまぎれるように小さく「范寛」の署名があるが、この署名は書風が稚拙で、本図を范寛の真蹟とする決め手にはならない。
郭煕（1023頃 - 1085年頃）は北宋後期の宮廷画家で、河陽温県（河南省）の人。字は淳夫。神宗の熙寧年間（1068 - 1077年）に図画院芸学となり、後に翰林待詔直長という地位についた。理論家でもあり、画論『林泉高致』（『林泉高致集』）の著作がある。高遠（仰角視）・平遠（平面視）・深遠（俯瞰視）の三遠法は郭煕がこの書で述べているものである。郭煕の『早春図』は、北宋山水画の真蹟として現存する数少ない作品の一つである。この作品は、光や大気の存在が的確に表現され、1つの画面に前述の高遠・平遠・深遠の3つの視点が共存するなど、北宋山水画の1つの完成形を示すものである。

### 北宋後期の文人画家
文同（1018 - 1079年）北宋の文人画家。梓州永泰（四川）の人。湖州（浙江呉興）の太守という地位にあった。もっぱら墨竹画を描いた。
蘇軾（1036 - 1101年）は北宋後期の政治家、書家、詩人。四川眉山の人。字は子瞻（しせん）、東坡居士と号した。絵画は余技で、古木竹石などを描いた。
米芾（1051 - 1107年）は、北宋後期の文人。山西太原の人。字は元章で、海嶽外史、襄陽漫士、鹿門居士などと号した。徽宗に仕え、書画学博士であった。画家、書家、収集家、鑑識家として知られる。画家としては、子の米友仁とともに「米法山水」（楕円形の点描が特色）の創始者とされている。ただし、米芾の書作品は真筆が残るが、絵画作品については確実な遺品はない。
米友仁（1086 - 1165年）は米芾の子で、字は元暉（げんき）、懶拙老人（らんせつろうじん）と号した。太原の出身だが襄陽、のち潤州（江蘇鎮江）に移り住んだ。父の米芾と異なり、専門画家に近い存在であった。作品は『雲山図巻』など数点がある。

### その他の北宋画家（山水画系）
- 許道寧（きょどうねい、生没年不明） - 北宋の山水画家。河間（河北）の人。長安で薬屋の客寄せのために絵を描いていた。伝承作品に『秋山蕭寺図巻』（日本、藤井斉成会有粼館）、『秋江漁艇図巻』（ネルソン・アトキンス美術館）があり、作風は李成風である[142]。
- 燕文貴（えんぶんき、生没年不明） - 北宋の宮廷画院に属した山水画家。伝承作品に『江山楼観図巻』（大阪市立美術館）がある[143]。
- 趙令穣（ちょうれいじょう、生没年不明） - 北宋の山水画家で、宋の太祖の5世の孫。字を大年という。「小景画」をよくした。小景画の語義は諸説あるが、近景・中景・遠景を大観的に描いた山水画に対し、近景を中心にした狭小な空間を描いた山水画を指すとされる[144]。伝承作品に『秋塘図』（大和文華館）がある[145]。
- 王詵（おうしん / おうせん、生没年不明） - 李成派の山水を描いた、北宋の余技画家。伝承作品に『煙江畳嶂図巻』（上海博物館）など数点がある[146]。
- 郭忠恕（かくちゅうじょ、生没年不明） - 北宋における潑墨山水画の伝承者とされ、また界画を得意とした。伝承作品として『雪霽江行図』（ネルソン・アトキンス美術館および台北故宮博物院）がある[147]。
- 江参（こうしん、生没年不明） - 北宋末から南宋初の山水画家。董源・巨然の江南山水画風を継ぐ数少ない画家の一人。『林巒積翠図巻』（ネルソン・アトキンス美術館）、『千里江山図巻』の伝承作品がある[148]。

### 花鳥画の「黄氏体」と「徐氏体」
宋時代の花鳥画の画風には「黄氏体」と「徐氏体」があるといわれているが、これら両者の画風の具体的差異は必ずしも明らかではない。黄氏体は五代の画家・黄筌（こうせん）とその一族の画風、徐氏体は同じく五代の画家・徐熙（じょき）とその一族の画風をさす。北宋・郭若虚の『図画見聞誌』によれば、当時の花鳥画について「黄家は富貴」「徐熙は野逸」と評価されていた。黄筌（903年頃 - 965年頃）は四川成都の人で、前蜀の宮廷画家、徐熙（生没年不明）は鍾陵（江西省）の人で、生涯仕官しなかった。通説では黄氏体は輪郭線と彩色主体、徐氏体は没骨体といわれるが、黄筌の作品は『珍禽図』（北京故宮博物院）が残るのみ、徐熙の作品は残っておらず、両者の実際の作風の差は不明である。文献に照らしても、両派の作風にさほどの差異があったとは考えがたい。黄筌の子の黄居寀（こうきょさい）の作と伝えられる『山鷓棘雀図』（さんしゃきょくじゃくず、台北故宮博物院）は、北宋時代の作風を伝える。

### 徽宗とその他の花鳥画家
趙佶（ちょうきつ、1082 - 1135年）は北宋の第8代皇帝徽宗である。彼は為政者としては無能であったと評されるが、文化の振興には力を入れた。各地から書画骨董を集め、『宣和画譜』などの宮廷所蔵品目録を作った。また宮廷画院の充実を図ったことでも知られる。彼は自らも書画をよくし、書は痩金体（そうきんたい）という独特の細く鋭い筆線による書体を使用した。絵については『搗練図』（唐・張萱の原画の模写、ボストン美術館）、『五色鸚鵡図巻』、『桃鳩図』（日本個人蔵）などの伝承作品があるが、鈴木敬は徽宗の画には代筆画が多く、真作はおそらく現存しないであろうと述べている。
- 趙昌（ちょうしょう、生没年不明） - 北宋初期の花鳥画家。四川広漢（剣南）の人。没骨の折枝画を得意とした[152][153]。
- 崔白（さいはく、生没年不明） - 北宋画院の画家。濠州（安徽）の人。熙寧期（1064 - 1077年）に画院の芸学の地位にあった。花鳥画をよくしたが、人物、山水も描いた。代表作に『双喜図』（台北故宮博物院）がある[154][155]。
- 呉元瑜（ごげんゆ、生没年不明） - 徽宗の絵画の師であった画家。ただし、呉元瑜本人については、伝承作品もほとんどなく、画風も定かでない[156]。

### 李公麟とその他の五代・北宋絵画
李公麟（活動期11世紀末 - 12世紀初） - 安徽舒城の人。字は伯時。晩年、龍眠山に隠居したことから龍眠山人と号した。王安石（政治家、詩人）や蘇軾（政治家、詩人、書家）と交友があった。白描の人物画を得意とした。父の李虚一は多数の古画を収蔵しており、公麟はこれらを模写した。伝承作品として『孝経図巻』（プリンストン大学美術館）、『五馬図巻』（東京国立博物館）などがある。
周文矩（しゅうぶんく、生没年不明） - 五代・南唐の宮廷画家。金陵句容の人。人物画、特に仕女図をよくした。伝承作品に『瑠璃堂人物図』（メトロポリタン美術館）、『重屏会棋図』（北京故宮博物院）がある。
韓熙載夜宴図（かんきさいやえんず）は、五代・南唐の画家・顧閎中（ここうちゅう）の作と伝えられる、彩色の風俗画巻。計5つの場面からなる。韓熙載は南唐の政治家で、100人もの妾妓を抱え、酒と女と音楽に溺れ、夜な夜な宴会を開いていたという。南唐の後主・李煜（りいく）は韓の行動を怪しみ、乱行の真意を探るため、ひそかに画家の顧閎中を遣わし、顧が記憶した宴会の模様を絵画化したのが本図であるという。画中画の山水画の様式や、画中に描かれている磁器の様式などから、現存本の制作年代は南宋以降とみられる。

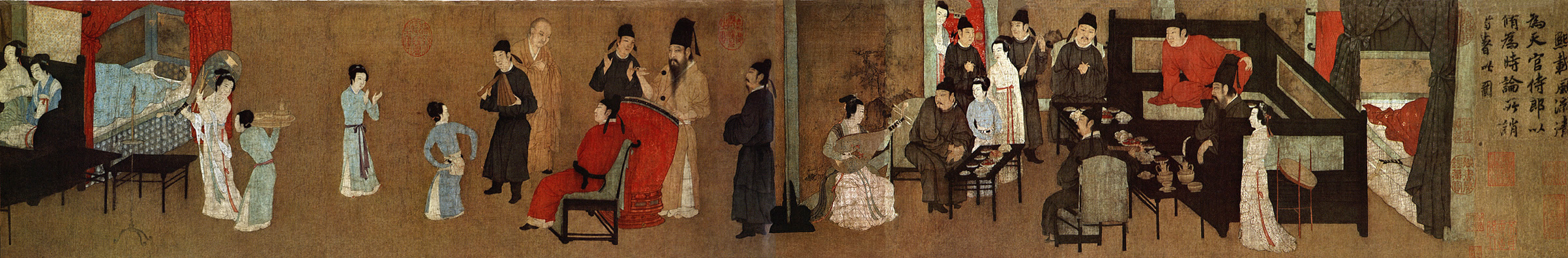
顧閎中『韓熙載夜宴図』

清明上河図（せいめいじょうかず）は、北宋の画家・張沢端（ちょうたくたん）の作品で、当時の人々の生活や街の様子を伝える風俗画として著名である。北宋の都・汴梁（開封）の清明節の賑わいを絵画化したもの。長さ5メートルを超える画巻に士大夫、僧、船頭、人足、占い師などあらゆる階層の人々約700人が生き生きと描かれている。台北故宮博物院本のほか、後人による模本が多数ある。作者の張沢端は山東東武の人で、宣和（1119 - 1125年）の画院に属した。

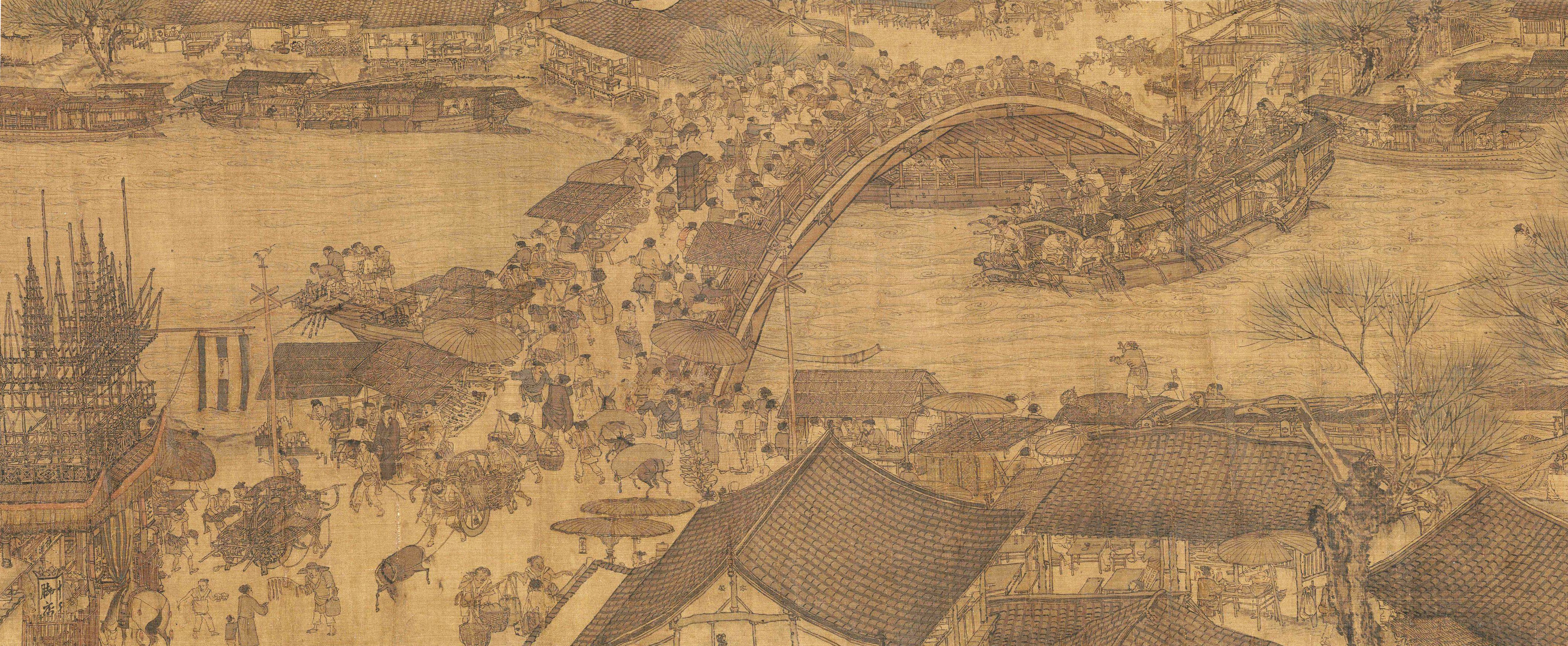
張沢端『清明上河図』

### 馬遠、夏珪と南宋の山水画家
馬遠（ばえん、生没年不明）は南宋画院の山水画家。籍は山西にあったが、銭塘（杭州）に住んだ。字は遥父、号は欽山。光宗・寧宗の時、画院待詔の地位にあった。馬遠の家系には画家が多く、曾祖父、祖父、父、兄、子、伯父も画家であった。斧劈皴（ふへきしゅん）を多用した山水を描いた。後述の夏珪と共に「馬夏」と並称された。画面を対角線で区切った半分のスペースに主たるモチーフを集中させ、残りの画面を余白として、観者の想像にゆだねる構図（辺角構図）は「残山剰水」「馬の一角」と称された。ただし、これらの評語は必ずしも褒め言葉ではなく、大自然のごく一部しか描かれていないことを評するものともいう。馬遠の作品は、余白の多いものばかりでなく、『西園雅集図巻』（ネルソン・アトキンス美術館）のように細部まで描き込まれたものもある。その他の代表作に『十二水図』（台北故宮博物院）、『華燈侍宴図』（台北故宮博物院）など。
夏珪（かけい、生没年不明）は、南宋画院の山水画家。銭塘（杭州）の人。字は禹玉。寧宗期（1194 - 1224年）の画院で待詔の地位にあった。水墨山水をもっぱら描いた。代表作に『渓山清遠図』（台北故宮博物院）、『江山佳勝図』、『長江万里図』（模本）などがある。
- 李唐（りとう、1050年頃 - 1130年頃）北宋末から南宋の画院画家。河陽三城（河南孟県）の人。徽宗の時に画院待詔の地位にあった。焦墨を用いた山水画に特色がある。代表作に『万壑松風図』（ばんがくしょうふうず）、『江山小景図』（ともに台北故宮博物院）などがある[165]。
- 馬麟（ばりん、生没年不明）馬遠の子。寧宗の嘉泰年間（1201 - 1204年）に画院祗候の地位にあった。山水のほか、父と同様の辺角構図の花鳥画をよくした[166][167]。

### その他の南宋画家
- 劉松年（りゅうしょうねん、生没年不明）銭塘（杭州）の人。紹熙年間（1190 - 1194年）の画院待詔。代表作に『四景山水図』、『羅漢図』（台北故宮博物院）などがある[168]。
- 李迪（りてき、生没年不明）孝宗・寧宗期の画院画家。河陽（河南孟県）の人。花鳥画をよくした[169]。
- 梁楷（りょうかい、生没年不明） - 東平の人。南宋になってからは銭塘に住む。寧宗の嘉泰年間（1201 - 1202年）の画院待詔であった。酒を愛し、性格は豪放で、自ら「梁風子」と称した（「風子」は「狂人」の意）。減筆体（少ない筆のタッチで描く）の人物画に特色を発揮した。代表作に『李白吟行図』（東京国立博物館）などがある[170]。
- 蘇漢臣（そかんしん、生没年不明） - 開封の人。北宋末から南宋初の宮廷画家。人物、特に子供の絵を得意とした。台北故宮博物院の『秋庭戯嬰図』はヤジロベエ遊びに熱中する姉弟を描いたもので、蘇漢臣の作と伝えられる[171]。
- 揚無咎（ようむきゅう、1097 - 1169年） - 江西清江の人。字は補之（ほし）。梅花の絵を専門にした[172]。
- 趙孟堅（ちょうもうけん、1199 - 1264年） - 宋朝宗室の出身で、厳州知州という地位にあった。松竹梅蘭を主に描いた[173]。
- 李嵩（りすう、生没年不明） - 銭塘（杭州）の人。光宗、寧宗、理宗の画院で活動した。人物を主に描くが、山水、花鳥画もある[174]。
- 牧谿（もっけい、生没年不明） - 南宋末の禅僧。理宗・度宗の時代に活動した。臨安（杭州）長慶寺の僧で、俗姓は李、法諱は法常で、牧谿は号。禅僧の余技として山水、蔬果などを描いた。日本において特に評価が高い。代表作に『写生蔬果図鑑』など[175]。

瀟湘臥遊図（しょうしょうがゆうず） - 乾道5・6年（1169・1170年）頃、舒城李生作の水墨山水画巻。東京国立博物館蔵。董源、巨然、米芾父子の系統を引く江南山水画の代表作として名高い。李公麟の作と伝承されていたが、実際の作者は「舒城李生」で、舒城（地名）の李という姓の画家であることしかわからない。

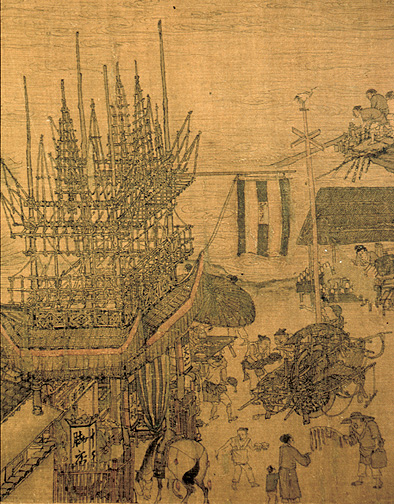
張沢端『清明上河図』
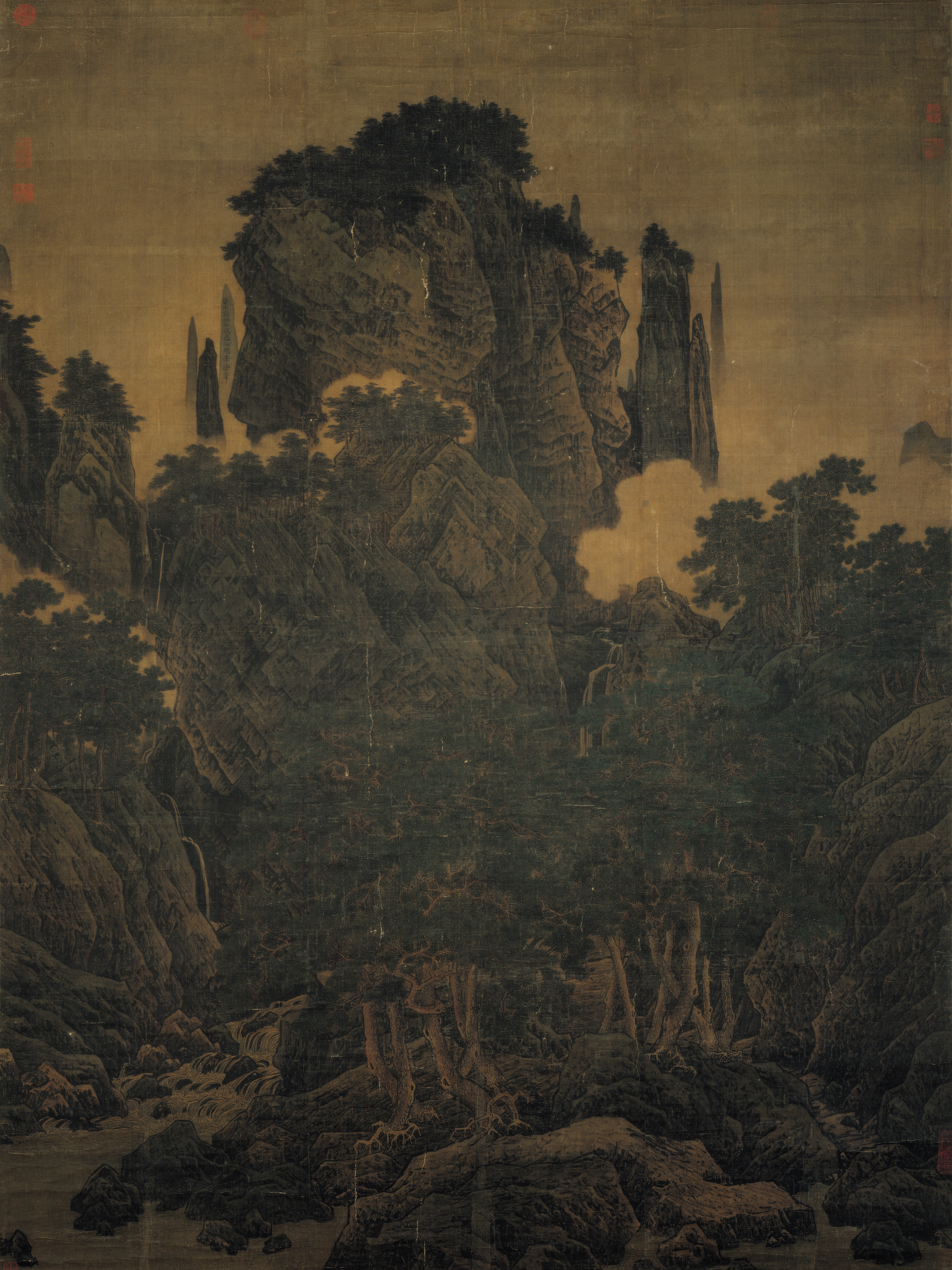
李唐『万壑松風図』
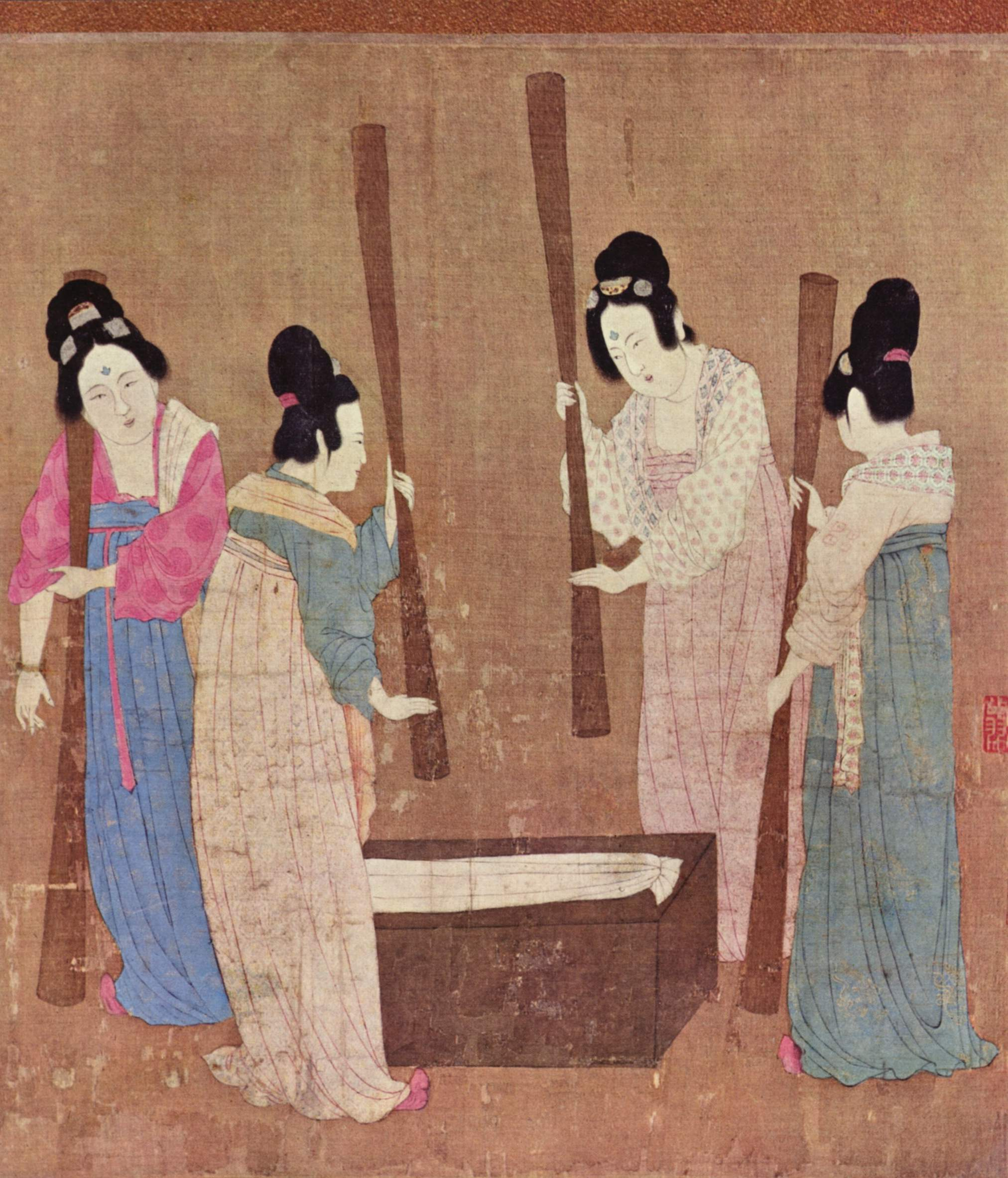
徽宗『搗練図』
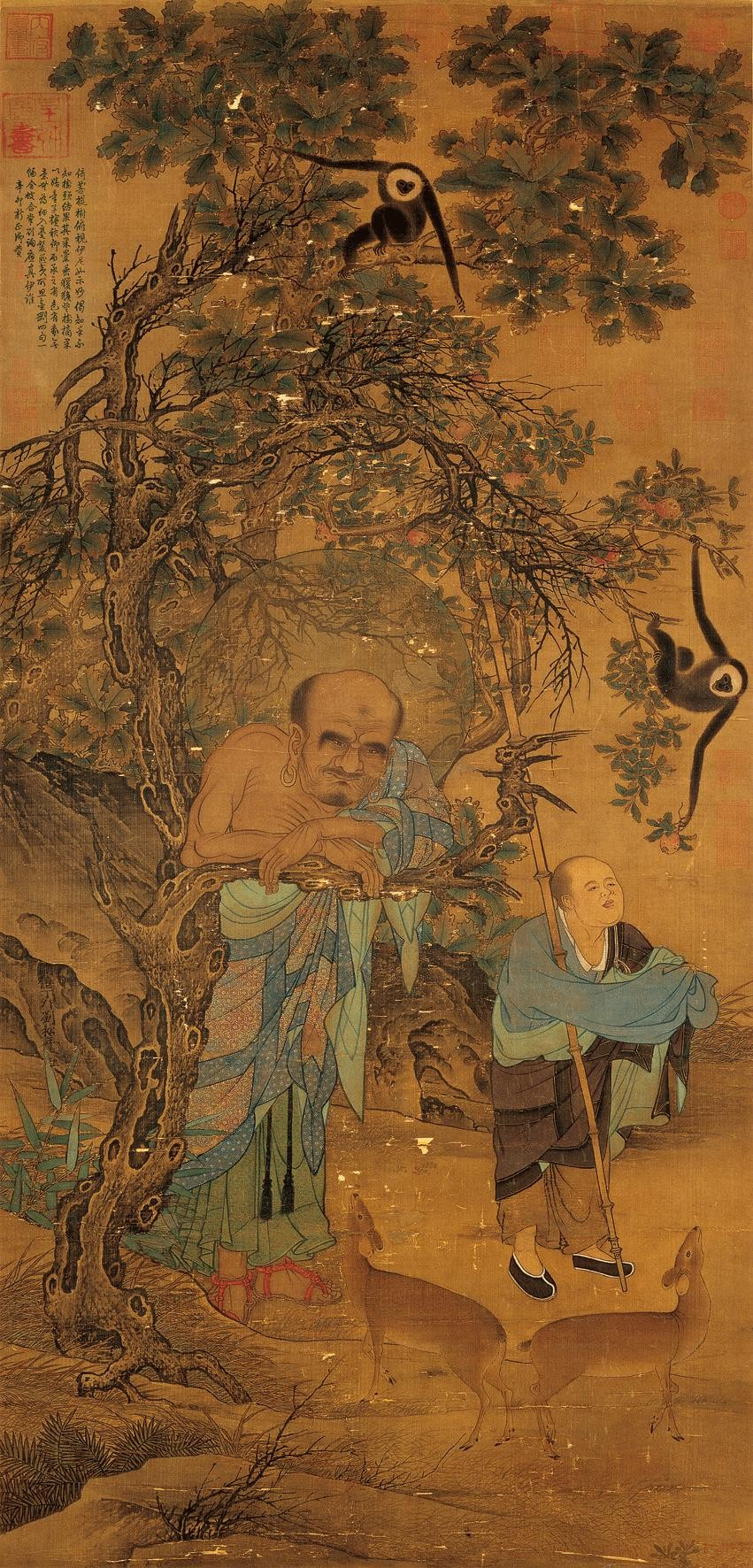
劉松年『羅漢図』

## 元の絵画

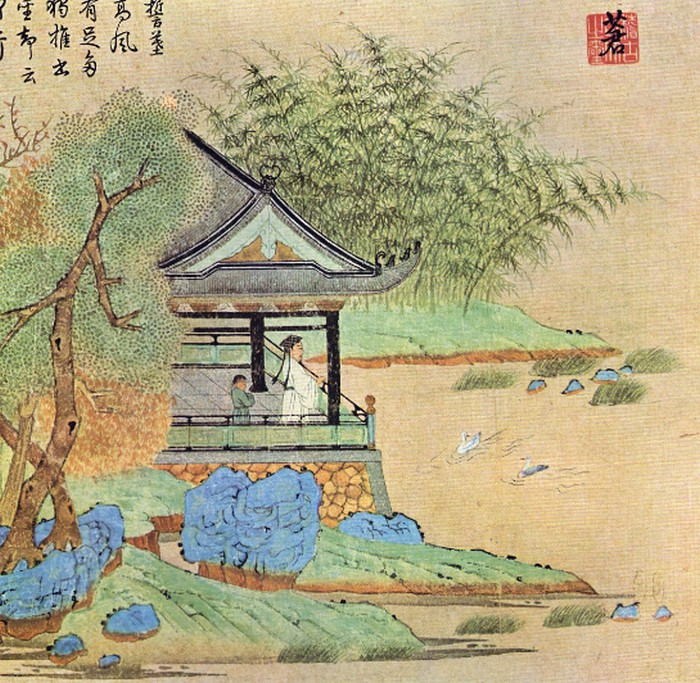
銭選『蘭亭観鵝図巻』（部分）（メトロポリタン美術館）

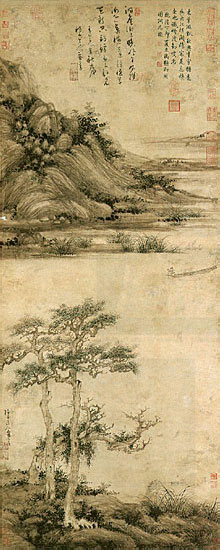
呉鎮『洞庭漁隠図』（台北故宮博物院）

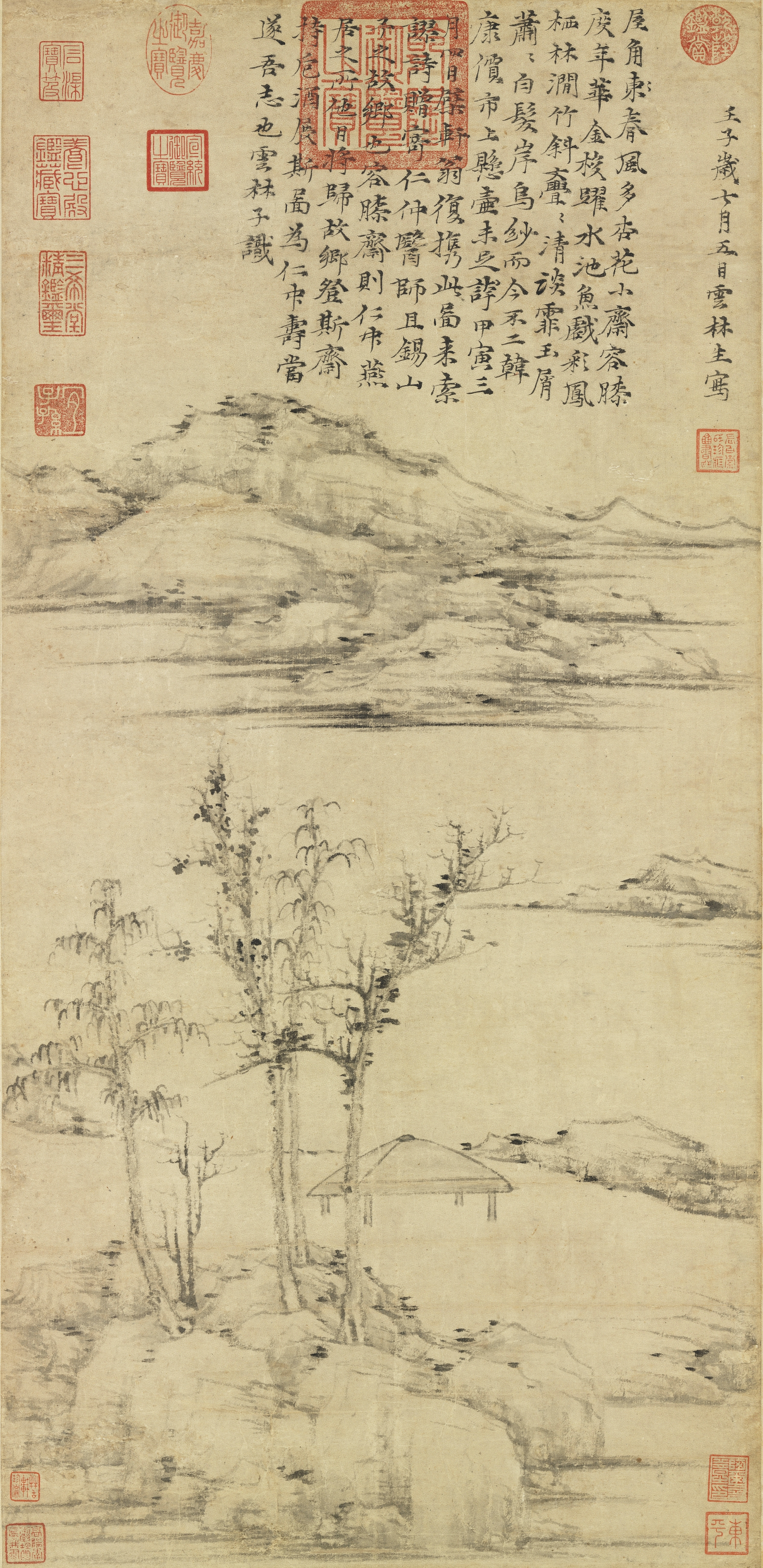
倪瓚『容膝斎図』（台北故宮博物院）

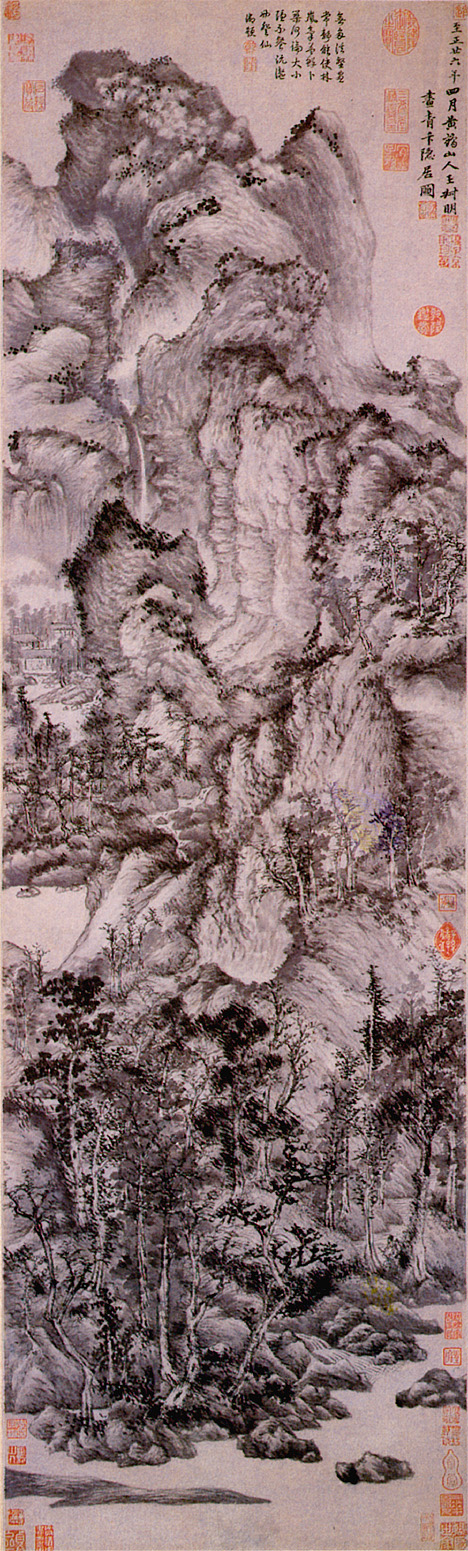
王蒙『青卞隠居図』（上海博物館）

### 時代の概観
元時代は、中国絵画史の上では復古主義の時代であり、文人画の時代であった。時代を代表する画家としては、初期には趙孟頫（ちょうもうふ）、中期から末期にかけては「元末四大家」と称される黄公望（こうこうぼう）、呉鎮（ごちん）、倪瓚（げいさん）、王蒙（おうもう）がいる。これら四大家の山水画は、後の明・清時代にも正統派絵画の規範とされた。モンゴル人による征服王朝である元では、宮廷画家の活動の場であった画院の制度は廃止された。人民はその出自によって、蒙古人、色目人、漢人、南人などに序列分けされた。蒙古人とはモンゴル人、色目人とはウイグル人などの西域の民、漢人とは金の遺民である華北の住民、南人とは華南の住民、すなわち南宋の遺民を指す。すなわち、モンゴル人を最上に置き、多くの文人を輩出した江南の漢人は序列の最下位に置かれたのであった。南宋遺民の画家たちは、こうした異民族王朝の圧政の下、押さえつけられた内面の不満を芸術の追求へと向けた。
元時代の文人画家たちは、中国絵画の伝統の継承に努め、南宋時代を飛び越えて、ひと時代前の五代・北宋の山水画を範とした。その中には北方山水画の李成・郭煕を規範とする者と、江南山水画の董源・巨然を規範とする者がおり、前者を李郭派、後者を董巨派という。李郭派は朱徳潤（しゅとくじゅん）や唐棣（とうてい）、董巨派は元末四大家がそれぞれを代表する画家たちである。董源・巨然から元末四大家を経て明時代の呉派へと至る江南山水画の流れは、明末の董其昌によって体系づけられ、文人画の本流とみなされることとなった。元代には他に、道釈人物画で知られる顔輝（がんき）、南宋院体画の流れを汲む孫君沢（そんくんたく）のような画家もいるが、元代絵画の主流とはなっていない。

### 銭選と趙孟頫
銭選（生没年不明、活動期13世紀後半 - 14世紀初）は浙江呉興の人で、元初の遺民画家である。字は舜挙（しゅんきょ）。遺民とは、モンゴル人の征服王朝である元朝に仕えることを拒否した人のことで、銭選は南宋の科挙には合格したが、元朝には仕えなかった。銭選の絵はほとんどが着色画で、作風は復古的であり、画面構成は平面的・装飾的である。山水画が多いが、人物画や花卉画もある。代表作に『蘭亭観鵝図巻』（メトロポリタン美術館）など。
趙孟頫（1254 - 1322年）は湖州（浙江呉興）の人。字は子昂（すごう）。号は松雪道人（松雪老人）、水晶宮道人など。宋の太祖の11代の孫という名門の出である。夫人の管道昇と子の趙雍も画家であり、元末四大家の1人である王蒙は外孫にあたる。詩、書、画のいずれもよくした。絵は水墨山水画は李郭（李成・郭煕）に、青緑山水画は二李（李思訓、李道昭）に倣い、書は王羲之を学んだ。元朝に仕え、官職は翰林院学士承旨に達した。宋の王室の出でありながら、異民族王朝の元朝に仕えたということで、趙孟頫の人物については評価が分かれる。代表作に『鵲花秋色図巻』（台北故宮博物院）、『幼輿丘壑図巻』（プリンストン大学美術館）などがある。

趙孟頫『鵲華秋色図』1295年（台北故宮博物院）

### 元末四大家
黄公望（1269 - 1354?年）は江蘇常熟の人。旧姓は陸で、後に黄家の養子となる。字は子久で、大癡（だいち、「大馬鹿者」の意）、一峯道人などと号した。若い時には仕官したこともあったが、ある事件に連座して投獄された後、仕官をあきらめて各地を放浪し、売卜（占い）で生計を立てたという。本格的に絵を始めたのは50歳を過ぎてからのこととされる。画論『写山水訣』がある。絵の代表作には『富春山居図』（台北故宮博物院）がある。同図は長さ6メートルを超える画巻で、公望が晩年に隠棲した浙江富春郷の山水を描いたものであり、至正7年（1347年）から3年間をかけて完成した。『富春山居図』を所持していた清時代の収集家・呉洪裕は、自らの死の直前に図を火にくべて燃やそうとしたが、焼失する前に絵は救い出された。しかし、その際に巻頭の部分が損傷して切断された。現在、浙江省博物館に所蔵される『剰山図』がその巻首部分であるという。
呉鎮（1280 - 1354年）は浙江嘉興魏塘鎮の人。字は仲圭で、梅花道人と号した。元末四大家のうち他の3者は互いに交友があったが、呉鎮のみは他の文人と交わらず、孤高清貧の生涯を送った。元末四大家の他の3者が水墨画・着色画の双方を描いたのに対し、呉鎮はもっぱら水墨の山水や墨竹を描いた。絵は江南山水画の董巨（董源と巨然）に倣う。代表作に至正元年（1341年）の『洞庭漁隠図』（台北故宮博物院）などがある。
倪瓚（1301 - 1374年）は無錫の代々の富豪の家に生まれた。初名は珽（てい）で、後に瓚に改めた。字は元鎮で、雲林、荊蛮民、幻霞生などと号した。倪瓚は早くに父を亡くし、長兄によって養育された。長兄の没後は28歳で家督を継いだ。家柄から、倪瓚の家には多数の書物や書画があり、文人との交友も多かった。しかし、50歳を過ぎて、家財を売り払い、各地を転々と放浪する生活を20年近くも続けた。典型的な画風は「蕭散体」（しょうさんたい）あるいは「一河両岸」と称されるもので、モチーフを絞り、余白の多い画面を特色とする。近景に土手と数本の樹木や亭を描き、遠景に小さく山を配し、その間の中景を広い水面とする構図が典型的で、前述の「一河両岸」はこの構図に由来する。代表作に至正15年（1355年）の『漁荘秋霽図』（上海博物館）、洪武5年（1372年）の『容膝斎図』（台北故宮博物院）などがある。
王蒙（1301または1308年 - 1385年）は湖州（浙江呉興）の人。字は叔明で、香光居士、黄鶴山樵などと号した。元末四大家の中では唯一官途につき、理問という下級官吏であった。画風は倪瓚とは反対に、画面の下から上までモチーフを隙間なく積み上げ、細かく描き込むのが特色である。元の滅亡後は明に仕えたが、胡惟庸の獄に連座し、獄死した。代表作に至正26年（1366年）の『青卞隠居図』（せいべんいんきょず、上海博物館）などがある。

### その他の元時代画家
- 高克恭（こうこくきょう、1248 - 1310年） - 字は彦敬（げんけい）、号は房山。西域（新疆）籍の人で後に大同に移籍した。主要な画家の大部分が江南から出ている元時代には珍しい、少数民族のウイグル系の人で、米芾父子に倣った山水画を描いた[188]。
- 李衎（りかん、1245 - 1320年） - 官僚文人画家で、河北薊（北京市）の人。竹石古木をよくした[189]。
- 方従義（ほうじゅうぎ、生没年不明） - 貴渓（江西）の人。道教信者であったというが、人物については不明な点が多い。粗放な筆致の水墨山水を描いた[190]。
- 曹知白（そうちはく、1272 - 1355年） - 華亭（上海松江）の人。元代李郭派を代表する画人の一人[191]。
- 柯九思（かきゅうし、1290 - 1343年） - 台州仙居の人。もっぱら画竹の名手として知られる[192]。
- 朱徳潤（しゅとくじゅん、1294 - 1365年） - 河南睢陽（すいよう）の人（出身地は蘇州とも）で、崑山に住んだ。元代李郭派を代表する画人の一人[193]。
- 唐棣（とうてい、1296 - 1364年） - 湖州の人。元代李郭派を代表する画人の一人[194]。
- 張渥（ちょうあく、生没年不明） - 出身は杭州とも淮南（わいなん）ともいう。白描の人物を得意とした。代表作に『雪夜訪戴図』、『九歌図』などがある[195]。
- 盛懋（せいぼう、生没年不明） - 元時代後期の職業画家。浙江嘉興の人。[194]
- 王冕（おうべん、? - 1359年） - 浙江諸曁の人。科挙に失敗した後、故郷の九里山に隠棲し、もっぱら梅花を描いた。[196][197]
- 王淵（おうえん、生没年不明） - 杭州の人。活動年代は至元から至正（1335 - 1367年）。趙孟頫に師事した。着色画、墨画ともにあるが、精緻な描線による花鳥画に特色がある[198]。

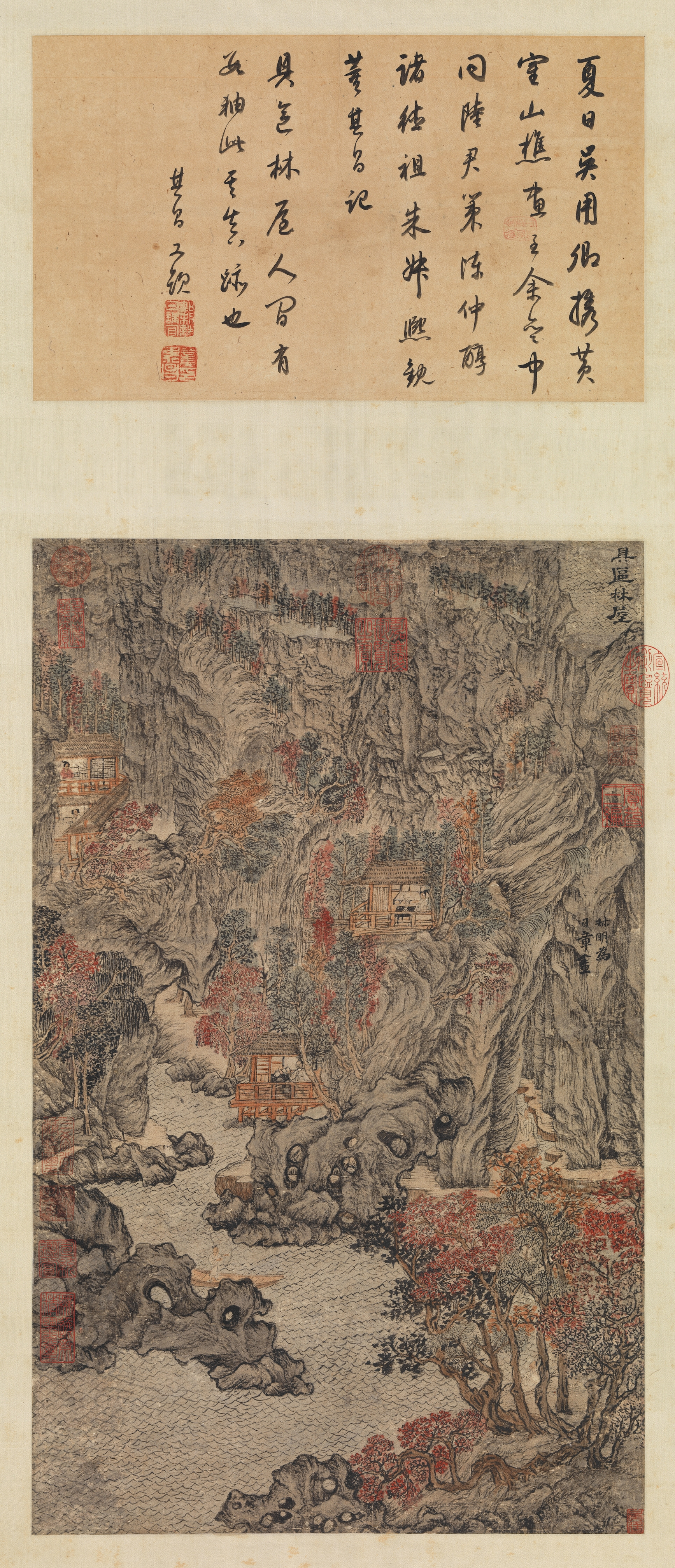
王蒙『具区林屋図』（台北故宮博物院）
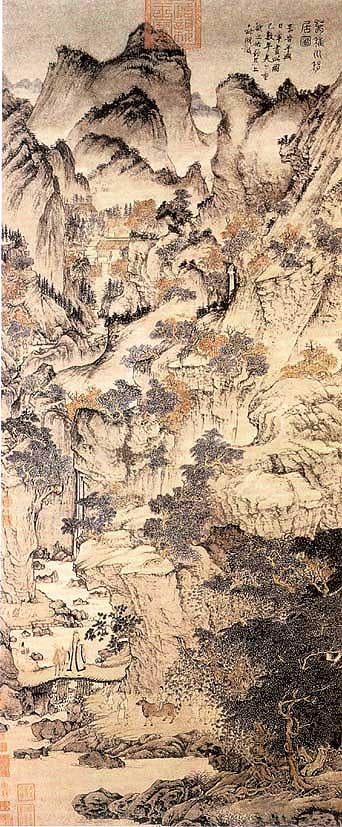
王蒙『葛稚川移居図』
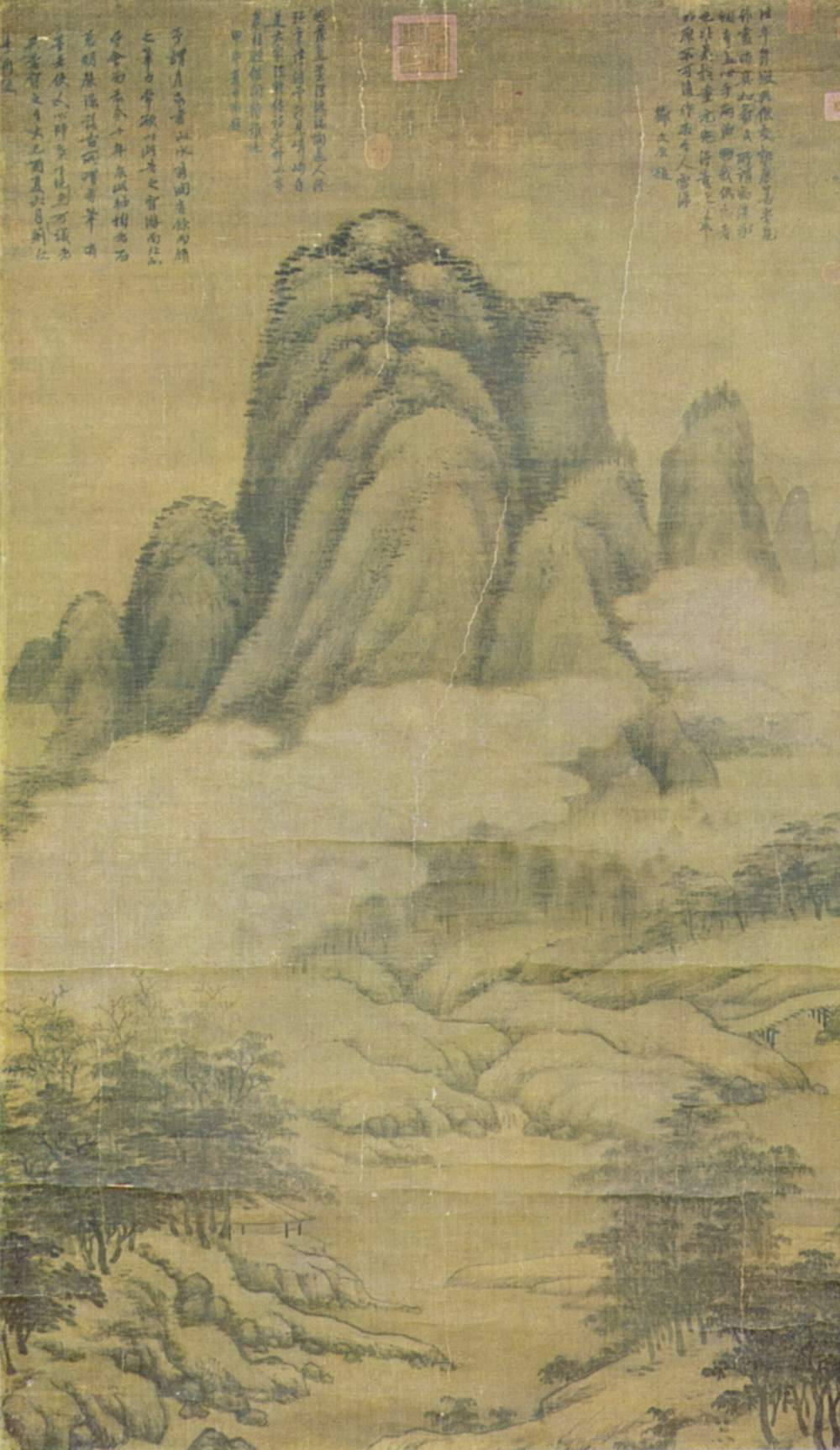
高克恭『雲横秀嶺図』（台北故宮博物院）
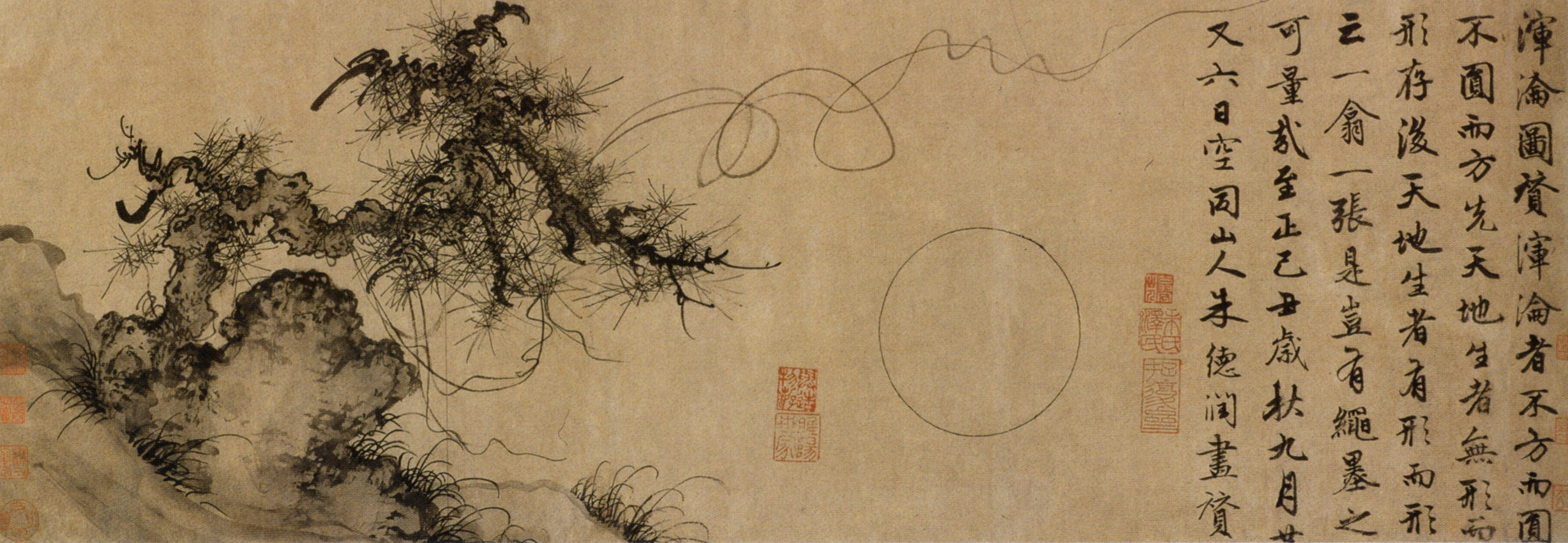
朱徳潤『渾淪図巻』（上海博物館）
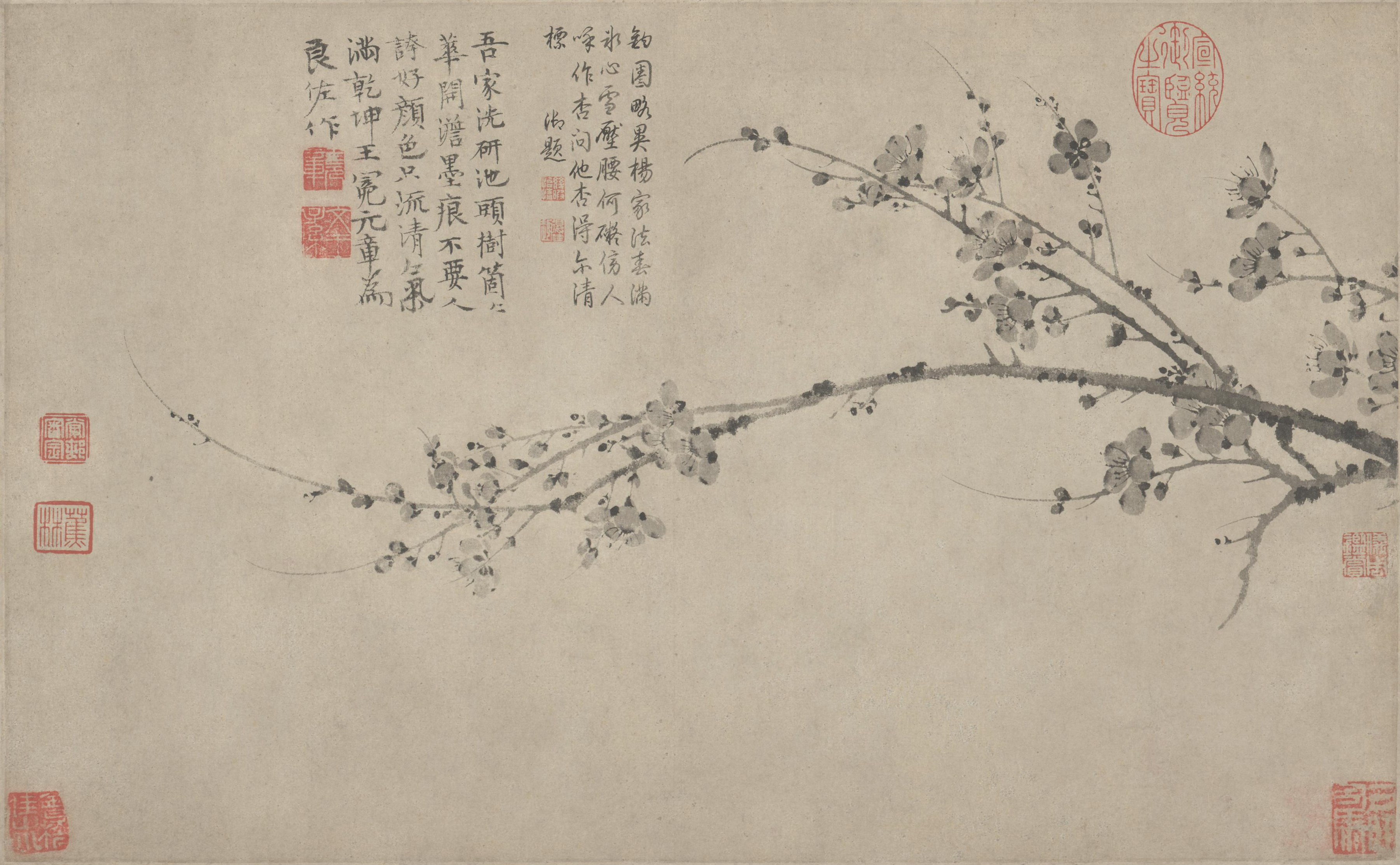
王冕『梅花図』
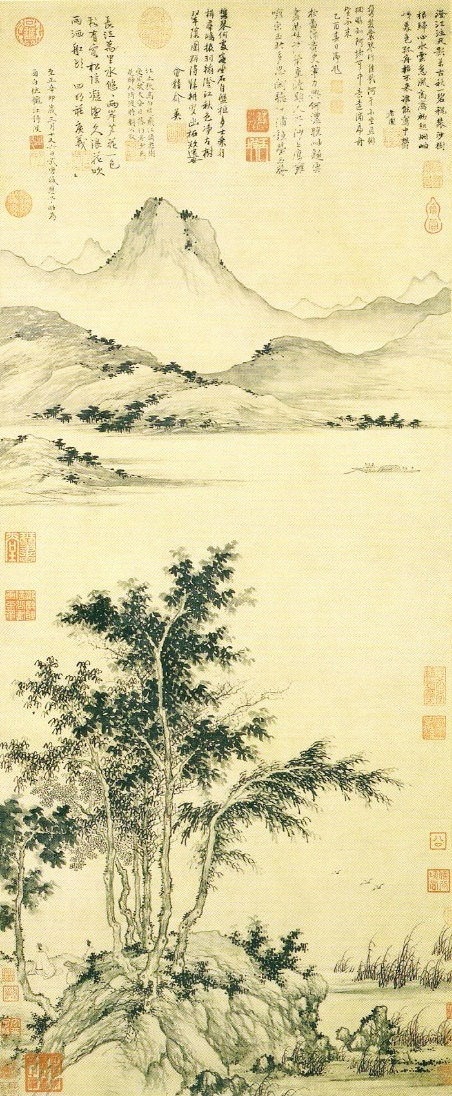
盛懋『秋江待渡図』（北京故宮博物院）
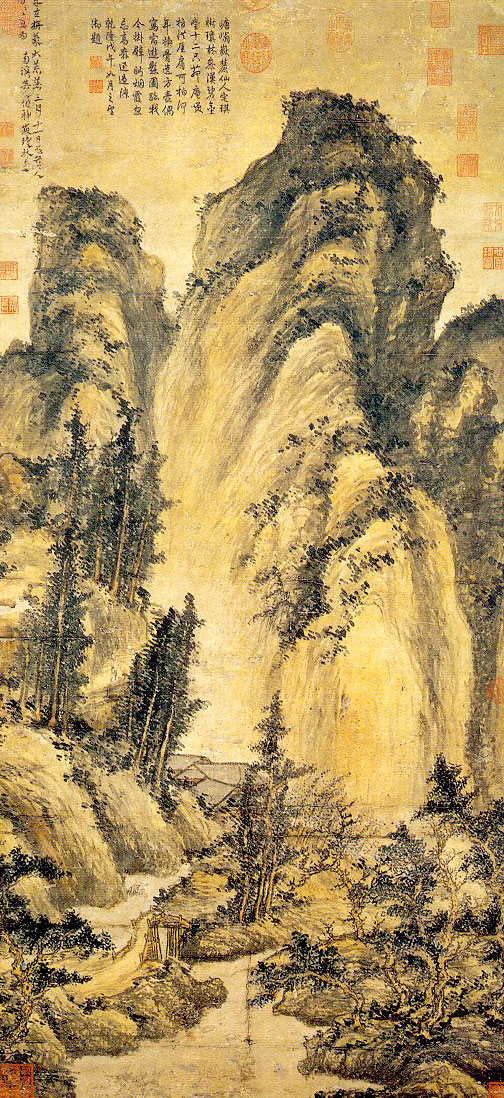
方従義『神嶽瓊林図』
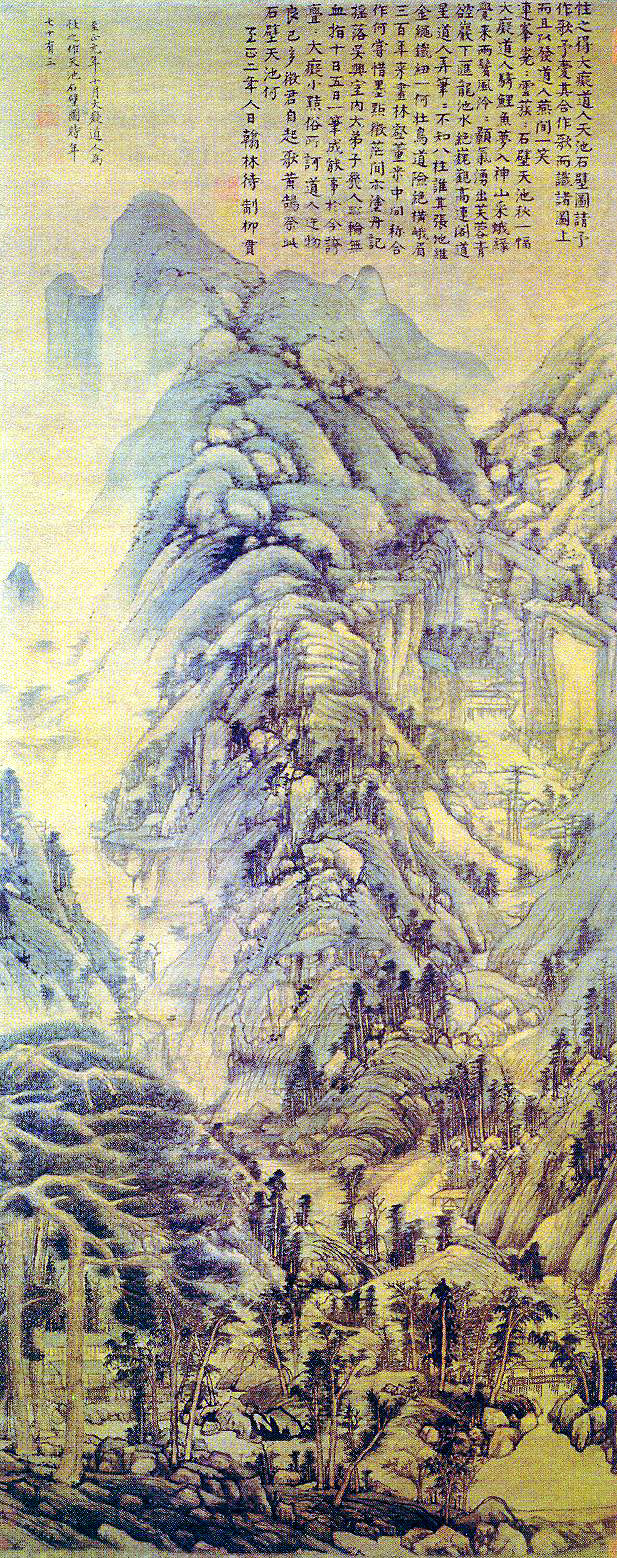
黄公望『天池石壁図』
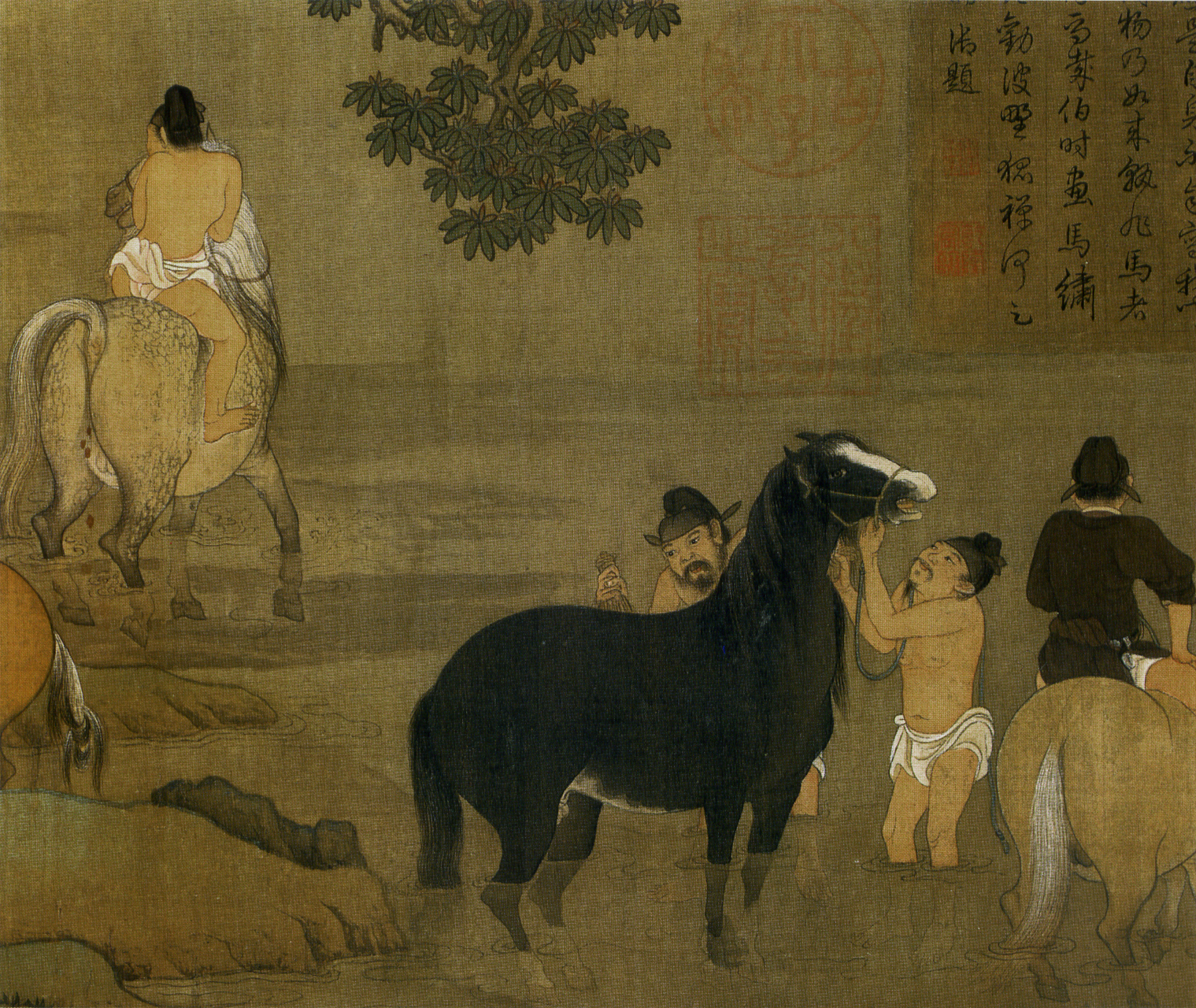
趙孟頫『浴馬図』

## 明の絵画

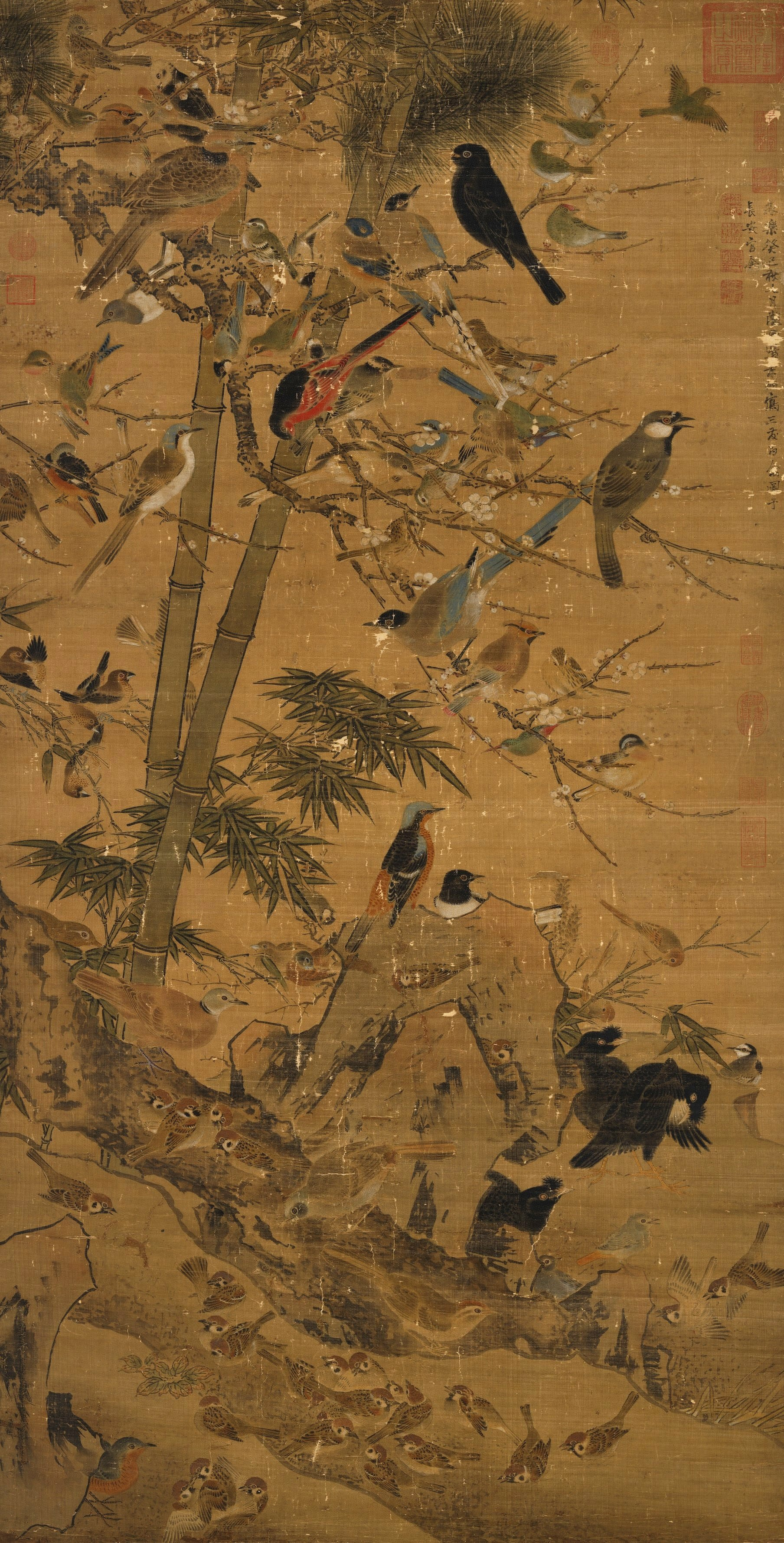
辺文進『三友百禽図』

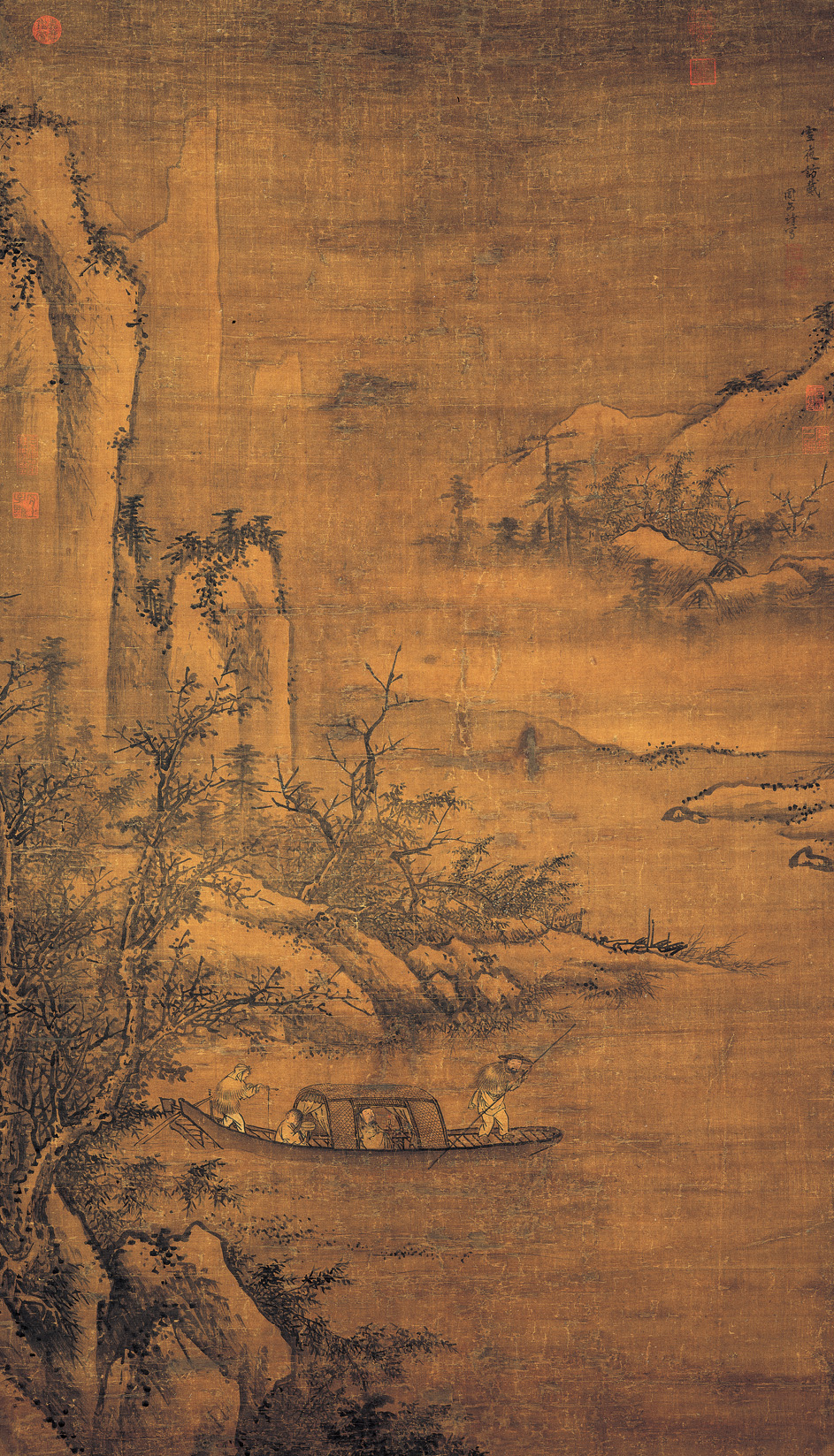
周文靖『雪夜訪戴図』（台北故宮博物院）

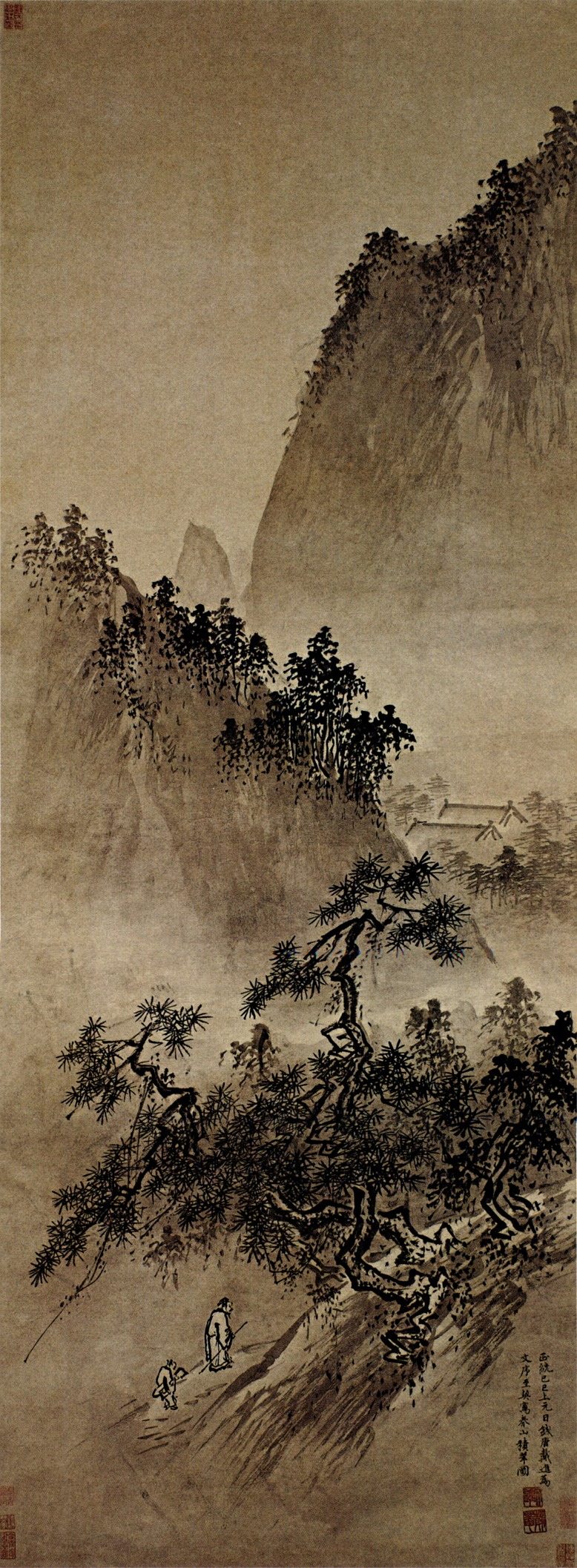
戴進『春山積翠図』（上海博物館）

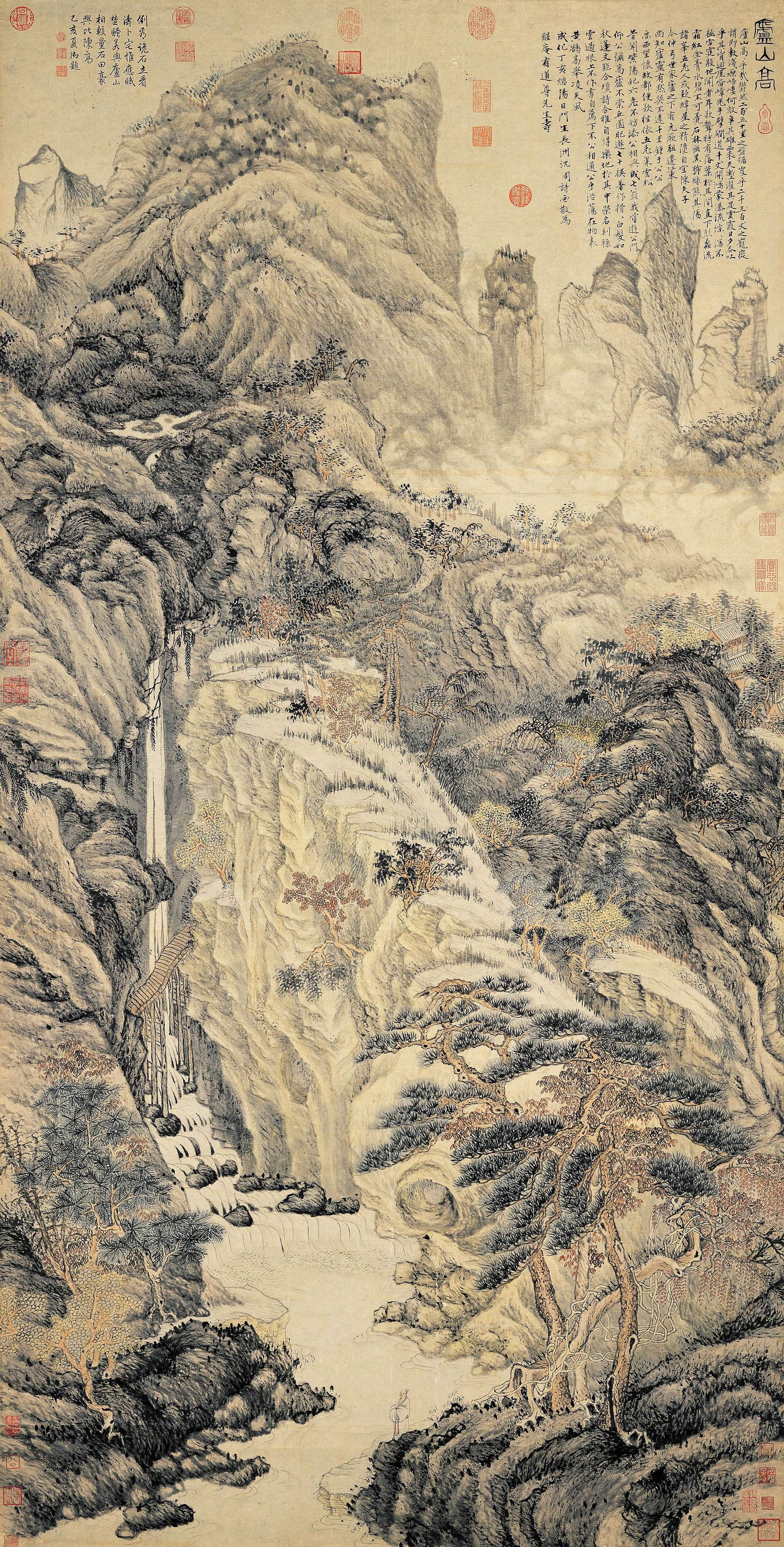
沈周『廬山高図』（台北故宮博物院）

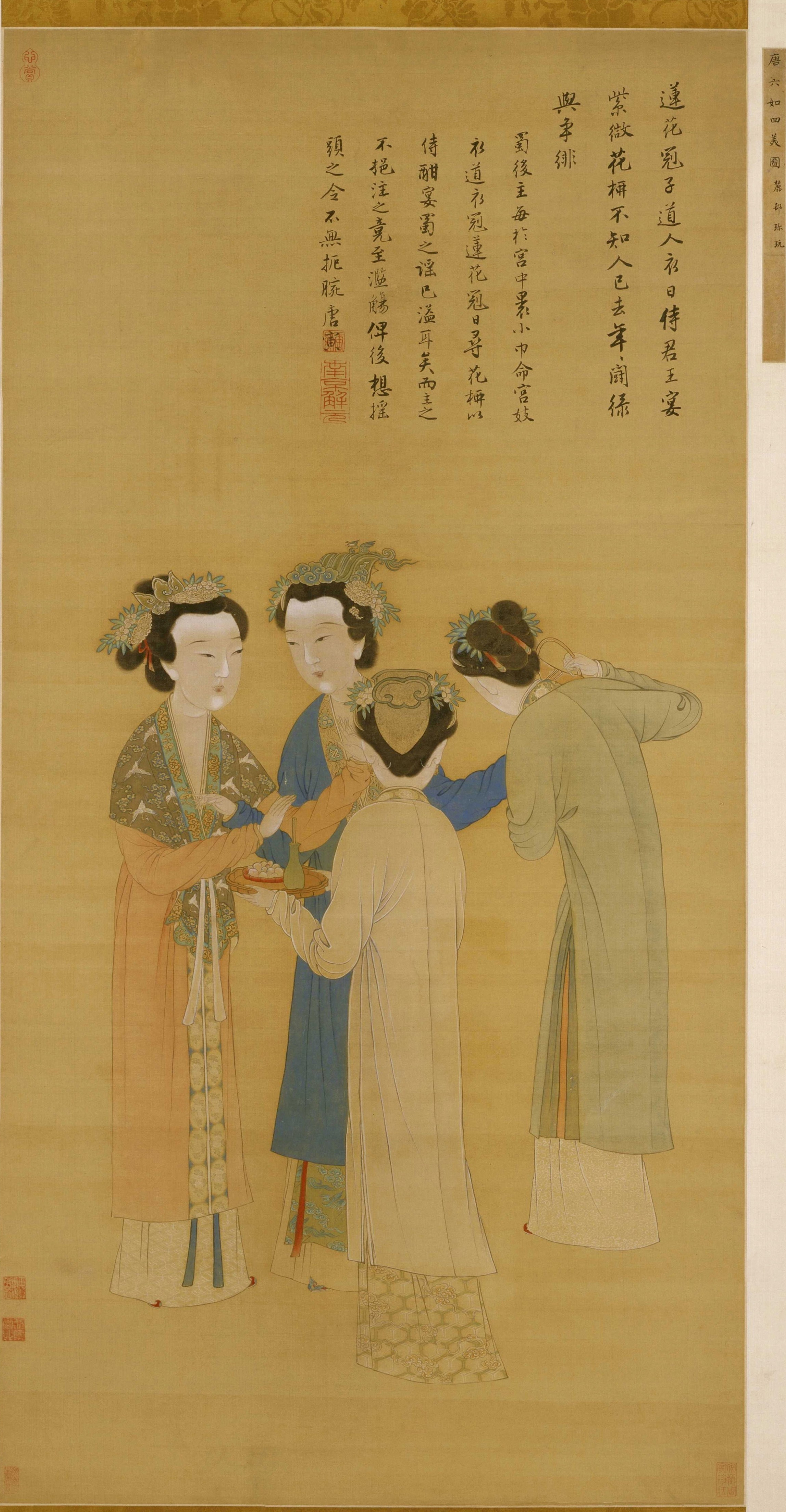
唐寅『王蜀宮妓図』（北京故宮博物院）

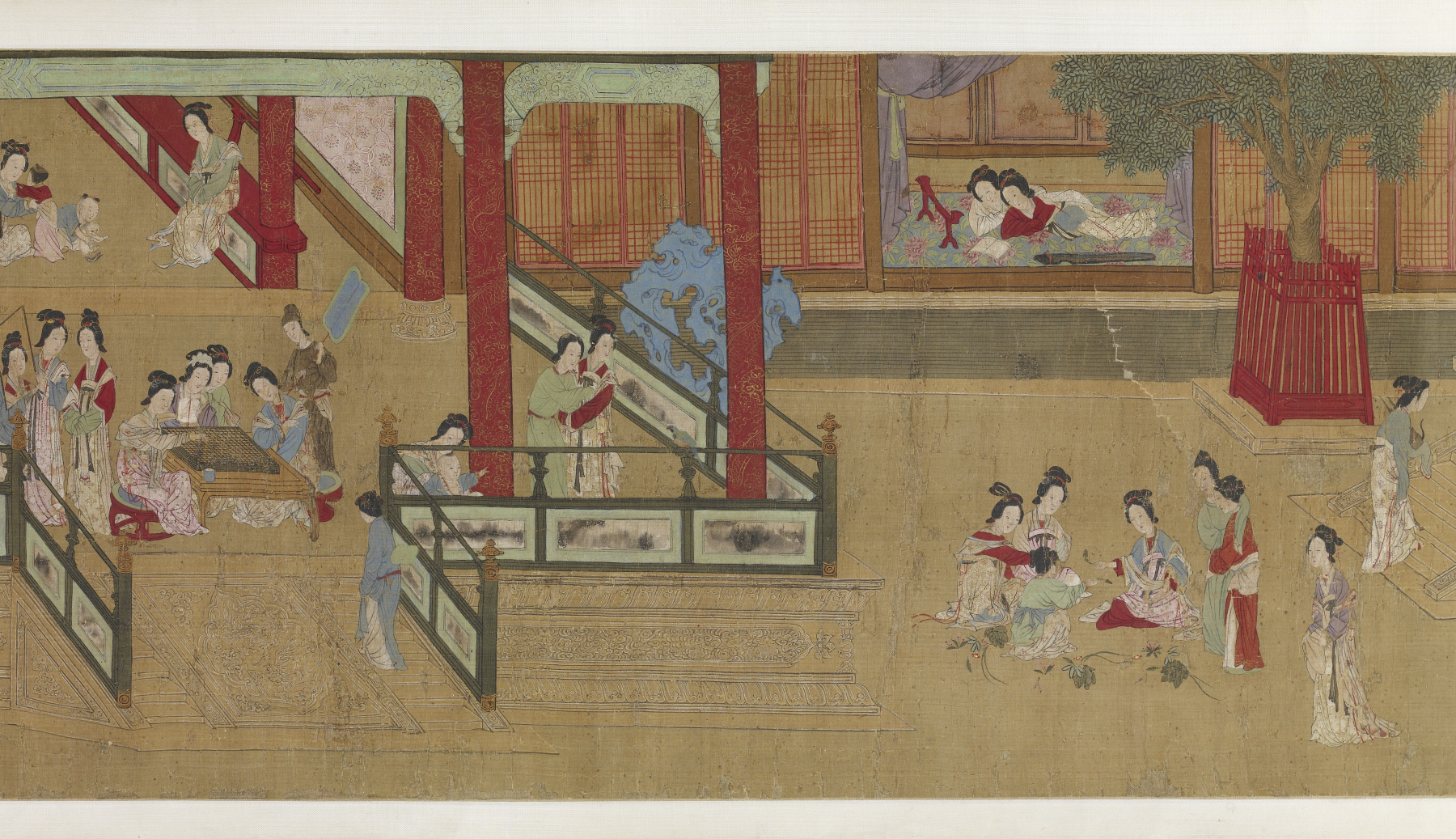
仇英『漢宮春暁図』

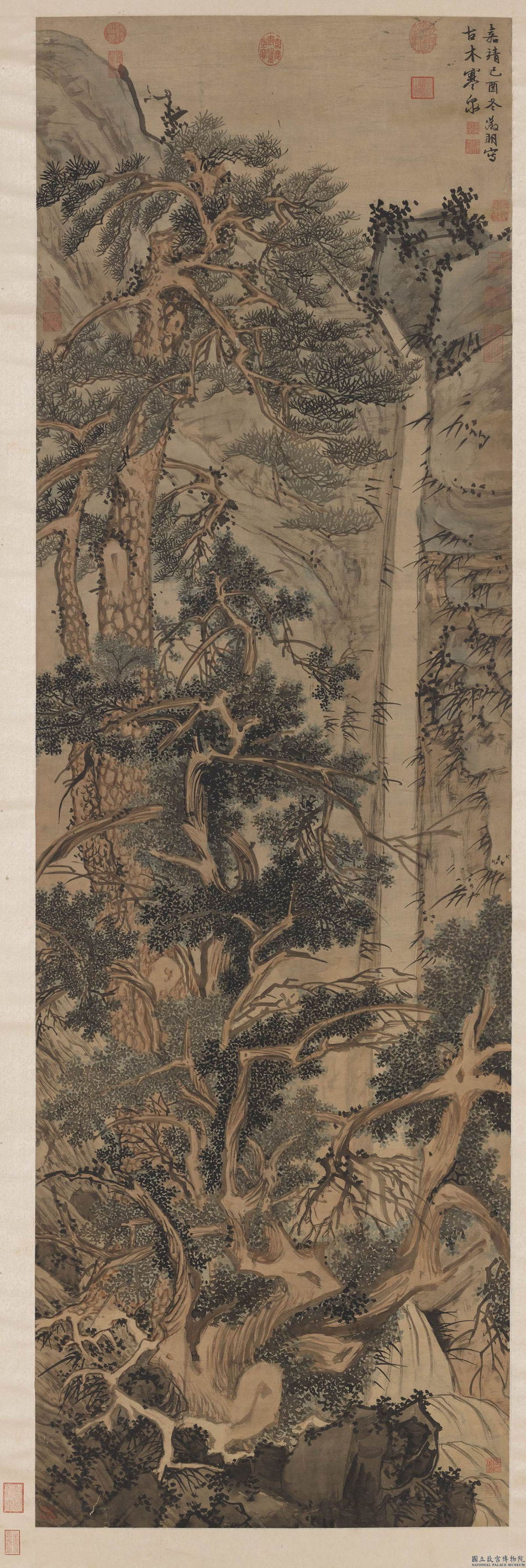
文徴明『古木寒泉図』（台北故宮博物院）

### 時代の概観
明（1368 - 1644年）の時代には、宮廷画家、在野の職業画家、文人画家など、出身地も出自も画風も異なる多数の画家たちが活動した。元代には廃止されていた宮廷画院の制度が明代には復活し、この時代の特に前期には多数の宮廷画家が活動した（ただし、宋時代にあった「翰林図画院」という名称は使われておらず、明の画院機構については不明の部分が多い）。それとともに、明代は文人画の時代でもあり、文徴明（ぶんちょうめい）、董其昌（とうきしょう）をはじめ、多くの文人画家を輩出している。明代の絵画は、宮廷画家・職業画家を中心とした浙派（せっぱ）と、文徴明（ぶんちょうめい）らの文人を中心とする呉派（ごは）の対立構図として説明されるが、明時代中期以降は浙派が衰え、呉派すなわち文人画系が優勢となった。なお、明時代の画派は複雑で、他に江夏派（こうかは）、院派などの分類を立てる場合もあり、いずれの派にも分類しがたい在野の職業画家も存在する。他にこの時代の代表的な画家としては唐寅（とういん）、仇英（きゅうえい）、徐渭（じょい）らがいる。明末から清初にかけての動乱期には、呉彬（ごひん）ら、明末の奇想派と呼ばれる、個性的な画風をもった一群の画家たちがいた。浙派の「浙」とは杭州の古名であり、同地で活動した戴進（たいしん）を祖とみなし、これに続く宮廷画家・職業画家の一群を浙派と称する。これに対して呉派（呉門派とも）とは明代中期以降、蘇州を中心に活動した文人系画家の総称である。沈周（しんしゅう）が呉派の祖とみなされ、文徴明とその親族や弟子らの一派も呉派に分類されている。批評家の何良俊（かりょうしゅん）は、文徴明を高く評価し、画家を行家（こうか、職業画家）と利家（りか、素人画家）に分類し、利家すなわち文人の絵画を、職業画人の技巧的絵画よりも価値あるものとした。批評家の高濂（こうれん）は、浙派末流の絵画を「狂態邪学」であるとして厳しく批判した。このように文人画家を尊重し、職業画家をおとしめる価値観は、明末の董其昌によって、さらに理論化されている。明末の文人官僚・書家・画家・理論家であった董其昌は、実作者としても理論家としても、後世への影響が大きい。彼は唐時代以来の山水画の流れを北宗画（ほくしゅうが）と南宗画（なんしゅうが）の2つに分けて論じ、後者すなわち文人画家の系統を、前者すなわち職業画家の系統よりも上位に置く「南北二宗論」「尚南貶北論」（しょうなんへんぼくろん）を唱えた。董其昌のこうした二元的な分類方法には矛盾点も指摘されているが、彼の理論が後世の中国絵画に与えた影響は絶大で、明の滅亡から300年以上を経た現代に至るまで浙派と呉派、あるいは北宗画と南宗画といった分類概念が使用され続けている。明時代の実態としては、文人も生活のために売画をせざるをえず、職業画家の中にも詩文をよくする者がおり、文人画家の職業画家化、職業画家の文人化が不可避に進んでいた。また、董其昌自身の作品にも浙派（職業画家）の画法がみられるなど、生活実態の面でも、画風の面でも、文人画家と職業画家の区別は付けがたくなっていた。

### 明時代初期の画家
長江デルタ地帯に位置する蘇州では手工業が発達し、江南の商業・文化の中心地となって、元末期には多くの文人がここに集まっていた。至正16年（1356年）、張士誠は蘇州を根拠地とし、隆平府という名に改め、朱元璋（後の明太祖・洪武帝）に対抗して江南の覇権を争った。しかし、至正27年（1367年）に至って隆平府は陥落。翌至正28年（1368年）、朱元璋が即位して国号を大明とし、元号を洪武とした。猜疑心の強い性格であった朱元璋は、建国の功臣らを次々と粛清したことで知られる。貧農の出で孤児であった朱元璋は文人を憎み、特に、最後まで明朝に抵抗した蘇州の文人には容赦なく、多くの文人、画人が刑死・獄死に追いやられた。元末四大家の1人で、元初まで活躍していた王蒙は、胡惟庸の獄に連座して獄死した。元末から明初にかけて活動した山水画家の趙原も刑死している。明初の洪武年間には宮廷画院の存在は明確でなく、明の画院が本格的に形成されるのは後の永楽・宣徳年間（1403 - 1424年）になってからである。
以下に、元末から明初期に活動した主要な画家を掲げる（宮廷画家に分類される者については項を改めて述べる）。
- 趙原（ちょうげん、生没年不明） - 山東の人で、元末から明初に蘇州で活動した。洪武帝の時に刑死している。画風は元末四大家の王蒙に倣う。[202][203]
- 王履（おうり、1332 - ?年） - 江蘇崑山の人。『華山図』（全40図、紙本墨画、北京故宮博物院・上海博物館分蔵）で知られる。本業は医学者で絵画は余技である。51歳の時に陝西の名山・華山に登り、その感動を40枚の絵に描きとどめ、自跋を付した。明代中期以降栄える呉派文人山水画の先駆として重要な作品である。[204]
- 謝縉（しゃしん、生没年不明） - 江蘇呉県の人。董源、巨然、王蒙に師法した山水画を残した。[205]
- 夏㫤（かちょう、1388 - 1470年） - 「㫤」の漢字は、正しくは「日」の下に「永」である。江蘇昆山の人。画竹をよくした。[206]
- 杜瓊（とけい、1396 - 1474年） - 江蘇呉県（蘇州）の人。山水と詩文をよくした。呉派の祖である沈周に影響を与えている。[207]
- 劉玨（りゅうかく、1410 -1472年） - 呉派の祖である沈周に影響を与えた。[208]
- 王紱（おうふつ、1362 - 1416年） - 無錫の人。官に仕え中書舎人（主に能書が任命される）に任じられた。元末四大家の倪瓚風の疎体の山水を描く。[209]
- 姚綬（ようじゅ、1422 - 1495年） - 浙江嘉善の人。画風は元末四大家の呉鎮に倣う。[210]

### 明代の宮廷画家
李在（りざい）、林良（りんりょう）、呂紀（りょき）らの宮廷に仕えた画家を宮廷画家あるいは画院画家と称する。ただし、宋代と異なり明代においては翰林図画院という名称の機関は設置されず、画家は宮中の仁智殿、武英殿などに属して、待詔（たいしょう）、供奉（きょうほう）などの官職を与えられた。宋代の画院では画家には武官の官位が与えられたが、明代もこれに習って、画家には錦衣衛（近衛軍）の指揮、鎮撫、総旗などの官位が与えられることが多かった。たとえば、呂紀は武英殿待詔で錦衣衛指揮であった。明初の洪武年間には宮廷画院の存在は不明確であり、記録や画家自身の記した款記から画院の存在が明確になるのは永楽年間（1403 - 1424年）からである。明代の宮廷画院については、史料が乏しく、その機構、性格、成立時期、存続期間など、不明の部分が多い。前述の、画家に対する錦衣衛の官職任命についても、なぜ任命されたのかを含め、よくわかっていない。この時期の宮廷画家としては辺文進（へんぶんしん）、李在、周文靖（しゅうぶんせい）、孫龍（そんりゅう）、倪端（げいたん）などが挙げられる。これらの宮廷画家らの出身は浙江、福建方面に集中していた。明中期の天順（1457 - 1464年）、成化（1465 - 1487年）、弘治（1488 - 1505年）年間には林良、呂紀、呂文英（りょぶんえい）、王諤（おうがく）、朱端（しゅたん）、陳子和（ちんしか）などが宮廷画家として活動した。これらの画家の出身は、林良が広東、呂紀が湖南寧波であるなど、さまざまである。これ以後の明後期には画壇の主流は文人画に移り、沈周、文徴明、董其昌やこれらの一派が活躍することになる。
- 辺文進（生没年不明） - 字は景昭。福建沙県の人（本貫は甘粛）。永楽年間（1403 - 1433年）の宮廷画家で武英殿待詔の地位にあった。工筆重彩の花鳥画をよくした[214][206]。
- 李在（生没年不明） - 福建莆田の人。宣徳年間（1426 - 1435年）の宮廷画家。仁智殿待詔の地位にあった。山水をよくした。日本の雪舟が明に滞在した際に交流があった[215]。
- 周文靖（生没年不明） - 福建莆田の人。宣徳年間（1426 - 1435年）の宮廷画家。占師として宮廷に入り、後に画才が認められて画家となった。作品には宮廷画家であることを意味する「日近清光」印を有するものがある[216][215]。
- 孫龍（生没年不明） - 江蘇毗陵（常州）の人。宣徳年間（1426 - 1435年）の宮廷画家。没骨画法の花鳥をよくした。なお、同時代に孫隆という画家が存在し、孫龍・孫隆は同一人とする説と[217]、別人が音通のため混同されたとする説とがある[218][219]。
- 林良（生没年不明） - 広東南海の人。景泰・天順・成化年間（1450 - 1487年）の宮廷画家。浙派風の写意の水墨花鳥をよくした[220][221]。
- 倪端（活動期1435 - 1480年） - 宣徳・成化年間の宮廷画家。成化16年（1480年）に錦衣衛指揮同知の地位にあったことが知られる[216]。
- 呂紀（1477 - ?年） - 上海同四明（浙江寧波）の人。弘治年間（1488 - 1505年）の宮廷画家。職位は錦衣衛指揮に至った。装飾的画面の花鳥をよくした[220]。
- 呂文英（生没年不明） - 浙江括蒼の人。人物画をよくした[222]。
- 王諤（生没年不明） - 浙江奉化の人。弘治・正徳・嘉靖年間の宮廷画家。職位は錦衣指揮に至った[223]。
- 朱端（生没年不明） - 浙江海塩の人。弘治・正徳年間（1488 - 1521年）の宮廷画家。職位は錦衣指揮に至った[220]。
- 陳子和（生没年不明） - 福建浦城の人。山水、人物、花鳥のいずれもよくした[224]。

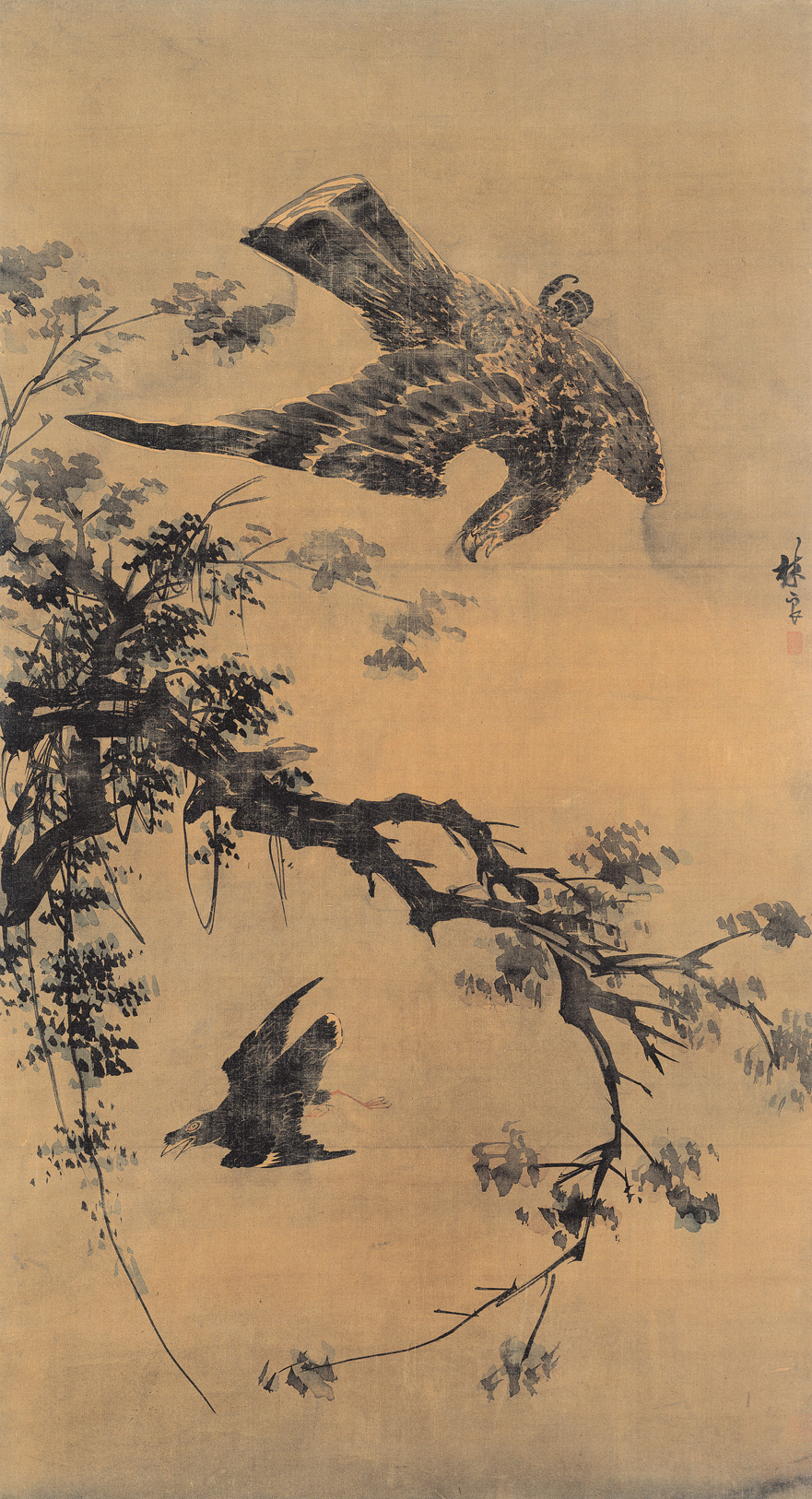
林良『秋鷹図』（台北故宮博物院）
呂紀『秋渚水禽図』（台北故宮博物院）
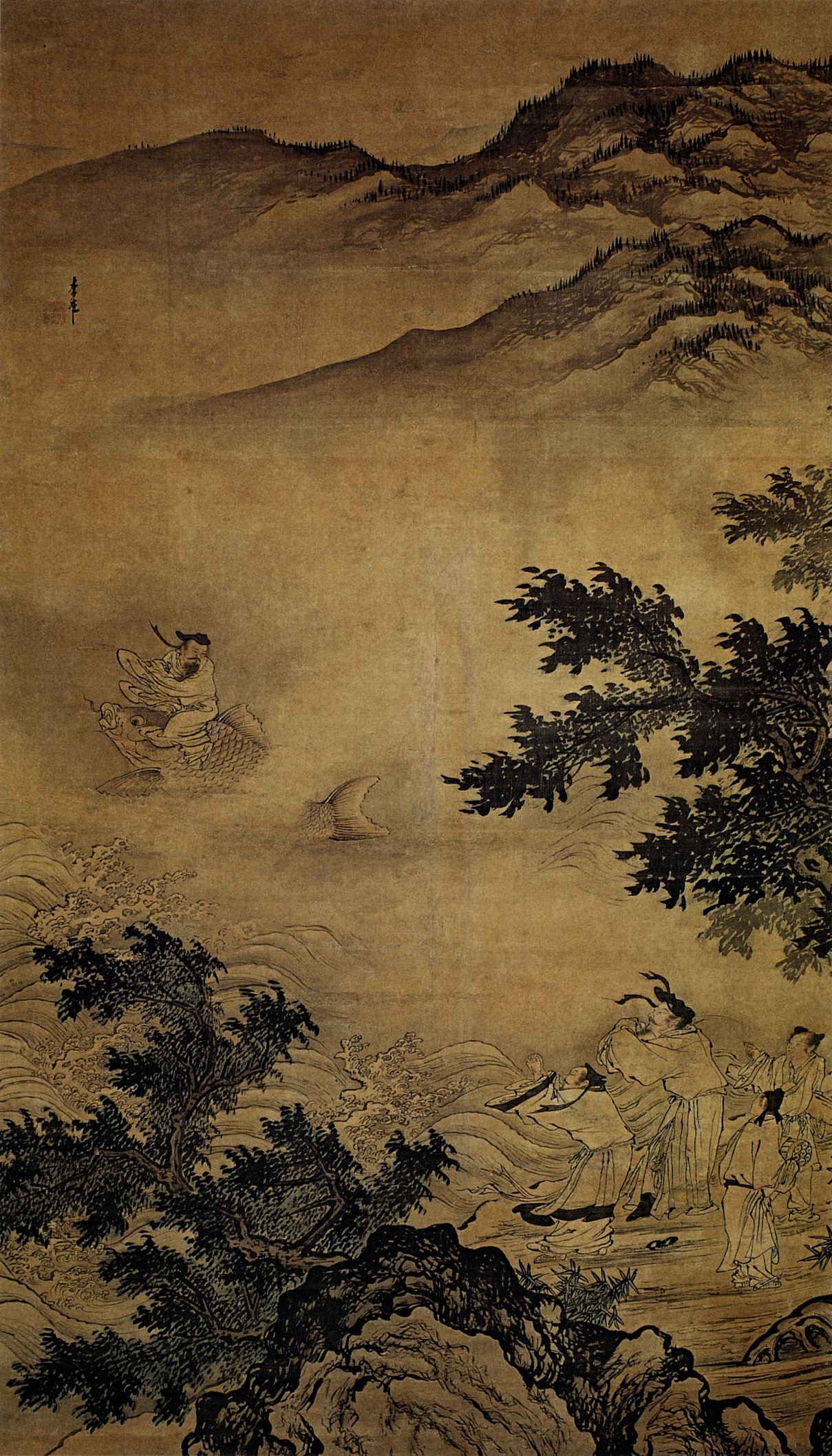
李在『琴高乗鯉図』（上海博物館）
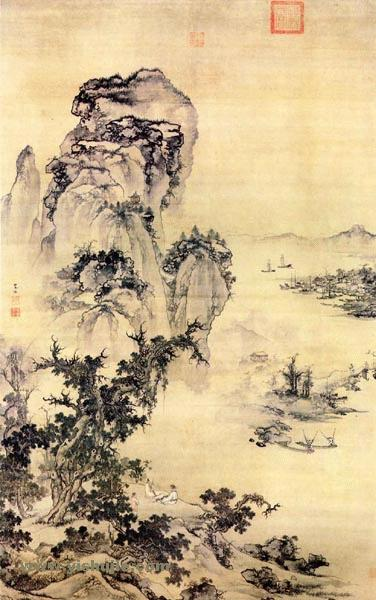
朱端『煙江遠眺図』（北京故宮博物院）
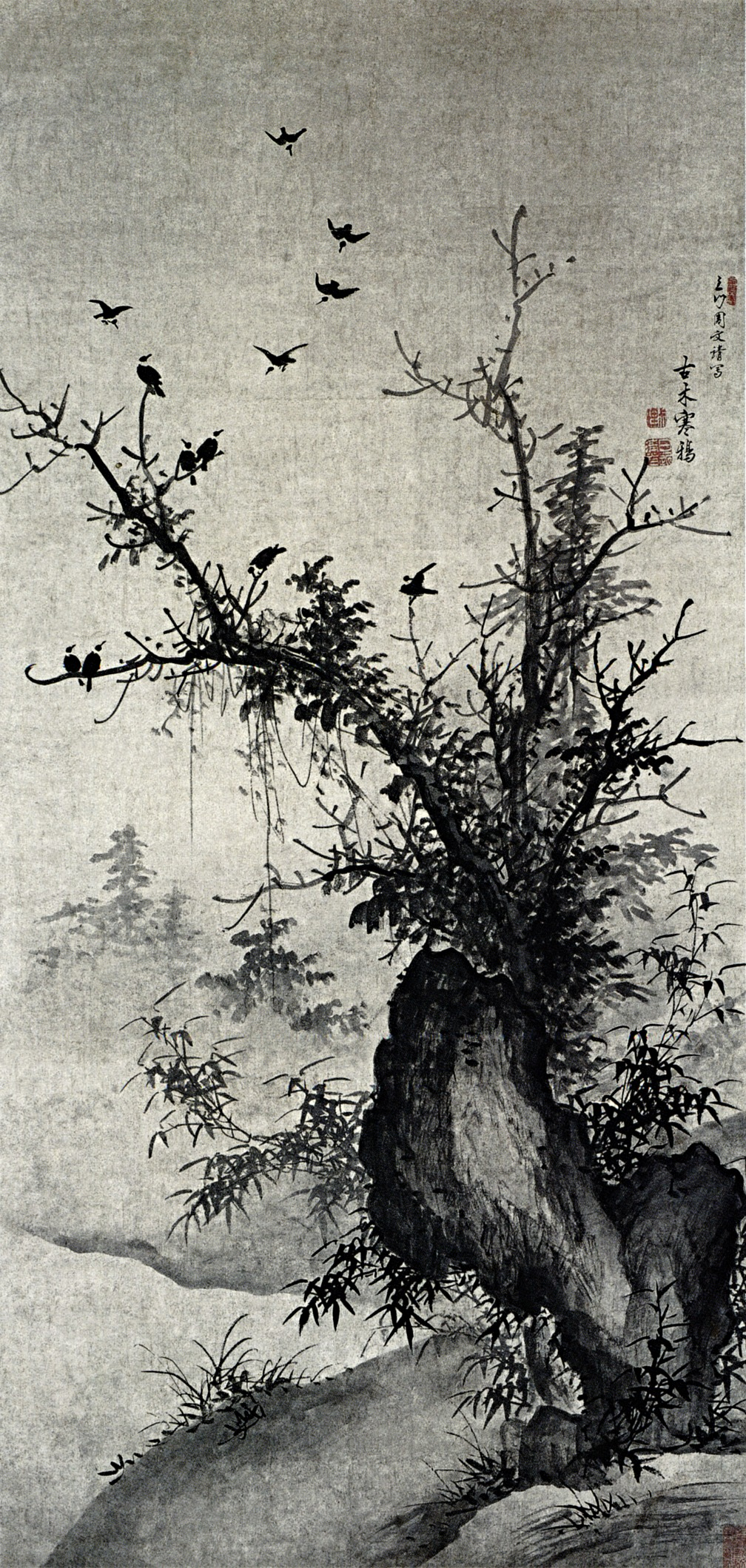
周文靖『古木寒鴉図』（上海博物館）
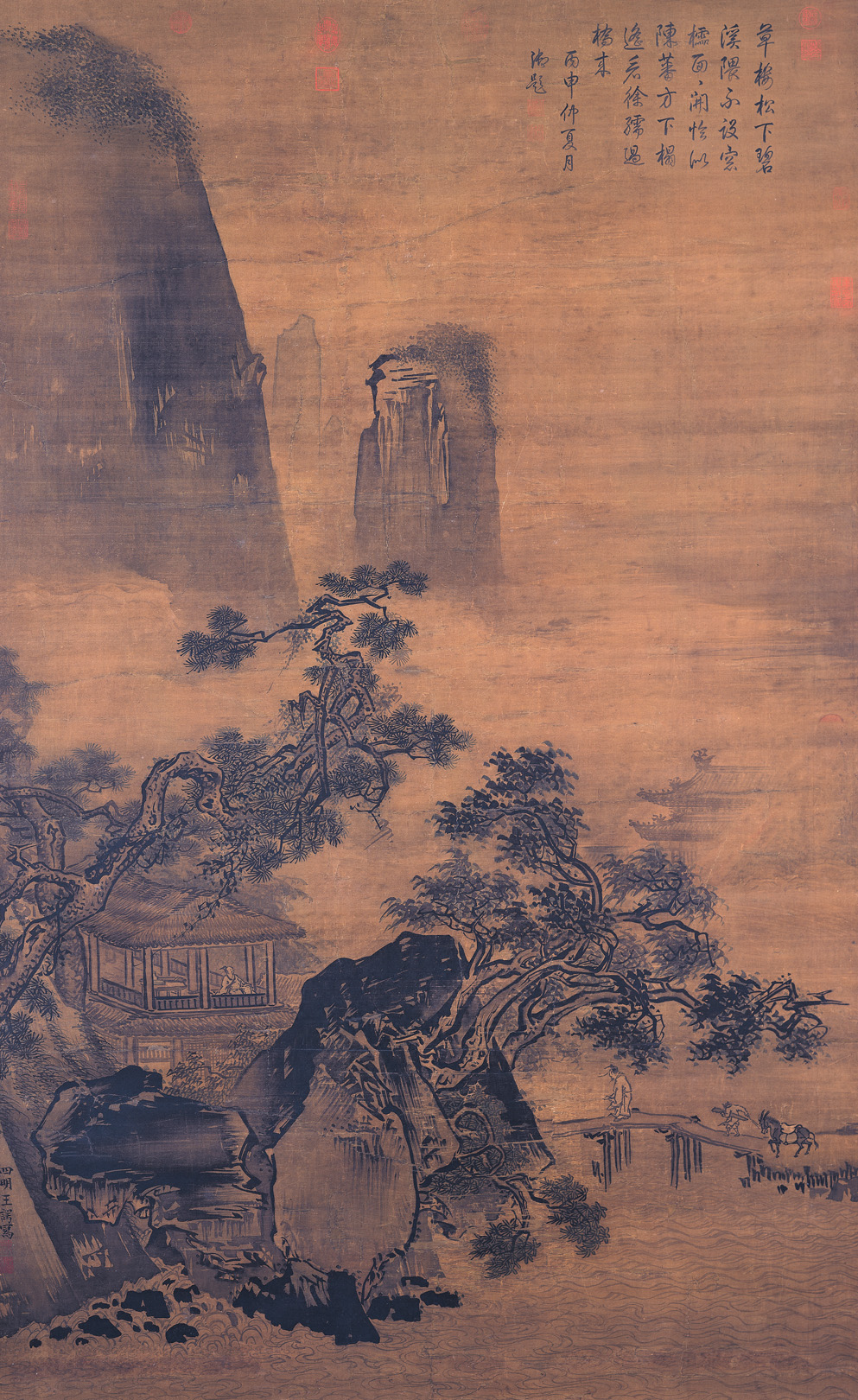
王諤『渓橋訪友図』（台北故宮博物院）
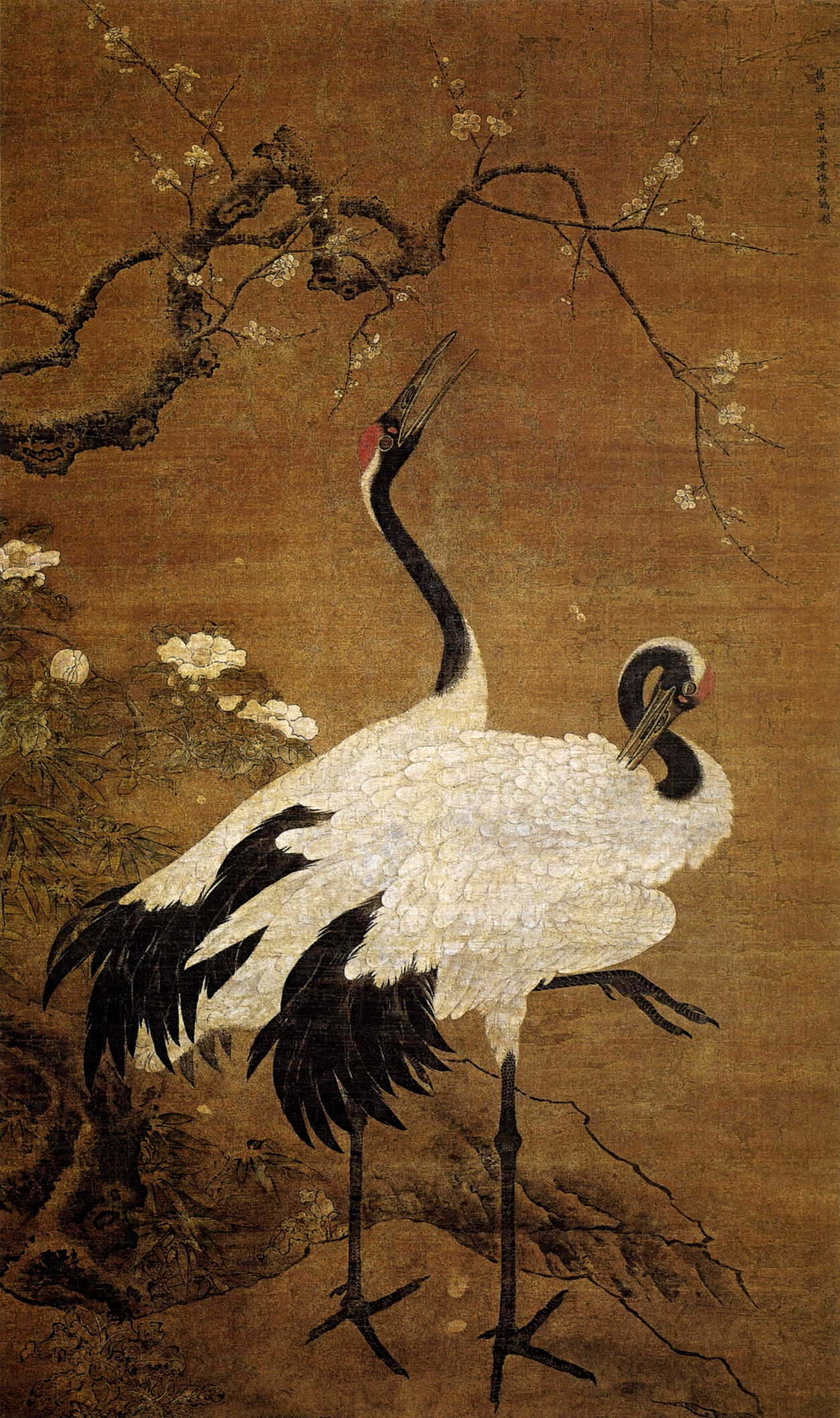
辺文進『雪梅双鶴図』（広東博物館）
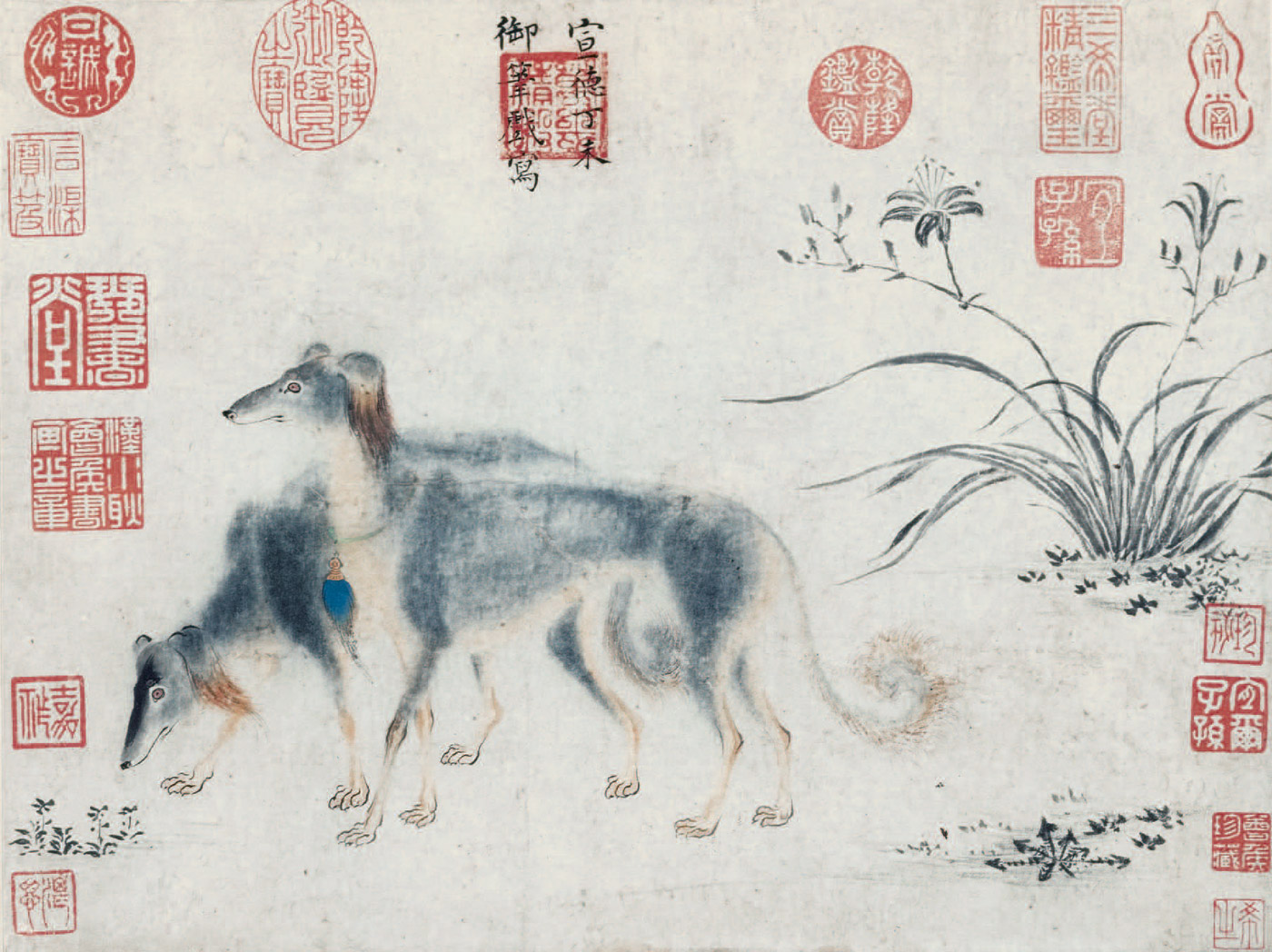
明宣徳帝『猟犬図』（アーサー・M・サックラー美術館）
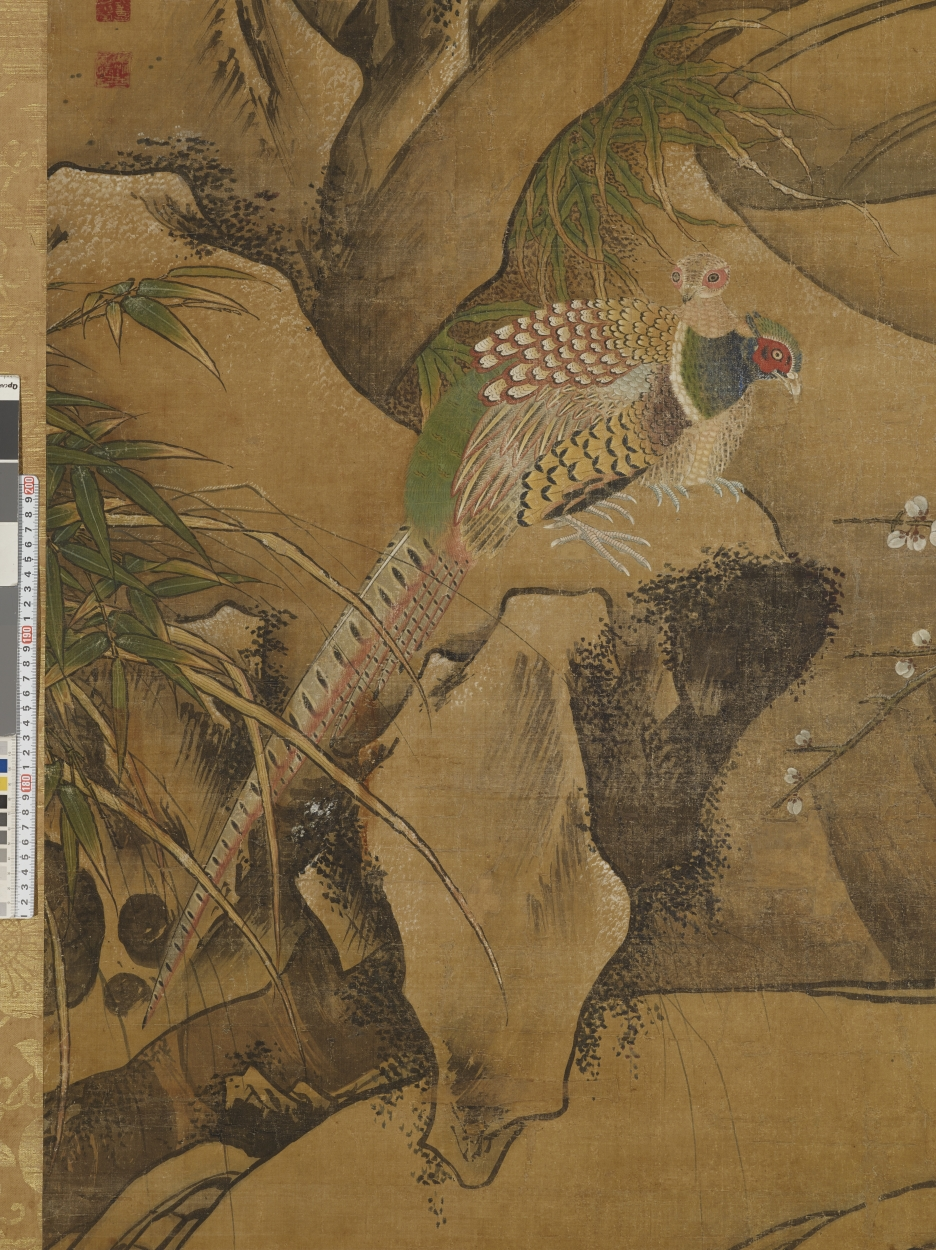
呂紀『四季花鳥図（冬）』（東京国立博物館）

### 戴進、呉偉と浙派
戴進（1388 - 1462年）は、浙江銭塘（杭州）の人。字は文進。父も画家であった。永楽・宣徳年間に宮廷画家となったが、画家仲間の謝環との確執により帝の怒りを買って、命からがら帰郷し、以後は売画によって生計を立てたと伝える。山水、人物、花鳥のいずれも得意とした。技法は南宋の院体画、元の李郭派、遠くは五代・北宋の董源、巨然を学んだ。戴進の画風は、これら先人の様式に浙江地方様式を加味したものであるが、南宋院体画の自然主義的描写に比べると、平面化・装飾化の傾向があり、山水は斧劈皴（ふへきしゅん）が目立ち、筆法は粗放に向かっている。沈周、文徴明らの呉派に対して、戴進の一派やその系統の画家らを総称して浙派という。浙派という名称は後になって（明末頃）付けられたもので、派名は戴進が浙江銭塘の出身であることに由来する。戴進は、行家（職業画家）とその画風を代表する存在であることから浙派の祖とみなされているが、実際には浙派に分類される画家たちは出身も画風もさまざまであり、呉派の文人画と一線を画すさまざまな画家を大雑把に分類したものが浙派であるといえる。
弘治・正徳年間（1488 - 1521年）の浙派に分類される画家たち、具体的には張路（ちょうろ）、蒋嵩（しょうすう）、汪肇（おうちょう）、鄭顛仙（ていてんせん）、鍾礼（しょうれい）らはいずれも粗放な筆致の水墨による画面構成を特色としており、こうした画風は、後の理論家によって「狂態邪学」として攻撃の的になった。明中期のこの頃を境に浙派は衰え、明後期は後述の呉派が全盛となった。
以下には、「明代の宮廷画家」の節で取り上げた以外の浙派系の画家を列挙する。なお、これらの画家についても呉偉を「江夏派」として浙派とは別扱いにする論者もおり、本節における分類は絶対的なものではない。
- 呉偉（1459 - 1508年） - 湖北江夏の人。成化から弘治年間にかけて、3度にわたり宮廷出仕と帰郷を繰り返した。孝宗からは「画状元」の印を授かったが（状元とは科挙の首席合格者の意）、性格の激しさから権力者と衝突し、在野で売画生活を続けることが長かった。呉偉の画風にはかなりの振幅があり、若い頃の丁寧で緻密な画風が中期・晩期には粗放さを増した画風に変化している[227][223]。
- 張路（1464? - 1538?年） - 祥符（河南開封）の人。嘉靖年間頃に活動した。粗放な筆致の人物・山水をよくした[228]。
- 蒋嵩（生没年不明） - 金陵（南京）の人。正徳・嘉靖年間（1506 - 1566年）に活動した在野の画家[229]。
- 汪肇（生没年不明） - 安徽休寧の人。正徳年間に活動[223]。
- 鄭顛仙（生没年不明） - 福建の人。経歴はほとんど不明だが、山水人物図、龍虎図などが残る[230]。
- 鍾礼（生没年不明） - 浙江上廬の人。字は欽礼。南宋院体風の山水をよくした[230]。

### 沈周、文徴明と呉派
呉派の祖とみなされる沈周（しんしゅう、1427 - 1509年）は蘇州府呉県相城里の人。字は啓南。石田（せきでん）と号し、別号を白石翁といった。沈家は代々の名家で、父の沈恒、伯父の沈貞も画家であり、沈周は父を継いで糧長（徴税官）の地位にあった。ただし、所伝のとおりとすると数え年15歳で糧長に就任したことになり、実際に彼が徴税業務を行っていたかどうかは疑問視されている。絵は董源、巨然、元末四大家のうちの黄公望、呉鎮を学んでいる。
明代を代表する画家で文化人である文徴明（1470 - 1559年）は、曽祖父の代から蘇州に定住していた名家の出で、父は温州知府を務めた。徴明は初名を壁または璧といい、徴明は字であったが、後に字を徴仲と改めた。衡山、停雲生などと号する。詩文書画のいずれにも通じ、詩は呉寛（1435 - 1504年）、書は李応禎（1431 - 1493年）に学んだという。絵は沈周に師法し、元末四大家、とりわけ王蒙と倪瓚の影響を受けている。なお、沈周とは交流があり、影響を受けたことは確かだが、師・弟子の関係であったかどうかは定かでない。画風は平明で、淡彩、淡墨、擦筆を好んで用いるが、晩年には作風が変化し、王蒙風の細かく描き込んだ余白の少ない画面になっている。科挙に10回落ちた後、嘉靖2年（1523年）、歳貢生として北京に行き、翰林院待詔に任じられた。しかし、その3年後に辞職して帰郷し、以後は自適の生活を送って、90歳で没した。子の文嘉（ぶんか）、甥の文伯仁（ぶんはくじん）も著名な画家である。
沈周、文徴明に加え、陳淳（ちんじゅん）、陸治（りくち）、文伯仁、居節（きょせつ）など周辺の画家を含めた一派を、蘇州の古名の呉をとって呉派と呼んでいる。呉派は宋元以来の文人画の系列に位置づけられ、浙派の行家（職業画家）に対して呉派は利家（文人画家）とされている。画風的には浙派が水墨の濃淡を主調とし、筆法に粗放な部分があるのに対し、呉派は水墨に淡彩を交えた技法を主体とする。ただし、すべての画家がこうした二分法に納まるものではない。たとえば、理論家によって浙派、すなわち行家に分類されている呉偉は士人の家の生まれであり、実際は利家であった。
- 陳淳（1483/1484 - 1544年） - 江蘇呉県の人。文徴明に師事した。写意的な花鳥をよくした[221]。
- 陸治（1496 - 1576年） - 呉県（蘇州）の人。文徴明の弟子。山水や着色花鳥画を得意とした[236]。
- 文伯仁（1502 - 1575年） - 文徴明の甥。多くの後継者を出した文氏一族の中でももっとも有力な画家とされる。画面の隅々まで白描風の墨線で細かく描き込んだ、王蒙風の山水画を描いた[237]。
- 居節（1527 - 1586年） - 蘇州の人。文徴明の弟子。徴明の影響の大きい山水画を残した[238]。

### その他の明中期の画家
沈周、文徴明と並び明の四大画家と称されるのは、文徴明と同年生まれの唐寅（とういん）と、一世代後の職業画家である仇英（きゅうえい）で、ともに蘇州で活動した。かつては、唐、仇らを「院派」として区別することもあった。やや時代が下る徐渭（じょい）は、激しい内面を奔放な水墨に表した個性的な画家として知られる。他に浙派、呉派のいずれにも分類しがたい画家として、謝時臣（しゃじしん）、周之冕（しゅうしべん）、史忠（しちゅう）、郭詡（かくく）らがいる。
唐寅（1470 - 1523年）は字を伯虎という。号は六如居士など。弘治11年（1498年）、応天府（南京）の解元（郷試の首席合格者）となったが、翌年の北京の会試（中央の科挙）では不正事件に連座して仕官の途をあきらめ、以後は売画によって生活した。自ら「江南第一の風流才子」と称する多趣味で奔放な性格で、奇行も多かったという。絵は沈周に学び、元末四大家のほか南宋画院の馬遠・夏珪の影響も受けている。人物、山水、花鳥のいずれもよくした。
仇英（1494? - 1552年?）は、字を実父、号を十洲という。江蘇太倉の出身で、のち蘇州で活動した。若い時は漆職人であった。絵は周臣に学び、青緑山水や人物をよくした。写実的で精緻な山水・人物の他に、粗放な筆致の水墨画もある。
徐渭（1521 - 1593年）は、字は文清のち文長、天池山人、青藤道士と号した。浙江山陰（紹興）の人で、絵のほか詩文、書をよくし、戯曲も書いた。妻殺しで下獄するなどの数奇な人生を送った人物で、溌墨による写意の花卉画に本領を発揮した。内面の葛藤を画面にぶつけるような激しい筆致の水墨画を残した。
- 謝時臣（1487 - 1557年以後） - 呉県（蘇州）の人。文徴明、周臣、仇英らと交友があった。画風は沈周（呉派）、戴進（浙派）を折衷した様式[240][241]。
- 周之冕（生没年不明） - 江蘇長洲（呉県）の人。花鳥画をよくした[242]。
- 史忠（1436? - 1519?年） - またの名を徐端本という。金陵（南京）出身の文人画家。画風は南宗画系。沈周と交友があったが作風は異なる[243]。
- 郭詡（1456 - 1529年以後） - 江西泰和県の人。写意的な人物画を描いた[244]。

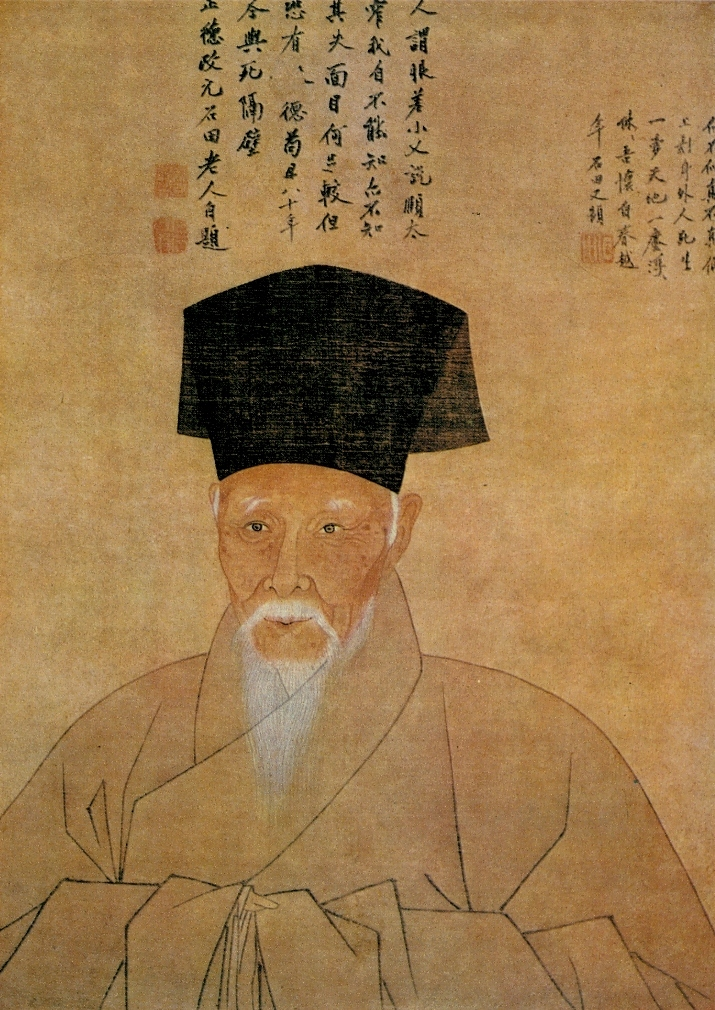
沈周『自画像』（北京故宮博物院）
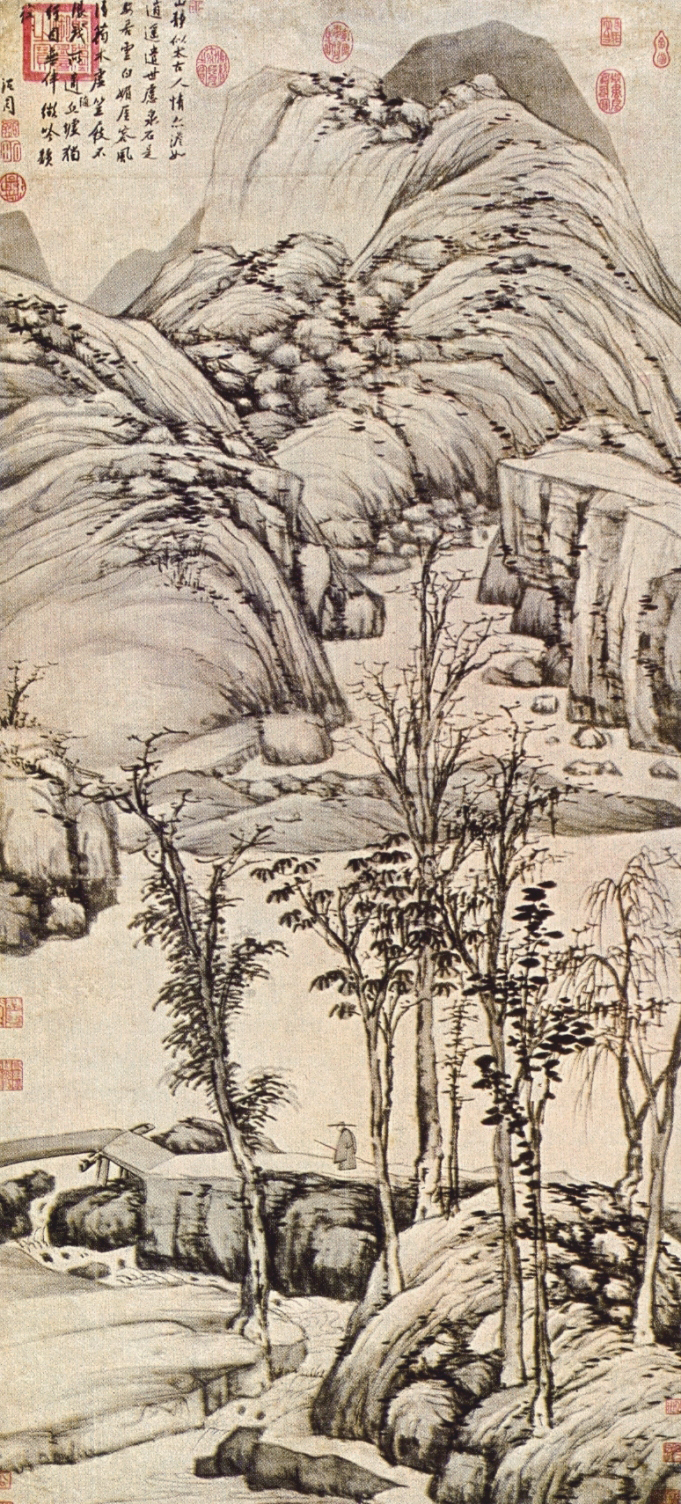
沈周『策杖図』（台北故宮博物院）
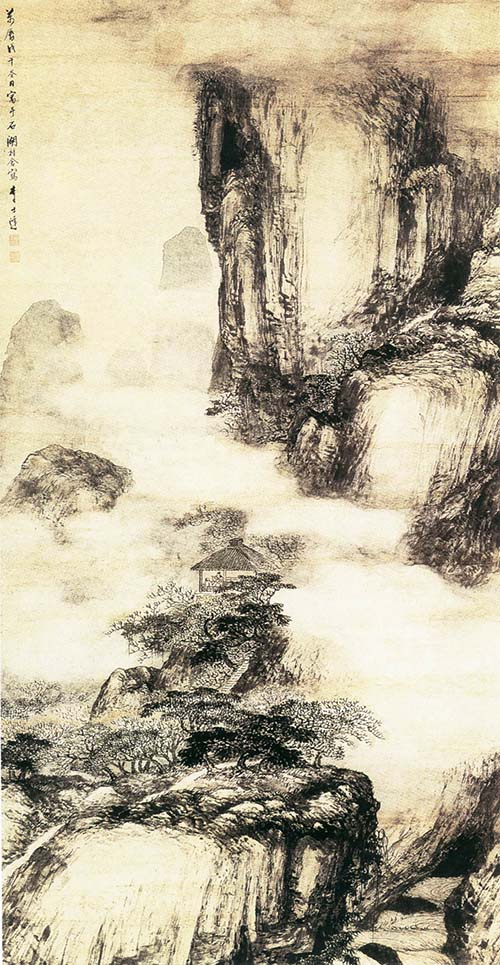
李士達『秋景山水図』
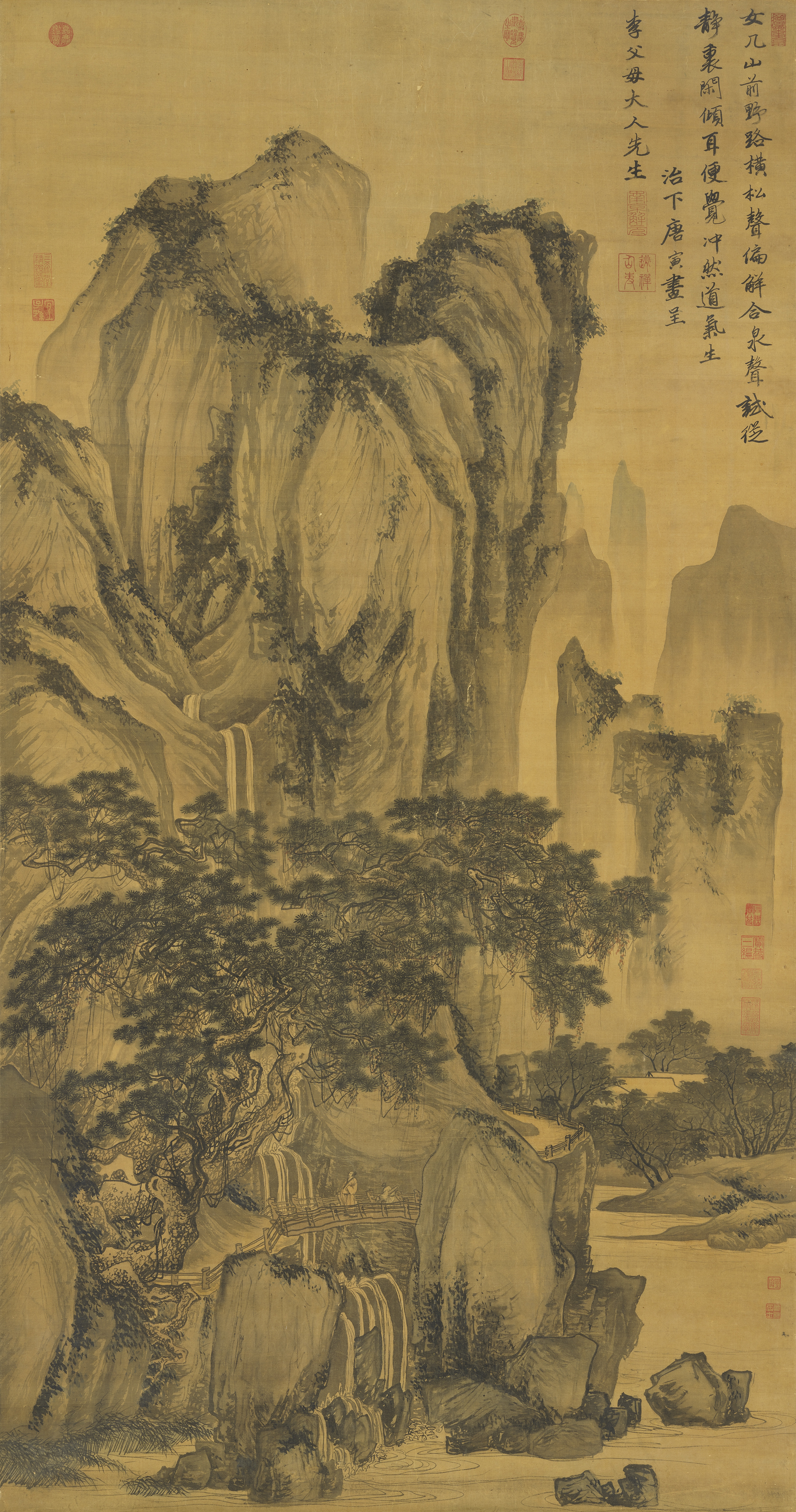
唐寅『山路松声図』（台北故宮博物院）
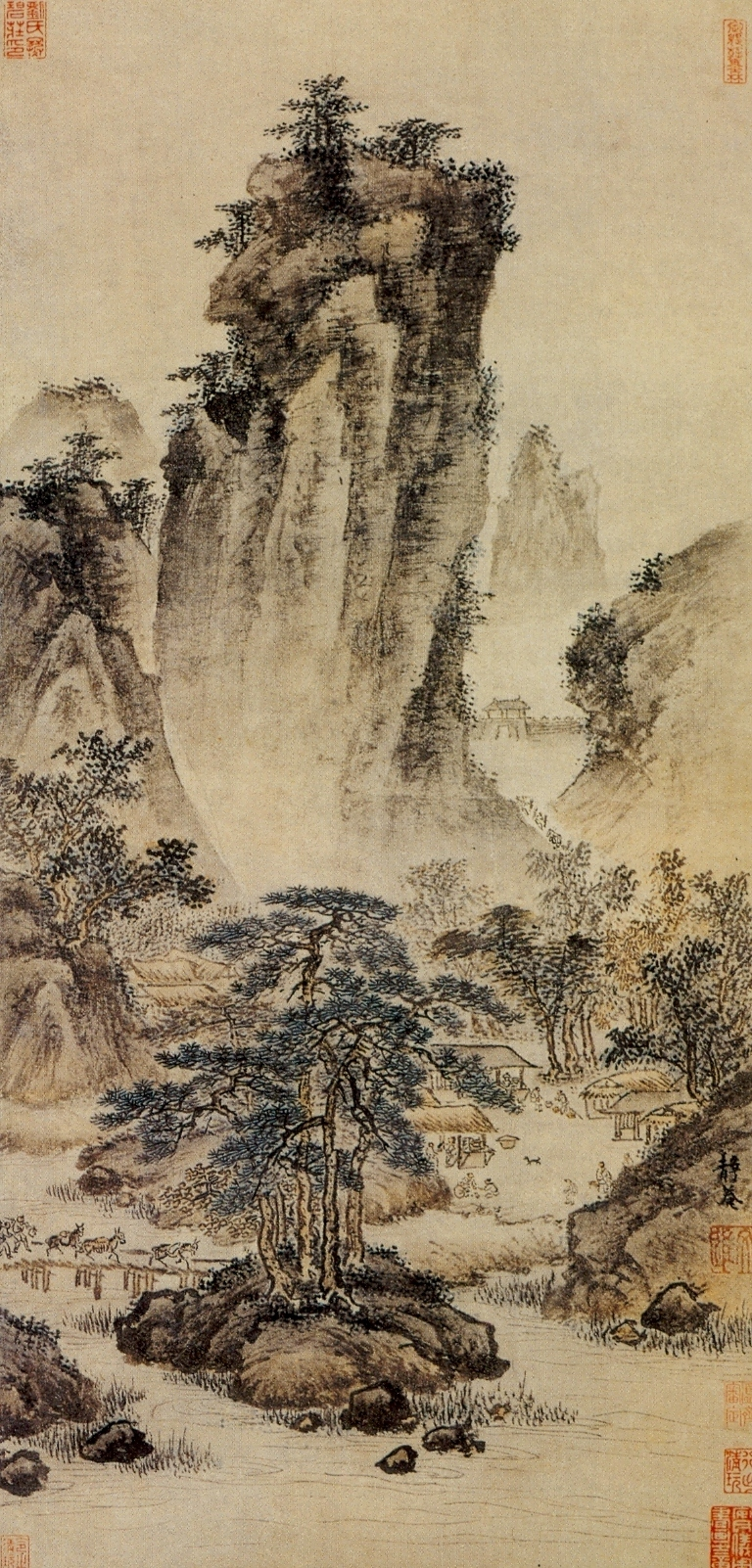
戴進『関山行旅図』（北京故宮博物院）
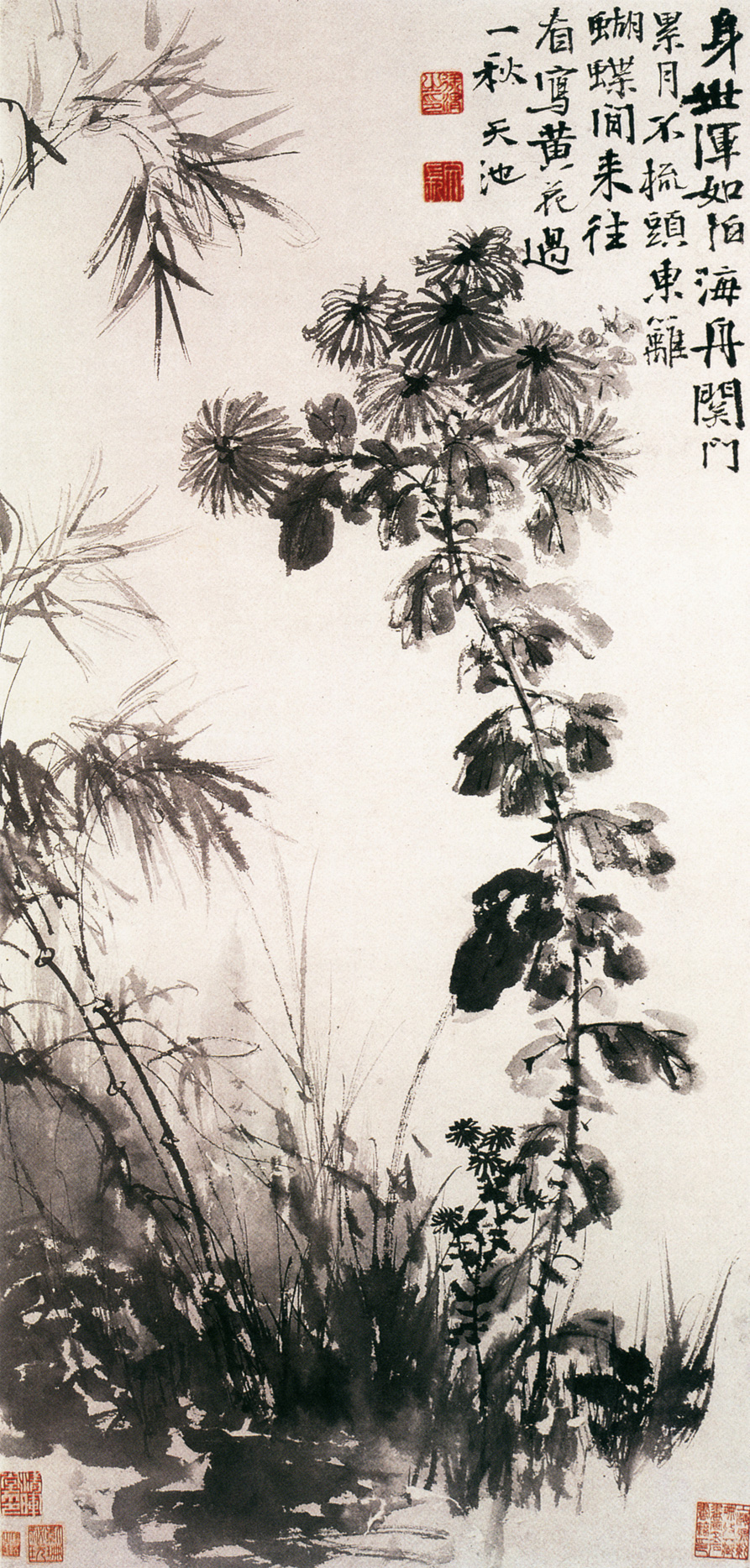
徐渭『菊竹図』（遼寧博物館）

### 董其昌と南北二宗論

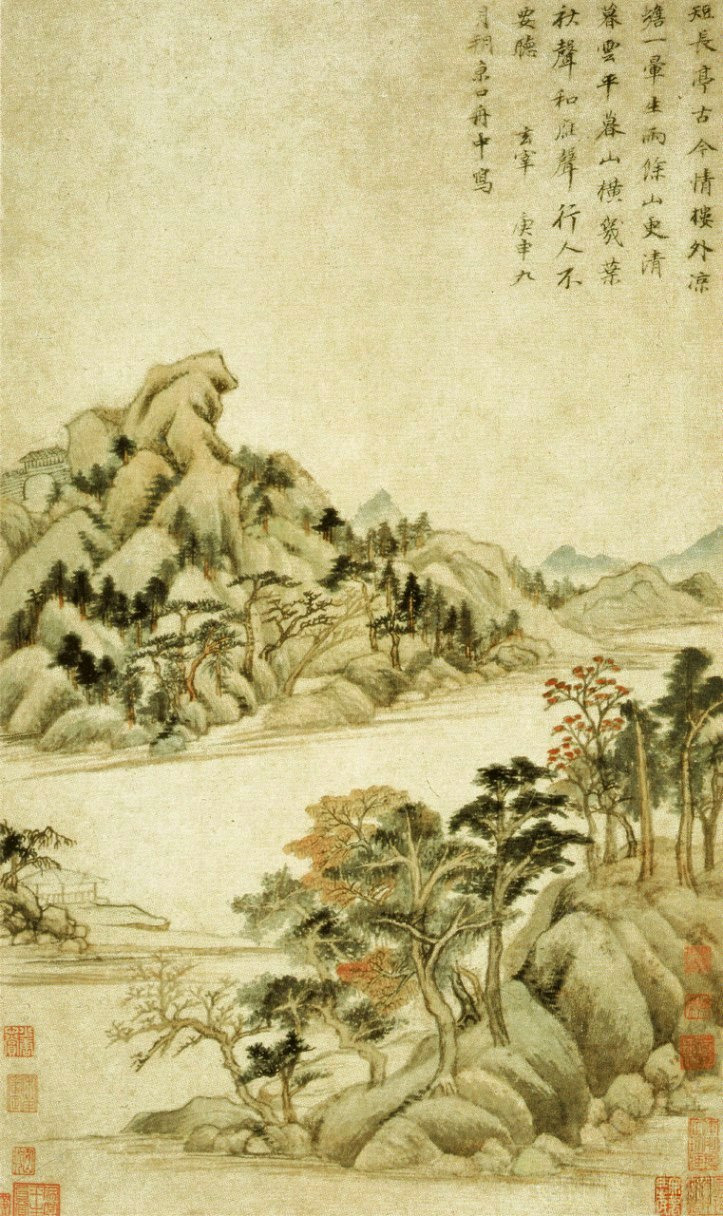
董其昌『秋興八景図冊』のうち（上海博物館）

明後期の理論家である何良俊（1506 - 1573年）は文徴明を敬愛していた。何良俊は『四友斎叢説』等の著作の中で、行家（職業画家）に対する利家（文人画家）の優位を説き、絵画において大切なものは「韻」であるとした。すなわち、絵画には手先の技術だけではなく、それを描いた人の人格、気品が現れていることが肝要であり、したがって文人、つまり教養と徳のある人物の描いた絵が優れているとする。また、利家が技術を学ぶことによって行家を兼ねることはできるが、逆に行家が利家を兼ねることはできないとした。高濂（16世紀後半）は、著書『燕間清賞箋』において、弘治・正統年間の浙派の粗放な筆法、具体的には張路、蒋嵩、汪肇、鄭顛仙、鍾礼らのそれを「狂態邪学」という厳しい言葉をもって批判した。このように「利家 = 呉派 = 文人画」を「行家 = 浙派 = 職業画家」の上に置く理論は、後述の董其昌の「南北二宗論」に引き継がれていく。
董其昌（1555 - 1636年）は江蘇華亭（松江）の人。字は玄宰、号は思白、香光居士。万暦17年（1589年）首席進士となり、職位は礼部尚書（文部大臣相当）にまで上がった。『画旨』『画禅室随筆』などの著書があり、明末期の画家、書家、理論家として、その後の中国絵画に実作、理論の両面で多大な影響を与えた人物である。董にとって絵画とは「古人に倣う」ものであり、五代〜北宋の董源・巨然、宋の米芾・米友仁、元末四大家らの文人画系列の絵画を学ぶべきものとした。また、画家にとって「万巻の書を読み、千里の路を行く」ことが必要であり、「天地を以て師となす」「心を以て物を写し、丘壑（きゅうがく）は内に営む」べきであるとした。董はまた「南北二宗論」を唱えたことで著名である。南北二宗とは、中国の禅仏教に北宗禅と南宗禅の2派があるように、絵画にも2つの流れがあるとして、唐時代以来の絵画の流れを北宗画と南宗画に分けたものである。董の説によれば、北宗画とは唐の李思訓・李昭道の青緑山水画に始まり、宋の趙幹・趙伯駒（ちょうはくく）・趙伯驌（ちょうはくしゅく）を経て南宋画院の馬遠・夏珪に至る流れであり、南宗画とは唐の王維の渲染のある水墨山水に始まり、荊浩、関同、董源、巨然を経て、宋の米芾・米友仁、元末四大家に至る流れであるという。董は南宗画、すなわち利家（文人）の画に価値を置き、行家（職業画家）の絵である北宗画は学ぶ価値がないとした。こうした論旨から、この論は「尚南貶北論」（しょうなんへんぼくろん、南をたっとび、北をおとしめる論）とも言われる。この論については、たとえば、北宗画 = 行家に分類されている李思訓が、実際は唐の皇族であるなどの矛盾点も指摘されているが、董其昌の与えた影響は大きく、南宗画・北宗画という分類法は数百年後の今日まで中国絵画の見方を規定している。
董其昌自身の絵画は、抽象的・構成主義的であることが指摘されている。すなわち、董の山水画の画面からは、墨の濃淡の変化や明暗のニュアンスは意図的に排除され、白の画面に黒の均質の線をもって山水が構成されている。白と黒のモノクロームの絵画である水墨画には、写実的な描写を指向する流れと抽象的な構成を指向する流れとがあるが、董の山水画は明暗や濃淡のグラデーションによる大気や遠近感の表出を指向したものではなく、白い平面上の黒の形態による抽象的構成を指向したものである。董は多くの作品を紙に描いているが、これは、白い画面上の黒の線による構成をより際立たせるためには絹よりも紙が効果的であるためだといわれている。

### 明末の画家たち
明末の動乱期にはさまざまな個性をもった画家が多数登場した。呉彬（ごひん）は独特のデフォルメされた形態をもつ山水で知られる。丁雲鵬（ていうんぽう）は道釈人物（仏教と道教の人物）を得意とした。陳洪綬（ちんこうじゅ）は独自の人物画で知られ、花鳥画もある。崔子忠（さいしちゅう）も人物画で知られ、陳洪綬とともに「南陳北崔」と称された。他にも米万鍾（べいばんしょう）、藍瑛（らんえい）、李流芳（りりゅうほう）、張瑞図（ちょうずいと）、倪元璐（げいげんろ）、趙左（ちょうさ）、沈士充（しんしじゅう）、蕭雲従（しょううんじゅう）など多くの画家がいる。彼らの多くは職業画家でもある文人で、画風もそれぞれ個性的である。こうしたことから、「利家 = 呉派 = 文人画」「行家 = 浙派 = 職業画家」という二項対立の図式は明末においてすでに崩れていることがわかる。
- 呉彬（活動期間1601 - 1626年） - 福建莆田の人。もと職業画家で、1601年に南京に出て宮廷に仕えたが、宦官の魏忠賢を批判したかどで捕えられ、以後の動静は知られていない。奇怪な形態の山水を描いた[249]。
- 丁雲鵬（1547 - ?年） - 安徽休寧の人。道釈人物画をよくし、詩文や仏像製作にも携わった[242]。
- 崔子忠（? - 1644年） - 山東萊陽の人。着色の故事人物画をよくした。貧窮のうちに孤高の人生を送り、1644年、明が滅亡すると、最期は土室に籠って餓死したという[250]。
- 陳洪綬（1598 - 1652年） - 浙江諸曁の人。独特の風貌の人物画を描いた。明の宮廷に出仕したこともあるが、社会の腐敗に憤り帰郷。1644年の明滅亡後、1646年に一時出家するが、のち還俗した。悔遅（かいち）、老遅（ろうち）などと号したが、これらの号には明の滅亡後も生き残ってしまった（死に遅れた）との思いが込められている[250]。
- 米万鍾（1570 - 1628年） - 長安の人。山水画と書をよくし、書は董其昌と並んで「南董北米」と称された[251]。
- 藍瑛（1586 - 1664/1666年頃） - 銭塘（杭州）の人。浙派の山水画は藍瑛によって終わると評されている[252][253]。
- 李流芳（1575 - 1628年） - 安徽歙県の人で江蘇嘉定に住んだ。金箋に淡墨を用いて独特の効果を出した[254]。
- 張瑞図（1570 - ?年） - 福建の人。書家としても知られる。絹の代わりに絖本（こうほん、サテン）を用いて独特の墨色の効果を出した[255]。
- 趙左（1573 - 1644年） - 華亭（上海松江県）の人。呉派文人画の諸派の中で蘇松派の祖とされる。董其昌と親交があり、その代作も行ったことが知られる[254]。
- 沈士充（生没年不明） - 呉派文人画の諸派の中で雲間派と称される。趙左に師事する[256]。
- 蕭雲従（1596 - 1673年） - 安徽蕪湖の人。崇禎期（1628 - 1644年）に副貢生という地位にあったが、清朝には仕えなかった。山水画をよくし、倪瓚・黄公望を師法した。呉派文人画の諸派の中で姑孰派と称される[257]。

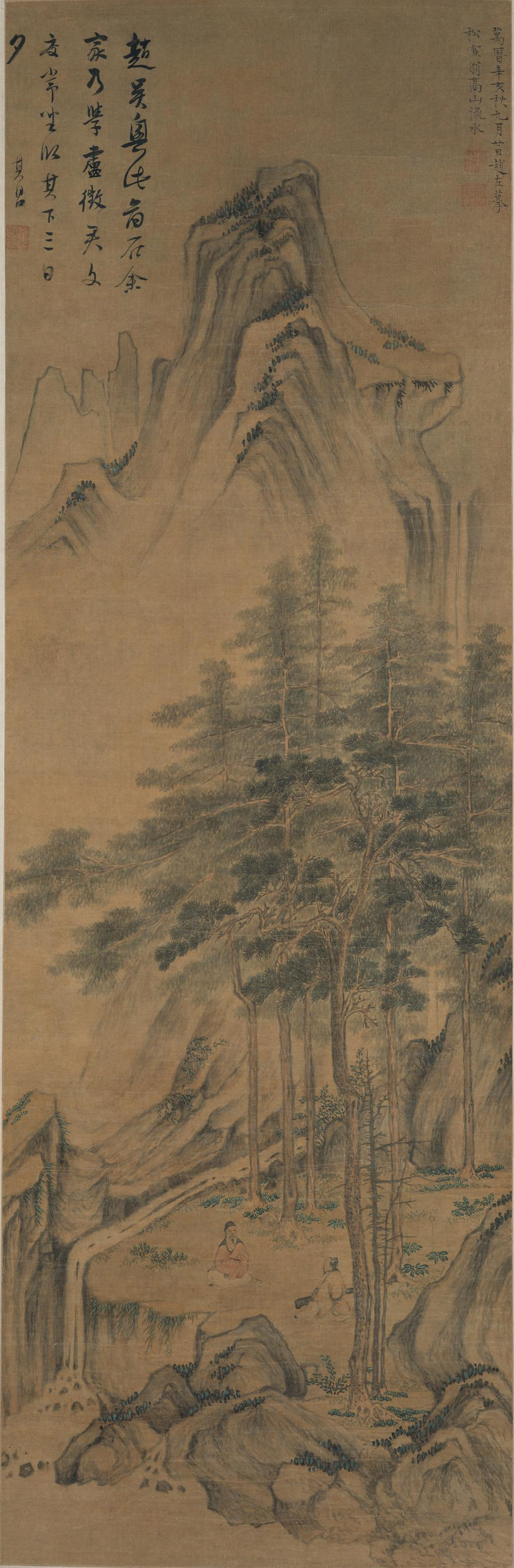
趙左『高山流水図』（上海博物館）
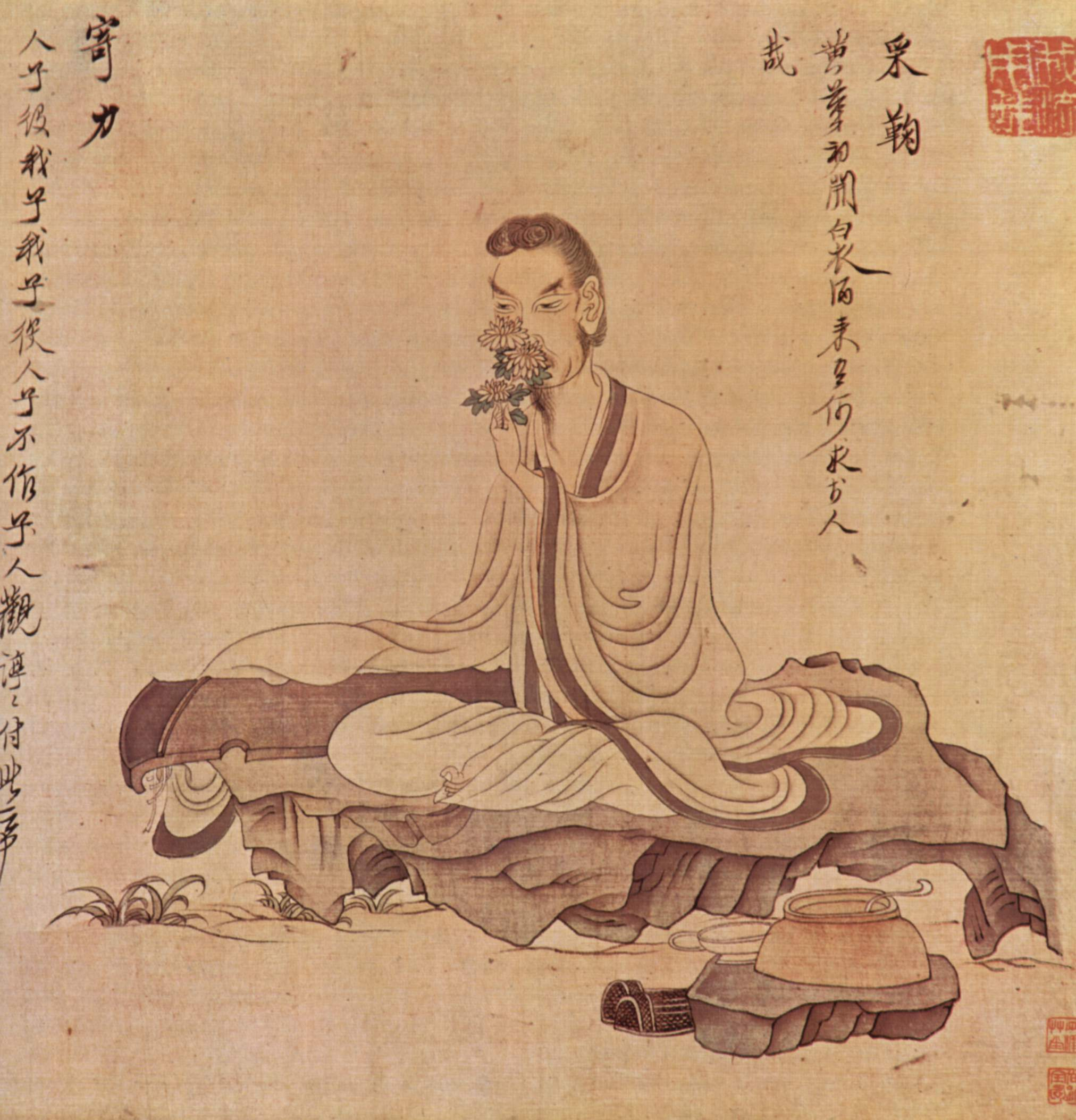
陳洪綬『陶淵明採菊図』（ホノルル美術館）

## 清の絵画

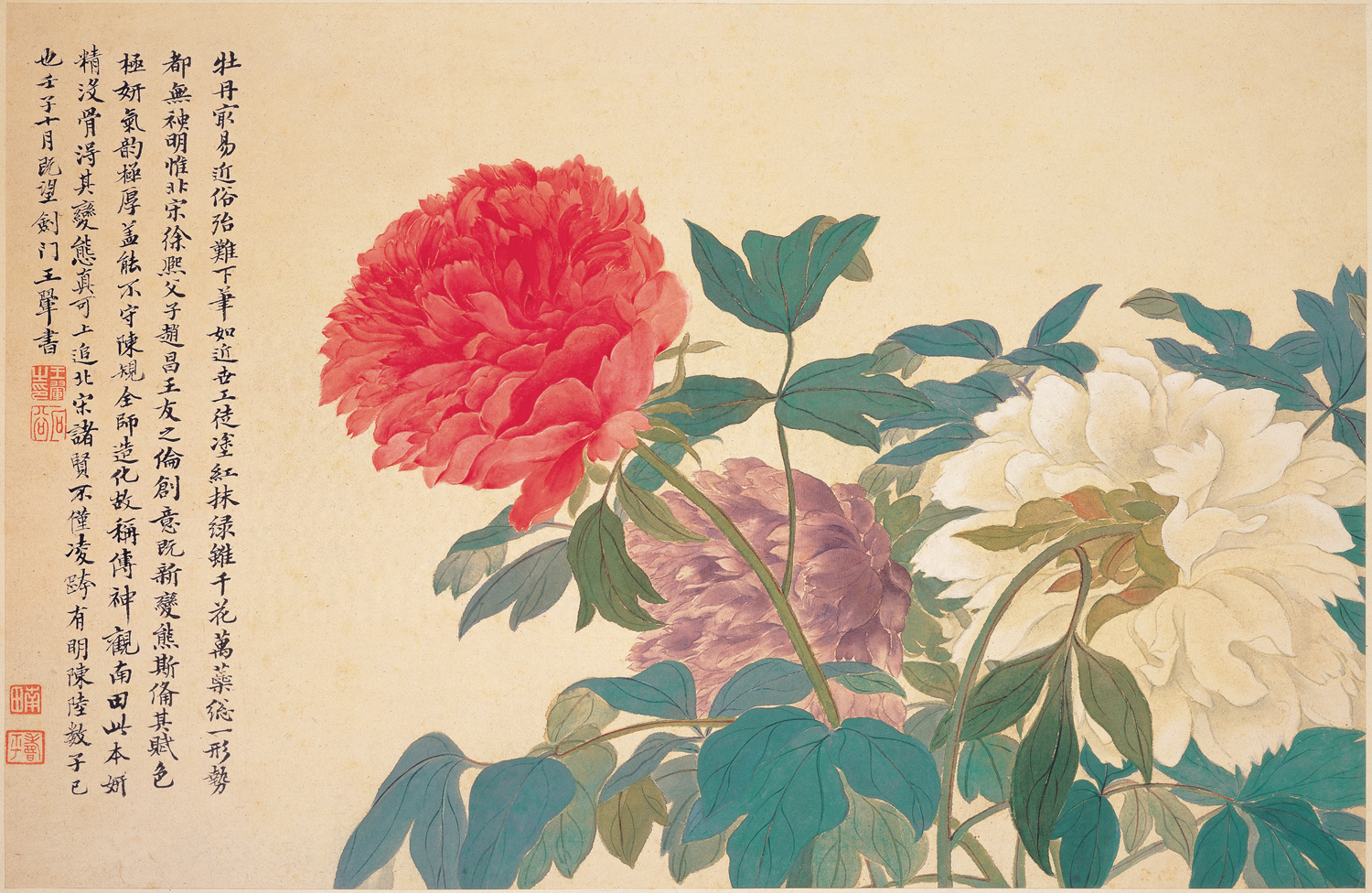
惲寿平『牡丹図』（花卉山水合作冊より）1672年（台北故宮博物院）

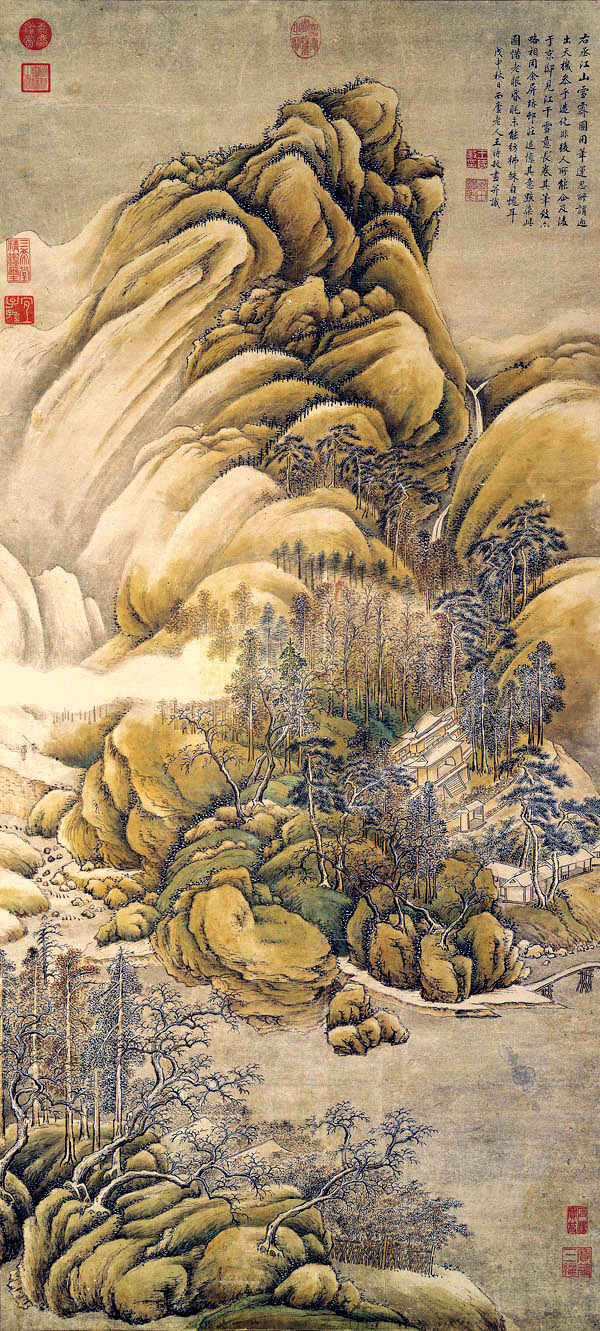
王時敏『倣王維江山雪霽図』（台北故宮博物院）

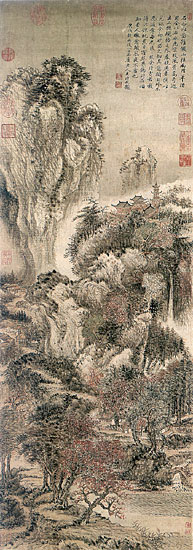
王翬『渓山紅樹図』（台北故宮博物院）

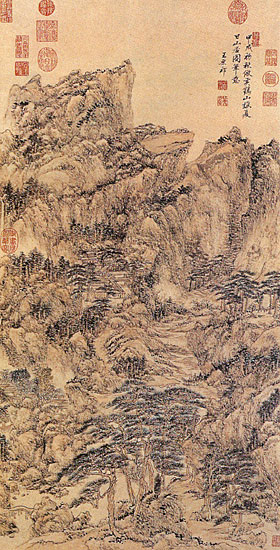
王原祁『夏日山居図』（台北故宮博物院）

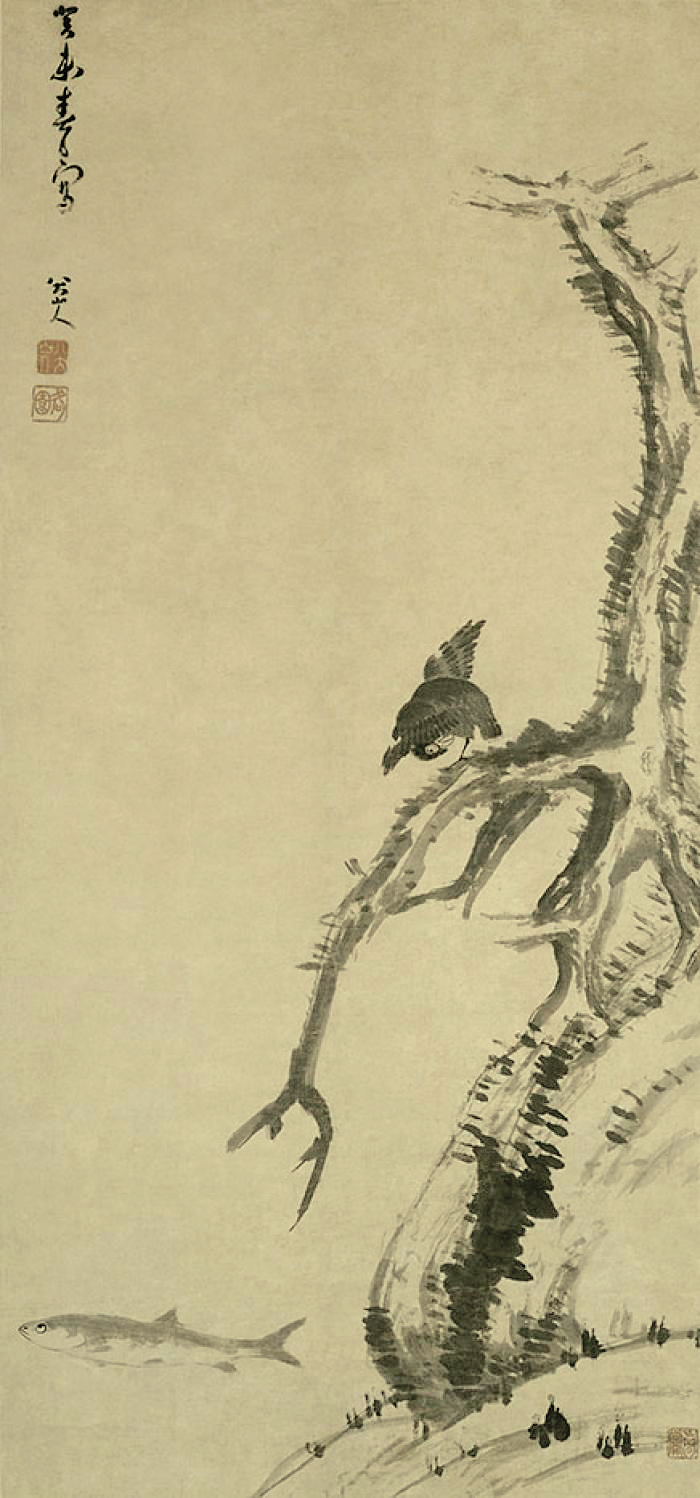
八大山人『枯樹八哥図』（北京故宮博物院）

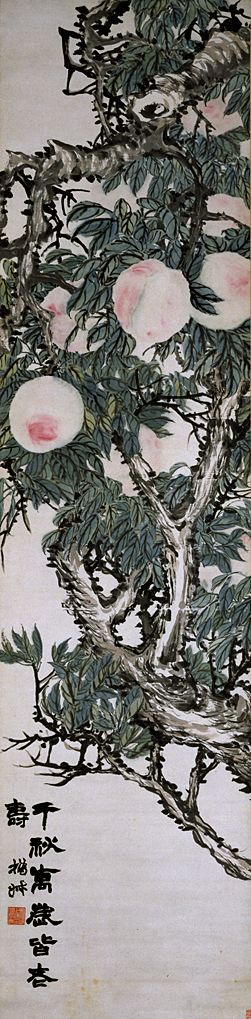
趙之謙『花卉図』1871年（東京国立博物館）

### 時代の概観
清時代は、明王朝が崩壊し順治帝が即位した1644年から、1840年のアヘン戦争を経て、1911年の辛亥革命に至る激動の時期にあたる。明時代の末期、朝廷は政争に明け暮れ、農民の反乱が頻発し、明王朝は混乱と衰退のさなかにあった。1644年に農民反乱のリーダーである李自成が崇禎帝を自死に追い込むが、李自成の天下は40日しか続かず、北京は満洲族に制圧され、満洲族の国である清が中国最後の統一王朝となった。清は満洲族独特の髪型である辮髪を強要したが、それ以外の面では漢民族の文化や政治制度を引き継いだ。科挙による官吏登用も引き続き行われ、宮廷画家も任命された。清時代の画壇は、董其昌の流れを汲む正統派と、明の遺民による個性派の画家たちのグループに二分されている。明の遺民とは、異民族の王朝である清に仕えることを潔しとせず、明王朝への忠誠心と清王朝への反抗的精神をもって生きた人々である。この中には異民族の風習である辮髪を強要されることを嫌って、出家・剃髪して僧となる道を選んだ者もいた。清代の画家の中に、八大山人、石濤（せきとう）などの僧籍にあった者が多いの満洲はそのためである。
清代画壇の正統派とは、明代の文人画の呉派や董其昌の流れを汲む画家たちで、古人の筆法に倣って作画することを旨とするため倣古派ともいう。王時敏（おうじびん）、王鑑（おうかん）、王翬（おうき）、王原祁（おうげんき）の4人の王姓の画家がその代表で、彼らを「四王」といい、これに呉歴（ごれき）と惲寿平（うんじゅへい）を加えて「四王呉惲」（しおうごうん）ともいう。一方で、古典の学習よりも画家個人の個性の表現を重視する画家もこの時代には多かった。清初に南京で活動した龔賢（きょうけん）らの金陵八家や、清中期の揚州で活動した鄭燮（ていしょう）らの揚州八怪と称される画家たちが著名である。1840年のアヘン戦争以後、清は海外列強に蹂躙されて弱体化し、太平天国の乱（1850年〜）などの国内の不穏な動きが混乱に輪をかけた。こうした世相のもと、国際通商港であり、外国への窓口であった上海には、沈滞した絵画界を革新しようとする画家たちが集まり、海上画派と呼ばれた。趙之謙（ちょうしけん）、任頤（じんい）、呉昌碩（ごしょうせき）らがその代表格である。趙・呉の両名は、金石（金属器や石碑などに刻まれた文字）を学び、詩書画篆刻のいずれも得意としたことから、金石画派の名もある。伝統画法に近代性を加味したこれらの画家は清王朝の最後を飾り、近代への橋渡しをした。辛亥革命（1911年）以後、中華民国成立後は、ヨーロッパ、日本などへの留学経験者が画壇で活躍した。また、上海をはじめ各地に美術学校が設立された。こうして、従来の文人士大夫画家に替わって、海外留学組や「学校派」と呼ばれる美術学校出身者が画壇の中枢を占めるようになった。国画（中国の伝統絵画）の伝統と西洋絵画の技法をいかに融合させるかということが近代中国画家の共通して直面するテーマとなった

### 四王呉惲
四王呉惲（しおうごうん）は、清初六大家のこと。王時敏・王鑑・王翬・王原祁・呉歴・惲寿平の6人のことを指す。
王時敏（1592 - 1680年）は江蘇太倉の人で、字は遜子、号は烟客。万暦29年（1601年）の進士である。王鑑（1598 - 1677年）は王時敏と同じ江蘇太倉の人で、字は元照、のち円照、号は湘碧、染香庵主など。崇禎6年（1633年）の挙人である。王時敏、王鑑の両名とも名家の出身で、両者の祖父はともに高名な文人であり（王鑑の祖父は王世貞）、両家には学ぶべき古画が多数所蔵されていた。王時敏、王鑑はともに董其昌に師事した。明末には官を辞して自適の生活を送り、清朝には仕えなかった点も両者に共通する。
四王のうちの王原祁は王時敏の孫であるが、王翬のみは他の3名のような名門の出ではない。王翬（1632 - 1717年）は太倉の近くの江蘇虞山（常熟）の出身で、字は石谷、号は耕烟山人、清暉主人。王翬は、20歳の時に王鑑に見出され、王時敏に師事した。古画の模写を得意とし、若い時は王時敏について古画の所蔵家を歴訪し模写に励んだ。後には画聖と呼ばれ、康熙30年（1691年）、60歳の時には康熙帝の南巡（江南地方視察）の記録画の作成を命じられ、2年かけて12巻の大作を完成させた。
王時敏の孫・王原祁（1642 - 1715年）は字を茂宗、号を震台という。祖父王時敏の指導で幼少期から絵を学んだ。王時敏は「元末四大家の精神を伝えたのは董其昌、形を伝える点では自分（王時敏）も負けていないが、精神と形をともに伝えるのは王原祁だ」と称揚した。王原祁は康熙9年（1670年）の進士で、宮廷画家となり、康熙帝の信任が篤かった。
呉歴（1632 - 1718年）は江蘇常熟の人。字は漁山、号は墨井道人。絵を王時敏に学ぶ。家族を失った後、仏教、続いてキリスト教に入信し、マカオでキリスト教の宣教師として活動した。ただし、画風には西洋の影響はみられない。
惲寿平（1633 - 1690年）は江蘇武進（常州）の人。初めは名を格、字を寿平といったが、後に寿平を名とし、字を王叔と改めた。号は南田。山水画もあるが、没骨彩色の花卉画を得意とした。

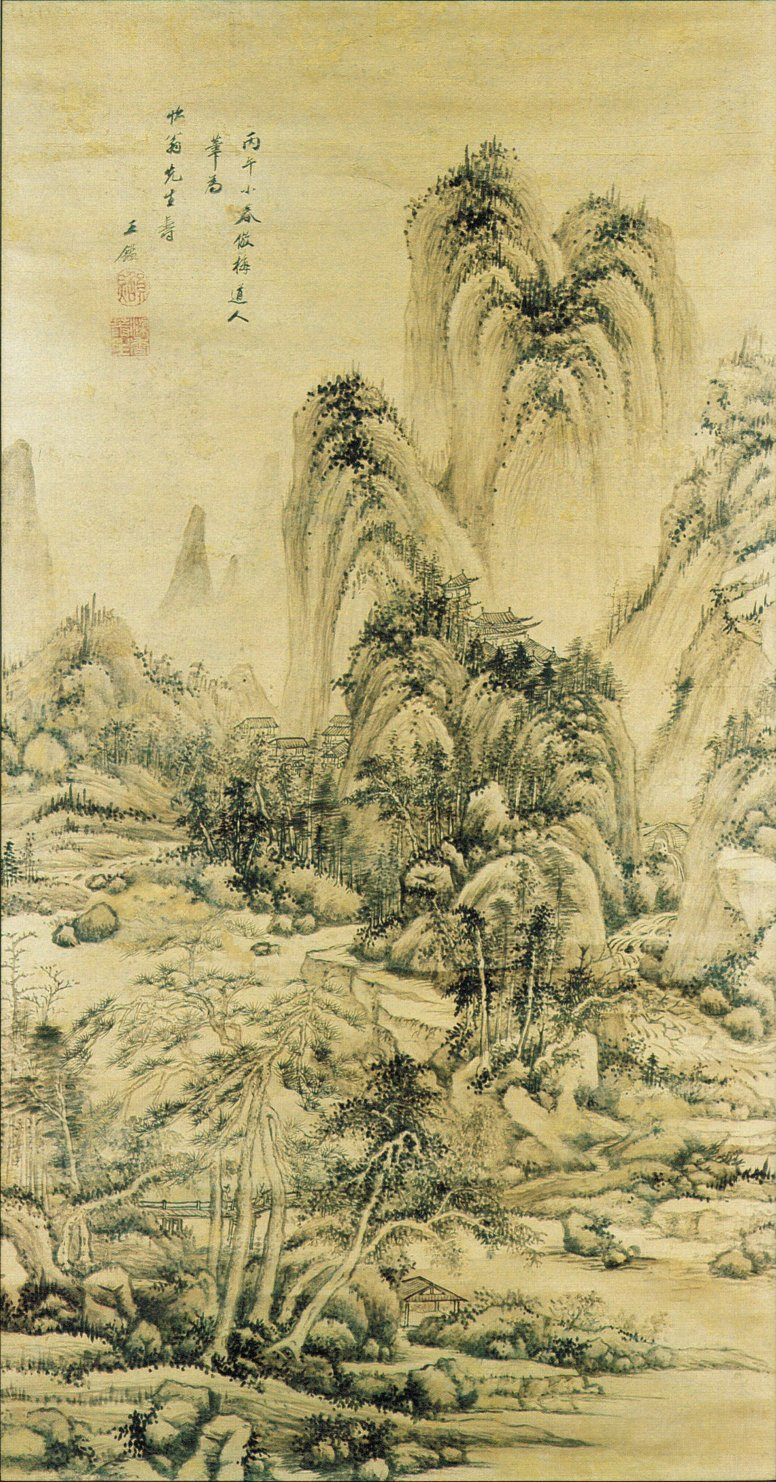
王鑑『倣呉鎮山水図』
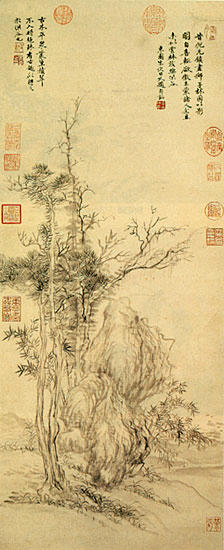
惲寿平『倣倪瓚古木叢篁図』（台北故宮博物院）

### 四僧
清代初期に活動した画家の中には、正統派の「四王呉惲」とは別に、個性的な画風を持った一群の画家がいた。このうち、出家して僧籍にあった八大山人、石谿（せきけい）、弘仁（こうじん）、石濤（せきとう）の4名を四僧と称する（八大山人は後に還俗した）。
八大山人（1626 – 1704/1705年）は南昌府の人で、明宗室の後裔である。俗姓は朱。画家としては朱耷（しゅとう）とも称されるがこれは通称で、譜名（系図上の名）は朱統𨨗（𨨗の漢字は「林」の下に「金」）、僧名を伝綮（でんけい）、字を刃庵といった。八大山人は晩年の号で、この名でもっともよく知られるが、他に雪个・个山・人屋とも号した。19歳の時に明が滅亡したが、彼は僧となって難を逃れた。50歳代のある時、精神を病んで僧衣を引き裂いて還俗し以後は貧窮の中で画作を続けた。反骨精神を筆に託し、明の徐渭などの写意の花鳥画をもとに、晩年に至って独特の画風を作り上げた。代表作は1694年（69歳）作の画帖『安晩冊』（京都・泉屋博古館）で、山水、花鳥、蔬果、虫魚などの伝統的モチーフによりながら、意表を突いた構図、一気呵成に引かれた線などに独自の世界を見せる。
石濤（1642 - 1707年）は広西全州（桂林）の人。本名は朱若極、出家後の法名は原済。石濤は号である。大滌子（だいてきし）、苦瓜和尚（くかわしょう）などとも号した。明の王族の末裔であり、明滅亡期に父を殺害された。後に出家し江南を遍歴。康熙帝の南巡（江南地方視察）の際に帝に謁見し、北京の宮廷に招かれて3年ほど滞在したこともあった。晩年は揚州に定住し、売画で生活した。黄山などをテーマとした山水画を描いたが、画風は北宗画・南宗画のいずれにも属さない「我法」（先人に倣わず、自らの画法で描くこと）にこだわった。上述の八大山人とは、直接会ったことはないが、石濤から八大山人に送った書簡が残っており、間接的ながら両者の合作の絵もある（八大山人の描いた蘭に石濤が竹石を描き足したもの）。なお、石濤の生没年には諸説あるが、1642 - 1707年とする新藤武弘説が有力である。石濤の画名は生前から高く、そのために偽物が非常に多いことで知られる。代表作は『廬山観瀑図』『黄山八勝図冊』『黄山図巻』（以上3点は京都の泉屋博古館蔵）など。
石谿（1612 - 1692年頃）湖南武陵（常徳）の人。出家後の法名は髠残（こんざん）、俗姓は劉。石谿は字である。明初の四僧の中ではもっとも本格的な仏教者である。渇筆を用いた王蒙風の山水をよくした。
弘仁（1610 - 1663/1664年）は安徽歙県（きゅうけん）の人。弘仁は出家後の法名で、俗姓は江、名は韜（とう）。漸江（ぜんこう）と号する。絵は元末四大家の倪瓚を学び、人気（ひとけ）のない岩山、絶壁から伸びる孤松などの独特のモチーフを描いた。査士標らとともに新安派と呼ばれる。

### 金陵八家
清初期、江南の主要都市には個性ある画家が現れた。前出の弘仁とその一派は、徽州（新安）で活動したことから新安派とも呼ばれた。古都南京（金陵）には多くの優れた画家が活動し、中で龔賢（きょうけん）、高岑（こうしん）、樊圻（はんき）、呉宏（ごこう）、鄒喆（すうてつ）、葉欣（しょうきん）、胡慥（こぞう）、謝蓀（しゃそん）らを金陵八家と称した。八家のうち、鄒喆、葉欣、胡慥、謝蓀の現存作品は少ない。同じ頃、安徽宣城には、もっぱら黄山の風景を描き、黄山画家と呼ばれた梅清（ばいせい）がいた。
龔賢（1618 - 1689年以後）は江蘇昆山の人で南京に住んだ。無人の山水画をもっぱら描き、濃墨を塗り重ね、墨の濃淡のコントラストを強調した作風が特徴。
- 高岑（生没年不明） - 杭州の人で南京に住んだ。山水や水墨の花卉をよくした[276]。
- 樊圻（1616 - ?年） - 南京の人。生年は1611年、没年は1694年とも。山水、花鳥、人物のいずれもよくした[277]。
- 梅清（1623 - 1697年） - 安徽宣城の人。黄山風景を得意な構図と画法で描いた[278]。
- 査士標（1615 - 1698年）- 安徽休寧の人で揚州に住んだ。倪瓚、董其昌に学んだ山水画を描いた。書は米芾と董其昌を学んだ。彼とその周辺の画家を新安派と称する[279]。

### 揚州八怪
清中期の乾隆頃、江南の商業都市揚州には、多くの画家が活動していた。その中で個性的な画風を築いた一群の文人画家たちを「揚州八怪」と称する。「八怪」のメンバーは必ずしも8名に限定されない。鄭燮、高翔（こうしょう）、金農（きんのう）、羅聘（らへい）、黄慎（こうしん）、李鱓（りぜん）、汪士慎（おうししん）、李方膺（りほうよう）らが「揚州八怪」とみなされるが、これに華嵒（かがん）、高鳳翰（こうほうかん）、閔貞（びんてい）らを加えることもある。
- 鄭燮（1693 - 1765年）江蘇興化（揚州）の人。号は板橋。乾隆元年（1736年）の進士。山東の県令となるが、窮民を救済しようとしたことが上層部の方針と合わず、罷免された。晩年は揚州に住み、墨竹、墨蘭をもっぱら描いた[281]。
- 高翔（1688 - 1753年）江蘇甘泉（揚州）の人。弘仁、石濤に学んだ山水をよくし、墨梅も描いた[282]。
- 金農（1687 - 1763年）浙江仁和（杭州）の人。書家としては「漆書体」という独自の隷書で知られる。絵画は50歳代以降に制作。墨梅で知られる[283]。
- 羅聘（1733 - 1799年）安徽歙県の人で揚州で活動した。金農の弟子で、鍾馗などの故事人物図を得意とした[281]。
- 黄慎（1687 - 1770年頃）没年は1768年とも。福建寧化の人。しばしば揚州を訪れ、揚州と故郷福建の双方で活動した。独特の線を用いた人物画で知られ、山水画もある[282]。
- 李鱓（1686 - 1762年）没年は1760年とも。江蘇興化（揚州）の人。宮廷画家となった後、山東の県令に任じられたこともあるが、上司と衝突して官を去り、揚州で売画で生計を立てた。写意の花卉画をよくした[283]。
- 汪士慎（1686 - 1759年）安徽休寧の人。墨梅をよくした[284]。
- 李方膺（1695/1696 - 1755年）江蘇南通の人。墨竹をよくした[285]。
- 華嵒（1682 - 1756年）福建臨汀の人（出身は上杭とも）。人物、花鳥をよくした。独自の色使いで、南宋の院体画とも、徐渭などの写意画とも異なる、独自の写生風の花鳥画を制作した[286]。
- 高鳳翰（1683 – 1748/1749年）山東膠州（こうしゅう）の人。山水、花鳥をよくした。50歳代に右手が不自由になったため左手で描くようになり、尚左生と称した。指頭画（筆の代わりに指先や爪で描く）もよくした[277][287]。
- 閔貞（1730 - ?年）江西の人。花鳥をよくした[288]。

### 清代前期のその他の画家
- 袁江（中国語版）（えんこう、生没年不明） - 揚州の人。宮廷画家で、青緑の楼閣山水をよくした[289]。
- 袁耀（中国語版）（えんよう、活動期1739 - 1778年） - 揚州の画家。袁江の甥。おじの袁江と同様、青緑の楼閣山水をよくしたが、おじと違って宮廷に仕えた記録はない[290]。
- 禹之鼎（中国語版）（うしてい、1647 - ?年） - 揚州の人。康熙年間の宮廷画家で、山水画も描いたが、特に肖像画をよくした[291]。
- 郎世寧（ろうせいねい、1688 - 1766年） - イタリア、ミラノの人。名はジュゼッペ・カスティリョーネ(Giuseppe Castiglione)。キリスト教の宣教師として康熙54年（1715年）に中国に入り、康熙・雍正・乾隆の3代に宮廷画家として仕えた。山水、花鳥などの中国的画題を、西洋画法を取り入れた写実的画法で描いた[292]。
- 金廷標（きんていひょう、生没年不明） - 乾隆年間の宮廷画家。独特の鋭い線描で故実人物画などを描いた[293]。
- 高其佩（中国語版）（こうきはい、1660 - 1734年） - 本籍は山東だが、遼寧鉄嶺に移った。筆を使わずに指先や爪に墨をつけて描く「指頭画」の作家で、多くの追随者を生んだ。山水、花鳥、人物のいずれもよくしたが、特に鍾馗の絵を多く描いた[294][295]。
- 沈銓（しんせん、1682 – 1761?年） - 浙江徳清（または呉興）の人。南蘋（なんぴん）と号した。1731年に日本の長崎に渡って3年ほど滞在し、後の日本画壇に大きな影響を与えた。画風は南宋院体画風に西洋画風を加味している[296][297]。
- 奚岡（けいこう、1746 - 1803年） - 銭塘の人。黄公望、沈周、文徴明らの文人山水画の系統を継ぐが、奚岡自身は科挙に応じず、生涯平民であった。清初の「四王」以後の正統派画人の中では有力な存在である[298]。
- 改琦（中国語版）（かいき、1774 - 1829年） - 先祖は西域の人だが、松江（上海）に移った。仕女図をよくした[299][300]。
- 費丹旭（中国語版）（ひたんきょく、1801 - 1850年） - 湖州烏程の人。家が貧しく、売画で生計を立てた。仕女図と肖像画で知られる[301][302]。

### 海上画派および清末の画家
- 虚谷（きょこく、1823 - 1896年） - 安徽新安の人。俗姓は朱。軍人であったが、太平天国軍と戦うのを嫌い、出家した。僧籍にありながら精進せず、もっぱら上海で売画で生活していた。金魚の絵を得意とし、写意の花卉画や山水画もある[303][304]。
- 趙之謙（ちょうしけん、1829 - 1884年） - 浙江会稽（紹興）の人。初め字を益甫、号を冷君といったが、後に字を撝叔（きしゅく）と改め、悲盦（ひあん）と号した（「あん」の漢字は上から「今」「酉」「皿」）。太平天国の乱で故郷を離れ、34歳の時に妻と娘を失うなど、波乱に満ちた生涯を送った。書家としては、碑学を切り開いた鄧石如の影響を受け、篆隷書をよくした。画は揚州八怪の李鱓、高鳳翰らの影響を受け、華麗な色彩の写意の花卉画をよくした。金石学（中国古代の青銅器や石刻の文字を研究する学問）を学んだことから、後述の呉昌碩とともに金石学派とも称される[305][306]。
- 呉昌碩（ごしょうせき、1844 - 1927年） - 浙江安吉の人。字の昌碩で呼ばれることが多い。名（諱）は初め俊で、後に俊卿と改めた。字は初め香補、後に昌碩と改める。号は缶廬（ふろ）、苦鉄、大聾など。書家、篆刻家としても知られ、詩書画篆刻のいずれをもよくし、中国近代芸術への影響が大きかった。絵は30歳代から学び始め、40歳代になってようやく自分の絵を人前に出すようになった。篆書の筆意を生かした松竹梅などの花卉画が多いが、山水もある。西泠印社（篆刻を主とする学術団体）の社長も務めた[307][308]。
- 任頤（じんい / にんい、1840 – 1895年） - 浙江紹興の人。初名は潤、字を小楼といった。後に名を頤、字を伯年と改めた。写意の花鳥画をよくし、肖像画家としても優れていた。中国絵画には余白に題詩を書したものが多いが、任頤の作品にはそうしたものはほとんどみられない。師の任熊と任薫、および任預とともに「海上四任」と称された[309]。
- 黄賓虹（こうひんこう、1863 - 1955年） - 民国期を代表する山水画家。ヨーロッパ留学経験者で、帰国後は宋元の水墨画に西洋の水彩画風を加味した作風を特色とした[310][311]。
- 斉白石（せいはくせき、1864 - 1957年） - 湖南湘潭の人。生年は暦の関係で1863年とされることもある。もとの名は純芝、字は渭清。後に名を璜（こう）、字を瀕生とした。白石は号（または字）で他に借山吟館主者、寄萍老人などと号した。辛亥革命後は中国美術家協会主席を務めた。写意画の花鳥を得意とし、徐渭、八大山人、石濤などに師法した[312]。

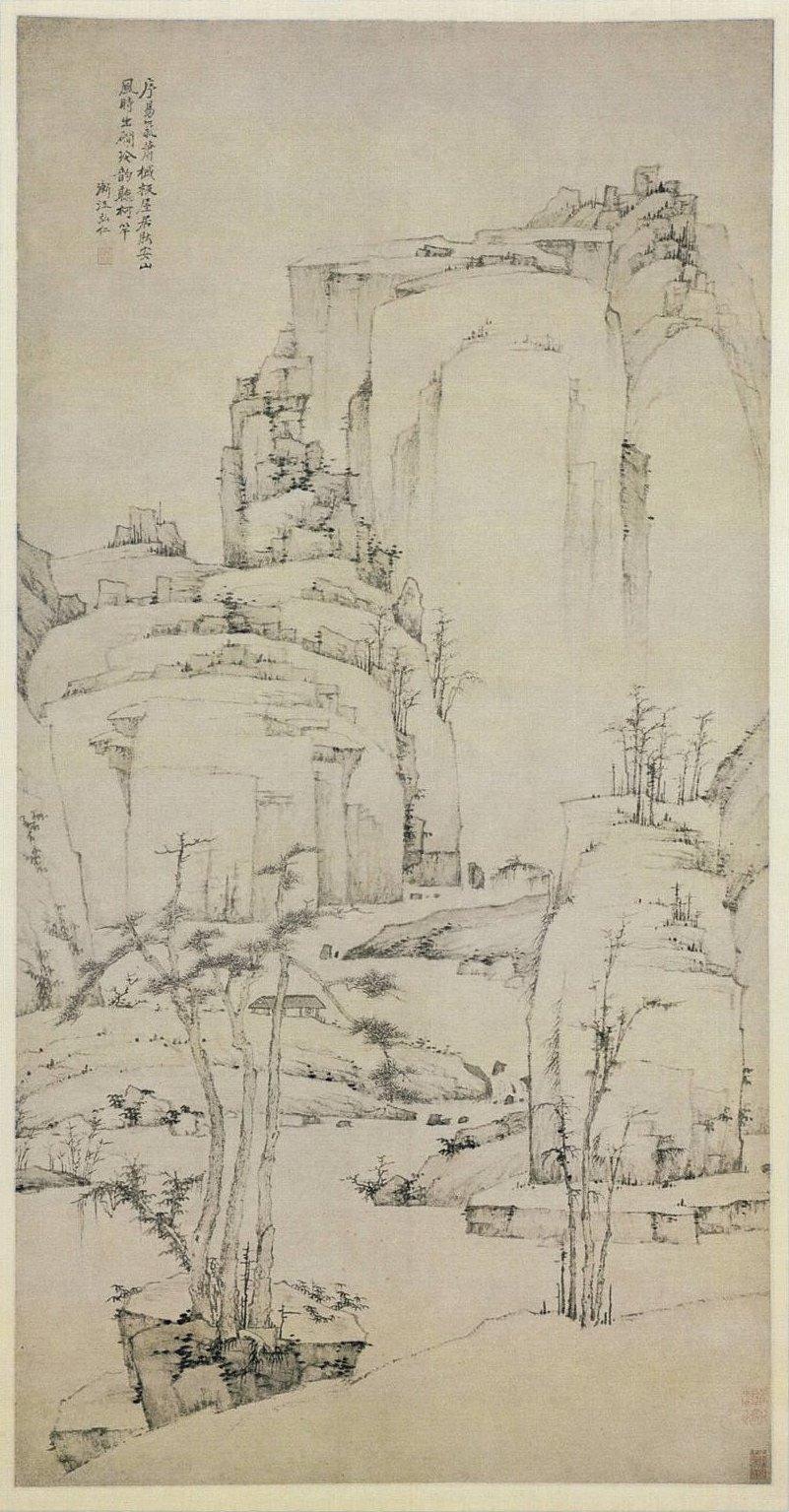
弘仁『秋景図』（ホノルル美術館）
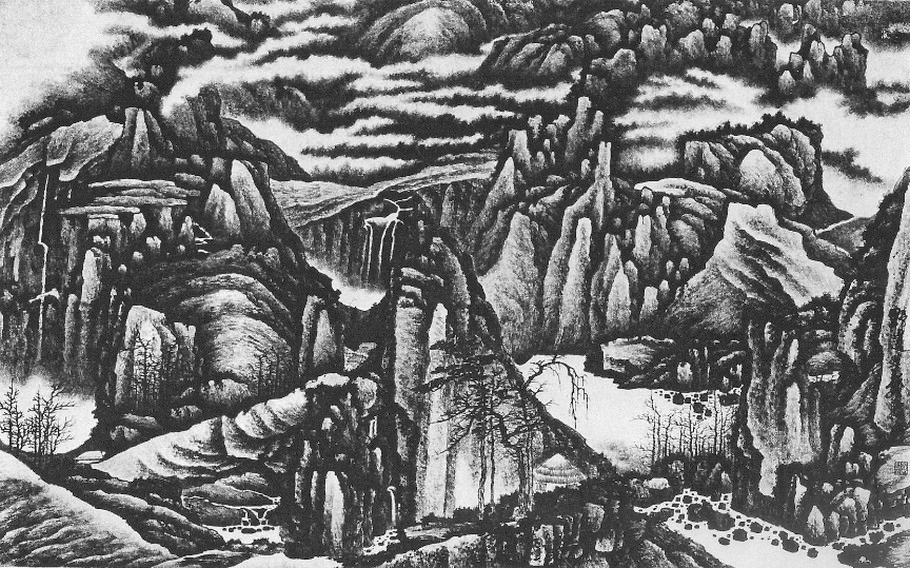
龔賢『千巌万壑図』（リートベルク美術館）
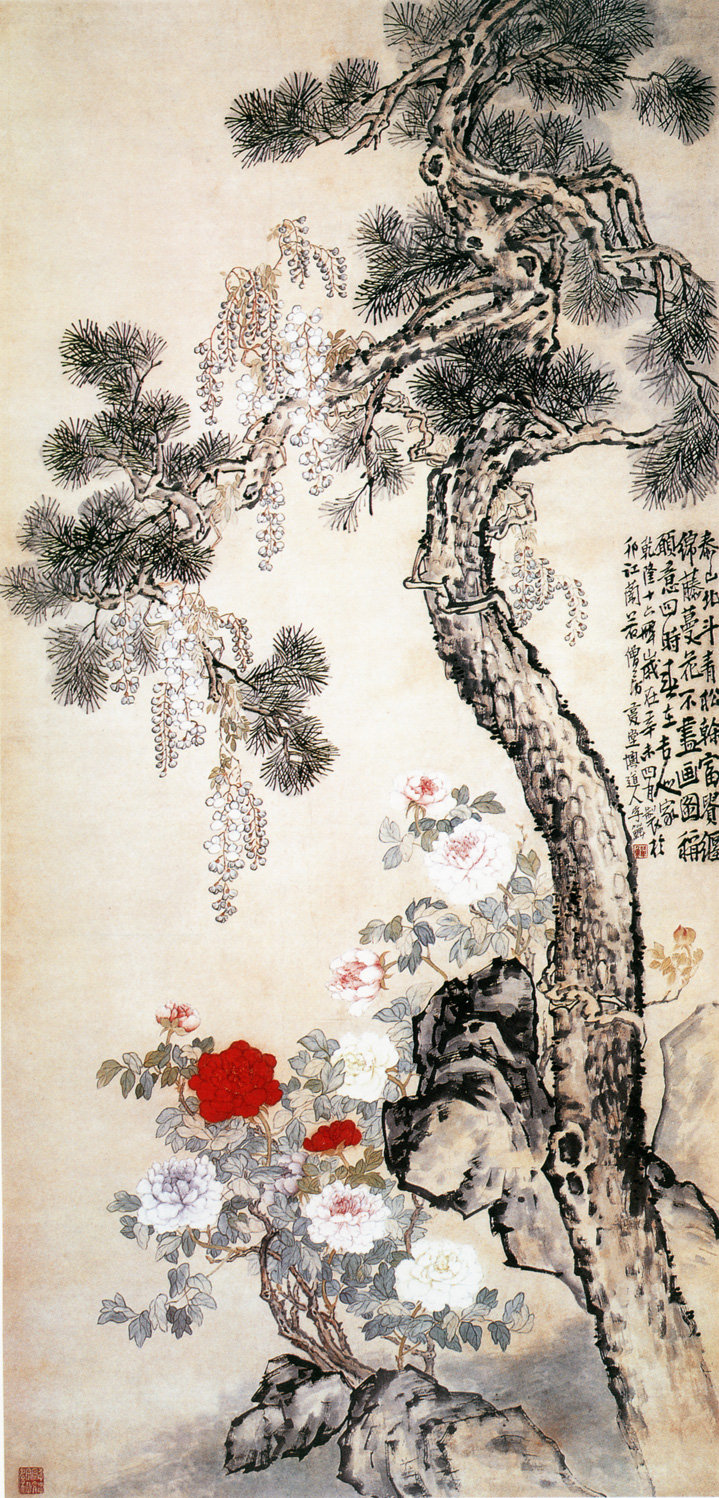
李鱓『松石紫藤図』（上海博物館）
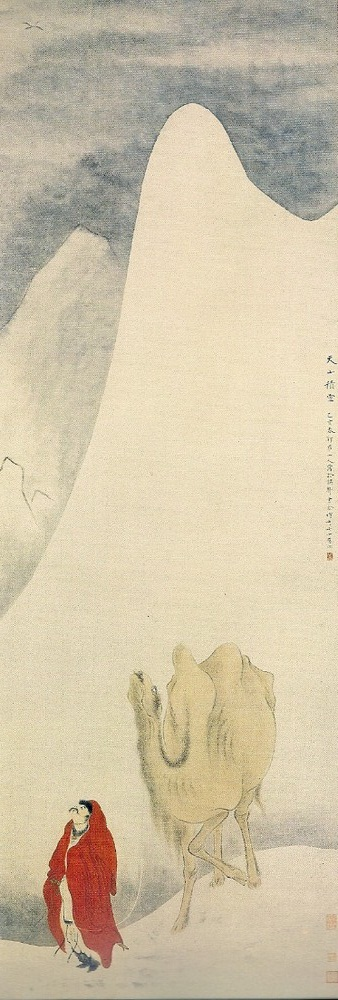
華嵒『天山積雪図』（北京故宮博物院）
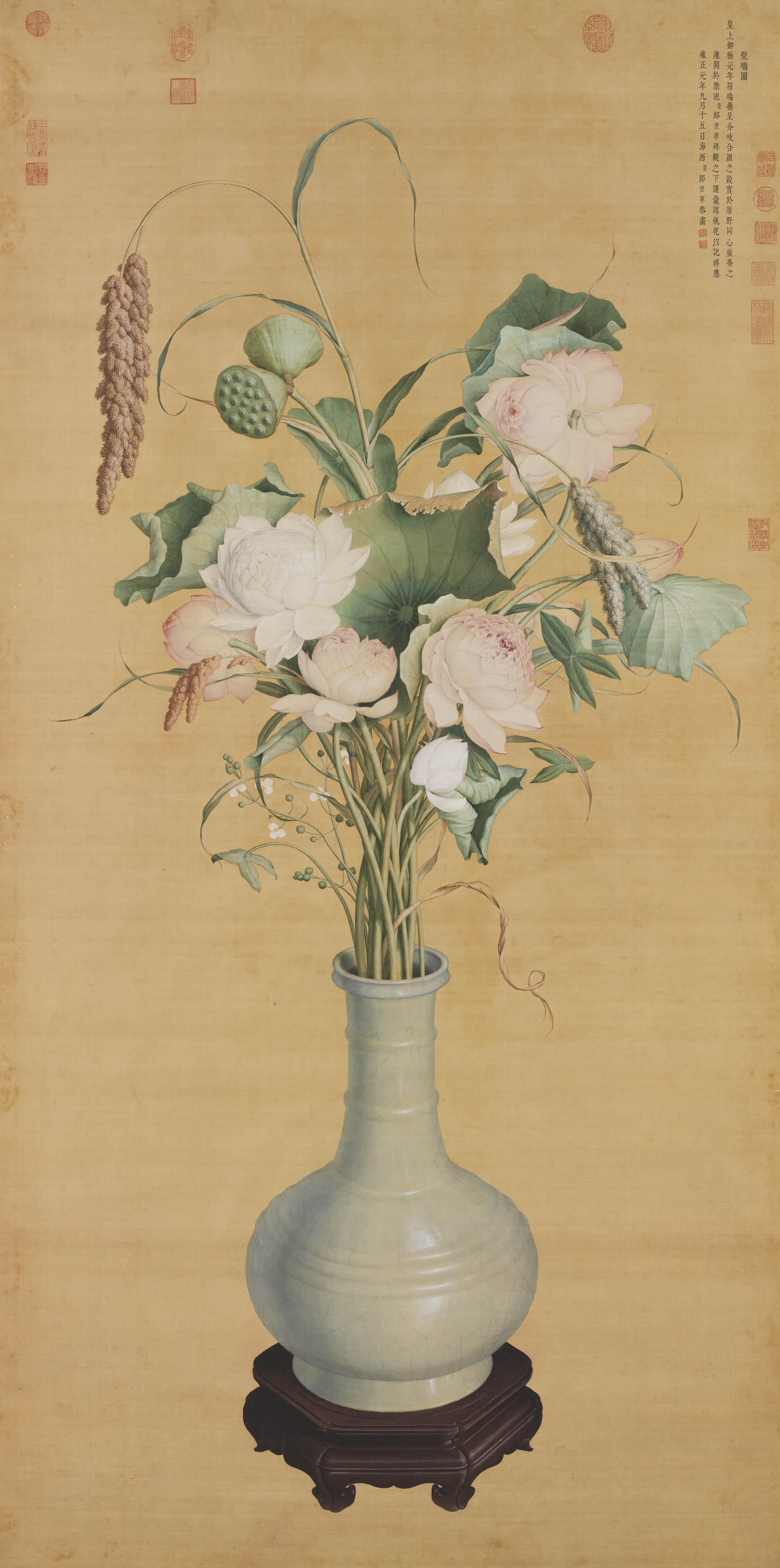
郎世寧『聚瑞図』（台北故宮博物院）

## 民国時代の画家

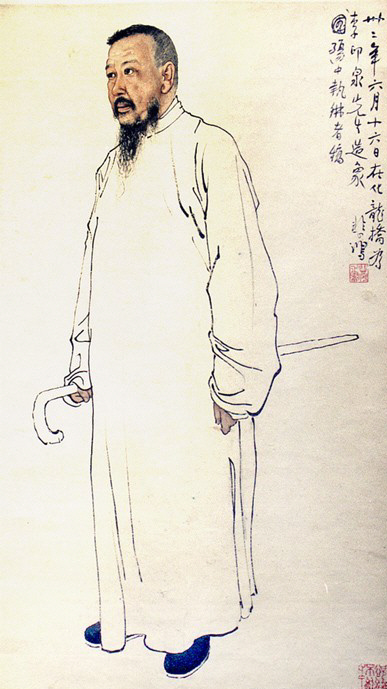
徐悲鴻『李印泉先生像』

- 高剣父（中国語版）（こうけんふ、1879 - 1951年） - 辛亥革命や抗日運動に参加し、革命画家と呼ばれるが、若い時は日本に留学したこともある。その後、政治運動を離れて画業に専念する。私立南中美術院を設立し、多くの後継者を育てた。嶺南派（中国語版）の祖と呼ばれる[313]。
- 劉海粟（中国語版）（りゅうかいぞく、1895 - 1994年） - 江蘇武進の人。日本と欧州に留学経験がある。上海美術専科学校（中国語版）を設立し、デッサンの指導に中国ではそれまで一般的でなかった人体モデルを使うなど、改革に努めた[314]。
- 徐悲鴻（じょひこう、1895 - 1953年） - 江蘇宜興の人。1919年から1927年にかけてフランスに留学し、パリのエコール・デ・ボザールに学んだ。帰国後は南京の国立中央大学芸術系主任を務め、中華人民共和国成立後は中央美術院院長を務めた。画風は社会主義レアリスムの系統で、特に馬の絵で知られる[315]。
- 張大千（ちょうだいせん、1899 - 1983年） - 「東洋のピカソ」と称される、近代中国を代表する書画家。四川内江の人。大千は号で、諱は爰（えん）。19歳の時に日本の京都に留学し、染色を学んだ。敦煌に長期滞在し、莫高窟の壁画を模写したこともある。第二次大戦後はアメリカやブラジルに住み、国際的に活動した。中国画に西洋画の手法を取り入れた作品で知られるが、晩年は台湾に住み、目を悪くしたこともあって、水墨画を主に描くようになり、溌墨を多用した[316]。